# Figuren aus Star Wars

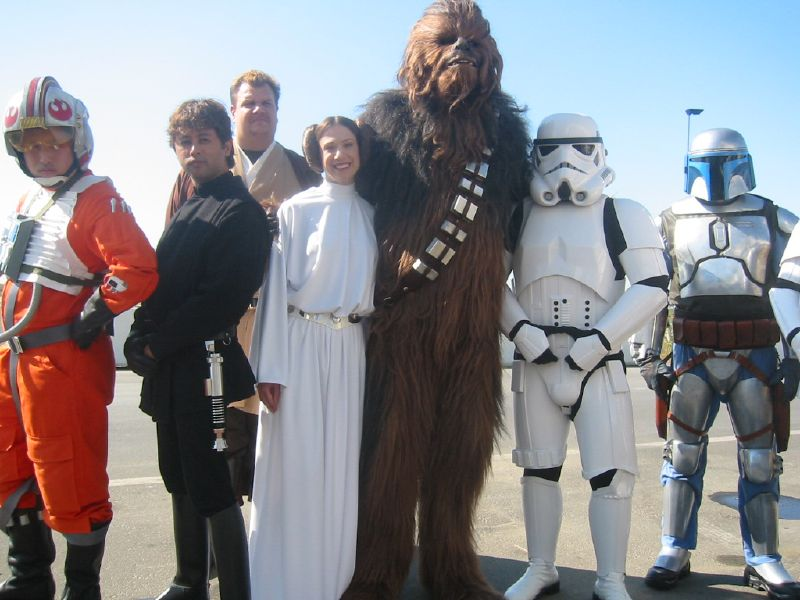
Fans in Cosplay-Kostümen verschiedener Star-Wars-Charaktere

Dieser Artikel gibt einen Überblick über die wichtigsten Figuren des Star-Wars-Universums, dessen Geschichte mit dem 1977 erschienenen Kinofilm Krieg der Sterne (englischer Originaltitel: Star Wars) begann. Schöpfer von Star Wars ist der Drehbuchautor, Produzent und Regisseur George Lucas.
Im Kern besteht Star Wars aus derzeit drei Filmtrilogien: der Originaltrilogie, die neben Krieg der Sterne (1977, Episode IV) die Filme Das Imperium schlägt zurück (1980, Episode V) und Die Rückkehr der Jedi-Ritter (1983, Episode VI) umfasst; der Prequel-Trilogie, die in der Zeit vor der Originaltrilogie spielt, mit den Filmen Die dunkle Bedrohung (1999, Episode I), Angriff der Klonkrieger (2002, Episode II) und Die Rache der Sith (2005, Episode III); und schließlich der inhaltlich auf die Originaltrilogie folgenden Sequel-Trilogie, die 2015 mit Das Erwachen der Macht (Episode VII) begann und 2017 mit Die letzten Jedi (Episode VIII) fortgeführt wurde. Der Aufstieg Skywalkers (Episode IX) schloss diese Trilogie im Jahr 2019 ab.
Darüber hinaus existieren mehrere Ableger, die offiziell als A Star Wars Story vermarktet werden. Diese sind in diesem Artikel unter dem Begriff Anthology zusammengefasst. Unter diese fällt Rogue One: A Star Wars Story, das 2016 erschien. Im Mai 2018 erschien mit Solo: A Star Wars Story der zweite Film dieser Reihe, die ihre Handlung abseits der Haupttrilogien hat.
Unter dem Begriff Erweitertes Universum (engl. Expanded Universe) wurden im Star-Wars-Kontext alle lizenzierten Star-Wars-Materialien außerhalb der Kinofilme gefasst. Das erweiterte Universum beinhaltete Bücher, Comic-Hefte, Spiele und andere Medien, die die Geschichten, die in den Filmen erzählt werden, erweiterten. Die Erweiterung des Star-Wars-Universums begann im Jahr 1978. Mit der Übernahme der Star-Wars-Marke durch Disney im Jahr 2012 änderte sich das Expanded Universe grundlegend. Am 25. April 2014 gab Disney bekannt, dass das ehemalige erweiterte Universum nicht mehr zum offiziellen Kanon gehöre und unabhängig unter dem Sammelnamen Legends fortbestehe. Zum Star-Wars-Kanon gehören fortan die Kinofilme, die Serie Star Wars: The Clone Wars, sowie alle (mit wenigen Ausnahmen) ab April 2014 erschienenen und neu veröffentlichten, weiteren Star-Wars-Medien. Star-Wars-Neuerscheinungen werden in Kooperation mit der sogenannten Lucasfilm Story Group erarbeitet, um die Kontinuität zwischen den einzelnen Werken zu wahren.
Nachfolgend aufgelistet sind die wichtigsten Figuren des Star-Wars-Universums. Dabei liegt der Fokus auf den Kinofilmen und Serien. Auftritte in Romanen, Comics und Videospielen bzw. Figuren aus diesen Medien werden nicht aufgelistet, sofern sie keinen bedeutenden Stellenwert in der Handlung von Star Wars einnehmen. Bedeutende und beliebte Figuren und Auftritte in den unkanonischen Geschichten sind abschließend unter dem Sammelbegriff Legends aufgeführt. Die teilweise angegebenen Geburts- und Sterbedaten basieren auf der fiktiven Galaktischen Zeitrechnung, die die Ereignisse im Star-Wars-Universum in zwei Epochen teilt: die Jahre vor der Schlacht von Yavin (VSY) sowie nach der Schlacht von Yavin (NSY). In der Schlacht von Yavin wurde am Ende von Krieg der Sterne (Episode IV) der erste Todesstern durch Luke Skywalker zerstört.

## Wiederkehrende und wichtige Figuren
| Figuren                         | 32 VSY | 22 VSY | 22–19 VSY | 19 VSY  | 19 VSY  | 10 VSY  | 9 VSY   | 5–1 VSY | 5–1 VSY | 1 VSY   | 0 VSY   | 3 NSY   | 4 NSY   | 9 NSY   | 9 NSY   | 9 NSY   | 34 NSY | 34 NSY  | 34 NSY  | 35 NSY |
| Figuren                         | I      | II     | TCW       | III     | TBB     | Solo    | Kenobi  | Andor   | Rebels  | RO      | IV      | V       | VI      | TM      | BvBF    | Ahsoka  | SWR    | VII     | VIII    | IX     |
| ------------------------------- | ------ | ------ | --------- | ------- | ------- | ------- | ------- | ------- | ------- | ------- | ------- | ------- | ------- | ------- | ------- | ------- | ------ | ------- | ------- | ------ |
| Anakin Skywalker / Darth Vader  | Haupt  | Haupt  | Haupt     | Haupt   | erwähnt |         | Haupt   |         | Neben   | Neben   | Haupt   | Haupt   | Haupt   | erwähnt | erwähnt | Haupt   |        | erwähnt | erwähnt | Stimme |
| Obi-Wan „Ben“ Kenobi            | Haupt  | Haupt  | Haupt     | Haupt   |         |         | Haupt   |         | Neben   | erwähnt | Haupt   | Cameo   | Neben   |         |         | erwähnt |        | Stimme  | erwähnt | Stimme |
| Padmé Amidala                   | Haupt  | Haupt  | Neben     | Haupt   |         |         | erwähnt |         |         |         |         |         | erwähnt |         |         |         |        |         |         |        |
| Sheev Palpatine / Darth Sidious | Haupt  | Haupt  | Neben     | Haupt   | Neben   |         | Cameo   | erwähnt | Neben   | erwähnt | erwähnt | Neben   | Haupt   |         |         | erwähnt |        |         | erwähnt | Haupt  |
| Qui-Gon Jinn                    | Haupt  | Stimme | Neben     | erwähnt |         |         | Cameo   |         | Stimme  |         |         |         |         |         |         |         |        |         |         | Stimme |
| Jar Jar Binks                   | Haupt  | Neben  | Neben     | Cameo   |         |         |         |         |         |         |         |         |         |         |         |         |        |         |         |        |
| Darth Maul                      | Haupt  |        | Neben     |         |         | Cameo   |         |         | Neben   |         |         |         |         |         |         |         |        |         |         |        |
| Shmi Skywalker                  | Haupt  | Neben  | Cameo     | erwähnt |         |         |         |         |         |         |         |         |         |         |         |         |        |         |         |        |
| Yoda                            | Neben  | Haupt  | Neben     | Haupt   |         |         |         |         | Cameo   |         |         | Haupt   | Neben   | erwähnt | erwähnt |         |        | Stimme  | Neben   | Stimme |
| Mace Windu                      | Neben  | Haupt  | Neben     | Haupt   |         |         |         |         | erwähnt |         |         |         |         |         |         |         |        |         |         | Stimme |
| Count Dooku / Darth Tyranus     |        | Haupt  | Neben     | Neben   | erwähnt |         |         |         |         |         |         |         |         | erwähnt |         | erwähnt |        |         |         |        |
| Bail Organa                     |        | Neben  | Neben     | Haupt   | Neben   |         | Neben   | Haupt   | Neben   | Neben   | erwähnt |         |         |         |         |         |        |         | erwähnt |        |
| Ahsoka Tano                     |        |        | Haupt     |         | erwähnt |         |         |         | Neben   |         |         |         |         | Cameo   | Cameo   | Haupt   |        |         |         | Stimme |
| Captain Rex                     |        |        | Haupt     |         | Neben   |         |         |         | Haupt   |         |         |         |         |         |         | Cameo   |        |         |         |        |
| Kloneinheit 99                  |        |        | Neben     |         | Haupt   |         |         |         |         |         |         |         |         |         |         |         |        |         |         |        |
| Omega                           |        |        |           |         | Haupt   |         |         |         |         |         |         |         |         |         |         |         |        |         |         |        |
| Han Solo                        |        |        |           |         |         | Haupt   |         |         |         |         | Haupt   | Haupt   | Haupt   |         |         |         |        | Haupt   | erwähnt | Cameo  |
| Chewbacca                       |        |        | Cameo     | Cameo   |         | Haupt   |         |         |         |         | Haupt   | Haupt   | Haupt   |         |         |         |        | Haupt   | Haupt   | Haupt  |
| Lando Calrissian                |        |        |           |         |         | Haupt   |         |         | Cameo   |         |         | Haupt   | Haupt   |         |         |         |        |         |         | Neben  |
| Qi’ra                           |        |        |           |         |         | Haupt   |         |         |         |         |         |         |         |         |         |         |        |         |         |        |
| Tobias Beckett                  |        |        |           |         |         | Haupt   |         |         |         |         |         |         |         |         |         |         |        |         |         |        |
| Leia Organa                     |        |        |           | Cameo   |         |         | Haupt   |         | Cameo   | Cameo   | Haupt   | Haupt   | Haupt   |         |         | erwähnt | Neben  | Haupt   | Haupt   | Haupt  |
| Reva Sevander                   |        |        |           |         |         |         | Haupt   |         |         |         |         |         |         |         |         |         |        |         |         |        |
| Cassian Andor                   |        |        |           |         |         |         |         | Haupt   |         | Haupt   |         |         |         |         |         |         |        |         |         |        |
| Mon Mothma                      |        |        | Neben     | Cameo   |         |         |         | Haupt   | Neben   | Neben   |         |         | Cameo   |         |         | Neben   |        |         |         |        |
| C1-10P / Chopper                |        |        |           |         | Neben   |         |         |         | Haupt   | Cameo   |         |         |         |         |         | Neben   |        |         |         |        |
| Ezra Bridger                    |        |        |           |         |         |         |         |         | Haupt   |         |         |         |         |         |         | Haupt   |        |         |         |        |
| Zeb Orrelios                    |        |        |           |         |         |         |         |         | Haupt   |         |         |         |         | Cameo   |         |         |        |         |         |        |
| Großadmiral Thrawn              |        |        |           |         |         |         |         | erwähnt | Haupt   |         |         |         |         | erwähnt |         | Haupt   |        |         |         |        |
| Hera Syndulla                   |        |        |           |         | Neben   |         |         |         | Haupt   | erwähnt |         |         |         |         |         | Haupt   |        |         |         |        |
| Kanan Jarrus / Caleb Dume       |        |        | Cameo     |         | Cameo   |         |         |         | Haupt   |         |         |         |         |         |         | erwähnt |        |         |         | Stimme |
| Sabine Wren                     |        |        |           |         |         |         |         |         | Haupt   |         |         |         |         |         |         | Haupt   |        |         |         |        |
| Jyn Erso                        |        |        |           |         |         |         |         |         |         | Haupt   |         |         |         |         |         |         |        |         |         |        |
| K-2SO                           |        |        |           |         |         |         |         | Haupt   |         | Haupt   |         |         |         |         |         |         |        |         |         |        |
| Orson Krennic                   |        |        |           |         | Cameo   |         |         | Haupt   | erwähnt | Haupt   |         |         |         |         |         |         |        |         |         |        |
| Luke Skywalker                  |        |        |           | Cameo   |         |         | Neben   |         | Cameo   |         | Haupt   | Haupt   | Haupt   | Cameo   | Cameo   |         |        | Cameo   | Haupt   | Neben  |
| C-3PO                           | Neben  | Neben  | Neben     | Neben   |         |         | Cameo   |         | Cameo   | Cameo   | Haupt   | Haupt   | Haupt   |         |         | Cameo   | Stimme | Neben   | Neben   | Haupt  |
| R2-D2                           | Neben  | Neben  | Neben     | Neben   |         |         | Cameo   |         | Cameo   | Cameo   | Haupt   | Haupt   | Haupt   | Cameo   | Cameo   |         |        | Neben   | Neben   | Neben  |
| Wilhuff Tarkin                  |        |        | Neben     | Cameo   | Neben   |         |         | erwähnt | Neben   | Neben   | Haupt   |         |         |         |         |         |        |         |         |        |
| Jabba der Hutte                 | Neben  |        | Neben     |         |         | erwähnt |         |         | erwähnt |         | Cameo   | erwähnt | Haupt   |         | erwähnt |         |        |         |         |        |
| Din Djarin / Der Mandalorianer  |        |        |           |         |         |         |         |         |         |         |         |         |         | Haupt   | Haupt   |         |        |         |         |        |
| Grogu                           |        |        |           |         |         |         |         |         |         |         |         |         |         | Haupt   | Neben   |         |        |         |         |        |
| Bo-Katan Kryze                  |        |        | Neben     |         |         |         |         |         | Neben   |         |         |         |         | Haupt   | erwähnt |         |        |         |         |        |
| Boba Fett                       |        | Neben  | Neben     |         |         |         |         |         |         |         | Cameo   | Neben   | Neben   | Neben   | Haupt   |         |        |         |         |        |
| Fennec Shand                    |        |        |           |         | Neben   |         |         |         |         |         |         |         |         | Neben   | Haupt   |         |        |         |         |        |
| BB-8                            |        |        |           |         |         |         |         |         |         |         |         |         |         |         |         |         | Haupt  | Haupt   | Haupt   | Haupt  |
| Rey Skywalker                   |        |        |           |         |         |         |         |         |         |         |         |         |         |         |         |         |        | Haupt   | Haupt   | Haupt  |
| Finn / FN-2187                  |        |        |           |         |         |         |         |         |         |         |         |         |         |         |         |         |        | Haupt   | Haupt   | Haupt  |
| Poe Dameron                     |        |        |           |         |         |         |         |         |         |         |         |         |         |         |         |         | Neben  | Haupt   | Haupt   | Haupt  |
| Ben Solo / Kylo Ren             |        |        |           |         |         |         |         |         |         |         |         |         |         |         |         |         | Cameo  | Haupt   | Haupt   | Haupt  |
| Armitage Hux                    |        |        |           |         |         |         |         |         |         |         |         |         |         |         |         |         | Cameo  | Haupt   | Haupt   | Neben  |
| Snoke                           |        |        |           |         |         |         |         |         |         |         |         |         |         |         |         |         |        | Haupt   | Haupt   | Stimme |
| Rose Tico                       |        |        |           |         |         |         |         |         |         |         |         |         |         |         |         |         |        |         | Haupt   | Neben  |

|  |

| Vorgänger-Trilogie | Original-Trilogie | Fortsetzungs-Trilogie | Anthologie | Serien |
| ------------------ | ----------------- | --------------------- | ---------- | ------ |

| Galaktische Zeitrechnung: VSY = Vor der Schlacht von Yavin / NSY = Nach der Schlacht von Yavin In der Schlacht von Yavin wurde am Ende von Episode IV der erste Todesstern von Luke Skywalker zerstört. |

| Haupt      | Neben      | Cameo     | Erwähnt                | Stimme                      |
| ---------- | ---------- | --------- | ---------------------- | --------------------------- |
| Hauptrolle | Nebenrolle | Kurzrolle | Die Figur wird erwähnt | Nur die Stimme ist zu hören |

## Hauptfiguren

### Protagonisten (Saga)

#### Anakin Skywalker/Darth Vader
Auftritte als Anakin

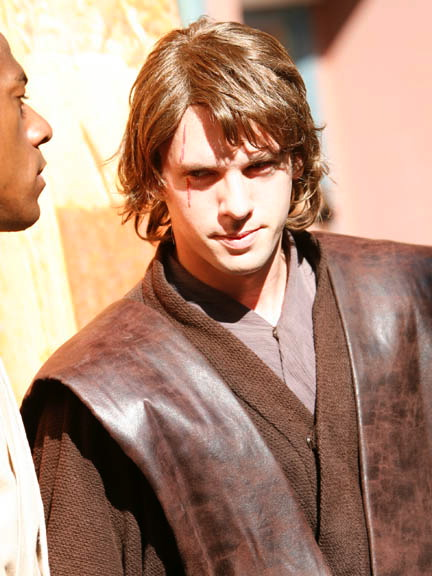
Anakin Skywalker als Figur auf den Disney Weekends 2007

- Episoden: I, II, III, VI, IX (Stimme)
- Serien: The Clone Wars, Rebels, Obi-Wan Kenobi, Die Mächte des Schicksals, Geschichten der Jedi, Ahsoka Darth Vader in seiner ikonischen Rüstung

Auftritte als Darth Vader

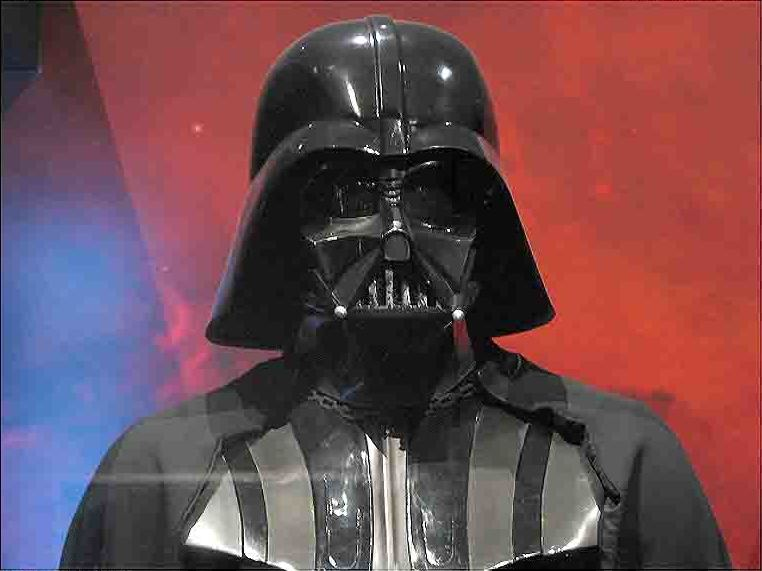
Darth Vader in seiner ikonischen Rüstung

- Episoden: III, IV, V, VI, IX (Stimme)
- Anthology: Rogue One
- Serien: The Clone Wars, Rebels, Obi-Wan Kenobi, Ahsoka, Geschichten des Imperiums
- Videospiele: Jedi: Fallen Order, Squadrons (Stimme), Jedi: Survivor, Outlaws

Anakin Skywalker (* 41 VSY auf Tatooine; † 4 NSY auf dem 2. Todesstern über Endor) ist zunächst ein Jedi-Ritter, der unter Obi-Wan Kenobi ausgebildet wird. Er gilt als der Auserwählte einer uralten Prophezeiung der Jedi, die besagt, dass er das Gleichgewicht der Macht wiederherstellen wird. Später wird er zu Darth Vader, einem Sith und – auch in den eigenen Reihen – gefürchteten Diener von Imperator Palpatine. Er ist der Vater von Luke Skywalker und Leia Organa.
Anakin hat keinen leiblichen Vater, wird durch eine Präsenz der Macht erschaffen und ist bis zu seinem neunten Lebensjahr ein Sklavenjunge auf Tatooine. Als Sohn der Sklavin Shmi Skywalker wird er in die Sklaverei hineingeboren. Während der Krise auf Naboo wird er vom Jedi-Meister Qui-Gon Jinn gefunden und in Folge einer gewonnenen Wette um ein Podrennen aus der Sklaverei befreit, da dieser die immense Macht in dem Jungen sieht und ihn als den Auserwählten vermutet. Als Qui-Gon aber kurz darauf von dem Sith-Lord Darth Maul getötet wird, übernimmt Obi-Wan Kenobi die weitere Ausbildung Anakins.
Während seiner Ausbildung als Jedi-Padawan zeigt Anakin oftmals beunruhigende Züge: Er missachtet häufig Obi-Wans Anweisungen, handelt unbeherrscht und emotional und ermordet in seiner Wut alle Mitglieder eines Tuskenräuber-Stamms, nachdem diese seine Mutter Shmi in Gefangenschaft dem Tode überließen. Bei einem Duell gegen Count Dooku verliert Anakin seine rechte Hand und den Unterarm, die durch eine Prothese ersetzt werden. Anakin und Padmé Amidala verlieben sich und heirateten im Geheimen, da es den Jedi verboten ist, Beziehungen zu führen. Während der Klonkriege bildet er als Jedi-Ritter sowie General die Padawan-Schülerin Ahsoka Tano aus.
Kurz vor dem Ende der Klonkriege wird Padmé von Anakin schwanger, der eine zunehmend vertrauensvollere Beziehung zum Obersten Kanzler Palpatine – insgeheim der Sith-Lord Darth Sidious – aufbaut. Anakin hat mehrmals Visionen von Padmés Tod, und um sie zu retten, geht er auf ein manipulierendes Hilfsangebot Palpatines ein, der ihm zudem einredet, die Jedi seien das Böse in der Galaxis. Schließlich hilft Anakin dem Kanzler bei der Ermordung des Jedi-Meisters Mace Windu und wird als Darth Vader Palpatines neuer Schüler, in dessen Auftrag er unter dem neuen Sith-Namen Vader zahlreiche Jedi tötet. Im Zorn würgt Anakin seine Frau Padmé bis zur Bewusstlosigkeit, die jedoch später ohne das Wissen von Vader die Zwillinge Luke und Leia gebärt. In einem Duell gegen seinen Meister Obi-Wan verliert Anakin mehrere Gliedmaßen und wird von diesem brennend am Rand der Lava des Planeten Mustafar zurückgelassen. Er überlebt dennoch und erhält im Auftrag Palpatines eine lebensrettende Operation, nach der er fortan eine schwarze Rüstung sowie einen Helm mit Beatmungsgerät tragen muss. Viele Jahre später ist Lord Vader als Diener des Imperators ein gefürchtetes Gesicht des Galaktischen Imperiums. Im Zuge einer Fahndung nach Obi-Wan, der sich vor dem Imperium versteckt hält, trifft er nach vielen Jahren wieder auf seinen alten Meister, stellt sich diesem in einem weiteren Zweikampf und deckt eine verräterische Intrige der Inquisitorin Reva auf. Im Duell gegen Kenobi wird er besiegt und erneut schwer verletzt.
Während des sich anbahnenden Krieges gegen die Rebellenallianz trifft er erneut auf Obi-Wan, den er in einem Kampf auf dem ersten Todesstern schließlich tötet. Dort trifft er auch erstmals auf seinen Sohn Luke Skywalker, welcher den Todesstern später zerstört. Um seinen Sohn Luke zur Hinwendung zur dunklen Seite der Macht bewegen zu können, nimmt er Han Solo und Leia Organa auf Bespin gefangen. In einem Duell gegen seinen eigenen Sohn offenbart er diesem erstmals, dass er sein Vater sei.
Als die Rebellen einen Angriff auf den zweiten Todesstern starten, trifft Vader erneut auf Luke, der den Versuch wagt, seinen Vater auf die helle Seite zurückzuziehen. Als Imperator Palpatine, der Luke als neuen Schüler gewinnen möchte, schließlich im Begriff ist, Luke zu töten, wendet sich Darth Vader gegen den Imperator, wirft ihn in den Reaktorschacht des zweiten Todessterns und kann seinen Sohn retten. An den Folgen seiner Kampfverletzungen stirbt Vader in den Armen von Luke Skywalker, nachdem er schließlich wieder als Anakin Skywalker zurück zur hellen Seite der Macht findet und somit die Prophezeiung doch noch erfüllt. Anakin wird eins mit der Macht und erscheint seinem Sohn sowie auch seiner einstigen Schülerin Ahsoka nach dem Sieg der Rebellen über das Imperium als Machtgeist.
Anakin Skywalker wird in Episode I von Jake Lloyd, in den Episoden II und III sowie den Serien Obi-Wan Kenobi und Ahsoka von Hayden Christensen und in den Episoden IV–VI als Darth Vader von David Prowse verkörpert, das Gesicht unter der Maske in Episode VI ist jedoch das von Sebastian Shaw. Die Stimme im Original ist die von James Earl Jones. Das unverwechselbare Atemgeräusch wurde beim Dreh mit dem Atemregler eines Tauchers erzeugt. Bob Anderson, ein britischer Fechter und Schauspieler, choreographierte die Fechtkämpfe unter anderem für die Original-Trilogie (1977–1983), wobei er diese im Darth-Vader-Kostüm für den Film selbst darstellte.
In Rogue One übernahmen Spencer Wilding und Daniel Naprous die optische Darstellung, Jones erneut die Synchronisation. In Obi-Wan Kenobi waren Dmitrious Bistrevsky und Tom O’Connell für die Darstellung im Anzug verantwortlich, wobei Christensen die Darstellung ohne Maske und in Rückblenden übernahm und Jones abermals als Stimme fungierte.
In der DVD-Neuerscheinung der originalen Trilogie (Episoden IV bis VI) von 2004 wurde Shaw in der abschließenden Szene der verstorbenen Jedi-Meister digital durch Christensen ersetzt.
Die deutsche Synchronstimme Darth Vaders war Heinz Petruo. In Episode III und Rebels sowie den Videospielen zwischen 2017 und 2023 übernahm Reiner Schöne die Synchronisation. In Rogue One, Episode IX, Obi-Wan Kenobi, Ahsoka und Outlaws wird er von Martin Kautz gesprochen. Die deutsche Synchronstimme von Anakin Skywalker ist Wanja Gerick; lediglich in den Episoden I und VI wurde er von Constantin von Jascheroff und Horst Schön gesprochen.

#### BB-8
Auftritte:
- Episoden: VII, VIII, IX

BB-8-Figur

- Serien: Resistance, Die Mächte des Schicksals

BB-8 ist ein Astromech-Droide, der Poe Dameron als Copilot in seinem X-Flügler dient. Als der Widerstand auf der Suche nach Luke Skywalker ist, übergibt Poe Dameron BB-8 auf der Flucht vor der Ersten Ordnung die Karte mit dem entscheidenden Hinweis auf Skywalkers Versteck. Mit der Hilfe der Schrottsammlerin Rey und des desertierten Sturmtrupplers Finn kann sich BB-8 zum Widerstand durchschlagen und die Karte überbringen. Im Kampf gegen die Erste Ordnung agiert der Droide stets an der Seite von Poe und dem Widerstand.

#### C-3PO
Auftritte:

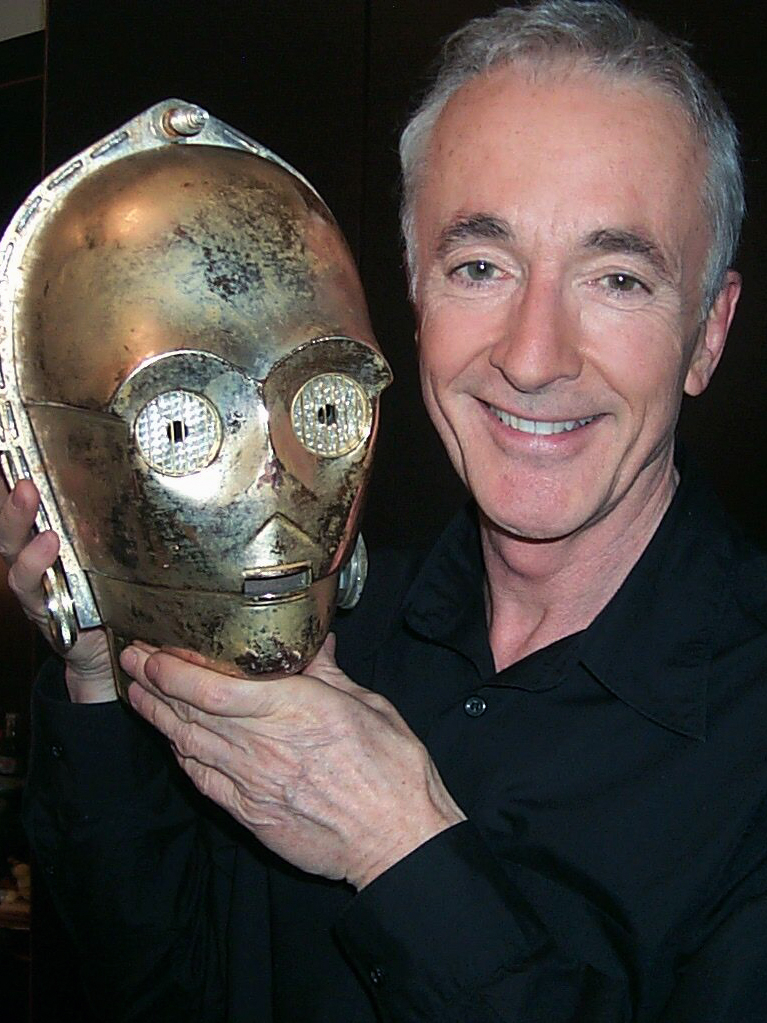
Anthony Daniels mit C-3PO-Maske, 2005

- Episoden: I, II, III, IV, V, VI, VII, VIII, IX
- Anthology: Rogue One
- Serien: The Clone Wars, Rebels, Obi-Wan Kenobi, Die Mächte des Schicksals (Stimme), Resistance (Stimme), Ahsoka

C-3PO ist ein Droide, genauer ein humanoider Roboter, der für Protokollfragen und Übersetzung programmiert wurde. Die Droiden dieses Modells haben eine Außenhaut aus glänzendem Metall und einen Menschen-ähnlichen Körperbau. Gebaut wurde er vom jungen Anakin Skywalker, allerdings nicht vervollständigt.
Auf Tatooine trifft er zum ersten Mal auf R2-D2. Als sein Erbauer zum dunklen Sith-Lord Darth Vader wird, gerät C-3PO in den Dienst der Rebellion und sein Gedächtnis an sein früheres Leben wurde gelöscht. Während der Zeit des Galaktischen Bürgerkrieges sind C-3PO und R2-D2 daran beteiligt, die Pläne des Todessterns der Rebellion zu übergeben, was zu dessen Zerstörung führte. Auf Bespin wird C-3PO von imperialen Sturmtruppen zerstört, wird jedoch von Chewbacca und R2 wieder repariert. In der Schlacht von Endor wird er von den einheimischen Ewoks als Gottheit verehrt.
Zur Ära der Neuen Republik dient C-3PO weiterhin Leia Organa und ist wichtiger Bestandteil des Widerstands im Kampf gegen die Erste Ordnung. Kurz vor der alles entscheidenden Schlacht von Exegol hilft er dem Widerstand bei der Suche nach einem alten Sith-Artefakt, dessen verbotene Inschrift er jedoch aufgrund seiner Programmierung nicht übersetzen kann. Daraufhin lässt er sich von dem Droidenschmied Babu Frik einer Umprogrammierung unterziehen, um die wichtige Botschaft zu übersetzen, woraufhin sein Gedächtnis kurzzeitig erneut gelöscht wird. Mit Hilfe von R2-D2 erhielt er wieder sein altes gespeichertes Gedächtnis zurück.
C-3PO ist in den Filmen– im Gegensatz zum mutigen R2-D2 – der typische Antiheld. Er redet sehr viel und geht seinen Besitzern und Begleitern schnell auf die Nerven, obwohl er stets aus reiner Vorsicht und Höflichkeit handelt. C-3PO ist neben R2-D2 eine der wenigen Figuren, die in allen Filmen der Star-Wars-Saga vertreten sind. Laut George Lucas sind sie „(…) die eigentlichen Helden der Saga“. Die Figuren C-3PO und R2-D2 hat Lucas den Gaunern Tahei und Matashichi aus Akira Kurosawas Verborgener Festung (1958) nachempfunden, die dem Autor dazu dienen, eine bestimmte Erzähltechnik aus der Sicht der gepaarten Figuren zu nutzen.
C-3PO wurde von Anthony Daniels dargestellt. Sein deutscher Synchronsprecher war in den Episoden I–III, The Clone Wars und Rebels Wolfgang Ziffer, in der Episoden IV–VI sowie VII–IX und übrigen Serien lieh ihm Joachim Tennstedt seine Stimme.
Entworfen wurde C-3PO von dem Illustrator Ralph McQuarrie, der sich bei der Gestaltung an der Maria (HEL) aus Metropolis orientierte.

#### Chewbacca
Auftritte:

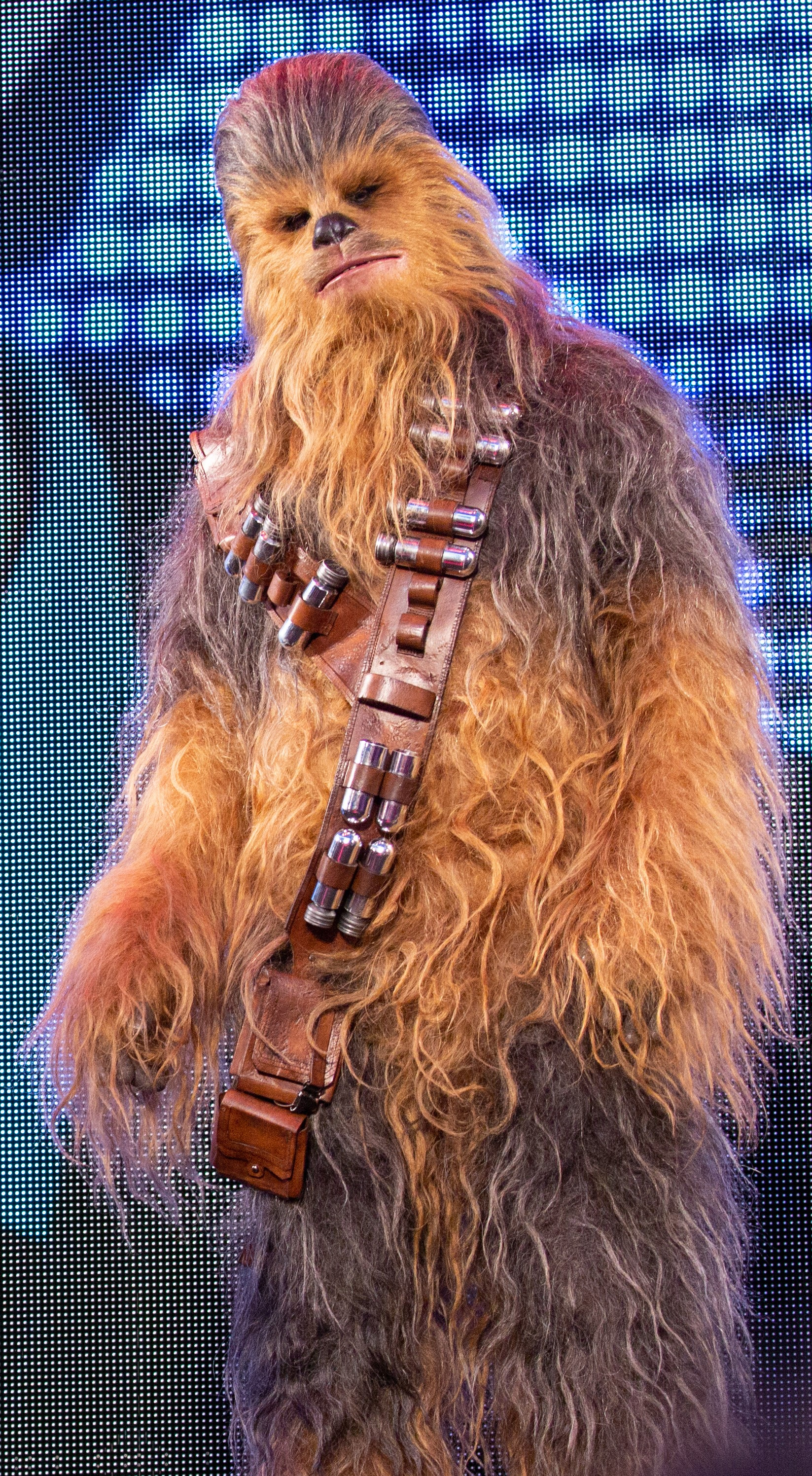
Chewbacca bei der Premiere von Solo: A Star Wars Story in Japan

- Episoden: III, IV, V, VI, VII, VIII, IX.
- Anthology: Solo
- Serien: The Clone Wars, Die Mächte des Schicksals

Chewbacca (* 200 VSY auf Kashyyyk) (Spitzname Chewie) ist der Copilot des Millennium Falken und Freund von Han Solo. Er gehört zum Volk der Wookiees, die sich durch eine auffallende Körpergröße, eine vollständige Körperbehaarung und die Verständigung über Brüll- und Grunzlaute auszeichnen. Er wurde auf Kashyyyk, dem Heimatplaneten der Wookiees, geboren. Chewbacca war zum Zeitpunkt der Schlacht von Yavin ca. 200 Jahre alt. Im Krieg zwischen der Alten Republik und den Separatisten bringt er den Jedi-Meister Yoda während der Schlacht um Kashyyyk in Sicherheit.
Nach dem Aufstieg des Imperiums werden Chewbacca und viele weitere Wookies von den Imperialen entführt und versklavt. In seiner Gefangenschaft trifft er auf den desertierten imperialen Soldaten Han Solo, der ihm zur Freiheit verhilft, woraufhin die beiden sich der kriminellen Bande von Tobias Beckett anschließen, dem sie bei einigen Raubzügen und illegalen Geschäften helfen. Nachdem Han Solo in einem Sabacc-Spiel gegen Lando Calrissian den Millennium Falken gewinnt, wird Chewbacca Hans Copilot und arbeitet fortan mit ihm als Partner und Schmuggler.
An Bord des Millennium Falken ist er Copilot, Navigator und Mechaniker. Im Krieg gegen das Galaktische Imperium schließen Chewbacca und Han Solo sich der Rebellenallianz an.
Als der Imperator die Galaxis durch die Erste Ordnung erneut in einen Krieg stürzt, ist er mit Han Teil des Widerstands und begleitet Rey nach dem Tod seines Freundes zur Insel des verschollenen Luke Skywalkers. In der kriegsentscheidenden Schlacht von Exegol kämpft Chewbacca gemeinsam mit Lando Calrissian an Bord des Millennium Falken.
Chewbacca wurde in den Episoden III bis VII von Peter Mayhew dargestellt. In Episode VII wurde Chewbacca zudem in einigen Szenen von Joonas Suotamo gedoubelt, da Mayhew viele Szenen aufgrund seines Alters nicht mehr selbst spielen konnte. Ab Episode VIII übernahm Suotamo die Rolle vollständig, Mayhew verblieb bis zu seinem Tod als Berater.

#### Finn/FN-2187
Auftritte:
- Episoden: VII, VIII, IX
- Serien: Die Mächte des Schicksals

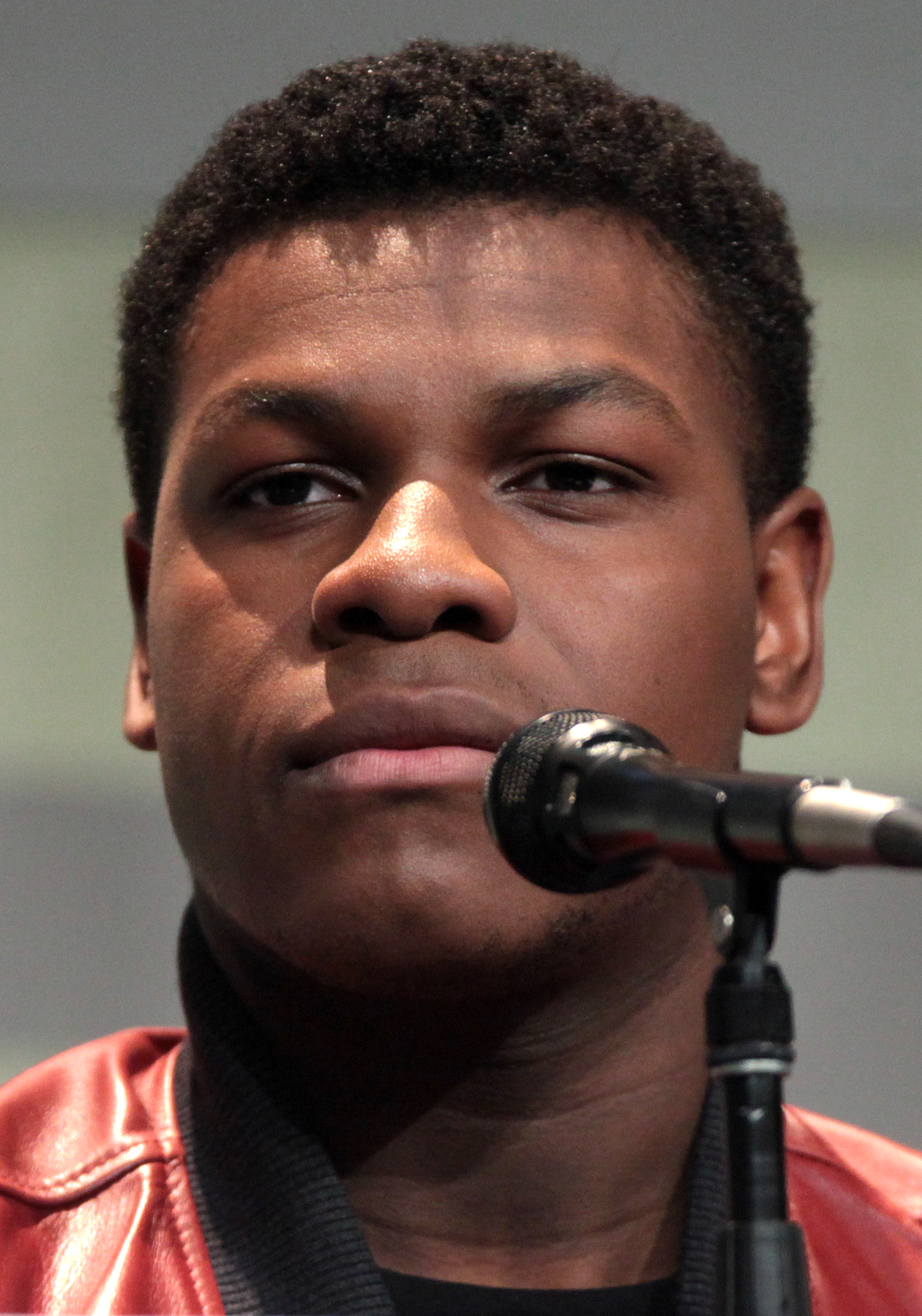
John Boyega, 2015

Finn (eigentlich: FN-2187, * 11 NSY) ist ein Kämpfer des Widerstands und ehemaliger Sturmtruppler der Ersten Ordnung. Bei der Suche nach Luke Skywalker kehrt er der verbrecherischen Ersten Ordnung den Rücken und schließt sich nach der Befreiung des Piloten Poe Dameron und der Bekanntmachung mit der Schrottsammlerin Rey und dem Droiden BB-8 dem Widerstand an. Später beteiligt sich Finn an der Zerstörung der Starkiller-Basis und wird in einem Lichtschwert-Duell gegen Kylo Ren schwer verletzt.
Nachdem er aus dem Koma erwacht, bricht er zusammen mit der Mechanikerin Rose Tico und BB-8 zu einer Mission auf, bei der ihn sein Weg unter anderem nach Canto Bight und das Flaggschiff des Obersten Anführers Snoke führt, das er gemeinsam mit seinen Gefährten und dem angeheuerten Codeknacker DJ infiltriert. Nach einem Kampf gegen seine einstige Ausbilderin Captain Phasma und der anschließenden Schlacht um Crait wird er von Rose in letzter Sekunde von einem Himmelfahrtskommando abgehalten und kann zusammen mit dem Rest des Widerstands vom Planeten fliehen.
Später hilft er als Teil einer kleinen Gruppe Rey auf der Suche nach einem Sith-Wegfinder, um den Planeten Exegol, auf dem sich der Imperator aufhält, zu finden. Kurz nach dem Tod von Leia Organa wird er von Poe zum zweiten General des Widerstands ernannt. In der Atmosphäre von Exegol kämpft Finn in der finalen Schlacht gegen die Erste Ordnung und die Flotte des Imperators.
Finn spürt des Öfteren die Macht in sich und kann durch sie, in bestimmten Situationen, instinktiv handeln. Lange hadert er damit, dies Rey mitzuteilen.
Finn wurde von John Boyega dargestellt und im Deutschen von Stefan Günther synchronisiert. Für seine Rolle als Finn wurde John Boyega im Jahr 2016 für den Saturn Award als bester Hauptdarsteller nominiert.

#### Han Solo
Auftritte:
- Episoden: IV, V, VI, VII, IX
- Anthology: Solo
- Serien: Die Mächte des Schicksals
- Videospiele: Battlefront II

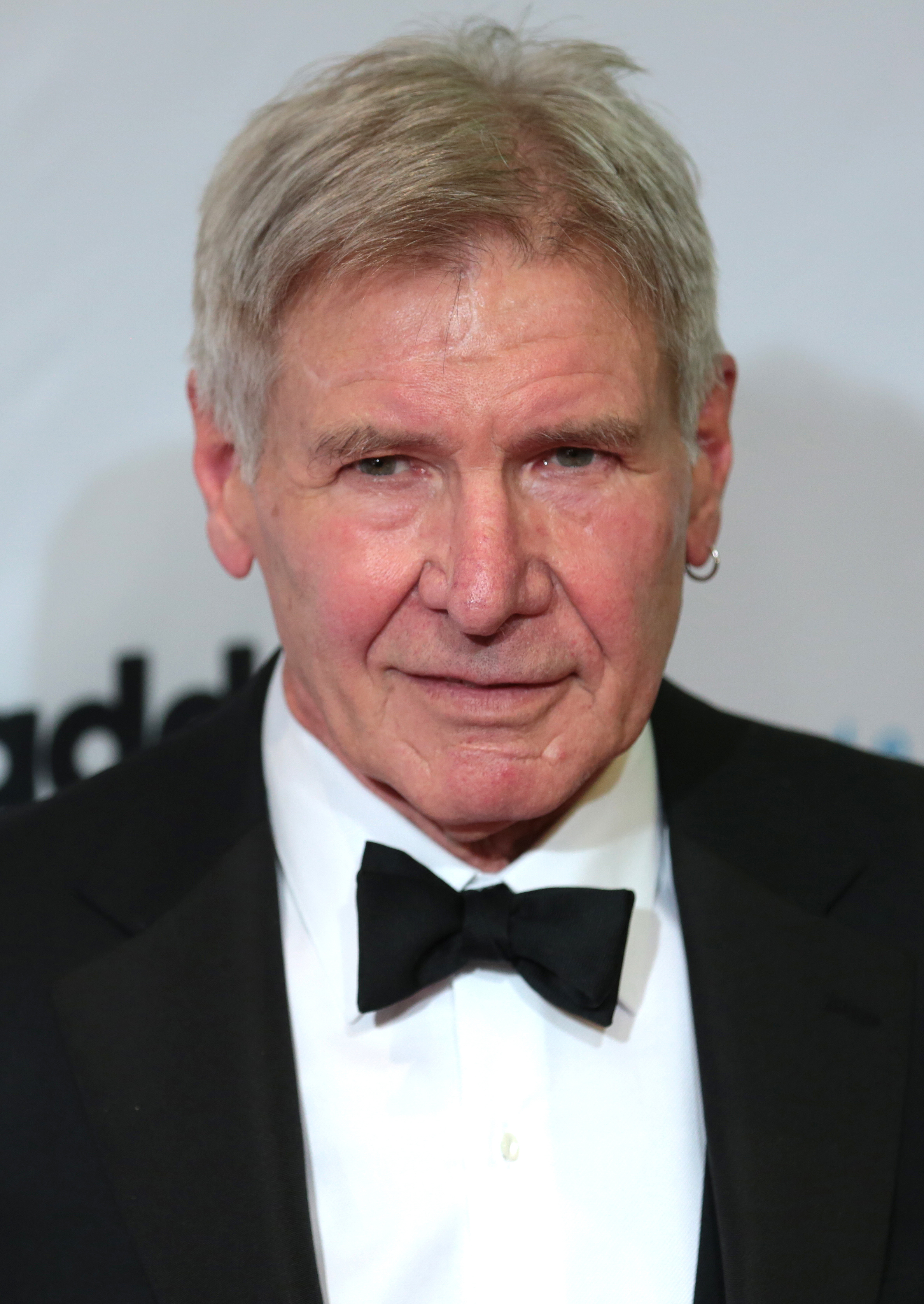
Harrison Ford, 2017

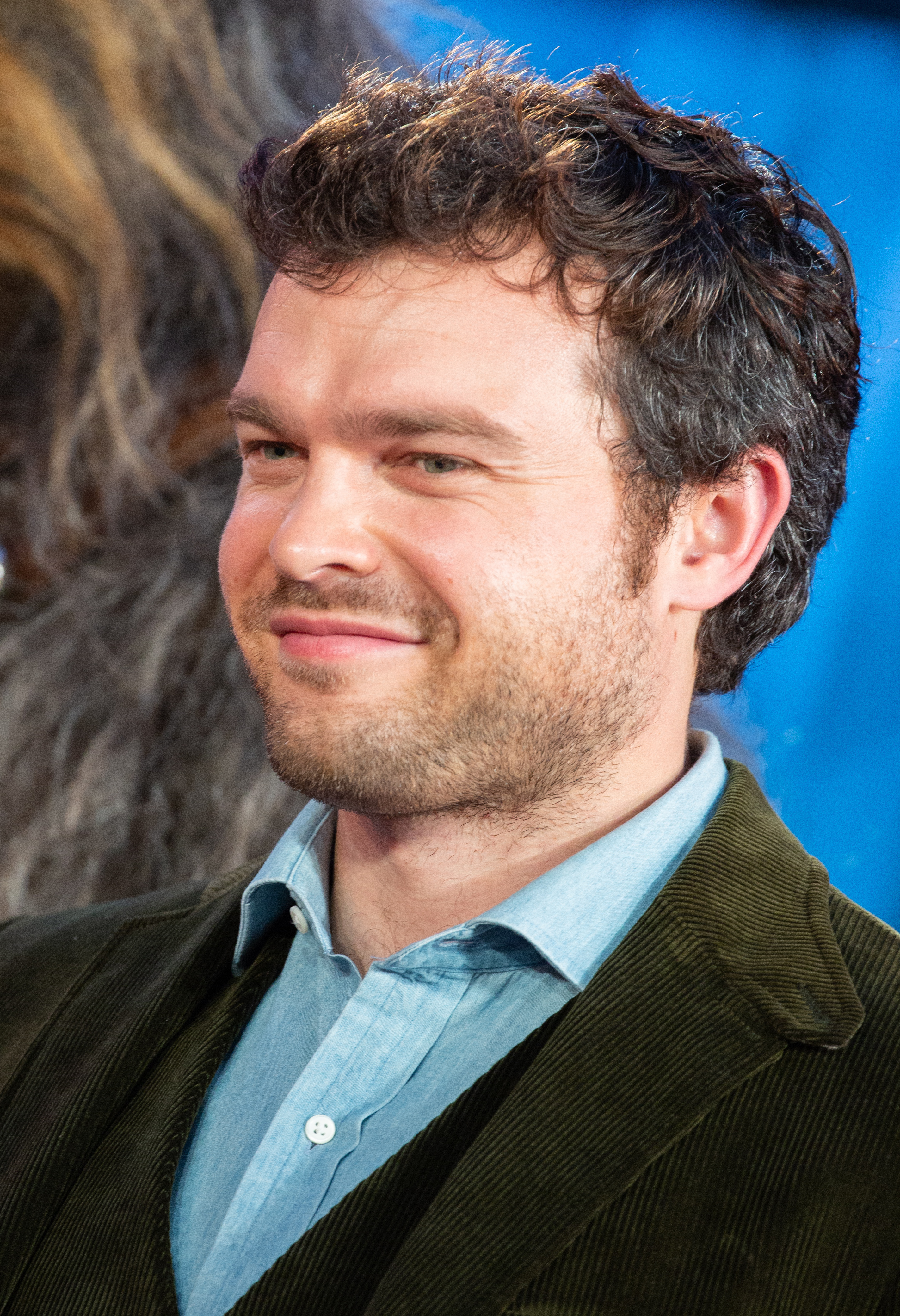
Alden Ehrenreich, 2018

Han Solo (* 32 VSY auf Corellia; † 34 NSY auf der Starkiller-Basis) ist ein Schmuggler, Pilot des Millennium Falken und später General der Rebellenallianz, sowie Kämpfer des Widerstands.
Han wächst als verwaister Sohn eines Fabrikarbeiters in den Industriegebieten von Corellia auf und erledigt bereits in jungen Jahren seine ersten kriminellen Geschäfte. Um seine versklavte Jugendliebe Qi’ra eines Tages wiederzusehen, tritt Han der Akademie des Galaktischen Imperiums bei, um Pilot zu werden. Von einem imperialen Rekrutierungsbeamten bekommt Han als Einzelgänger den Nachnamen Solo zugewiesen.
Jahre später lernt er während der Schlacht von Mimban, wo er als imperialer Soldat dienen muss, den Wookie Chewbacca kennen, mit dem er gemeinsam desertiert und sich der kriminellen Bande des Gangsters Tobias Beckett anschließt. In einem Glücksspiel gegen Lando Calrissian gewinnt er den Millennium Falken, an dessen Steuer er kurz zuvor den berüchtigten Kossal-Flug, eine Route zum Planeten Kessel, in einer rekordbrechenden Zeit durchkämmt. Von seiner Freundin Qi’ra wird Han verraten und zurückgelassen, da diese Mitglied des verbrecherischen Syndikats Crimson Dawn geworden war.
Viele Jahre lang führt er mit Chewbacca ein gesetzloses Leben als Schmuggler und gerät durch einige Betrügereien ins Visier des Gangsterbosses Jabba der Hutte, der Jagd auf ihn macht. In der Cantina-Bar auf Tatooine, lernt er später Obi-Wan Kenobi und Luke Skywalker kennen. Um sich Jabbas Jägern zu entziehen, schließt er sich der Rebellen-Allianz an, befreit gemeinsam mit Skywalker die gefangene Leia Organa und hilft bei der Zerstörung des ersten Todessterns.
Dem Kopfgeldjäger Boba Fett gelingt es schließlich mit Hilfe des Imperiums doch, Han an Jabba auszuliefern, aus dessen Gefangenschaft er jedoch später befreit wird, wobei Jabba von Prinzessin Leia getötet wird. In der Schlacht von Endor leitet Han als General den Rebellen-Stoßtrupp, der den Schildgenerator des zweiten Todessterns ausschalten soll. Zu dieser Zeit verlieben sich Han Solo und Leia Organa ineinander.
Einige Jahre nach dem Sieg über das Imperium bekommt Han gemeinsam mit Leia seinen Sohn Ben Solo, der während der Jedi-Ausbildung unter Luke Skywalker der dunklen Seite verfällt und zu Kylo Ren wird. Nach diesem Rückschlag und dem Verschwinden seines Freundes Luke Skywalker wendet Han sich vorerst wieder seinem alten Leben als Schmuggler zu.
Zu Zeiten der Ersten Ordnung trifft er in dem ihm zuvor gestohlenen Millennium Falken auf Rey Skywalker und Finn und begleitet die Gruppe gemeinsam mit Chewbacca zur Starkiller-Basis, um diese zu zerstören. Dort konfrontiert er Kylo Ren und versucht diesen, zurück zur hellen Seite der Macht zu bekehren. Dabei wird Han Solo von seinem eigenen Sohn getötet.
In den Episoden IV bis VII und IX wurde Han Solo von Harrison Ford verkörpert. Mit der Rolle gelang ihm der Durchbruch als Schauspieler. Seine deutsche Stimme war Wolfgang Pampel. Alden Ehrenreich übernahm die Rolle des Schmugglers in Solo. In Solo wurde Han in der deutschen Fassung von Florian Clyde gesprochen. Für seine Rolle als Han Solo erhielt Harrison Ford im Jahr 2016 den Saturn Award als Bester Hauptdarsteller. 1977 war er für dieselbe Kategorie nominiert.

#### Lando Calrissian
Auftritte:
- Episoden: V, VI, IX
- Anthology: Solo
- Serien: Rebels

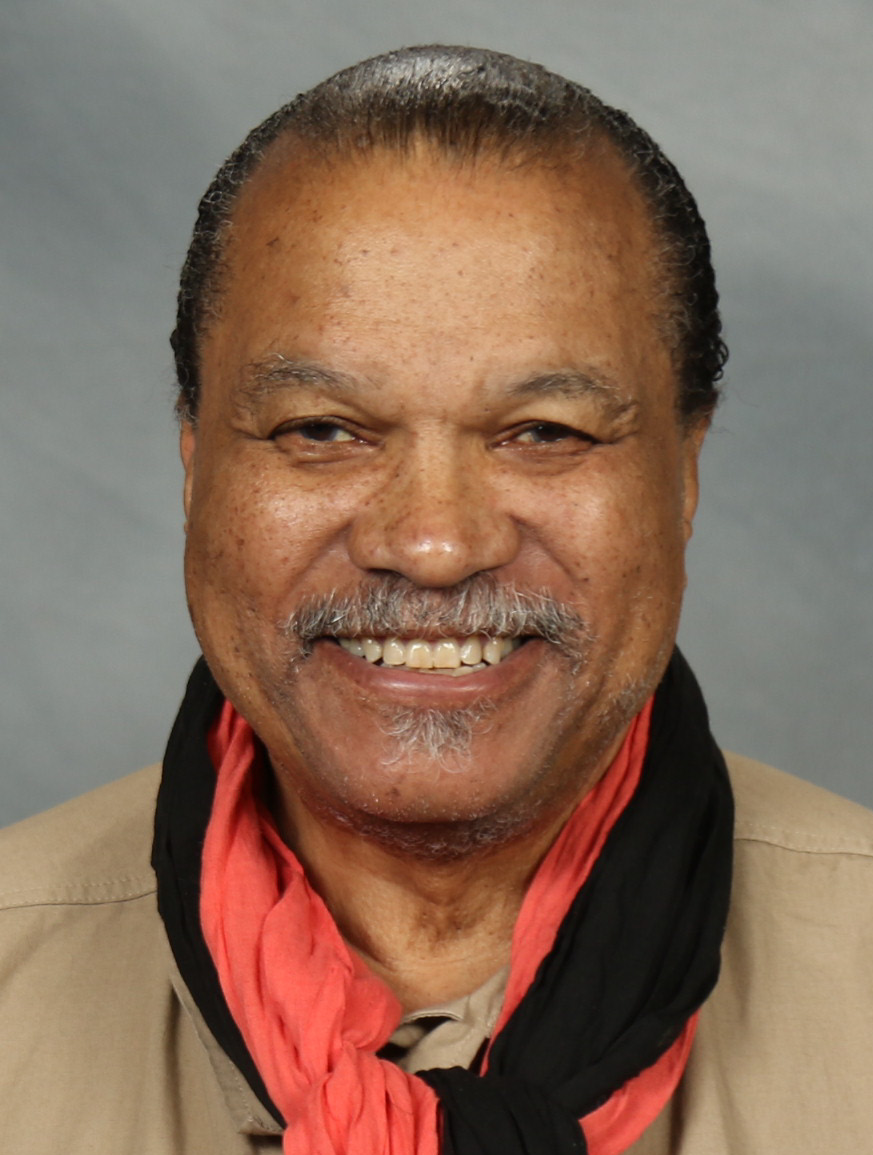
Billy Dee Williams, 2016

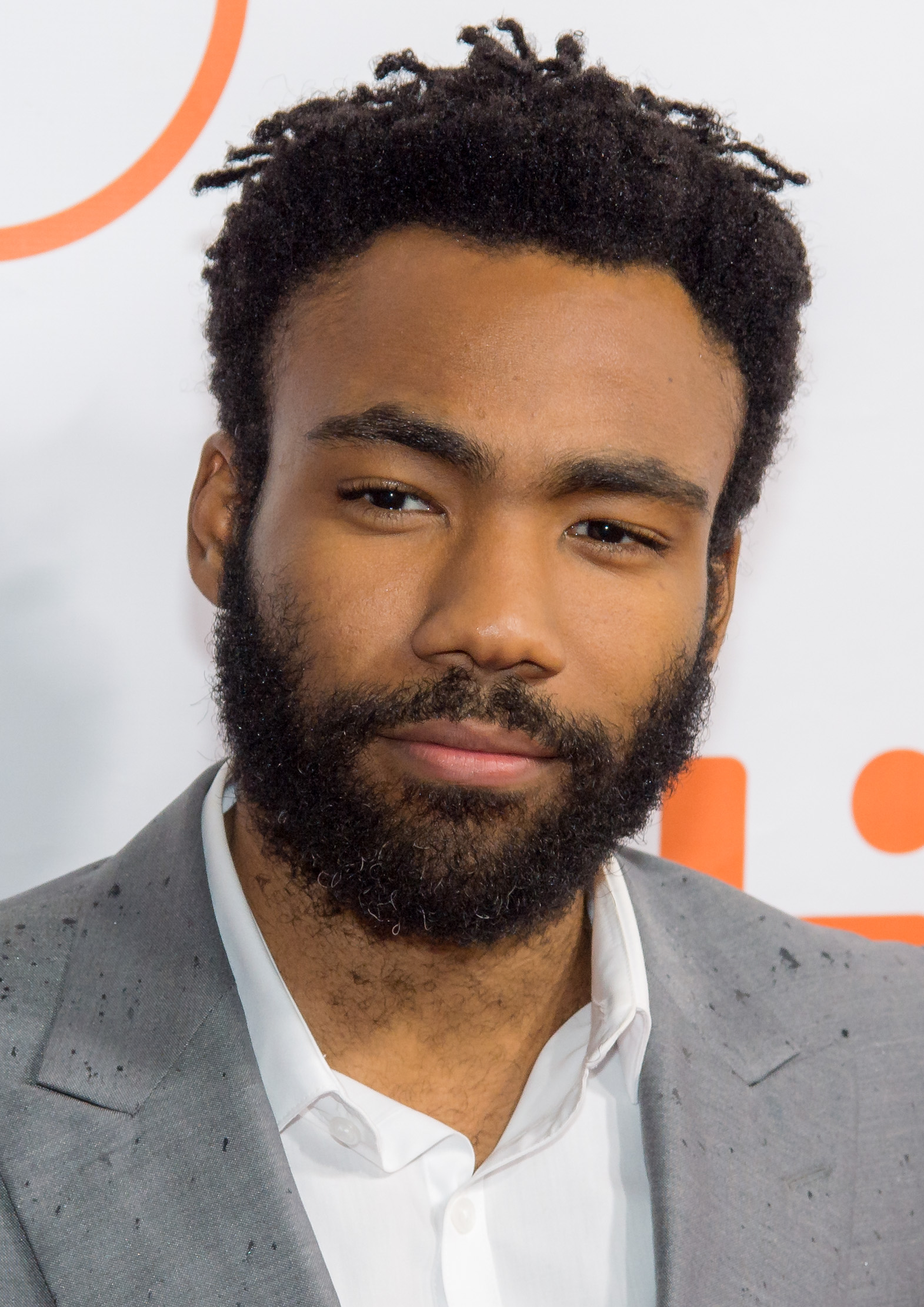
Donald Glover, 2015

- Videospiele: Battlefront II, Outlaws

Landonis Balthazar „Lando“ Calrissian III (* vor 32 VSY auf Socorro) war Baron und Administrator der Wolkenstadt, einer Tibanna-Gasmine und Vergnügungsstätte auf dem Planeten Bespin. Er ist der ursprüngliche Eigentümer des Millennium Falken, den er beim Glücksspiel an Han Solo verlor. Die Gasmine gewann er ebenfalls in einem Sabbac-Spiel. In jungen Jahren helfen er und sein Droide L3-37 der Bande von Tobias Beckett, zu der auch der junge Han Solo gehörte, bei einem Raubzug in den Minen des Planeten Kessel.
Als Han Solo und seine Gefährten sich zu Zeiten des Galaktischen Imperiums nach Bespin begeben, wird der Planet von Darth Vader und seinen Sturmtruppen heimlich unter Kontrolle gebracht, woraufhin Lando unfreiwillig mit dem Imperium paktieren muss, was ihm jedoch später zum Verhängnis wird, da Vader die Vereinbarung nach Gutdünken ändert und den gefangenen Han Solo dem Kopfgeldjäger Boba Fett übergeben und Leia und Chewbacca fortbringen will. Nachdem Han vom Imperium in Karbonit eingefroren wird, verhilft Lando Leia, Chewbacca und den Droiden R2-D2 und C-3PO zur Flucht, kann jedoch nicht verhindern, dass Han an Jabba den Hutten ausgeliefert wird.
Ein Jahr später schleust er sich, nun als Mitglied der Rebellenallianz, in den Palast von Jabba ein und hilft Luke Skywalker und Leia bei der Befreiung Han Solos. In der Schlacht von Endor beteiligt er sich als General am Angriff auf den zweiten Todesstern des Imperiums und zerstört diesen als Pilot des Millennium Falken, während es Luke gelingt, seinen Vater Darth Vader wieder zur hellen Seite zu bekehren und den Imperator vorerst zu besiegen.
Nach dem Fall des Galaktischen Imperiums sucht Lando gemeinsam mit Luke Skywalker nach der Sith-Welt Exegol und hilft einige Zeit später der Widerstands-Gruppe um Rey Skywalker auf Pasaana bei der Flucht vor Sturmtruppen der Ersten Ordnung. Im Gedenken an die zuvor verstorbene Leia und die Zeiten der Rebellenallianz entscheidet Lando sich schließlich, sich für die letzte Schlacht gegen Imperator Palpatine dem Widerstand anzuschließen. Gemeinsam mit Chewbacca und Wedge Antilles überrascht er die feindliche Armada an Bord des Millennium Falken mit einer großen, von ihm angeführten Rebellenflotte. Später bietet Lando der desertierten Sturmtrupplerin Jannah nach dem Sieg über die Erste Ordnung und den Imperator an, sie bei der Suche nach ihrer verlorenen Familie zu unterstützen.
Lando wurde in den Episoden V, VI und IX von Billy Dee Williams dargestellt, der ihn auch in Rebels sprach. Seine deutsche Synchronstimme stammt von Frank Glaubrecht. In Solo wurde Lando von Donald Glover dargestellt und in der deutschen Fassung von René Dawn-Claude gesprochen, welcher die Rolle ebenfalls in Outlaws vertonte.
Für seine Rolle als Lando Calrissian wurde Billy Dee Williams in den Jahren 1980 und 1983 jeweils für den Saturn Award als Bester Nebendarsteller nominiert.

#### Leia Organa
Auftritte:

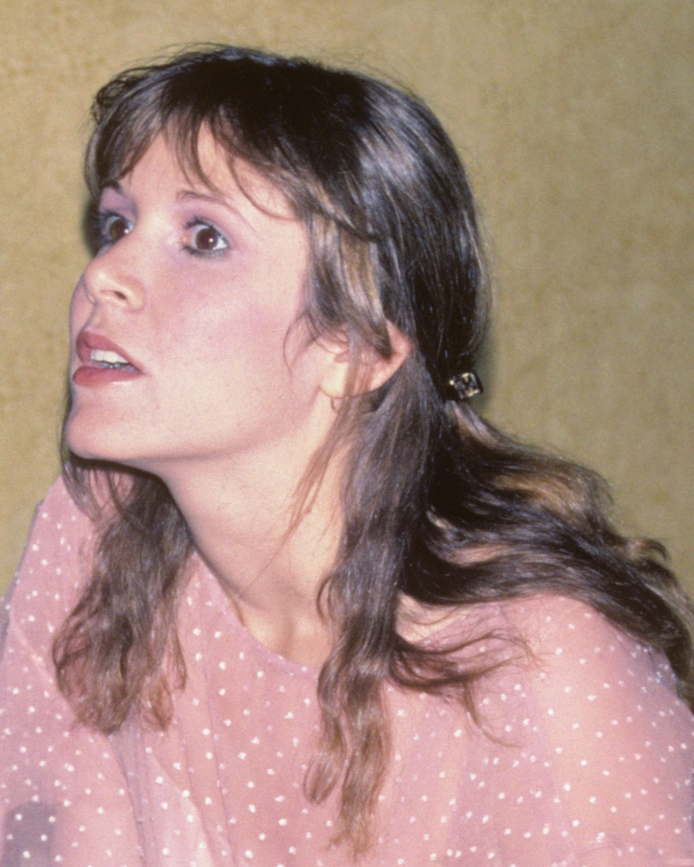
Carrie Fisher, 1978

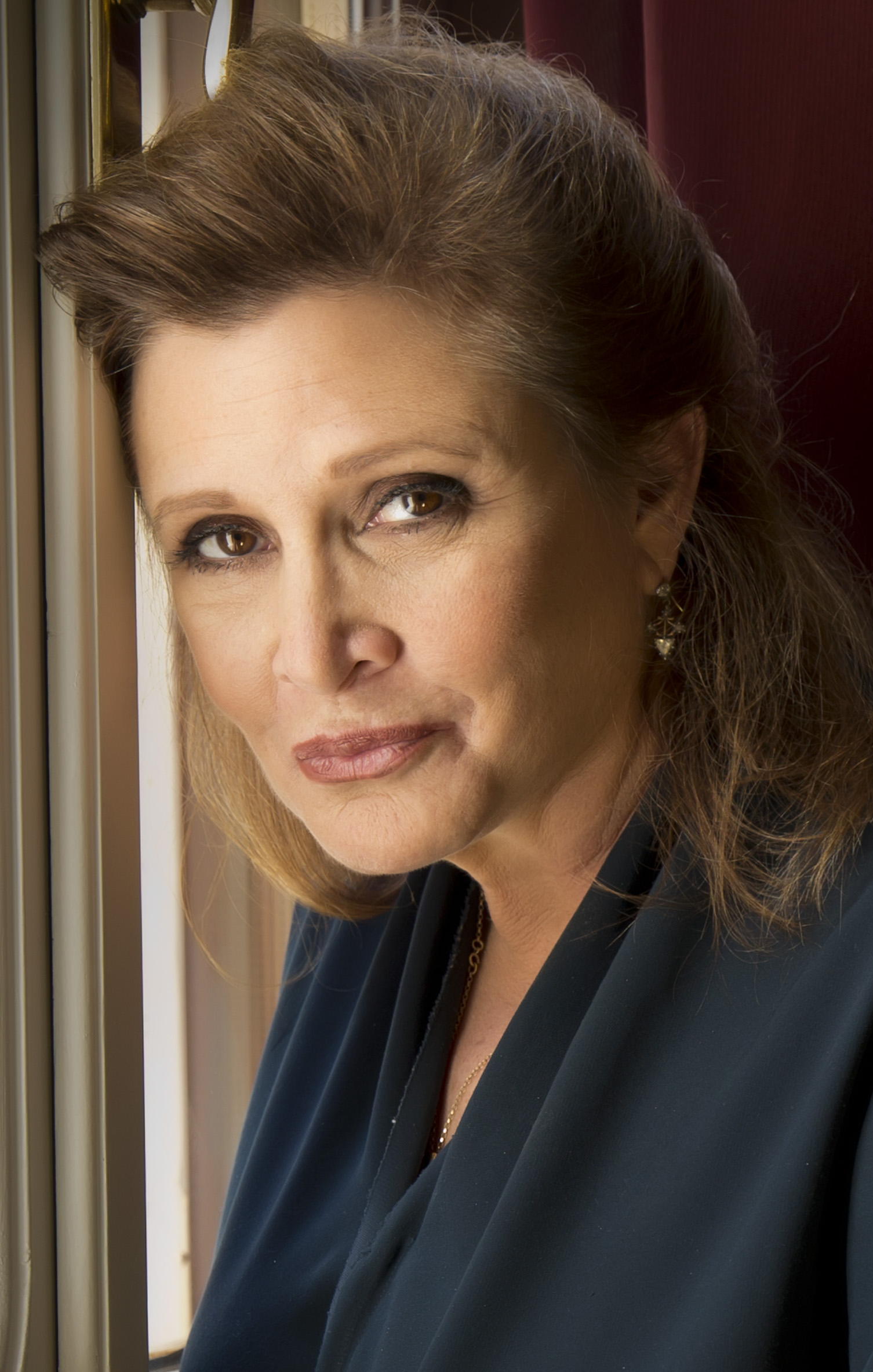
Carrie Fisher, 2013

- Episoden: III, IV, V, VI, VII, VIII, IX
- Anthology: Rogue One: A Star Wars Story
- Serien: Rebels, Resistance, Die Mächte des Schicksals, Obi-Wan Kenobi
- Videospiele: Battlefront II, Squadrons (Stimme)

Prinzessin Leia Organa (* 19 VSY auf Polis Massa; † 35 NSY auf Ajan Kloss), Tochter der Senatorin Padmé Amidala und des Jedi Anakin Skywalker, wurde nach ihrer Geburt von ihrem Bruder Luke getrennt und nach Alderaan gebracht. Dort wuchs sie als Adoptivtochter von Senator Bail Organa und Königin Breha Antilles Organa auf. Durch die Adoption wird sie die Prinzessin von Alderaan.
Als sie zehn Jahre alt ist, wird Leia im Auftrag der imperialen Inquisitorin Reva von Alderaan entführt, woraufhin sie bei ihrer Rettung erstmals auf den Jedi-Meister Obi-Wan Kenobi trifft, mit dem sie gemeinsam vor dem Imperium fliehen muss. Später ist sie als junge Frau eine Anführerin der Rebellion gegen das Galaktische Imperium. Nach der Erbeutung der Todesstern-Pläne versucht sie im Auftrag ihres Adoptivvaters, Obi-Wan Kenobi um Hilfe zu ersuchen, wird jedoch von Darth Vader gefangen genommen und auf den Todesstern verschleppt. Dort wird sie von Luke Skywalker, Han Solo und Chewbacca durch die Information und Hilfe der Droiden C-3PO und R2-D2 befreit, nachdem das Imperium kurz zuvor als Druckmittel ihren Heimatplaneten Alderaan zerstört hat.
Nach der Zerstörung des Todessterns kommt sie als Offizier der Rebellen auf dem neuen Stützpunkt auf Hoth erstmals Han Solo näher und die beiden verlieben sich. Auf der Flucht vor dem Imperium suchen Leia und ihre Truppe im Millennium Falken die Wolkenstadt auf Bespin auf, um dort Hilfe von Lando Calrissian zu ersuchen. Einige Zeit später kann Leia mit Hilfe von Luke, Lando und Chewbacca den gefangenen Han aus den Klauen des Verbrecherlords Jabba befreien. Zuvor wird Leia in der Verkleidung des Kopfgeldjägers Bouush von diesem versklavt und gezwungen ein freizügiges Sklavinnenkostüm zu tragen. Bei ihrer Flucht erwürgt Leia den Hutten mit einer Kette. Später kämpft sie in der Schlacht von Endor und ermöglicht mit ihrem Stoßtrupp die Zerstörung des zweiten Todessterns. Zu dieser Zeit erfährt sie von Luke, dass er ihr Zwillingsbruder und somit Darth Vader ihr Vater ist.
Unter ihrem Bruder beginnt Leia eine Jedi-Ausbildung, die sie jedoch aufgrund von Todesvisionen ihres künftigen Sohnes abbricht und stattdessen in die Politik geht. Zusammen mit Han bekommt sie schließlich ihren Sohn Ben Solo, der ebenfalls eine Lehre als Jedi absolviert, sich jedoch später als dunkler Krieger Kylo Ren der dunklen Seite der Macht zuwendet. Im Kampf gegen die Erste Ordnung gründet Leia den Widerstand als Nachfolgeorganisation der Rebellenallianz. Nach dem heldenhaften Tod ihres Bruders Luke, der sich für den Widerstand opfert, übernimmt Leia die Jedi-Ausbildung von Rey. Bei dem erfolgreichen Versuch, ihren Sohn über die Macht hinweg wieder zur hellen Seite zu bekehren, stirbt Leia im Beisein von R2-D2 und wird eins mit der Macht.
Prinzessin Leia wurde in den Hauptfilmen von Carrie Fisher, die im Dezember 2016 verstarb, dargestellt und im Deutschen von Susanna Bonasewicz synchronisiert. In Rogue One wurde Leia von Ingvild Deila gespielt. Mittels Computertechnik wurden in der Post-Produktion die Gesichtszüge der jungen Carrie Fisher überlagert. In Episode IX wurde Fisher auch noch nach ihrem Tod mittels unverwendeter Filmaufnahmen ein letztes Mal in die Handlung der Filme miteingebunden. In den Animationsserien Rebels und Die Mächte des Schicksals wird Leia im Deutschen von Magdalena Turba gesprochen. In Resistance übernahmen hingegen Carolyn Hennesy bzw. Silvia Mißbach die Synchronisation, in Squadrons Misty Lee bzw. erneut Bonaséwicz im Deutschen. Für ihre Rolle als Leia Organa wurde Carrie Fisher für den Saturn Award als Beste Hauptdarstellerin (1983) und Beste Nebendarstellerin (2016) nominiert. In Obi-Wan Kenobi wird Leia im Kindesalter von Vivien Lyra Blair gespielt.

#### Luke Skywalker
Auftritte:

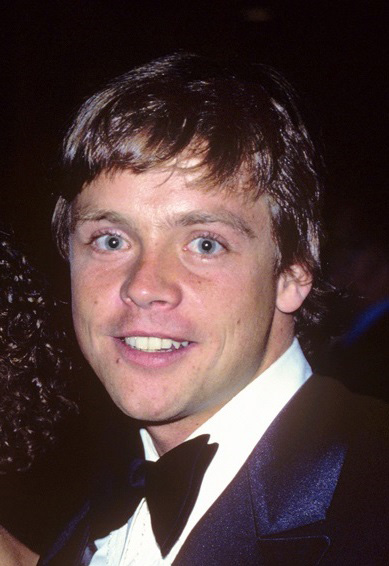
Mark Hamill, 1978

- Episoden: III, IV, V, VI, VII, VIII, IX
- Serien: Die Mächte des Schicksals, The Mandalorian, Das Buch von Boba Fett, Obi-Wan Kenobi
- Videospiele: Battlefront II

Luke Skywalker (* 19 VSY auf Polis Massa; † 34 NSY auf Ahch-To) ist der Sohn von Padmé Amidala und Anakin Skywalker und der Zwillingsbruder von Leia Organa. Beide werden nach der Geburt getrennt aufgezogen, damit ihr Vater, der dunkle Sith-Lord Darth Vader, nichts von ihnen erfahren und sie später suchen würde.
Luke Skywalker wächst als Bauernjunge auf Tatooine unter der Obhut seines Onkels Owen Lars und dessen Frau Beru auf. In jungen Jahren wird seine Existenz von der imperialen Inquisitorin Reva aufgedeckt, die ihn jedoch nicht tötet. Als er im späten Jugendalter die Droiden R2-D2 und C-3PO erwirbt, entdeckt er durch Zufall ein Holo-Hilfegesuch von Prinzessin Leia, woraufhin er sich nach der Ermordung von Owen und Beru durch das Imperium, mit Obi-Wan Kenobi, dem eigentlichen Empfänger des Hilferufs, den Droiden, sowie den Schmugglern Han Solo und Chewbacca an Bord des Millennium Falken zum Todesstern begibt. Dort kann er die Prinzessin befreien und muss mit ansehen, wie Kenobi im Duell gegen seinen einstigen Lehrling Darth Vader getötet wird. Anschließend gelingt es Luke als neuem Piloten der Rebellenallianz, den Todesstern zu zerstören. Daraufhin wird er zum Commander befördert und unterstützt die Rebellen drei Jahre später bei der Schlacht von Hoth.
Auf dem Planeten Dagobah beginnt Luke unter den Lehren des Jedi-Meisters Yoda seine Ausbildung zum Jedi-Ritter, die er jedoch vorzeitig abbricht, um seinen in Gefahr schwebenden Freunden auf Bespin zu helfen. Dort muss er sich zum ersten Mal Darth Vader in einem Zweikampf stellen, wobei er seine rechte Hand verliert und erfährt, dass der Sith-Lord sein Vater ist.
Nachdem er gemeinsam mit Leia, Lando Calrissian, Chewbacca und seinen Droiden den gefangenen Han Solo aus den Klauen des Verbrecherlords Jabba befreit, begibt er sich erneut nach Dagobah, wo ihm der sterbende Yoda erläutert, dass er erst ein Jedi wird, wenn er sich Vader gestellt hat. Durch den Geist Obi-Wan Kenobis erfährt er von seiner Verwandtschaft zu Prinzessin Leia.

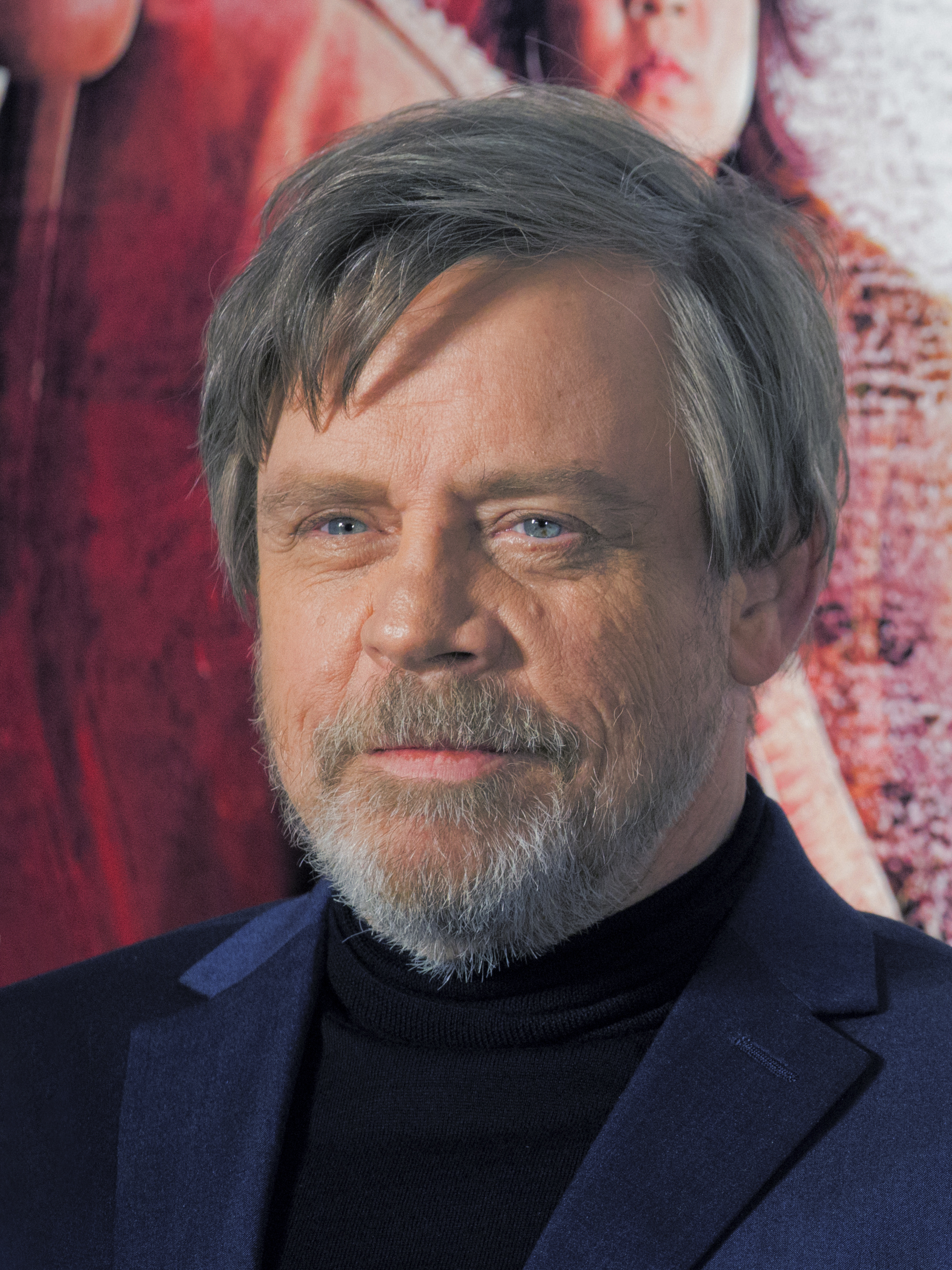
Mark Hamill auf der Premiere von Die letzten Jedi, 2017

Um ihn zurück zur hellen Seite zu bekehren, stellt sich Luke auf Endor schließlich seinem Vater, der ihn wiederum jedoch an Imperator Palpatine ausliefert, der Luke als seinen neuen Schüler gewinnen will. Nach einem Duell zwischen Vader und Luke erkennt der Imperator, dass er am starken Willen des Jedi gescheitert war und versucht Luke zu töten. Bei diesem Versuch wird Luke jedoch von Darth Vader gerettet, der seinen Meister in den Reaktorschacht des Todessterns wirft und somit vorerst außer Gefecht setzt und der Herrschaft des Imperators damit ein Ende bereitet. Bei dieser Rettung wird Vader schwer verwundet und stirbt schließlich in den Armen seines Sohnes.
Einige Jahre nach dem Tod seines Vaters beginnt Luke, den Jedi-Orden mit einem eigenen Tempel wieder aufzubauen. Als ersten Schüler unterrichtet er das machtsensitive Kind Grogu.
Gemeinsam mit Lando Calrissian begibt Luke sich auf die Suche nach der geheimen Welt der Sith, Exegol. Nachdem sein Schüler und Neffe Ben Solo durch eine List des wiederbelebten Imperators der dunklen Seite der Macht verfällt und den sich im Aufbau befindlichen Jedi-Orden Skywalkers vernichtet, zieht er sich ins Exil auf den entlegenen Planeten Ahch-To zurück.
Einige Jahre später wird der alte Jedi-Meister mithilfe von R2-D2 von Rey gefunden, die ihn für den Kampf gegen die Erste Ordnung an der Seite seiner Schwester Leia zurückholen und sich von ihm zu einer Jedi ausbilden lassen will. Nach anfänglichen Zweifeln beginnt er, Rey zu unterweisen und ihr klarzumachen, warum er ins Exil gehen musste. Da es Rey nicht gelingt, ihn davon zu überzeugen, dem Widerstand zu helfen und seinen Neffen zu bekehren, verlässt sie Luke. Letztendlich hilft Luke dem Widerstand dennoch, indem er mithilfe der Fähigkeit der Machtprojektion Kylo Ren und die Erste Ordnung ablenkt und dem Widerstand dadurch zur Flucht verhilft. Anschließend wird er eins mit der Macht und stirbt.
Kurz vor dem letzten Kampf des Widerstands gegen die Erste Ordnung und den Imperator übergibt er seiner einstigen Schülerin Rey in Erscheinung eines Machtgeistes das alte Lichtschwert seiner Schwester.
Luke Skywalker wurde in den Filmen von Mark Hamill dargestellt. Im Deutschen wurde er von Hans-Georg Panczak gesprochen. In The Mandalorian und Das Buch von Boba Fett wurde er in einer jüngeren Version Mark Hamills mittels CGI dargestellt. Sowohl Hamills Stimme, der seine Rolle erneut sprach, als auch sein Gesicht wurden für seine Szenen in beiden Serien digital verjüngt. Im Deutschen sprach jedoch Panczaks Sohn Jan Makino die Rolle des verjüngten Luke. In Obi-Wan Kenobi wird Luke Skywalker als Kind von Grant Feely gespielt.
Für seine Rolle als Luke Skywalker erhielt Mark Hamill in den Jahren 1980 und 1983 den Saturn Award als Bester Hauptdarsteller. 1977 war er für dieselbe Kategorie nominiert.

#### Mace Windu
Auftritte:
- Episoden: I, II, III, IX (Stimme)

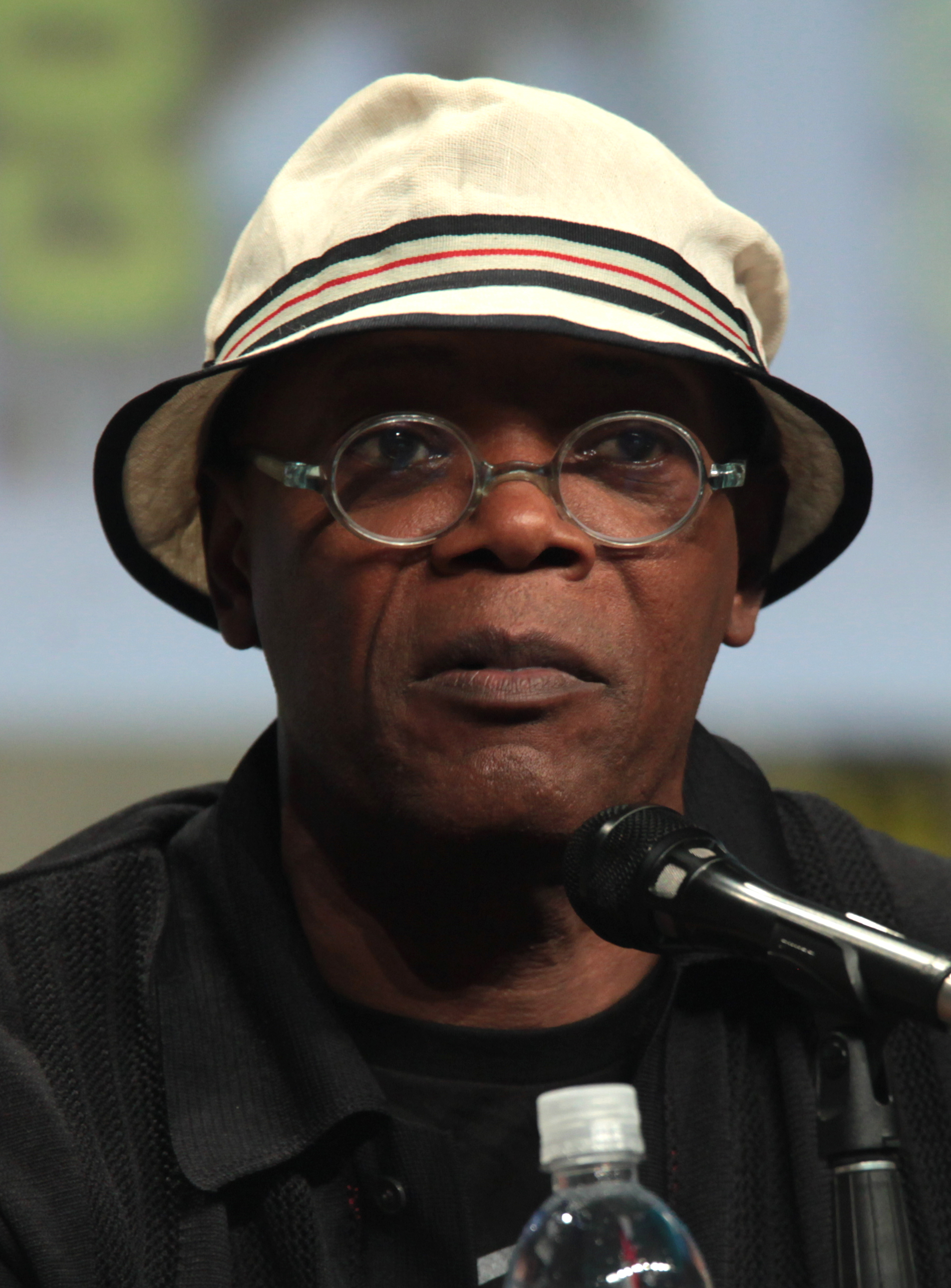
Samuel L. Jackson, 2014

- Serien: The Clone Wars, Geschichten der Jedi

Mace Windu (* 72 VSY auf Haruun Kal; † 19 VSY auf Coruscant) war einer der bedeutendsten Jedi-Meister der Alten Republik und wohl einer der kampfstärksten Jedi aller Zeiten. Windu war ein Held der Klonkriege, bestritt zahlreiche Schlachten im Kampf gegen die Separatisten und war außerdem Mitglied des Hohen Rats der Jedi.
Während der Blockade von Naboo durch die Separatisten ist Windu einer der Wenigen, der die Ausbildung des jungen Anakin Skywalker mit Skepsis sieht und vorerst dagegen stimmt, den Jungen unter die Fittiche von Qui-Gon Jinn zu geben. Während der Schlacht von Geonosis tötet er den Kopfgeldjäger Jango Fett, worauf Windu lange Zeit ins Visier des rachsüchtigen jungen Boba Fetts gerät. Als er am Ende der Klonkriege gemeinsam mit anderen Jedi-Meistern versucht, den Sith-Lord Darth Sidious zu verhaften, wird er von diesem unter der Mithilfe von Anakin Skywalker getötet.
Mace Windu wurde von Samuel L. Jackson dargestellt. Durch die Nachfrage Jacksons beim Dreh von Episode II, ob er ein andersfarbiges Lichtschwert bekommen könnte, ist Windu die einzige Figur, die in den Spielfilmen neben den Standard-Farben ein lilafarbenes Lichtschwert führt. In der deutschen Fassung sprach ihn Helmut Gauß.

#### Obi-Wan/Ben Kenobi
Auftritte:

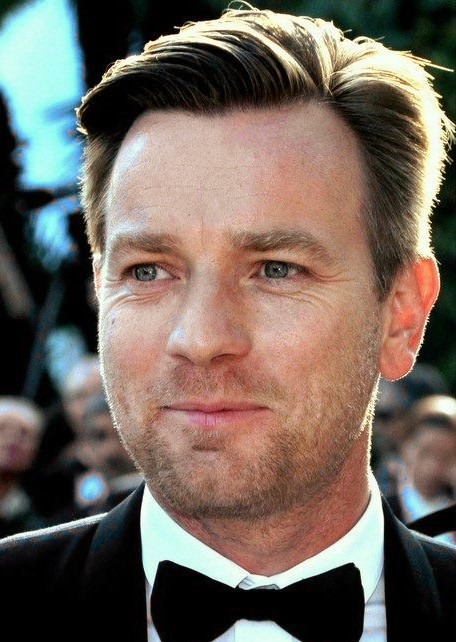
Ewan McGregor, 2012

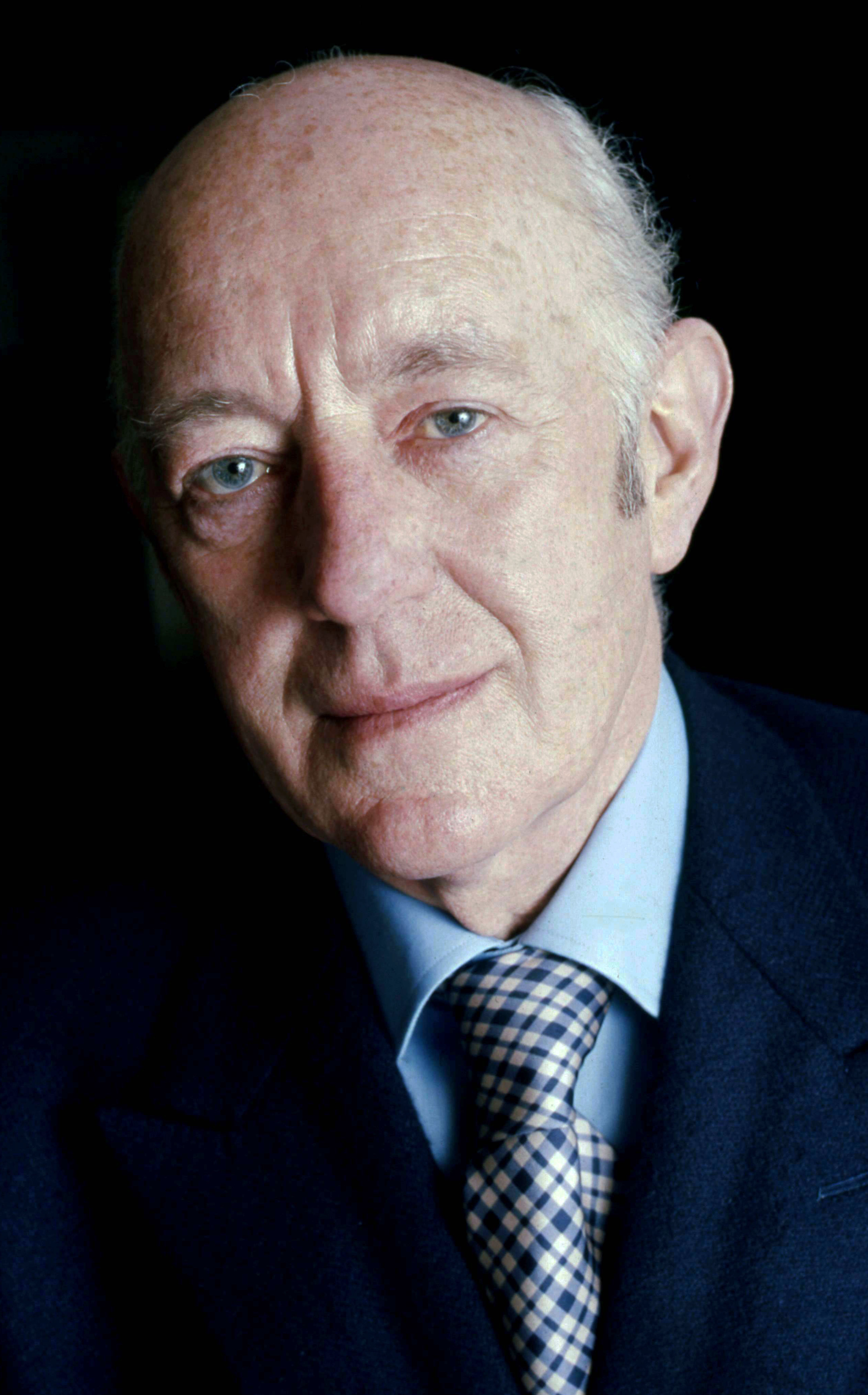
Alec Guinness, 1973

- Episoden I, II, III, IV, V, VI, VII (Stimme), IX (Stimme)
- Serien: The Clone Wars, Rebels, Obi-Wan Kenobi, Geschichten der Jedi, Geschichten der Unterwelt
- Videospiele: Jedi: Fallen Order

Obi-Wan Kenobi (* 57 VSY auf Stewjon; † 0 VSY auf dem 1. Todesstern) ist ein Jedi-Meister sowie der Meister von Anakin Skywalker. Er war der Padawan-Schüler von Qui-Gon Jinn bis zu dessen Tod. Als erster Jedi nach vielen Jahren besiegt Obi-Wan während der Blockade auf Naboo einen Sith-Lord, Darth Maul. Danach wird er in den Rang eines Jedi-Ritters erhoben.
Während der tobenden Klonkriege entdeckt Obi-Wan auf dem Planeten Kamino die geheime Klonarmee für die Republik und begegnet dem Kopfgeldjäger Jango Fett. Nach zahlreichen Missionen als Jedi-General im Krieg wird ihm ein Platz im Hohen Rat der Jedi zugewiesen. Nach der Befreiung des Obersten Kanzlers Palpatine aus der Gefangenschaft des Separatisten-Führers General Grievous besiegt Kenobi diesen auf Utapau und gerät anschließend ins Visier der von Palpatine ausgerufenen Order 66. Als sein Schüler Anakin der dunklen Seite verfällt, stellt Obi-Wan sich ihm auf dem Planeten Mustafar und scheitert daran, diesen zu bekehren, woraufhin die beiden sich ein Duell liefern, bei dem Obi-Wan Anakin scheinbar tödlich verwundet zurücklässt. Nach der Vernichtung des Jedi-Ordens und dem Aufstieg des Galaktischen Imperiums zieht Obi-Wan sich unter dem Namen Ben Kenobi in der Wüste von Tatooine ins Exil zurück, wo er insgeheim über Anakins Sohn Luke Skywalker wacht.
Im Exil auf Tatooine bittet ihn Bail Organa Jahre später um Hilfe, als Anakins Tochter Leia Organa ins Radar von imperialen Inquisitoren gerät und entführt wird. Nach ihrem Duell auf Mustafar trifft Obi-Wan später das erste Mal wieder auf Darth Vader und stellt sich diesem in einem Kampf, den er für sich entscheiden kann. Zwischenzeitlich trifft er in seinem Exil auf den jungen Jedi-Padawan Ezra Bridger und seinen Erzfeind Maul, den er in einem erneuten Duell endgültig besiegt.
19 Jahre nach dem Sieg des Imperiums übergibt Obi-Wan dem jungen Luke Skywalker Anakins altes Lichtschwert und beginnt diesen im Umgang mit der Macht zu unterweisen. Den Jungen lässt er im Glauben, sein Vater sei von Darth Vader ermordet worden. Um Leia Organa erneut – diesmal aus Vaders Gefangenschaft – zu befreien, bricht Obi-Wan mit Luke, Chewbacca und Han Solo zum Todesstern auf, wo er sich seinem einstigen Schüler im Zweikampf stellt und sich von diesem besiegen lässt, um Luke und seinen Begleitern die erfolgreiche Flucht zu ermöglichen. Daraufhin löst sich sein Körper auf und Obi-Wan Kenobi wird eins mit der Macht.
Von da an hört Luke Skywalker im Laufe seiner Ausbildung immer wieder Obi-Wans Stimme. Später erzählt Obi-Wan Luke in Form eines Machtgeistes die Wahrheit über die Identität seines Vaters und dass Leia seine Schwester ist.
Obi-Wan Kenobi wird von Ewan McGregor (Episoden I-III und Obi-Wan Kenobi) und Alec Guinness (Episoden IV-VI) gespielt. Philipp Moog lieh ihm in McGregors Darstellung sowie in The Clone Wars, Geschichten der Jedi und Geschichten der Unterwelt die deutsche Stimme, Ernst Wilhelm Borchert sprach Guinness’ Darstellung, während Christian Rode diese in Rebels übernahm. Für Episode VII wurden ein alter Tonschnipsel von Alec Guinness sowie ein neu eingesprochener Text von Ewan McGregor verwendet. In Rebels liehen James Arnold Taylor (Obi-Wan) und Stephan Stanton (Ben) der Figur ihre Stimmen.
Für seine Rolle als Obi-Wan Kenobi wurde Alec Guinness 1978 für den Oscar und Golden Globe als Bester Nebendarsteller nominiert. 1977 erhielt er den Saturn Award als Bester Nebendarsteller. Ewan McGregor wurde für dieselbe Rolle im Jahr 2000 als Bester Nebendarsteller für den Saturn Award nominiert.

#### Padmé Amidala
Auftritte:
- Episoden: I, II, III

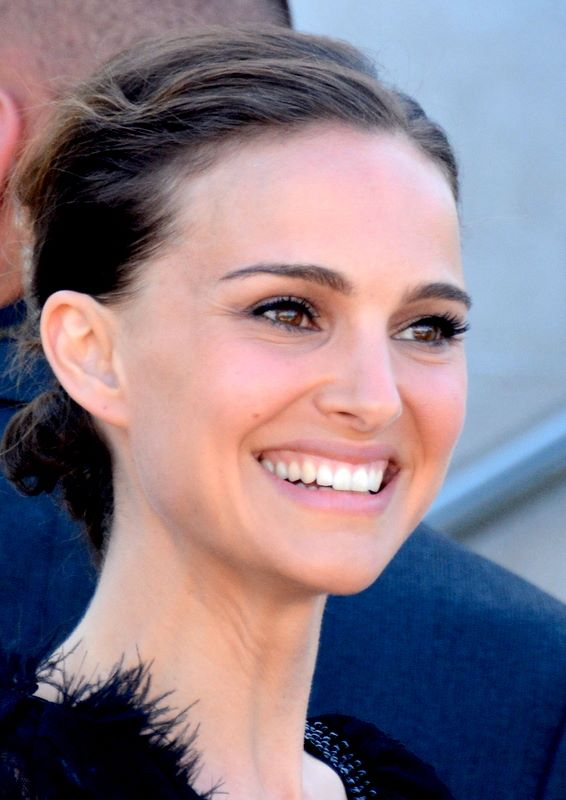
Natalie Portman, 2015

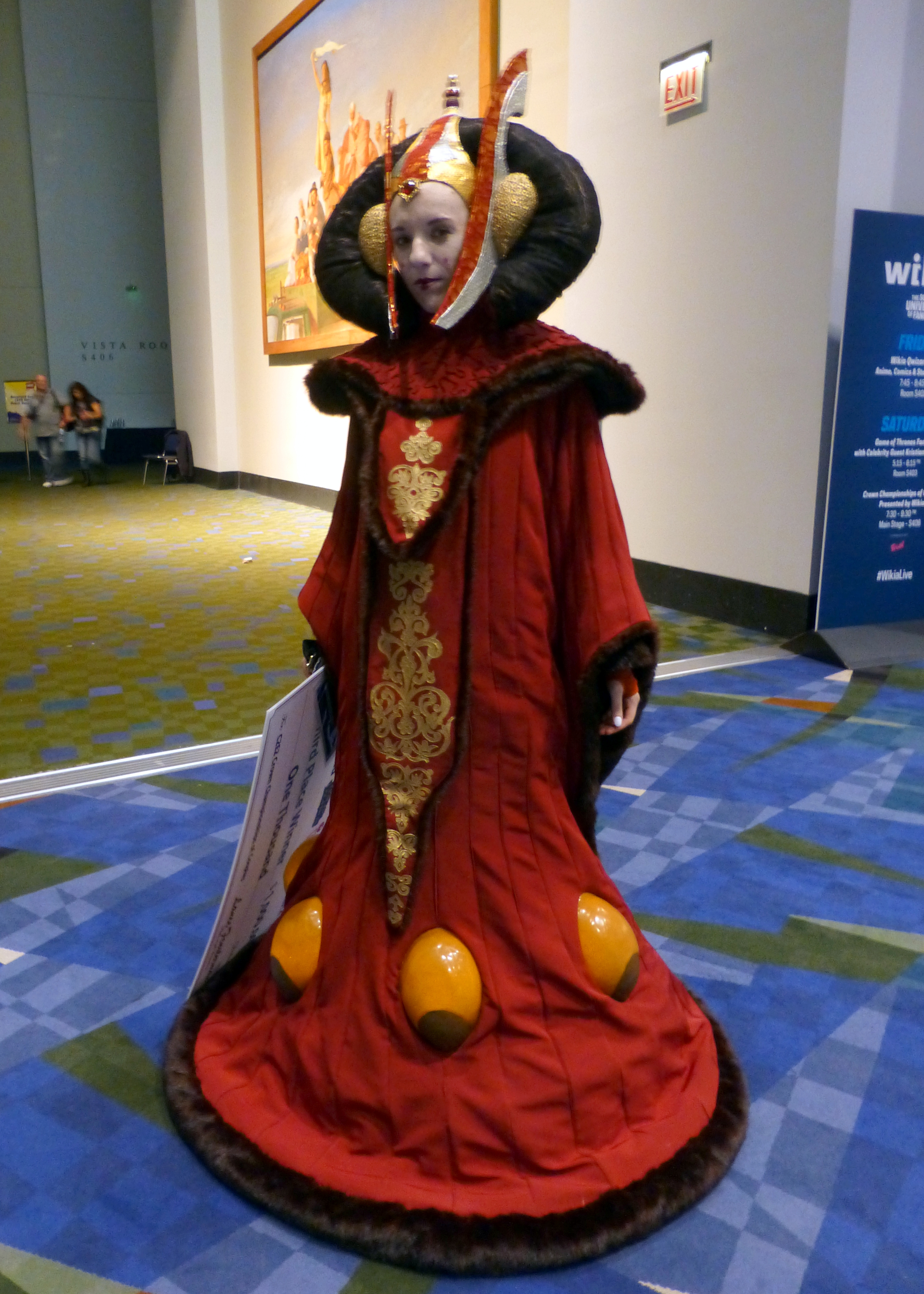
Eines der Kostüme von Königin Amidala

- Serien: The Clone Wars, Die Mächte des Schicksals

Padmé Amidala (* 46 VSY als Padmé Amidala Naberrie auf Naboo; † 19 VSY auf Polis Massa) war die Königin und später Senatorin von Naboo. In ihre Regierungszeit fiel die Krise von Naboo. Die Handelsföderation lässt die Königin gefangen nehmen, um die Kontrolle über den Planeten zu erlangen. Sie wird jedoch durch Qui-Gon Jinn und Obi-Wan Kenobi befreit und trifft bei einem Zwischenstopp auf dem Planeten Tatooine auf den neunjährigen Sklavenjungen Anakin Skywalker, der dabei hilft, das bei der Flucht von Naboo beschädigte Schiff zu reparieren. Sie ermöglicht Senator Palpatine, durch ein Misstrauensvotum gegen den amtierenden Kanzler Valorum an die Macht zu kommen. Durch eine Allianz aus den einheimischen Gungans und ihren eigenen Streitkräften gelingt es ihr, die Handelsförderation zu besiegen.
Zehn Jahre später trifft Padmé als Naboos Senatorin erneut auf Anakin, der inzwischen ein Jedi ist, und die beiden verlieben sich ineinander. Im Geheimen heiratet sie Anakin auf Naboo, trotz des Widerspruchs zum Verhaltenskodex der Jedi, der es Jedi für gewöhnlich verbietet, Beziehungen zu schließen.
Padmé wird von Anakin schwanger und muss mit ansehen, wie ihr Mann der dunklen Seite der Macht verfällt. Bei einem Versuch, Anakin zur Rede zu stellen, wird sie von diesem schwer verletzt. Im Beisein von Obi-Wan gebärt die geschwächte Padmé ihre beiden Kinder, die Zwillinge Luke und Leia. Nach der Geburt verstirbt Padmé, da sie mit dem Verlust ihres Mannes auch ihren Lebenswillen verloren hat. Die Kinder werden anschließend getrennt voneinander aufgezogen, um sie vor ihrem Vater zu verstecken, der den Kampf gegen Obi-Wan überlebt hat.
Padmé Amidala wurde von Natalie Portman dargestellt. Ihre deutsche Synchronstimme lieh ihr Manja Doering. Für ihre Rolle als Padmé Amidala wurde Natalie Portman 2000 für den Saturn Award als beste Schauspielerin nominiert und 2003 und 2005 als beste Hauptdarstellerin.

#### Poe Dameron
Auftritte:
- Episoden: VII, VIII, IX

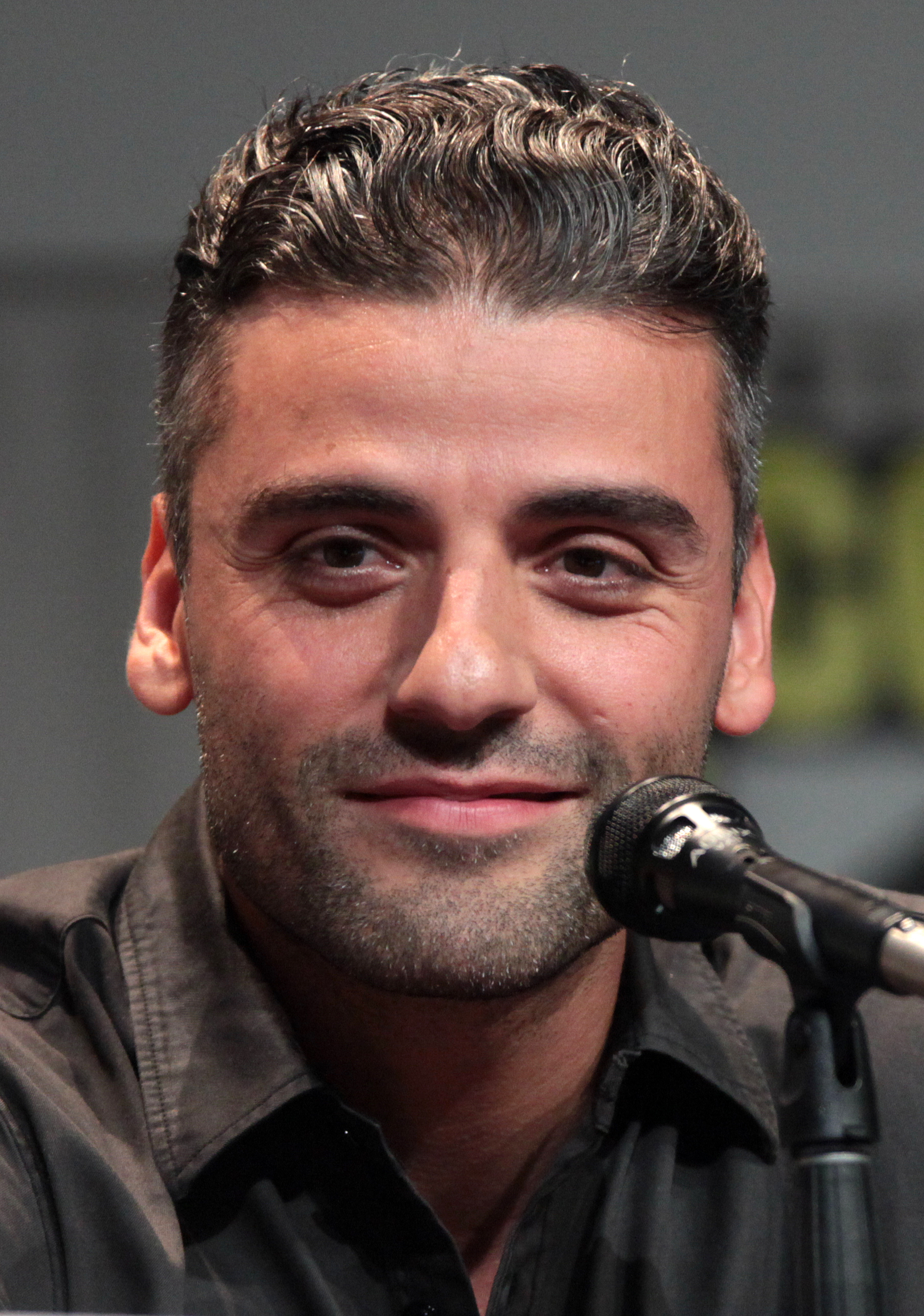
Oscar Isaac, 2015

- Serien: Rebels (Stimme), Resistance

Poe Dameron (* 2 NSY auf Yavin IV) ist ein Pilot und später General des Widerstands. In seinen jungen Jahren führt er ein kriminelles Leben als Schmuggler auf dem Planeten Kijimi.
Bei der Suche nach dem verschollenen Luke Skywalker gerät er in den Besitz einer Karte, die einen Hinweis zum Aufenthaltsort des Jedi-Meisters führt, wird jedoch von der Ersten Ordnung gefangen genommen. Die Karte übergibt er kurz zuvor seinem Droiden BB-8, der diese in Sicherheit bringen kann. Poe wird von dem desertierten Sturmtruppler FN-2187 befreit, den er später auf den Namen Finn tauft. Bei dem Angriff auf die Starkiller-Basis hilft Poe dabei, den Planeten zu zerstören.
Nach der Zerstörung der Widerstands-Basis durch die Erste Ordnung widersetzt Poe sich kurzzeitig den Befehlen von Vizeadmiral Holdo und führt aus Verzweiflung eine Meuterei auf dem Kommandoschiff an. Später kämpft er in der Schlacht von Crait und leitete, während der zuvor als Machtprojektion erschienene Luke Skywalker die Erste Ordnung beschäftigt hielt, eine Flucht aus der Mine der Basis ein. Nach der gelungenen Flucht lernte er im Millennium Falken schließlich die Jedi-Schülerin Rey kennen.
Nach dem Tod von Leia Organa wird Poe zu ihrem Nachfolger gekürt und teilt sich das Kommando mit Finn. Bei der Mission, eine geheime Inschrift auf einem alten Sith-Artefakt zu entschlüsseln, trifft er auf Kijimi auf seine alte Liebe Zorii. Im letzten Kampf gegen die Erste Ordnung und Imperator Palpatine führt er die Flotte des Widerstands an.
Poe Dameron wurde von Oscar Isaac dargestellt. Alexander Doering lieh ihm in der deutschen Fassung seine Stimme.

#### Qui-Gon Jinn
Auftritte:

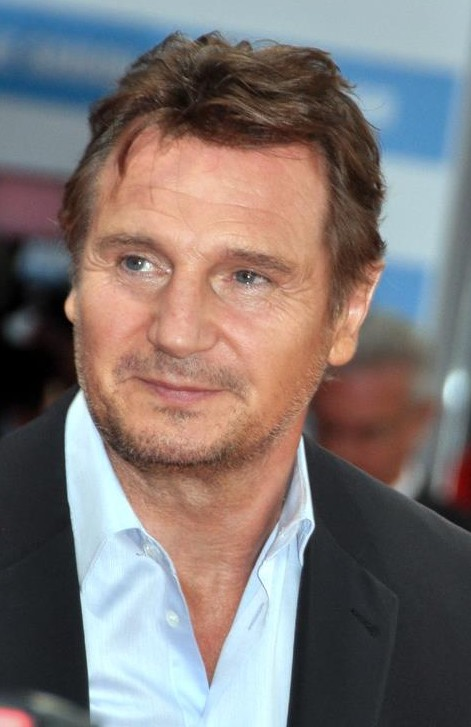
Liam Neeson, 2012

- Episoden: I, II (Stimme), IX (Stimme)
- Serien: The Clone Wars, Obi-Wan Kenobi, Geschichten der Jedi, Rebels (Stimme)

Qui-Gon Jinn (* 80 VSY auf Coruscant; † 32 VSY auf Naboo) war ein weiser, aber eigenwilliger Jedi-Meister und Mentor von Obi-Wan Kenobi. Wegen seiner Eigenwilligkeit und des stetigen Widersetzens gegen Beschlüsse des Jedi-Rates wird Qui-Gon nie in diesen aufgenommen. Er ist es, der den jungen Anakin Skywalker für den Auserwählten hält und zum Jedi ausbilden wollte.
Qui-Gon ist ein ausgezeichneter Kämpfer und der einstige Schüler von Count Dooku, der nach Qui-Gons Tod der dunklen Seite der Macht verfällt und zu Darth Tyranus wird. Mit seinem Padawan untersucht er die Krise auf Naboo, wo die Handelsföderation eine Blockade errichtet hatte. Dort befreien sie Königin Amidala und helfen ihr bei der Flucht. Auf dem Planeten Tatooine, wo Qui-Gon und seine Begleiter landen, um ihr Schiff zu reparieren, trifft er auf den jungen Anakin Skywalker, der mit seiner Mutter ein Sklaven-Dasein führt. Er erkennt die außergewöhnliche Stärke der Macht in Anakin und gelangte zu der Überzeugung, Anakin sei der Auserwählte, der die Sith besiegen und der Macht das Gleichgewicht bringen würde. Durch eine Wette mit Anakins Besitzer Watto in Verbindung mit einem Podrennen, das Anakin schließlich gewinnt, befreit Qui-Gon den Jungen aus der Sklaverei. Im Kampf gegen den Sith Darth Maul, der die Königin verfolgte, wird Qui-Gon Jinn von diesem getötet. Nach seinem Tod übernimmt sein Schüler Obi-Wan die Ausbildung des jungen Anakin.
Während der Klonkriege gelingt es Qui-Gon, den Pfad zur Unsterblichkeit zu entdecken und eins mit der Macht zu werden. So konnte er, obwohl er tot war, durch die Macht mit Anakin, Yoda und Obi-Wan sprechen und seinem Schüler später sogar als Machtgeist erscheinen.
Qui-Gon Jinn wurde in Episode I und Obi-Wan Kenobi von Liam Neeson dargestellt, im Deutschen sprach ihn Bernd Rumpf, in Episode IX und Obi-Wan Kenobi übernahm Bernd Vollbrecht die Rolle, und in Geschichten der Jedi Bernhard Völger. Für seine Rolle als Qui-Gon Jinn wurde Liam Neeson im Jahr 2000 für den Saturn Award als Bester Hauptdarsteller nominiert.

#### R2-D2
Auftritte:

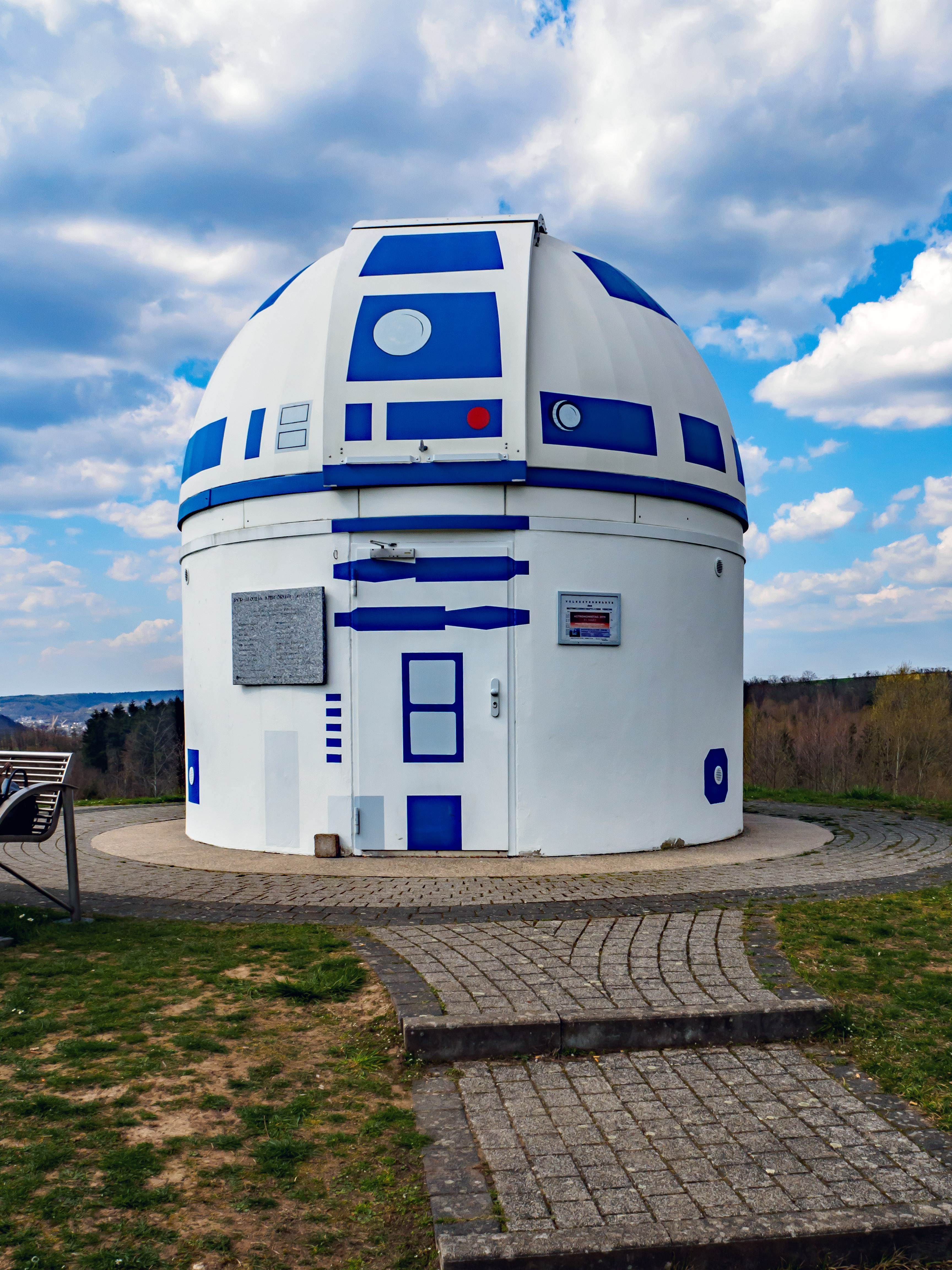
Volkssternwarte Zweibrücken im R2-D2-Design

- Episoden: I, II, III, IV, V, VI, VII, VIII, IX
- Anthology: Rogue One
- Serien: The Clone Wars, Rebels, Die Mächte des Schicksals, The Mandalorian, Das Buch von Boba Fett, Obi-Wan Kenobi
- Videospiele: Battlefront II

R2-D2 (sprich: er-zwo de-zwo [englisch (phonetisch): Artoo-Detoo]) ist ein intelligenter und mutiger Astromech-Droide, der in der Funktion eines Mechanikers Raumschiffe reparieren kann. Astromech-Droiden haben viele Funktionen und werden unter anderem als Copiloten in Raumjägern eingesetzt, um diese bei Ausfall des lebenden Piloten zu steuern oder Kleinigkeiten im Flug zu reparieren. Der 1,09 Meter große R2-D2 kann nur Pfeiftöne von sich geben. Übersetzt wird seine Sprache oft von seinem unzertrennlichen Freund C-3PO. Ist R2-D2 in einem Raumschiff als Helfer eingesetzt, übersetzt der Bordcomputer die Sprache für den Piloten. Anakin Skywalker und später auch sein Sohn Luke können nach Jahren der Zusammenarbeit jedoch die meisten seiner Laute deuten.
Während der Naboo-Krise repariert R2-D2 das Schiff der Königin Padmé Amidala auf ihrer Flucht nach Coruscant, um dort Hilfe gegen die Blockade der Handelsföderation zu erbitten. Auf Tatooine macht er erstmals Bekanntschaft mit C-3PO. In den Klonkriegen ist R2 ein stetiger Begleiter von Anakin Skywalker und den Jedi auf ihren Missionen. Als sein Meister der dunklen Seite der Macht verfällt und als Darth Vader die Republik stürzt, geht er in den Besitz des der Republik treuen Senators Bail Organa und später in den seiner Adoptivtochter Leia über.
In dem darauffolgenden Galaktischen Bürgerkrieg spielt er eine wichtige Rolle im Kampf gegen das Galaktische Imperium. Er überbringt die Pläne des Todessterns an die Rebellenallianz und trifft Luke Skywalker. Diesen begleitet er, wie einst dessen Vater, in vielen Schlachten, unter anderem auf Hoth und Endor.
Als sein Besitzer nach der Zerstörung des neuen Jedi-Ordens durch Kylo Ren ins Exil verschwindet, hinterlässt dieser in R2 ein Teilstück der Karte, die nach Ahch-To führt. Bis zu der Zerstörung der Starkiller-Basis befindet sich R2 im Standby-Modus und aktiviert sich schließlich nach vielen Jahren der Abwesenheit, um die Karte zu vervollständigen. Er begleitet Rey Skywalker nach Ahch-To, wo er seinen ehemaligen Besitzer Luke durch das alte Hologramm Leia Organas nach der Schlacht von Scarif überzeugen kann, Rey in den Lehren der Jedi zu unterweisen.
Kurz vor der Schlacht von Exegol kann R2-D2 seinem Freund C-3PO durch eine Sicherheitskopie sein gelöschtes Erinnerungsvermögen zurückgeben, das dieser kurz zuvor durch Babu Frik für die Entzifferung alter Sith-Runen umprogrammiert bekommen hatte. R2-D2 ist dabei, als der Widerstand den endgültigen Sieg über die Erste Ordnung und Imperator Palpatine feiert.
In den Episoden IV – VI bewegte sich R2-D2 ausschließlich mit seinen Rollfüßen fort. In den Episoden I – III ist es ihm zusätzlich möglich, sich durch Antriebsdüsen fliegend fortzubewegen. Der Droide wurde von dem 2016 verstorbenen Schauspieler Kenny Baker, der 111 cm maß, gespielt. Ab Episode VII übernahm Jimmy Vee diese Rolle. Alternativ wird er auch ferngesteuert oder animiert. Die Stimme von R2-D2 setzt sich teilweise aus der Stimme des Sounddesigners Ben Burtt und Geräuschen zusammen, die mit einem ARP-2600-Synthesizer erzeugt werden. R2-D2 ist ein ungewöhnlicher Astromech-Droide, da er Aufgaben besser erledigen kann als normale Astromechs; zudem verfügt R2-D2 über eine Unzahl von Werkzeugen und eine hochintelligente Rechnereinheit mit großem Datenspeicher.
Seinen Namen erhielt er vom Tonschneider Walter Murch, der mit Lucas 1973 an dessen Film American Graffiti arbeitete. Als er Lucas, der gleichzeitig schon am Drehbuch des ersten Star-Wars-Films schrieb, nach der (Film-)Rolle 2 mit Dialogspur 2 (englisch: Reel 2, Dialoge Track 2), kurz R-2-D-2, fragte, horchte dieser auf und sagte: „Großartiger Name“ und übernahm diesen ins Drehbuch.
Die Volkssternwarte Zweibrücken sieht aus wie ein großer Bruder von R2-D2.

#### Rey Skywalker
Auftritte:
- Episoden: VII, VIII, IX

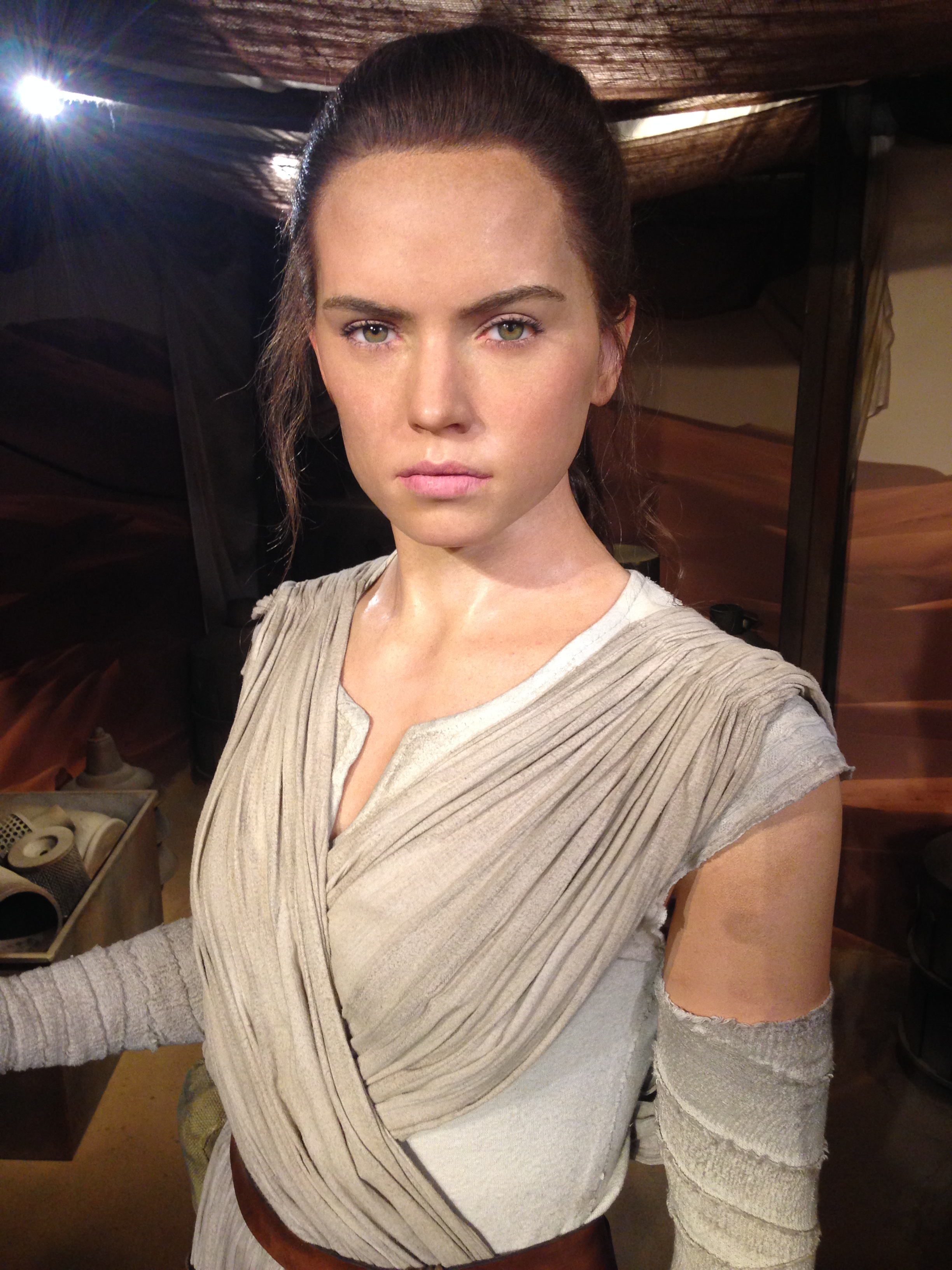
Rey Skywalker Wachsfigur

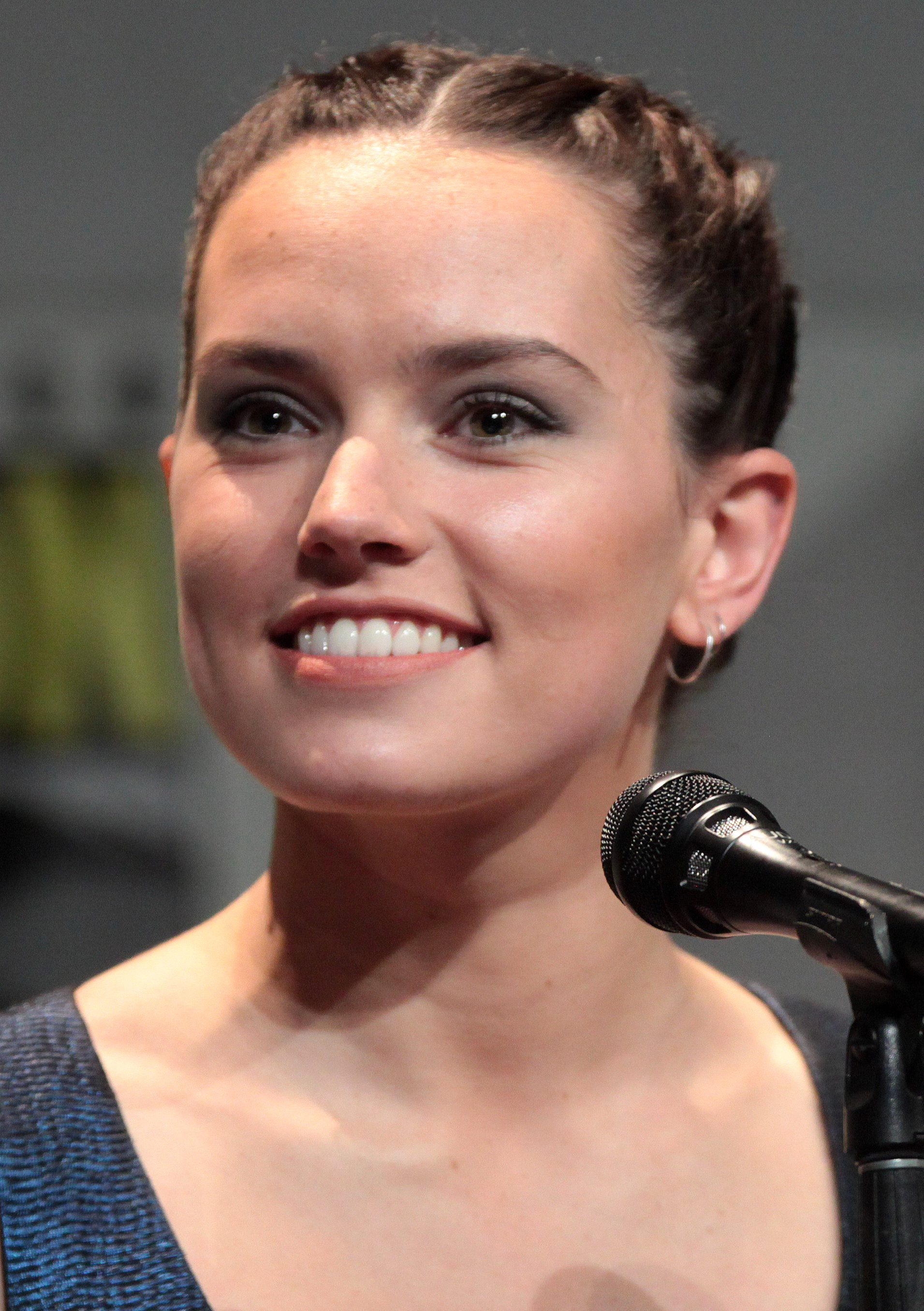
Daisy Ridley, 2015

- Serien: Die Mächte des Schicksals, Rebels (Stimme)

Rey Skywalker (*15 NSY als Rey Palpatine auf Hyperkarn; † 35 NSY auf Exegol; wiederbelebt) ist zunächst eine einfache Schrottsammlerin in der Wüste von Jakku, bis in ihr die Macht erwacht und sie zur neuen Schülerin des legendären Jedi-Meisters Luke Skywalker wird. Ihr Vater ist ein nicht ganz identischer Klon des Sith-Lords Darth Sidious, was Rey zur Enkeltochter des Imperators macht. Dieser spürt nach seiner Niederlage auf Endor die Macht in seiner Enkelin und lässt nach ihr suchen. Um vor diesem geschützt zu sein, wird Rey als Kind von ihren Eltern, bevor diese von den Schergen des Imperators getötet werden, auf Jakku versteckt. Rey kann sich in ihrer Jugend und frühem Erwachsenenalter nicht an die Ereignisse in ihrer Kindheit erinnern und wartet aufgrund dessen beständig auf die Rückkehr ihrer Eltern.
Als sie eines Tages dem Droiden BB‑8, der eine Karte, die zu dem verschollenen Luke Skywalker führt, bei sich trägt, und dem desertierten Sturmtruppler Finn begegnet, flüchten sie zusammen von Jakku und schließen sich dem Widerstand gegen die Erste Ordnung an. Mit Han Solo, Chewbacca und Finn beteiligt Rey sich an der Mission, BB-8 zurück zu Leia Organa zu bringen. Auf dieser Reise entdeckt sie die Macht in sich und findet in einer alten Taverne das ehemalige Lichtschwert von Luke und dessen Vater Anakin Skywalker. Rey gelingt es, den dunklen Kylo Ren in einem Duell schwer zu verletzen.
Mithilfe der Karte begibt Rey sich schließlich nach Ahch-To, um dort die Hilfe Luke Skywalkers zu ersuchen. Dieser weigert sich jedoch zunächst, sie in den Lehren der Jedi auszubilden, und willigt nur widerstrebend ein. Durch einen Zweiklang in der Macht erlebt sie mehrere mysteriöse Machtverbindungen mit Kylo Ren, lernt diesen besser kennen und macht sich schließlich auf den Weg zu ihm, um ihn zur hellen Seite zu bekehren. An Bord des Flaggschiffs des Obersten Anführers Snoke wird sie Zeugin, wie Kylo Ren seinen Meister ermordet und ihr anbietet, sich ihm anzuschließen. Rey lehnt dies ab, nachdem Kylo Ren ihr erzählt, dass ihre Eltern angeblich einfache Schrottsammler waren, die ihre Tochter auf Jakku verkauft hätten, und eilt dem Widerstand auf Crait zur Hilfe.
Ein Jahr nach dem Gefecht auf Crait übernimmt Leia Organa die Ausbildung Reys. Erneut hat Rey einige Machtverbindungen mit Kylo Ren und begibt sich mit ihren Freunden auf die Suche nach einem alten Sith-Wegfinder, um den Weg zu dem zurückgekehrten Imperator zu finden. Von Kylo Ren erfährt sie endlich die Wahrheit über ihre Vergangenheit als letzter Abkömmling der Palpatine-Blutlinie. In den Ruinen des zweiten Todessterns kämpft sie ein letztes Mal gegen ihren Erzrivalen und kann diesen tödlich verletzen. Da sie jedoch nach wie vor das Gute in dem jungen Solo sieht, heilt sie ihn mit der Macht und zieht sich wie einst ihr Meister nach Ahch-To zurück. Dort trifft sie auf den Geist Luke Skywalkers, der ihr Mut zuspricht und ihr das Lichtschwert seiner Schwester Leia überreicht. Mit dem alten X-Flügler ihres Meisters bricht sie schließlich zur Sith-Welt Exegol auf und stellt sich ihrem Großvater Darth Sidious, der sie als seine Thronerbin vorgesehen hat. Nachdem Rey durch einen Angriff des Imperators stark geschwächt wird, hört sie die Stimmen aller Jedi aus vergangenen Zeiten, die ihr neue Kraft geben. In einem letzten Kampf gelingt es Rey, mit den Lichtschwertern von Luke und Leia ihren Großvater Palpatine zu töten, wobei sie jedoch ebenfalls in einer Schockwelle von Machtblitzen stirbt. Rey wird jedoch von dem zur hellen Seite zurückgekehrten Ben Solo zurück ins Leben geholt, indem dieser ihr seine gesamte Lebensenergie überträgt. Nach einem kurzen Kuss mit Ben stirbt dieser und wird eins mit der Macht.
Nach dem Triumph über Palpatine und die Erste Ordnung begibt sich Rey zur verlassenen Feuchtfarm von Owen Lars auf Tatooine, vergräbt dort die Lichtschwerter der Skywalker-Zwillinge im Sand und begegnet den Machtgeistern ihrer beiden verstorbenen Lehrmeister. Rey beschließt, sich fortan in Gedenken an die beiden Rey Skywalker zu nennen.
Rey wurde in den Episoden VII bis IX von Daisy Ridley dargestellt sowie in Die Mächte des Schicksals von ihr gesprochen; ihre deutsche Synchronstimme ist Kaya Marie Möller. In einer Vision in Episode VII und IX wurde sie von Cailey Fleming als fünfjähriges Mädchen verkörpert, wobei sie im Deutschen von Cloé Heinrich gesprochen wird.

#### Yoda
Auftritte:
- Episoden: I, II, III, V, VI, VIII, IX (Stimme)
- Serien: The Clone Wars, Rebels, Die Mächte des Schicksals, Geschichten der Jedi, Die Abenteuer der jungen Jedi, The Acolyte

Yoda (* 896 VSY; † 4 NSY auf Dagobah) ist einer der mächtigsten und weisesten Jedi aller Zeiten und gehört einer unbekannten Spezies an. Yoda ist 66 cm groß und am Ende seines Lebens 900 Jahre alt. Er hat in über 800 Jahren als Jedi-(Groß-)Meister zahlreiche Schüler in der Anwendung der Macht ausgebildet, darunter Luke Skywalker und Count Dooku, und ist ein Meister im Umgang mit dem Lichtschwert. Mit Mace Windu ist er zu Zeiten der Klonkriege das Oberhaupt des Rates der Jedi. Während der Vernichtung des Jedi-Ordens durch Imperator Palpatine und den korrumpierten Anakin Skywalker, alias Darth Vader, ist Yoda mit Obi-Wan und einigen anderen einer der wenigen überlebenden Jedi. Yoda unterliegt im Versuch, den Imperator im Zweikampf zu töten, und zieht sich ins Exil nach Dagobah zurück.
Jahre später übernimmt er auf Anweisung des getöteten Obi-Wan Kenobis die Ausbildung des jungen Luke Skywalkers zum Jedi-Ritter. Kurz vor seinem Tod durch Altersschwäche bestätigt er seinem Schüler, dass er der Sohn von Darth Vader ist. Auch Yoda wird eins mit der Macht und begegnet Luke nach dem Sieg über das Imperium an der Seite des bekehrten Anakin Skywalker und Obi-Wan als geisterhafte Erscheinung.
30 Jahre später erscheint Yodas Geist dem gealterten Luke Skywalker in dessen Exil. Er vergewissert dem vom Leben gezeichneten und den Jedi nun skeptisch gegenüber gesinnten Skywalker, dass Scheitern ein wesentlicher Bestandteil eines jeden Jedi sei, und trägt somit auch seinen Teil dazu bei, Luke dazu zu bewegen, dem bedrohten Widerstand zur Hilfe zu eilen.
Yoda wurde als Puppe von Frank Oz gesteuert und im englischen Original gesprochen; er hebt sich besonders durch seine eigenwillige Grammatik hervor, deren auffälligstes Merkmal die häufig in der Form Objekt-Subjekt-Verb stehende Wortstellung (Beispiel: „Viel zu lernen du noch hast.“) ist. Das ursprüngliche Design für die Figur stammt von Stuart Freeborn. Bei den Dreharbeiten zu Episode V war vor allem der Maskenbildner Nick Maley („That Yoda Guy“) an der Erstellung der Figur beteiligt.
Während Yoda in der klassischen Trilogie und in Episode I (bis auf eine Szene am Ende des Films) immer eine physische Puppe war, ist er in den Episoden II und III eine komplett digitalisierte Figur, was George Lucas die Möglichkeit gab, Yoda in Actionszenen zu integrieren. Das Lichtschwertduell zwischen Yoda und Count Dooku basierte auf diesen neuen Möglichkeiten. Auf der Blu-ray sowie in der 3D-Kinoversion wird Yoda auch in Episode I als computergenerierte Figur dargestellt. In der nicht digitalisierten Version von Episode I ist das Puppenmodell zudem ein anderes als jenes, das in Episode V und VI verwendet wird. In Episode VIII wurde erneut eine Puppe verwendet.
Im Deutschen sprachen ihn verschiedene Sprecher: Während in der klassischen Trilogie Hugo Schrader die Rolle übernahm, wurde er in Episode I von Gerry Wolff gesprochen. In den Episoden II und III sowie in den Serien The Clone Wars, Rebels, Die Mächte des Schicksals und Die Abenteuer der jungen Jedi sprach ihn wiederum Tobias Meister, der auch Darth Maul und Saw Gerrera vertont. In den Episoden VIII und IX synchronisierte ihn hingegen Fred Maire.

### Protagonisten (Anthology)

#### Jyn Erso
Auftritte:
- Anthology: Rogue One

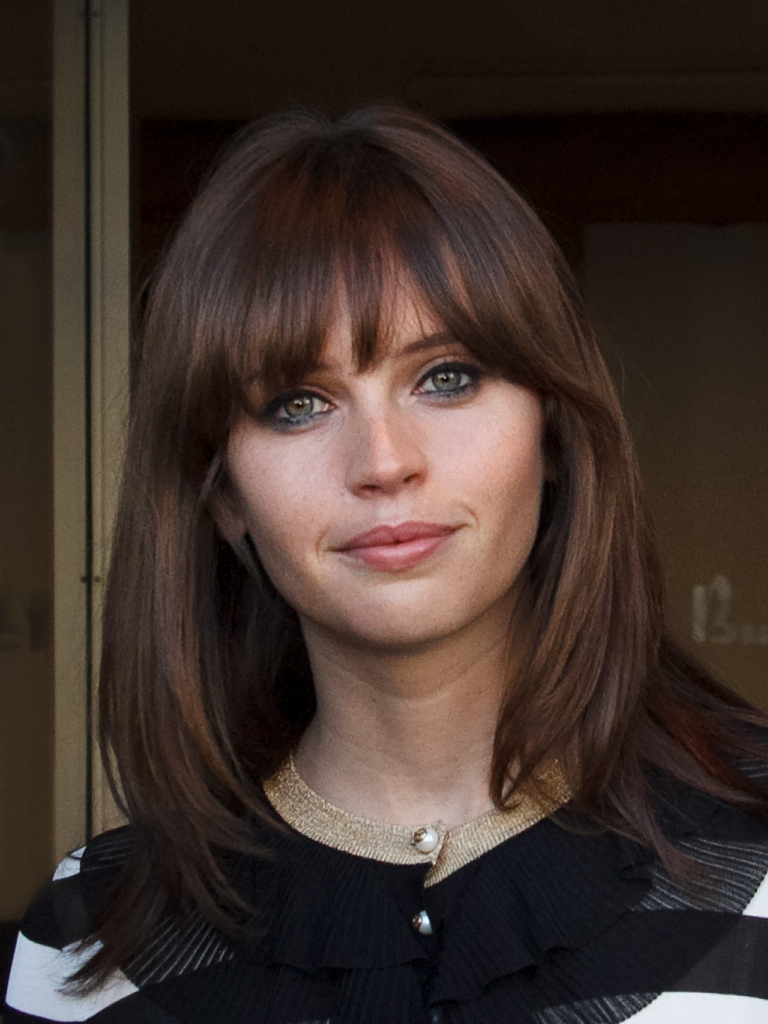
Felicity Jones auf dem Toronto International Film Festival 2016.

- Serien: Die Mächte des Schicksals, Rebels (Stimme)

Jyn Erso (* 21 VSY auf Vallt; † 0 VSY auf Scarif) ist die Tochter von Lyra und Galen Erso, der als leitender Wissenschaftler maßgeblich am Bau des Todessterns mitarbeitete. Nachdem ihre Mutter vom Imperium getötet und ihr Vater zurück in seinen Dienst geholt wird, wird sie von Saw Gerrera gerettet, der eine Splittergruppe der Rebellenallianz anführt. Ab ihrem sechzehnten Lebensjahr muss sie sich allein in der Galaxis durchschlagen und wird zu einer Kriminellen. Als die Rebellenallianz sie aus einem imperialen Gefängnis befreit, schließt sie sich dem Rebellensoldaten Cassian Andor und dem Androiden K-2SO an, um ihren Vater zu retten. Dieser baute heimlich eine Schwachstelle in den Todesstern ein, wodurch die Kampfstation zerstört werden konnte. Bei dem Rettungsversuch stirbt ihr Vater und gemeinsam mit Andor und einigen Freiwilligen begibt sie sich daraufhin nach Scarif, um die Pläne des Todessterns direkt aus einem imperialen Archiv zu stehlen. Die Übermittlung der Pläne an die Rebellen glückt, doch Jyn und ihre Gefährten kommen bei der Mission ums Leben.
Jyn Erso wurde in Rogue One von Felicity Jones dargestellt und von Yvonne Greitzke synchronisiert. Im Kindesalter verkörperte sie Beau Gadsdon.
Für ihre Rolle als Jyn Erso wurde Felicity Jones im Jahr 2017 für Saturn Award als Beste Hauptdarstellerin nominiert.

#### K-2SO
Auftritte:
- Anthology: Rogue One
- Serien: Andor

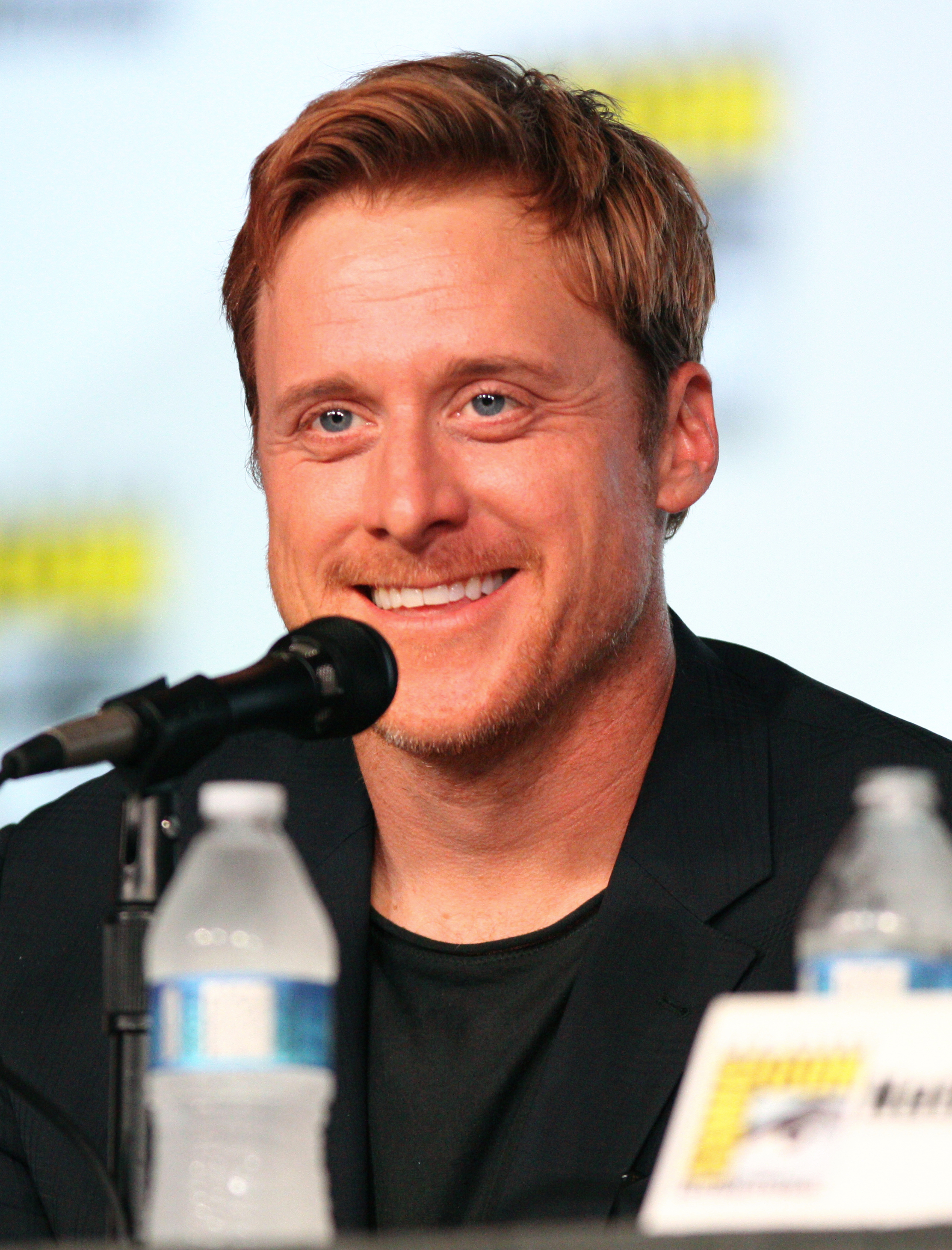
Alan Tudyk, 2012

K-2SO († 0 VSY auf Scarif) ist ein Sicherheitsdroide des Galaktischen Imperiums, bevor er durch die Rebellen-Allianz umprogrammiert und Cassian Andor unterstellt wird. Er wird auf dem Planeten Ghorman im Kampf zerstört, ehe Andor sich seiner Einzelteile annimmt und mit nach Yavin IV bringt. Er ist Teil des Einsatzteams, das auf dem Planeten Scarif die Pläne des Todessterns stehlen wollte. Er verschafft Andor und Jyn Erso Zugang zu dem Archiv, in dem die Pläne gelagert waren und verbarrikadiert die Haupttür, um sie vor den imperialen Sturmtruppen zu schützen. Er verteidigt den Eingang, bis die Soldaten seine Panzerung mit zahlreichen Schüssen durchdringen und ihn damit zerstören.
K-2SO ist eine durch Performance-Capture-Technik computergenerierte Figur. Seine Bewegungen und Stimme stammen von Alan Tudyk. In der deutschen Version wird er von Florian Halm synchronisiert.

#### Chirrut Îmwe
Auftritte:
- Anthology: Rogue One

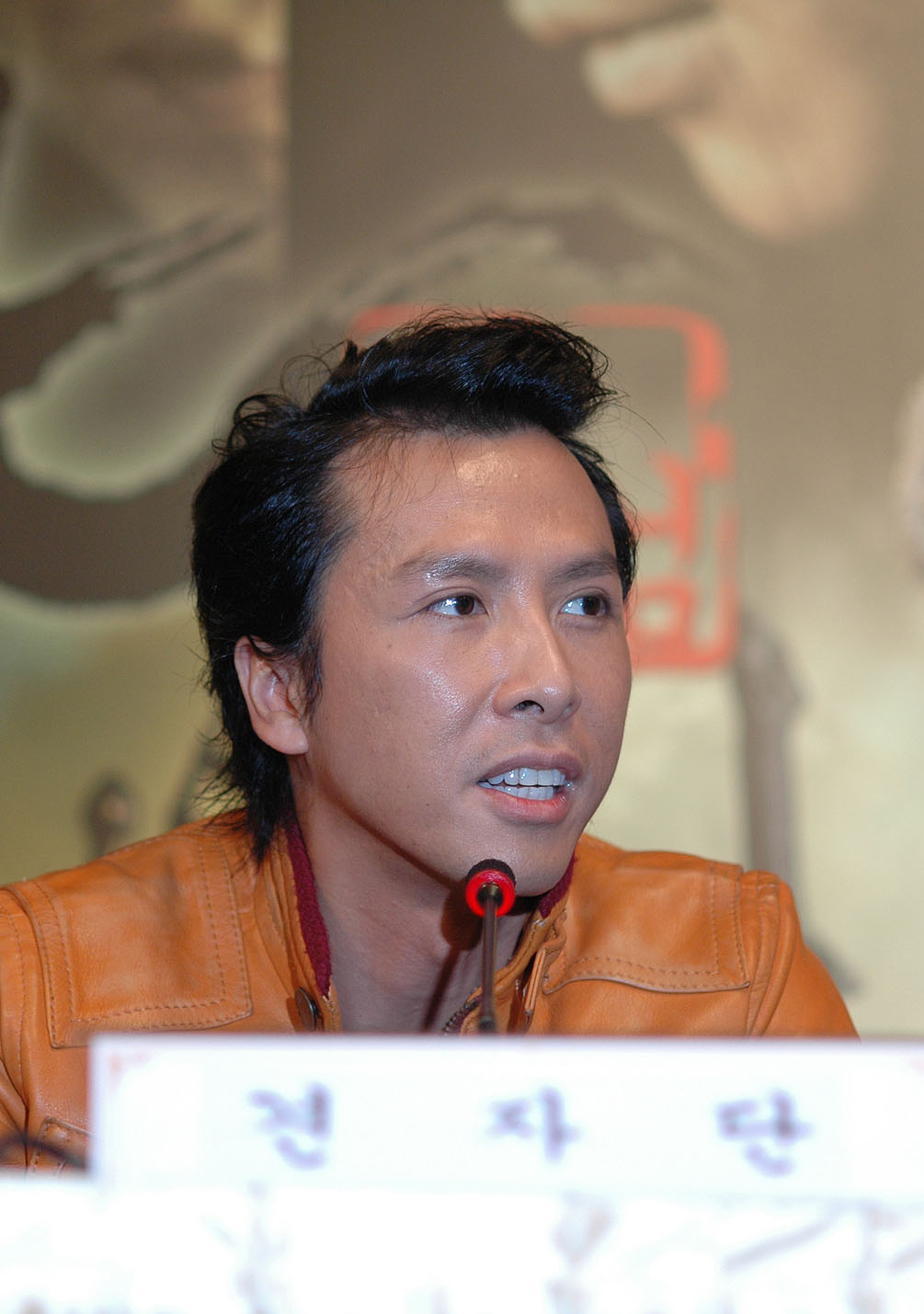
Donnie Yen

Chirrut Îmwe († 0 VSY auf Scarif) ist ein blinder machtsensitiver Mönch und lebt auf dem Planeten Jedha. Îmwe ist ein Wächter der Whills und kann, obwohl er kein Jedi ist, die Macht spüren und diese im Kampf nutzen. Während der Belagerung Jedhas durch das Galaktische Imperium schließt er sich gemeinsam mit seinem Kameraden Baze Malbus den Rebellen Jyn Erso und Cassian Andor an, um bei der Beschaffung der Todesstern-Pläne zu helfen. In der Schlacht von Scarif opfert Îmwe sich, um den Rebellen die Übertragung der Pläne zu ermöglichen.
Im Film Rogue One wurde Chirrut Îmwe von dem chinesischen Schauspieler Donnie Yen verkörpert. Seine deutsche Stimme verlieh ihm Asad Schwarz.

#### Baze Malbus
Auftritte:
- Anthology: Rogue One

Baze Malbus († 0 VSY auf Scarif) ist ein Wächter der Whills und später ein Kämpfer der Rebellenallianz. Zu Zeiten des Galaktischen Bürgerkriegs schließt er sich mit Chirrut Îmwe der Rebellenallianz an und schließt sich an dem Himmelfahrtskommando Rogue One an, um die Pläne des Todessterns zu erbeuten. Baze stirbt in der Schlacht von Scarif.
In Rogue One wurde Baze Malbus von Jian Wen gespielt und war das erste Mal im Teaser zum Film am 7. April 2016 im englischen Original zu sehen. Seine deutscher Synchronsprecher ist Achim Buch.

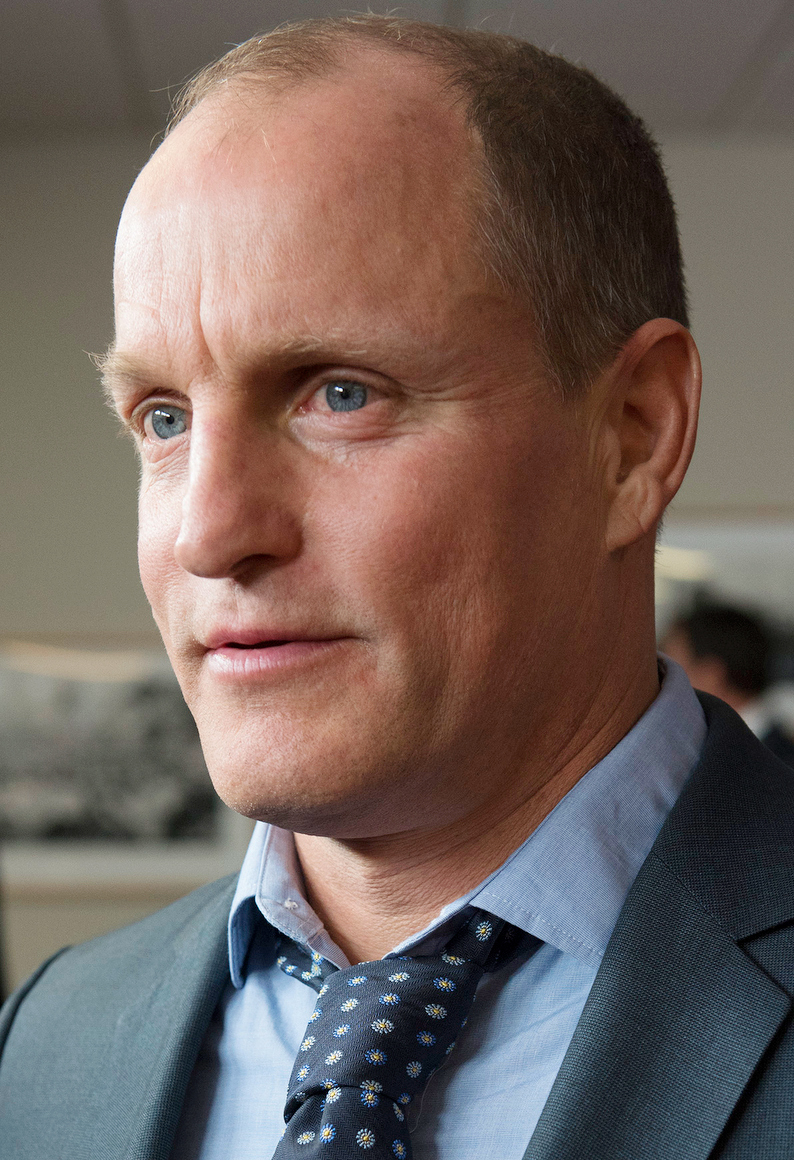
Woody Harrelson, 2016

#### Tobias Beckett
Auftritte:
- Anthology: Solo

Tobias Beckett († 10 VSY auf Savareen) wurde auf Glee Anselm geboren und ist ein berüchtigter Ganove und Krimineller. Zu Zeiten des Galaktischen Imperiums schleust er sich mit seiner Bande in der imperialen Infanterie ein und trifft dort auf den jungen Han Solo, den er gemeinsam mit dem Wookie Chewbacca als neuen Teil seiner Crew gewinnt. Im Auftrag des Verbrechersyndikat Crimson Dawn erledigt Beckett zahlreiche Aufträge und Raubzüge. Für seinen Auftraggeber Dryden Vos stiehlt er mit seinen Mitstreitern hohe Mengen von rohem Coaxium-Treibstoff in den Minen von Kessel. Da Beckett stets nur nach seinem eigenen Vorteil sucht, hintergeht er in nur kurzen Abständen hintereinander erst Han Solo und anschließend auch Dryden Vos. In einer letzten Konfrontation mit Han Solo wird er von diesem erschossen.
Mehrere Gerüchte, die in der Galaxis kursieren, besagen, dass Tobias Beckett die Kopfgeldjägerin Aurra Sing getötet habe. Becketts Erzfeindin ist die Piratin Enfys Nest, die sich später als Anführerin einer jungen Rebellion herausstellt.
In Solo wurde Tobias Beckett von Woody Harrelson gespielt, seine deutsche Synchronstimme sprach Thomas Nero Wolff.

#### Qi’ra
Auftritte:
- Anthology: Solo
- Serien: Die Mächte des Schicksals
- Videospiele: Outlaws

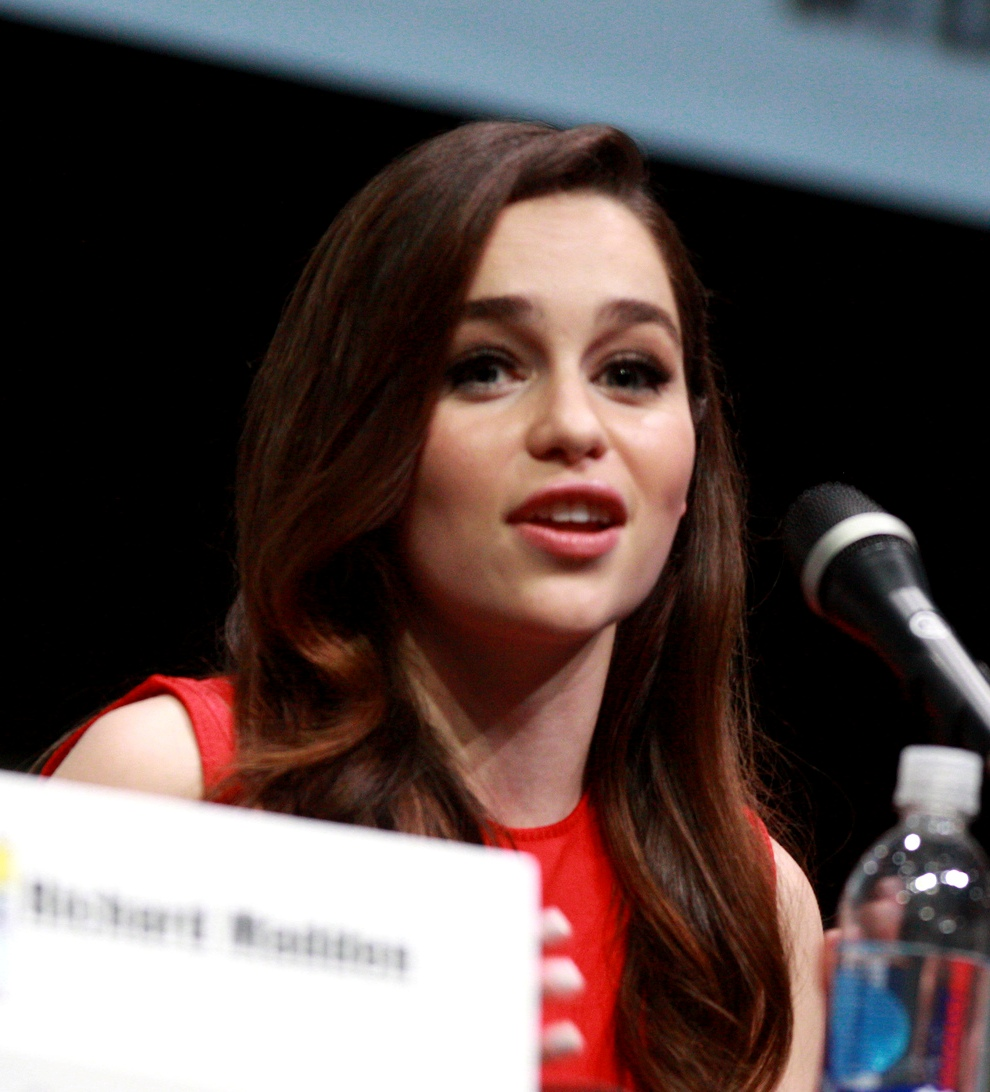
Emilia Clarke, 2013

Lady Qi’ra (* 31 VSY auf Corellia) ist eine alte Freundin von Han Solo und später Anführerin des Verbrechersyndikats Crimson Dawn. In ihrer Jugend wächst sie gemeinsam mit Han Solo in den Straßen von Corellia auf, wo sie ihre ersten kriminellen Aufträge für die Bande der Weißwürmer erledigt. Nachdem sie bei einem Fluchtversuch von Corellia von Han Solo getrennt wird, wird sie später Teil von Crimson Dawn und eine enge Vertraute des ehemaligen Sith Maul, der im Geheimen bis zu seinem Tod der Anführer des Syndikats war. Als sie nach vielen Jahren erneut auf ihre alte Liebe Han trifft, der inzwischen ein Schmuggler ist, begleitet sie ihn und seine Crew auf einen Raub nach Kessel. Nachdem sie ihren Vorgesetzten Dryden Vos verrät und tötet, steigt sie selbst auf dessen Posten auf und lässt Han zurück, um sich mit Maul auf dem Planeten Dathomir zu treffen.
Qi’ra wurde in Solo von Emilia Clarke dargestellt. Ihre deutsche Stimme ist Gabrielle Pietermann, die sie auch in Outlaws sprach.

### Protagonisten (Serien)

#### Agent Alexsandr Kallus/Fulcrum II.
Auftritte:
- Serien: Rebels

Agent Alexsandr Kallus alias Fulcrum II. (* ca. 44 VSY auf Coruscant), ist ein Agent des imperialen Sicherheitsbüros, der ein J-19-Bo-Gewehr, die seltene Waffe der Lasan-Ehrengarde, mit sich führt. Im Laufe seiner Karriere in den Reihen des Galaktischen Imperiums überdenkt er seine Haltung und arbeitet letztlich als Spion für die Rebellenallianz, als er die Verbrechen des Imperiums zu erkennen beginnt.
Während seiner Zeit als Agent des Imperiums unternimmt er mehrere Versuche, die Rebellenzelle um die Jedi Kanan Jarrus und Ezra Bridger zu jagen. In seinen Anfangsjahren als Agent ist er an dem Genozid an dem Volk der Lasat beteiligt.
In der englischsprachigen Synchronfassung wird Kallus von David Oyelowo gesprochen. Im Deutschen wird er von Torsten Michaelis synchronisiert.

#### Ahsoka Tano/Fulcrum I.
Auftritte:
- Episoden: IX (Stimme)

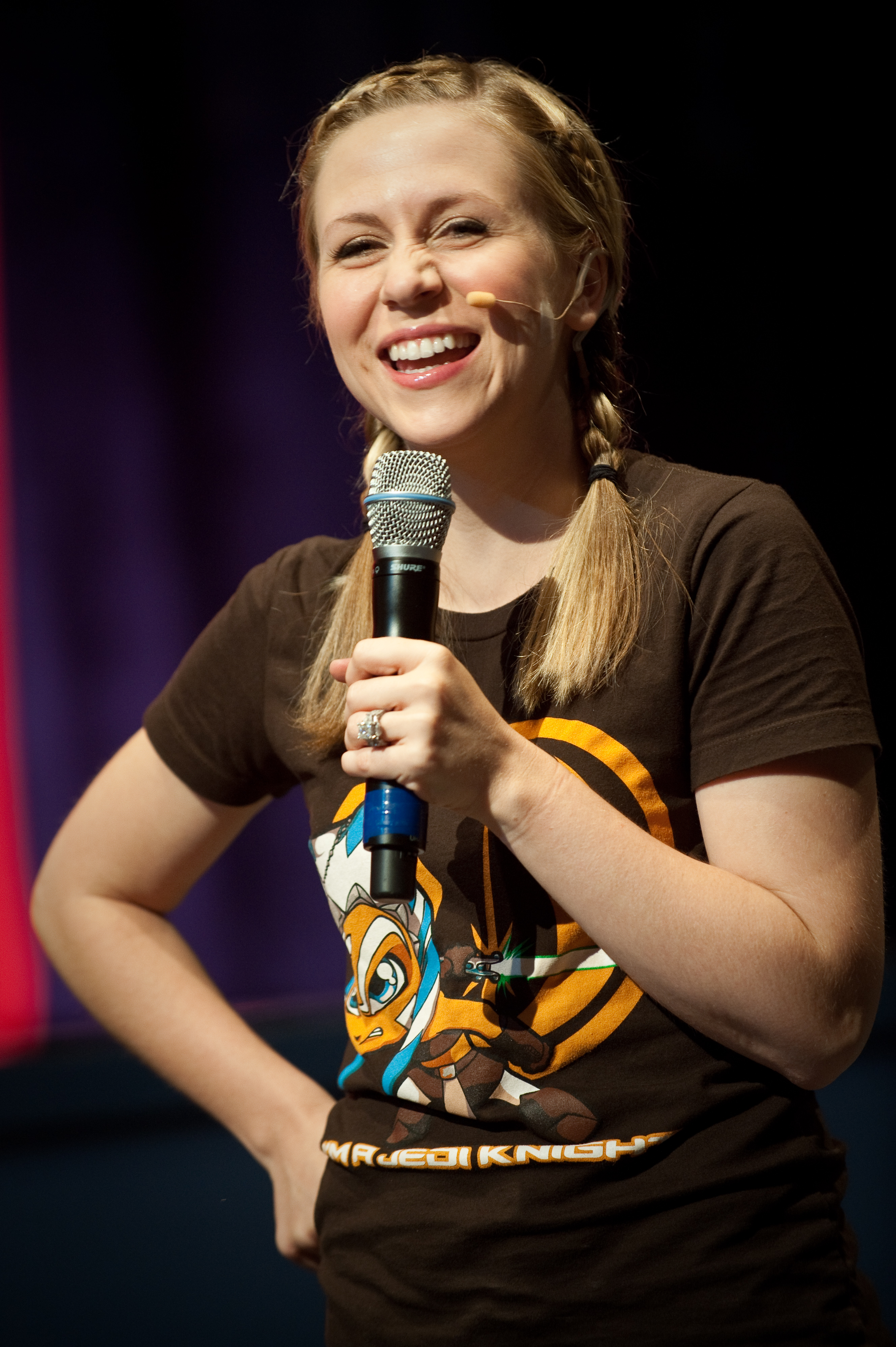
Ashley Eckstein, 2010

- Serien: Ahsoka, The Clone Wars, Rebels, The Mandalorian, Die Mächte des Schicksals, Das Buch von Boba Fett, Geschichten der Jedi

Ahsoka Tano alias Fulcrum I (* 36 VSY auf Shili; † 20 VSY auf Mortis; ebenda wiederbelebt) ist eine Togruta und bis zu ihrem Ausstieg aus dem Jedi-Orden die Padawan-Schülerin von Anakin Skywalker, die diesem während der Klonkriege zugeteilt wird. Später ist sie die Meisterin von Sabine Wren.
Gemeinsam an der Seite Skywalkers bestreitet sie viele Kämpfe während der Klonkriege. Auf dem Planeten Mortis nahm der Sohn, die Personifikation der dunklen Seite der Macht, ihr das Leben. Mithilfe der Tochter, der Personifikation der hellen Seite, wird sie kurz darauf jedoch wiederbelebt. Als ein Anschlag auf den Jedi-Tempel auf Coruscant verübt wird, gerät Ahsoka fälschlicherweise unter Verdacht, was ihren Glauben in die Jedi erschüttert und sie dem Orden daraufhin den Rücken kehrt. Im Dienste der Großen Armee der Republik hilft sie gemeinsam mit Captain Rex bei der Befreiung von Mandalore und kämpft gegen Maul. Nach dem Ausruf der Order 66 täuscht sie zusammen mit Rex ihren Tod vor und taucht unter und schließt sich der späteren Rebellion als Geheimagentin an.

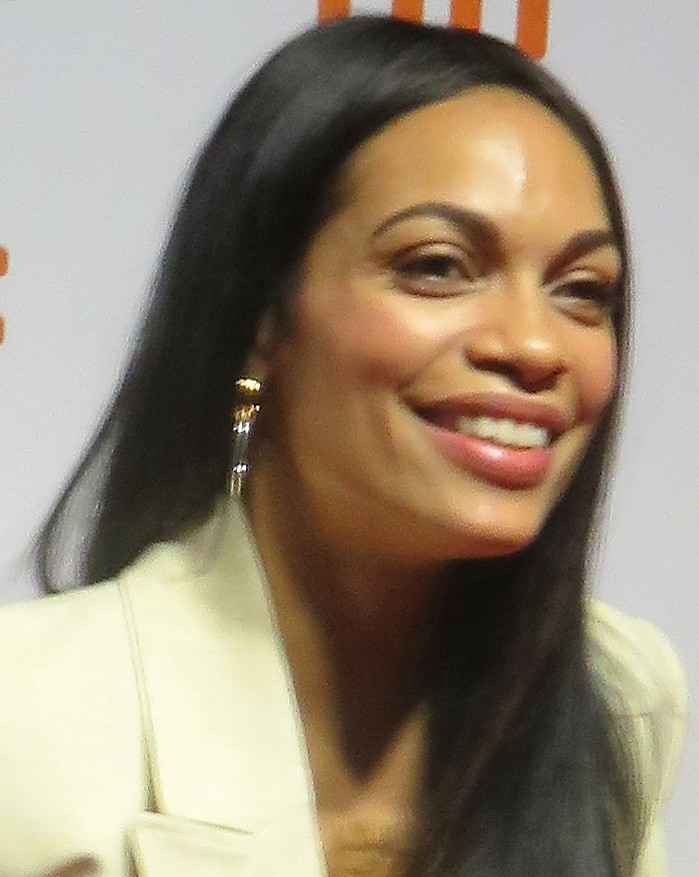
Rosario Dawson, 2019

14 Jahre nach dem Ende der Klonkriege kehrt Ahsoka aus dem Untergrund zurück und beteiligt sich als Teil der Ghost-Crew an der Seite von Ezra Bridger und Kanan Jarrus im Kampf gegen das Galaktische Imperium. Dort stellt sie sich in einem alten Sith-Tempel ihrem ehemaligen Meister, der zum finsteren Darth Vader geworden ist. Diesen Kampf überlebt sie dank Ezra, der sie durch die Welt zwischen den Welten durch ein Portal beobachtet und sie im entscheidenden Moment durch das Portal ein paar Jahre in die Zukunft zieht. Wegen möglicher Zeit-Paradoxen muss sie jedoch nach Malachor zurückkehren.
Zu Zeiten der Neuen Republik trifft sie auf Din Djarin, den Mandalorianer, der sie darum bittet, die Jedi-Ausbildung des jungen Grogu zu übernehmen. Dies lehnt Ahsoka, aus Furcht, dem Kind könne dasselbe geschehen wie einst Anakin, jedoch ab. Später begibt sie sich mithilfe von Sabine Wren und Professor Huyang auf die Suche nach dem verschollenen Ezra und Großadmiral Thrawn, wobei sie im Inneren eines hyperraumreisenden Purrgil in einer bislang unerforschten Galaxis nach Peridea reist. Während einer Nahtoderfahrung trifft sie erneut auf Anakin, der ihre Ausbildung in der Welt zwischen den Welten beendet. Als es Thrawn gelingt, Peridea zu verlassen, ist Ahsoka gemeinsam mit ihrer Schülerin Sabine Wren, ähnlich wie zuvor Ezra, auf dem Planeten gestrandet.
Ahsoka wurde in den Animationsserien von Ashley Eckstein, in der deutschen Fassung von Josephine Schmidt gesprochen. In Ahsoka, The Mandalorian und Das Buch von Boba Fett wurde sie von Rosario Dawson gespielt und im Deutschen weiterhin von Schmidt synchronisiert. Ariana Greenblatt stellte zudem eine jüngere Version der Figur in Ahsoka dar; ihre Vertonung im Deutschen übernahm ebenfalls Schmidt.

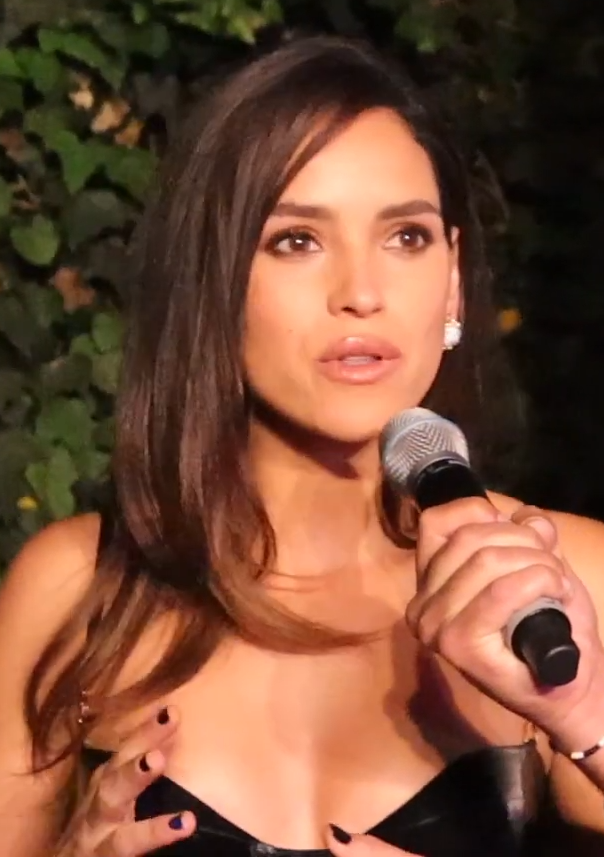
Adria Arjona, 2022

#### Bix Caleen
Auftritte:
- Serien: Andor

Bix Caleen ist eine Mechanikerin und spätere Kämpferin der sich bildenden Rebellenallianz. Sie ist die Freundin von Cassian Andor.
Während der Herrschaft des Galaktischen Imperiums arbeitet sie auf dem Planeten Ferrix als Mechanikerin im übernommenen Geschäft ihrer Eltern, ehe sie durch ihren ehemaligen Liebhaber Cassian Andor immer mehr in die Widerstandsbewegung gegen das Imperium hineingezogen wird. Zu dieser Zeit ist sie mit Timm Karlo zusammen, der jedoch später von Einheiten des Imperiums getötet wird. Während des Aufstands auf Ferrix wird sie vom Imperium gefangen genommen und gefoltert.
Ein Jahr nach dem Aufstand von Ferrix ist sie wieder mit Cassian Andor zusammen, ist jedoch durch ihre Folterung mental instabil und nimmt Drogen. Mit Cassian ist sie unter Aufsicht von Luthen Rael weiterhin an verdeckten Rebellen-Aktionen beteiligt. Später verlässt sie Cassian und setzt sich auf dem Planeten Mina-Rau ab, da sie in sich selbst ein Hindernis für seine Aktivitäten in der Rebellion sieht. Unwissend von Cassian bringt sie dort einen gemeinsamen Sohn auf die Welt. 
In Andor wird Bix von Adria Arjona gespielt. Ihre deutsche Synchronstimme ist Giuliana Jakobeit.

#### Boba Fett
Auftritte:
- Episoden: II, IV, V, VI

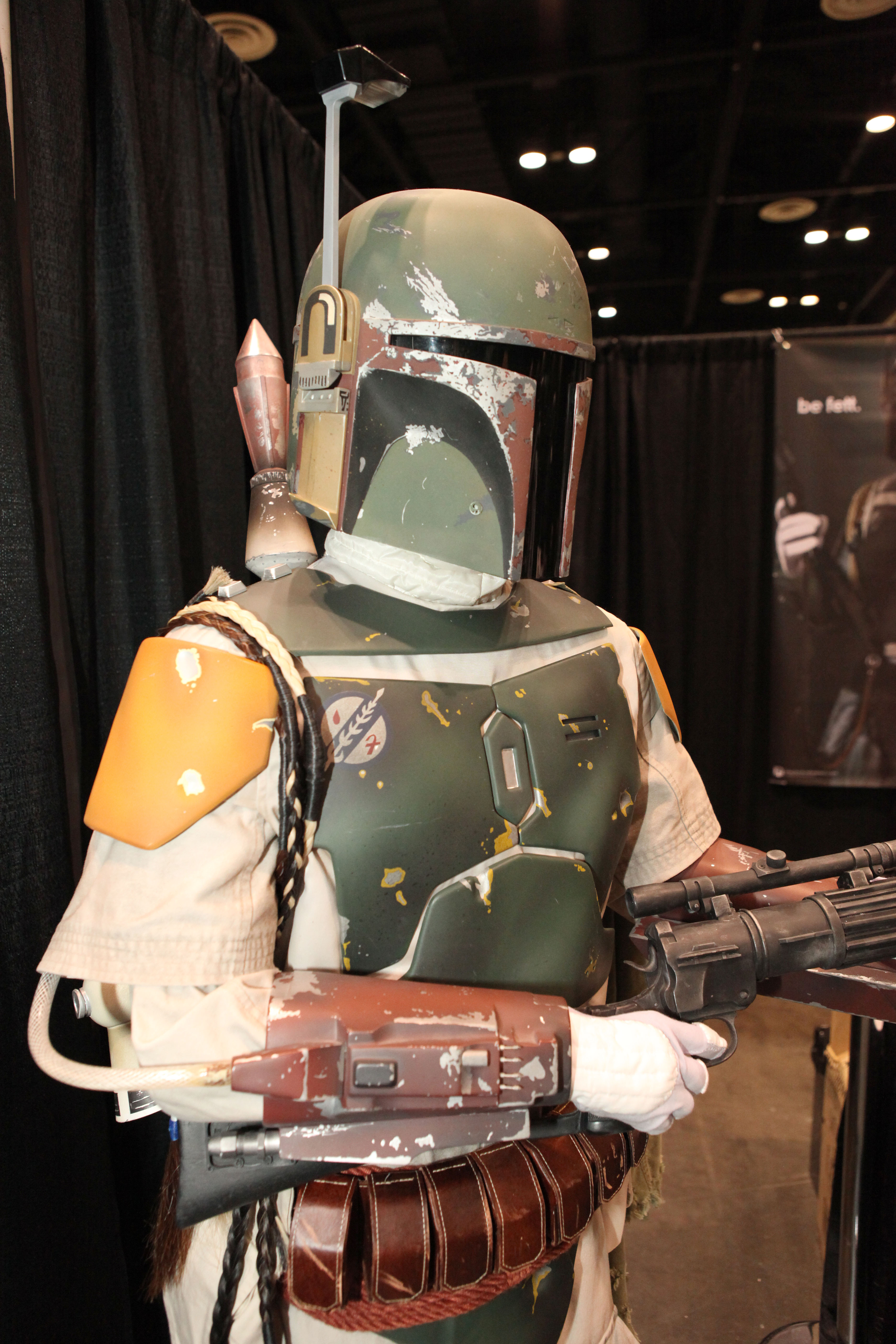
Boba-Fett-Figur

- Serien: The Clone Wars, The Mandalorian, Visionen, Das Buch von Boba Fett
- Videospiele: Jedi: Survivor

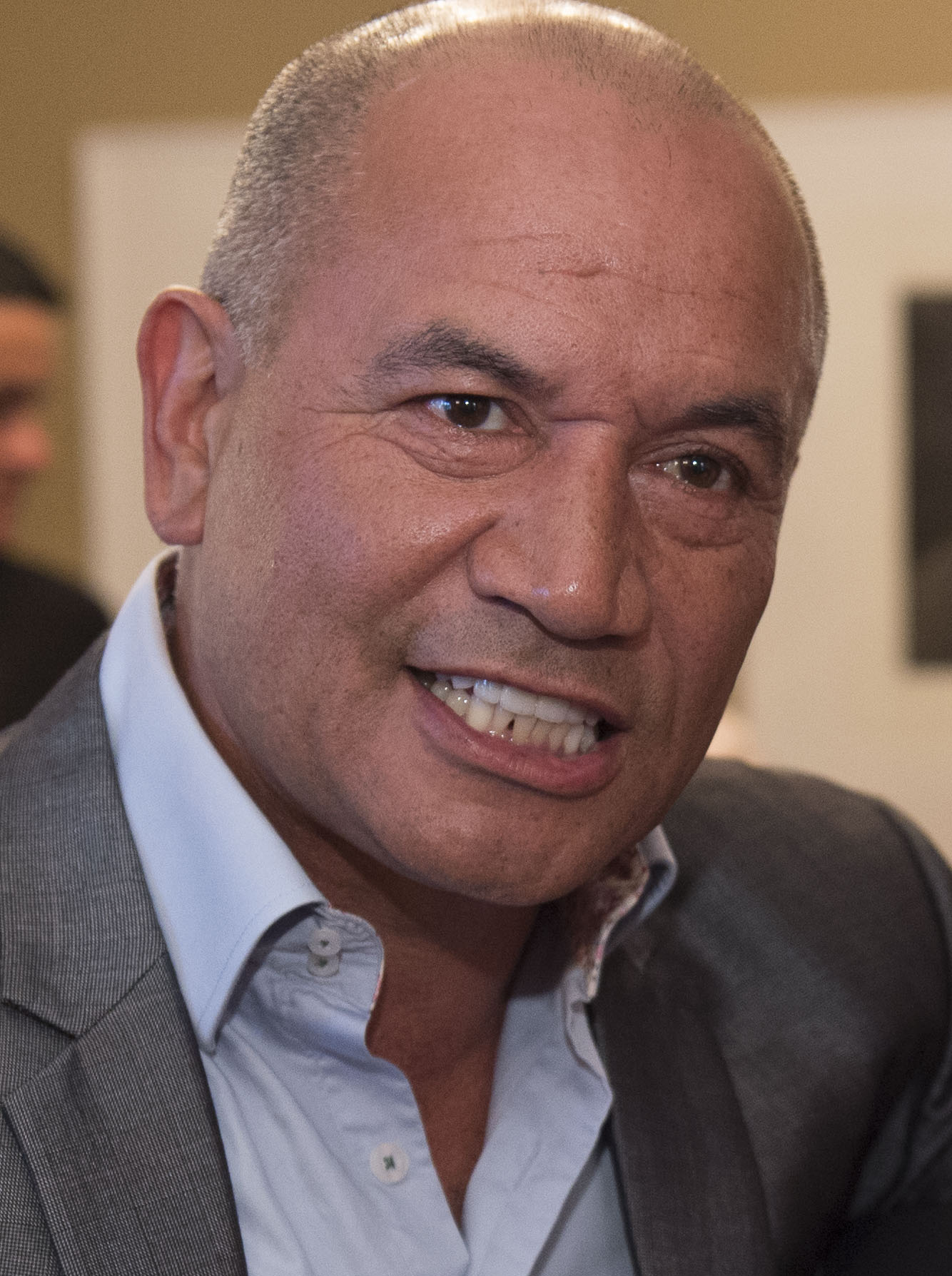
Temuera Morrison, 2016

Lord Boba Fett (* 32 VSY auf Kamino unter dem Codenamen „Alpha“) war einer der besten und erfolgreichsten Kopfgeldjäger der Galaxis sowie später ein berüchtigter Verbrecherfürst in der kriminellen Unterwelt von Tatooine. Er ist ein Klon des Kopfgeldjägers Jango Fett, der anders als seine Klonbrüder keinem beschleunigten Wachstumsprozess unterzogen wurde. Seine Heimatwelt ist der Wasserplanet Kamino.

Zu Beginn der Klonkriege muss Boba Fett als Kind mit ansehen, wie der Jedi-Meister Mace Windu seinen Vater während der Schlacht auf Geonosis enthauptete. Nach diesem prägenden Erlebnis unternimmt Boba mehrere Versuche, den Mörder seines Vaters zu töten, jedoch misslingen alle. Während dieser Zeit nimmt ihn die Kopfgeldjägerin Aurra Sing unter ihre Fittiche. Im Laufe seiner Karriere in jungen Jahren gerät er oft mit dem Kopfgeldjäger Cad Bane aneinander, woraufhin zwischen Boba und Bane eine starke Rivalität entsteht.

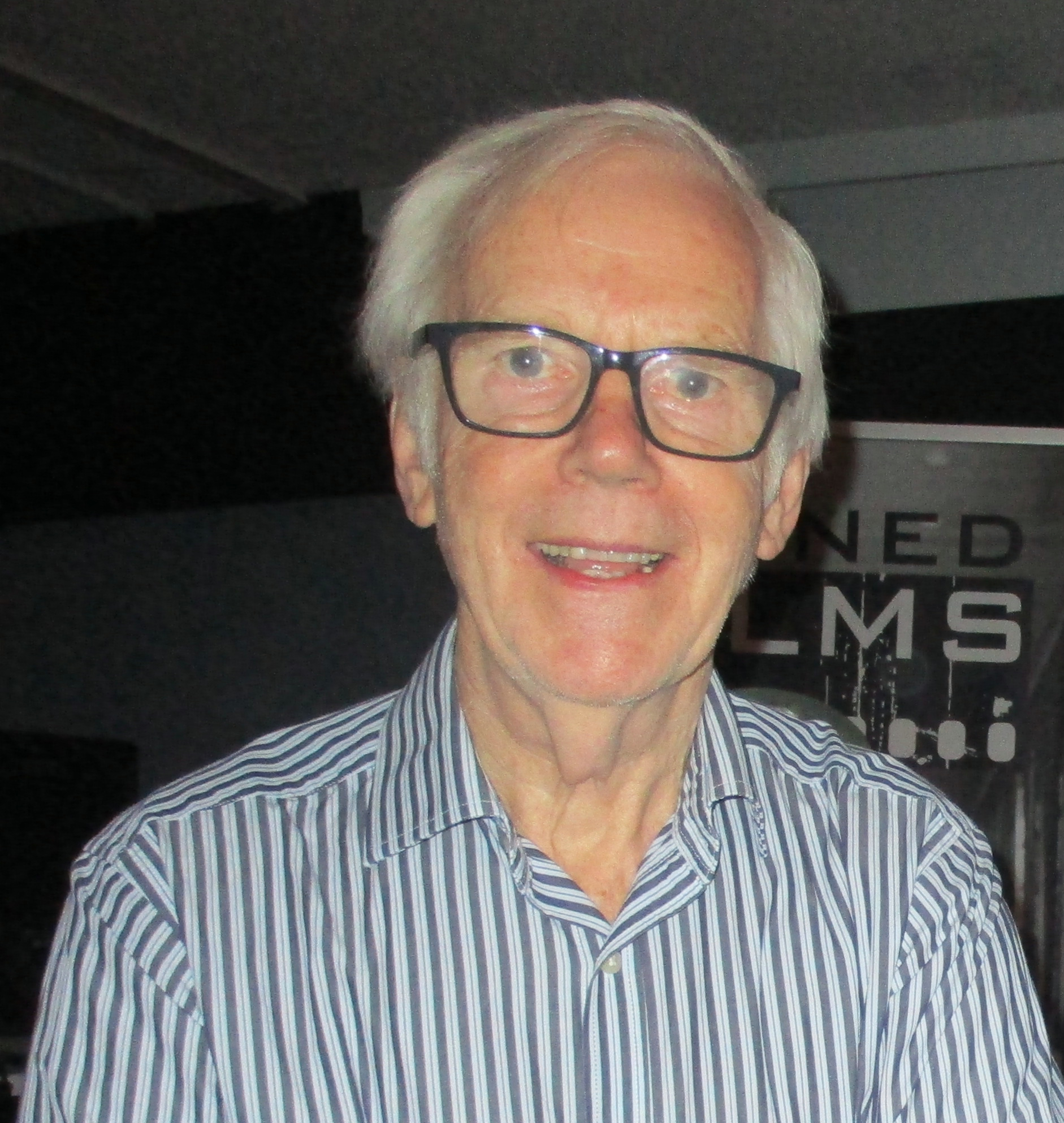
Jeremy Bulloch, 2016

Nach den Klonkriegen erhebt er sich zu einem der erfolgreichsten Kopfgeldjäger der Galaxis und ihm gelingt es im Auftrag des Imperiums, mit seinem Schiff Slave I den Millennium Falken nach Bespin zu verfolgen. Als Lohn erhält er den in Karbonit eingefrorenen Han Solo, den er gegen das auf ihn ausgesetzte Kopfgeld an Jabba den Hutten ausliefert. Bei der Befreiung Han Solos stürzt Boba im Kampf in die Grube von Carkoon, in der er von einem Sarlacc verschlungen wird. Er kann jedoch aus dem Sarlacc entfliehen und beginnt ein neues Leben auf Tatooine, wo er von einem Stamm einheimischer Tusken-Räuber aufgenommen wird und diesem mitunter dabei hilft, auf Tatooine akzeptiert zu werden. Nach seiner Zeit bei den Sandleuten rettet er der Söldnerin Fennec Shand das Leben und stellt diese als seine neue Handwerkspartnerin in seine Dienste. Nachdem er dem Mandalorianer Din Djarin bei der Befreiung des Kindes Grogu hilft, begibt er sich mit Fennec in den alten Palast von Jabba, wo er dessen Nachfolger Bib Fortuna tötet und als neuer Daimyō den Thron der kriminellen Unterwelt von Tatooine besteigt. In einem Krieg gegen das Pyke-Syndikat setzt er sich mithilfe von Din Djarin und seiner neu zusammengestellten Crew als neuer Verbrecherlord in Mos Espa durch und tötet in einem Duell seinen Erzrivalen Cad Bane.
In den Filmen wird Boba Fett in seinen verschiedenen Lebensaltern von Daniel Logan und Jeremy Bulloch (1945–2020) dargestellt. In The Mandalorian, Das Buch von Boba Fett wird er von Temuera Morrison gespielt, der bereits Jango Fett und diverse Klonkrieger in Episode II und III verkörperte. Morrison synchronisiert die Figur ebenso in der Zeichentrickserie Visionen sowie sämtlichen seit 2004 veröffentlichten Fassungen von Episode V. In allen älteren Fassungen von Episode V wurde die Figur von Jason Wingreen synchronisiert. Seine deutsche Stimme stammt bei Morrisons Darstellung von Martin Keßler, als Jugendlicher in den Serien von Nico Sablik, in Episode II von Ricardo Richter und in Episode V von Karl Schulz.

#### Bo-Katan Kryze
Auftritte:
- Serien: The Clone Wars, Rebels, The Mandalorian, Geschichten des Imperiums (Stimme)

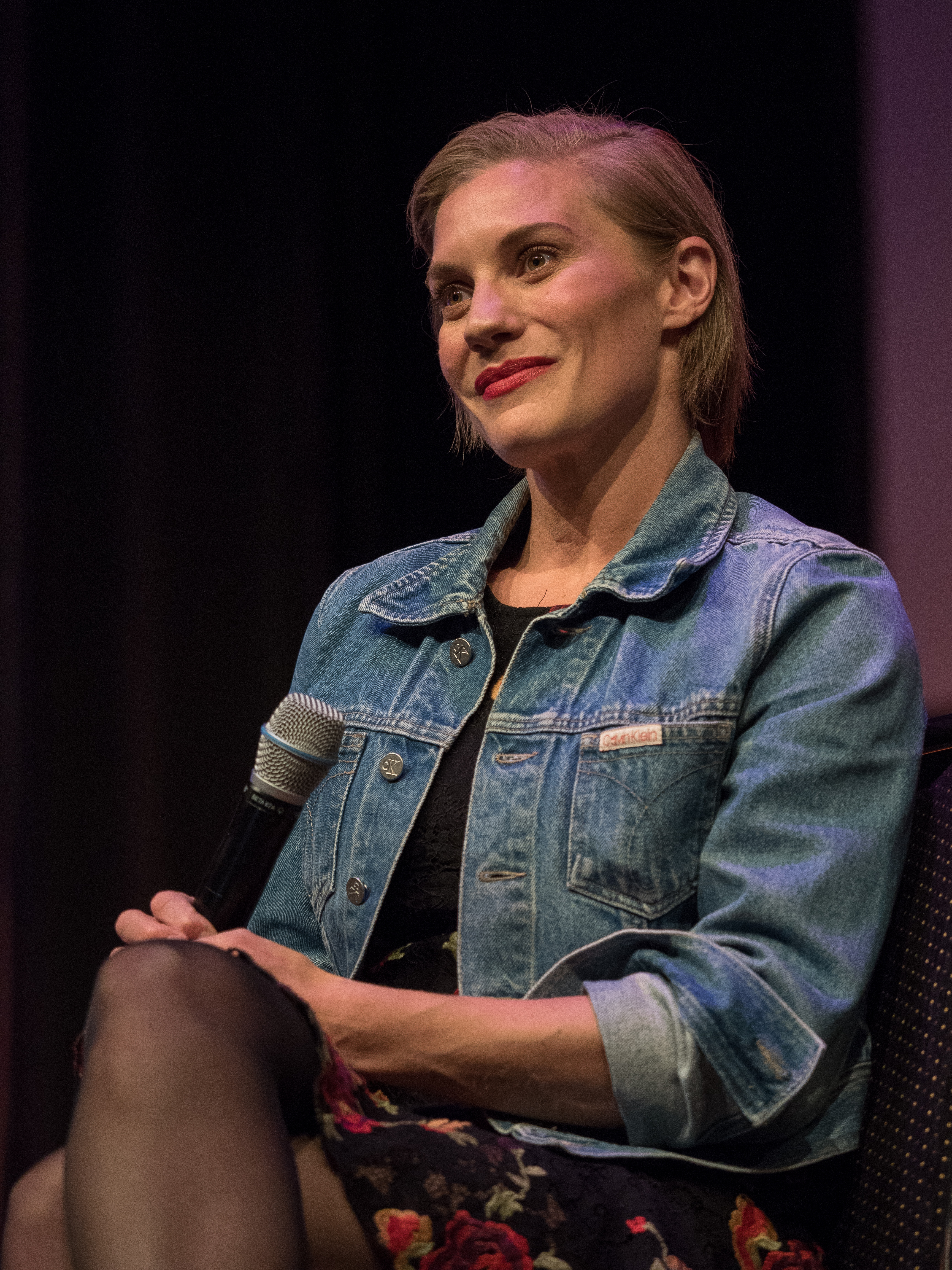
Katee Sackhoff, 2018

Bo-Katan Kryze ist die Schwester der Herzogin von Mandalore, Satine Kryze, und später Mitglied der Death Watch. Während der Klonkriege dient sie unter Pre Viszla und beteiligte sich an dem Plan, Count Dooku für dessen Verrat an der Death Watch zu ermorden. Nachdem sich die Death Watch mit den Brüdern Darth Maul und Savage Opress verbündet hatte und Pre Viszla getötet worden war, weigert Bo-Katan sich, Maul als ihren neuen Herrscher zu akzeptieren. Nachdem ihre Schwester von Maul getötet wird, und sie Mandalore gemeinsam mit der Unterstützung von Ahsoka Tano befreien kann, wird sie die neue Herrscherin ihres Heimatplaneten und bekommt zur Ära des Imperiums von Sabine Wren das traditionelle Dunkelschwert überreicht. Ihre Macht über Mandalore hatte sie jedoch inzwischen verloren, da sie von dem Saxon-Clan verraten wurde, da Bo-Katan sich weigerte, sich dem Imperium zu unterwerfen.
Bo-Katan kämpfte – ebenfalls während der Ära des Imperiums – in der Großen Säuberung, wobei sie das Dunkelschwert verliert, das später in den Besitz von Moff Gideon gerät. Zu Zeiten der Neuen Republik hilft sie dem Mandalorianer Din Djarin gemeinsam mit ihren Kameraden bei der Rettung von Din Grogu aus den Fängen von Moff Gideon. Später bekommt sie in ihrer Aufgabe, alle Mandalorianer-Stämme samt ihrer Bräuche zu vereinen und sich Mandalore zurückzuholen, von Djarin das Dunkelschwert überreicht, nachdem sie diesen während einer Gefangenschaft das Leben rettete. Nach dem Sieg über Moff Gideon wird Bo-Katan die neue Herrscherin des Planeten Mandalore.
In The Clone Wars, Rebels und Geschichten des Imperiums wird Bo-Katan Kryze von Katee Sackhoff gesprochen. Sie verkörpert die Figur ebenfalls in The Mandalorian. In allen vier Serien lieh ihr in der deutschen Synchronfassung Heide Domanowski ihre Stimme.

#### C1-10P/Chopper
Auftritte:
- Anthology: Rogue One
- Serien: Rebels, The Bad Batch, Ahsoka, Die Mächte des Schicksals

C1-10P, genannt Chopper, ist ein C1-Astromechdroide, der an der Seite von Ezra Bridger, Kanan Jarrus und Zeb Orrelios Teil der Crew der Ghost ist. Er ist aus verschiedenen Ersatzteilen zusammengesetzt. Chopper galt als nörgelnd, streitlustig, reizbar und unfreundlich, ist gegenüber seiner Crew jedoch loyal.
Choppers Aussehen ist an Entwürfen von Ralph McQuarrie für R2-D2 in Episode IV orientiert. Dave Filoni sprach die Rolle im Geheimen und enthüllte seine Mitwirkung erst nach dem Ende von Rebels.

#### Captain Rex
Auftritte:
- Serien: The Clone Wars, Rebels, The Bad Batch, Geschichten der Jedi, Ahsoka

Captain CT-7567, genannt Rex, (* 32 VSY auf Kamino) ist ein Klonkrieger und Hauptmann der Torrent-Kompanie, der nach seiner Ausbildung den Spitznamen Rex annahm. In den Klonkriegen kämpft er an der Seite von Anakin Skywalker und später dessen Padawan Ahsoka Tano.
Kurz vor Ende der Klonkriege wird Captain Rex in die Position eines Commanders erhoben. Gemeinsam mit Ahsoka Tano begibt er sich mit einer Klonarmee nach Mandalore, um dort Maul festzunehmen und Mandalore seine Neutralität zurückzugeben. Auf dem Rückweg nach Coruscant erhielt dieser auf der Brücke des Kreuzers den Befehl zur Order 66, dem er sich jedoch mit großer Mühe widersetzen kann. Der Inhibitor-Chip, der ihn zur willenlosen Befehlsausführung zwingt, wird ihm später entfernt.
Nach den Klonkriegen lebt Rex mit seinen Brüdern Wolffe und Gregor zusammen in einem modifizierten AT-TE Läufer auf dem Planeten Seelos. Nachdem die Crew der Ghost die drei Klone um Hilfe gebeten hatte, schließt sich Rex dem Rebellennetzwerk an. Als Teil der Rebellenallianz kämpft er später auch in der Schlacht um den zweiten Todesstern auf Endor.
Rex wird im Original von Dee Bradley Baker, in der deutschen Fassung von Martin Keßler gesprochen. Für die Serie Ahsoka wurde die Figur erstmals in Live-Action umgesetzt, die Vertonung übernahmen jeweils Temuera Morrison im Original und ebenfalls Keßler im Deutschen.

#### Cassian Andor
Auftritte:
- Anthology: Rogue One
- Serien: Andor

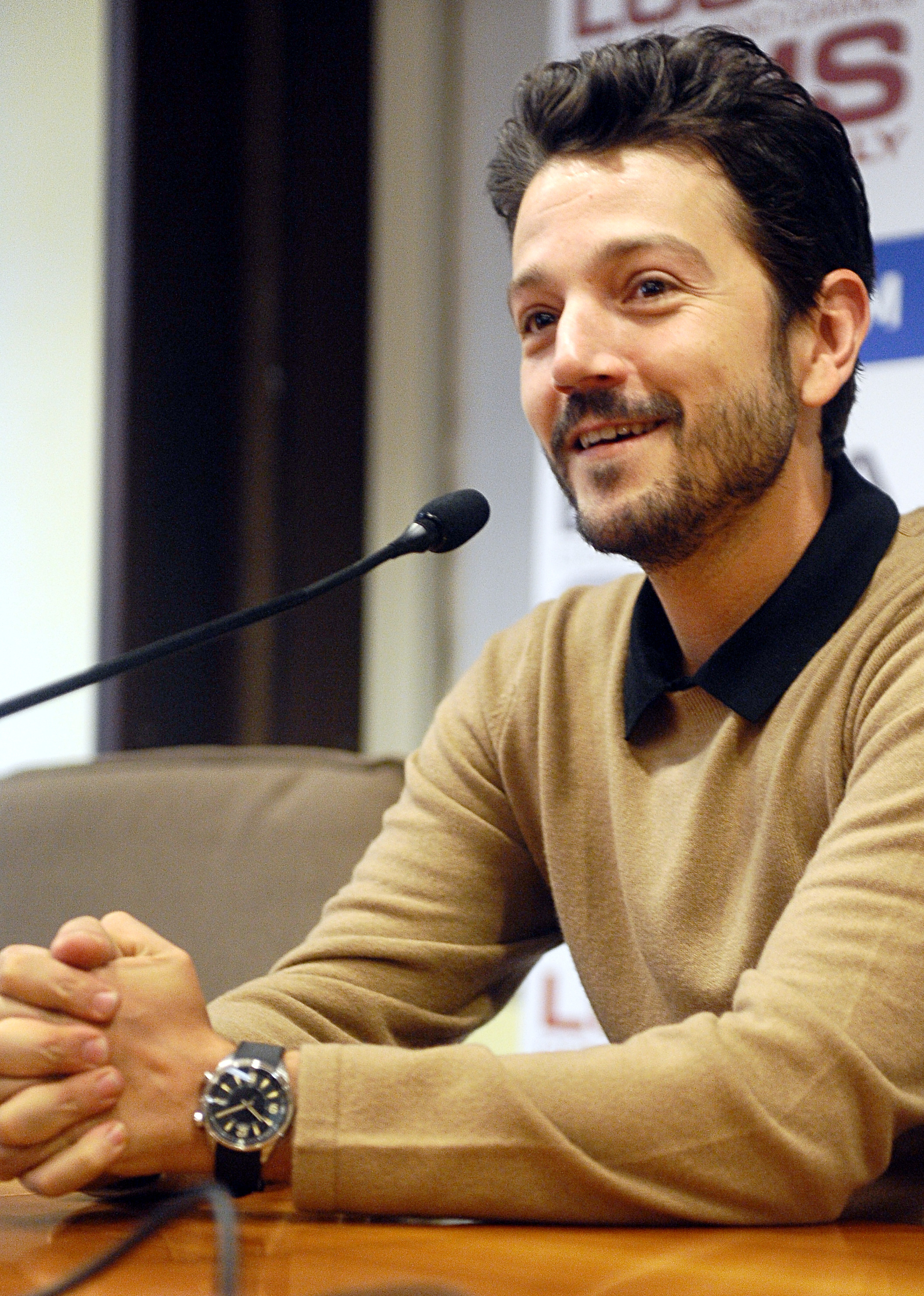
Diego Luna, 2018

Captain Cassian Jeron Andor, alias Fulcrum (* 26 VSY auf Kenari; † 1 VSY auf Scarif) ist ein Geheimdienstoffizier in Diensten der Rebellenallianz. In seiner Kindheit wächst er auf Kenari auf, wo er im Kindesalter von Maarva Andor und ihrem Mann adoptiert wird. Später lebt er zu Hochzeiten des Galaktischen Imperiums ein tristes und gesetzloses Leben auf dem Planeten Ferrix. Als er zwei Sicherheitsbeamte tötet, gerät er ins Visier des Imperiums.
Einige Zeit vor der Schlacht von Yavin beteiligt Andor sich gemeinsam mit der gesetzlosen Jyn Erso und seinem Droiden K-2SO an dem Himmelsfahrtskommando Rogue One, bei dem er dabei hilft, die Pläne des Todessterns aus einem imperialen Archiv auf dem Planeten Scarif zu stehlen. Wie auch Jyn Erso und seine Begleiter stirbt Andor bei diesem Einsatz.
Unwissentlich hat Cassian einen Sohn mit Bix Caleen.
Cassian Andor wird in Rogue One und Andor von Diego Luna dargestellt, welcher für die Darbietung der Rolle in Rogue One im Jahr 2017 für Saturn Award als Bester Nebendarsteller nominiert wurde. Im Deutschen sprach ihn Marcel Collé.

#### Din Djarin/Der Mandalorianer
Auftritte:

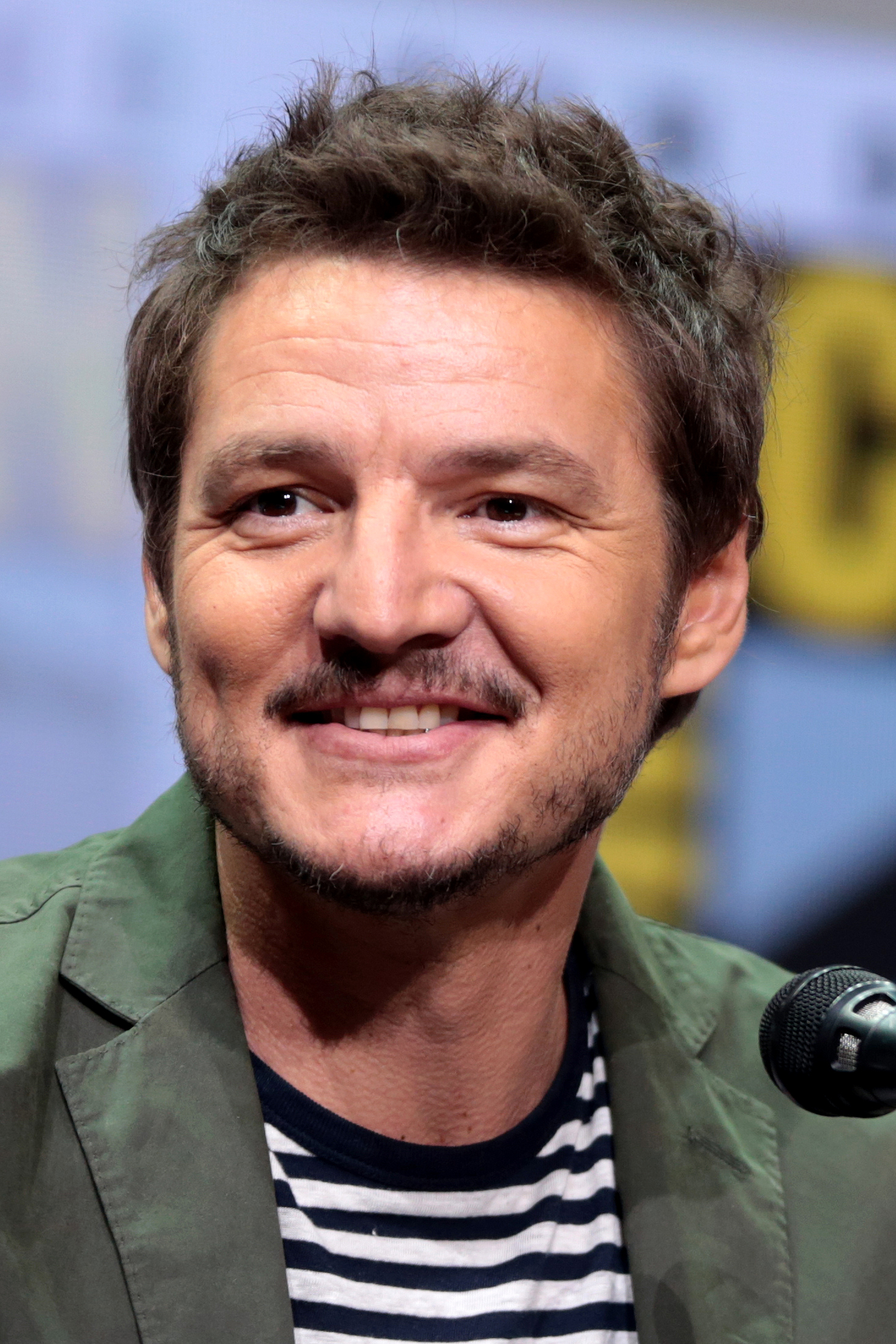
Pedro Pascal, 2017

- Serien: The Mandalorian, Das Buch von Boba Fett

Din Djarin (Spitzname: Mando) ist ein Kopfgeldjäger, der nach dem Fall des Galaktischen Imperiums an verschiedensten Orten der Galaxis sein Handwerk ausübt. Als Kind werden seine Eltern von Droiden der Separatisten getötet und er von Mandalorianern der Death Watch gefunden. Später ist er als Kopfgeldjäger ein Mitglied der Gilde und ein Stammesmitglied der Kinder der Watch.
Zu Zeiten der Neuen Republik bekommt er den Auftrag, das machtsensitive Kind Grogu an Truppen des verbliebenen Imperium auszuliefern. Der Mandalorianer widersetzt sich diesem Auftrag aus Mitleid jedoch und behält den kleinen Din Grogu, der ihn fortan auf all seinen Reisen begleitet. Dies macht ihn alsbald zu einer beliebten Zielscheibe der Imperialen und feindlichen Kopfgeldjägern. Im Laufe der Zeit gerät er immer wieder mit dem imperialen Moff Gideon aneinander, der auf der Jagd nach dem Kind ist, um dieses für ein geheimes Experiment zu benutzen.
Auf seiner Suche nach Jedi um Grogu bei diesen abzuliefern, trifft Din Djarin unter anderem Bo-Katan Kryze oder Ahsoka Tano, der er Grogu zunächst anvertrauen möchte, um dessen Kräfte in der Macht auszubilden. Nachdem Din Grogu von Moff Gideon gefangen genommen wird und Din Djarin diesen mit einem Trupp helfender Verbündeter in einer Rettungsmission befreien und Moff Gideon in einem Zweikampf das mandalorianische Dunkelschwert abnehmen kann, wird er Zeuge davon, wie Luke Skywalker auf dem Schiff erscheint, um Grogu in seine Obhut zu nehmen.
Durch das Abnehmen seines Helmes vor Grogu wird Din Djarin später aus seinem Clan verstoßen, behält das Dunkelschwert jedoch weiterhin. Während er dem Verbrecherfürsten Boba Fett auf Tatooine in einem Kleinkrieg gegen das kriminelle Pyke-Syndikat zur Seite steht, wird er wieder mit Grogu vereint, als dieser sich dazu entschließt, statt ein Jedi zu werden, seine Wege wieder mit Din zu beschreiten. Später wäscht er sein Vergehen gegen den Kodex in einem alten Ritual wieder rein und wird wieder in seinen Stamm aufgenommen. Im Zuge dessen hilft er Bo-Katan Kryze bei der Rückeroberung Mandalores. Nachdem Moff Gideons Pläne vereitelt werden können und dieser augenscheinlich vernichtet wird, adoptiert er Grogu offiziell als seinen Sohn und zieht mit ihm in eine Hütte auf Nevarro, wo er sich der Neuen Republik als Auftragnehmer anbietet.
Din hält stets strikt an den Kodex seiner Zunft, der es den Kriegern untersagt, ihre Helme in der Gegenwart eines anderen Lebewesens abzunehmen. Jedoch erfährt er später, dass dies nur eine Praxis der radikalen Vertreter, bei denen er aufwuchs, ist und nicht für alle seiner Art gilt. Anfangs bestreitet der Mandalorianer sein Handwerk in seinem Frachtschiff, der Razor Crest, die er jedoch nach deren Zerstörung gegen einen Sternjäger von Naboo austauscht.
In The Mandalorian und Das Buch von Boba Fett wird Din Djarin von Pedro Pascal gespielt. In der deutschen Synchronfassung wird er von Sascha Rotermund gesprochen.

#### Din Grogu
Auftritte:
- Serien: The Mandalorian, Das Buch von Boba Fett

Din Grogu, meist nur Grogu genannt, ist ein machtsensitives Wesen der gleichen unbekannten Spezies wie der Jedi-Meister Yoda und der adoptierte Sohn des Mandalorianers Din Djarin. Er wächst im Jedi-Tempel von Coruscant auf, wo er in den Lehren der Jedi ausgebildet wird. Bei dem Angriff auf den Tempel während der Order 66 wird er von dem Jedi-Meister Kelleran Beq in Sicherheit gebracht.
Nach dem Fall des Galaktischen Imperiums wird der etwa 50-jährige Grogu zu einem Zielobjekt der verbliebenen Imperialen, die ihn und seine Fähigkeiten für ein geheimes Experiment brauchen. Da auf ihn ein hohes Kopfgeld ausgesetzt ist, fängt ihn Din Djarin und liefert ihn an das Imperium aus. Aus seinem schlechten Gewissen heraus befreit er Grogu jedoch später wieder. Von da an begleitet dieser den Mandalorianer beständig auf dessen Reisen quer durch die Galaxis. In vielen Situationen kann Grogu mit Hilfe der Macht Gefahren abwenden.
Nachdem Grogu erneut in die Fänge des Imperiums gerät, wird er von Luke Skywalker gerettet, der ihn mit sich nimmt, um sich der Fortführung seiner Ausbildung anzunehmen. Später entscheidet sich Grogu jedoch, sein Training abzubrechen, und kehrt als mandalorianischer Findling zurück zu Din Djarin, der ihn nach dem Sieg über den imperialen Moff Gideon offiziell als seinen Sohn adoptiert.
In The Mandalorian und Das Buch von Boba Fett wird Din Grogu mittels einer animatronischen Puppe dargestellt. Von den Fans wird er aufgrund seines Aussehens inoffiziell „Baby Yoda“ genannt. Nach der Veröffentlichung der ersten Folge der Serie entwickelte sich um ihn ein regelrechter Hype und ein weltweiter Meme-Kult.

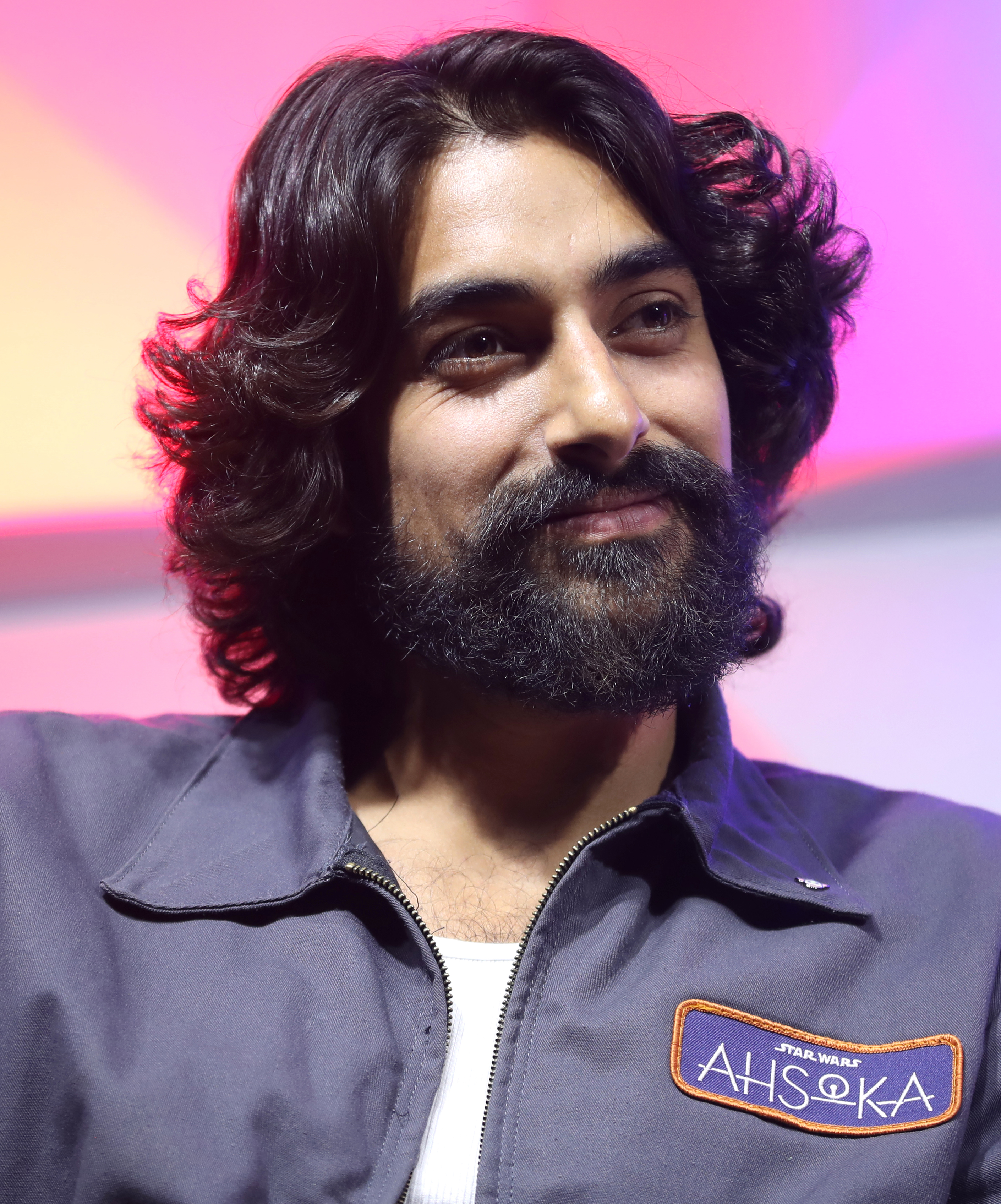
Eman Esfandi, 2024

#### Ezra Bridger
Auftritte:
- Serien: Rebels, Ahsoka

Ezra Bridger (* 19 VSY auf Lothal) ist ein Waise vom Planeten Lothal und später als Jedi-Ritter der Schüler von Kanan Jarrus.
Während der Ära des Galaktischen Imperiums, wird Ezra von der Ghost-Crew auf Lothal gefunden, und durch sein hohes Machtpotential der Padawan von Kanan Jarrus, sowie Teil der Schiffsmannschaft. Als Kämpfer der Rebellion ist Ezra an zahlreichen Kämpfen, Einsätzen und Missionen gegen das Imperium beteiligt.
Ezra kämpft in der entscheidenden Schlacht seines Heimatplaneten gegen die imperialen Truppen von Großadmiral Thrawn, wobei sich sein Meister für die Mannschaft opfert. Nach diesem Verlust stellt Ezra sich Thrawn in dessen Flaggschiff, als die Purrgils, außerirdische Weltraumwale, die durch den Hyperraum reisen können, erscheinen und das Schiff in eine unbekannte Galaxis ziehen. Durch dieses Opfer können die Rebellen das Imperium aus Lothal vertreiben.
Lange Zeit galt Ezra als verschollen, bis er viele Jahre später von Sabine und Ahsoka Tano auf dem Planeten Peridea gefunden wird. Im Kampf gegen Thrawn, der am selben Ort an einem Wiederaufstieg des Imperiums arbeitet, gelingt es Ezra, erneut an Bord von Thrawns Schiff, in die bekannte Galaxis zurückzukehren, wo er der Neuen Republik über die Rückkehr des Großadmirals berichtet.
Im Original wird Ezra von Taylor Gray gesprochen, und in Ahsoka von Eman Esfandi gespielt. In der deutschen Fassung wird er in beiden Serien von Konrad Bösherz vertont.

#### Fennec Shand
Auftritte:

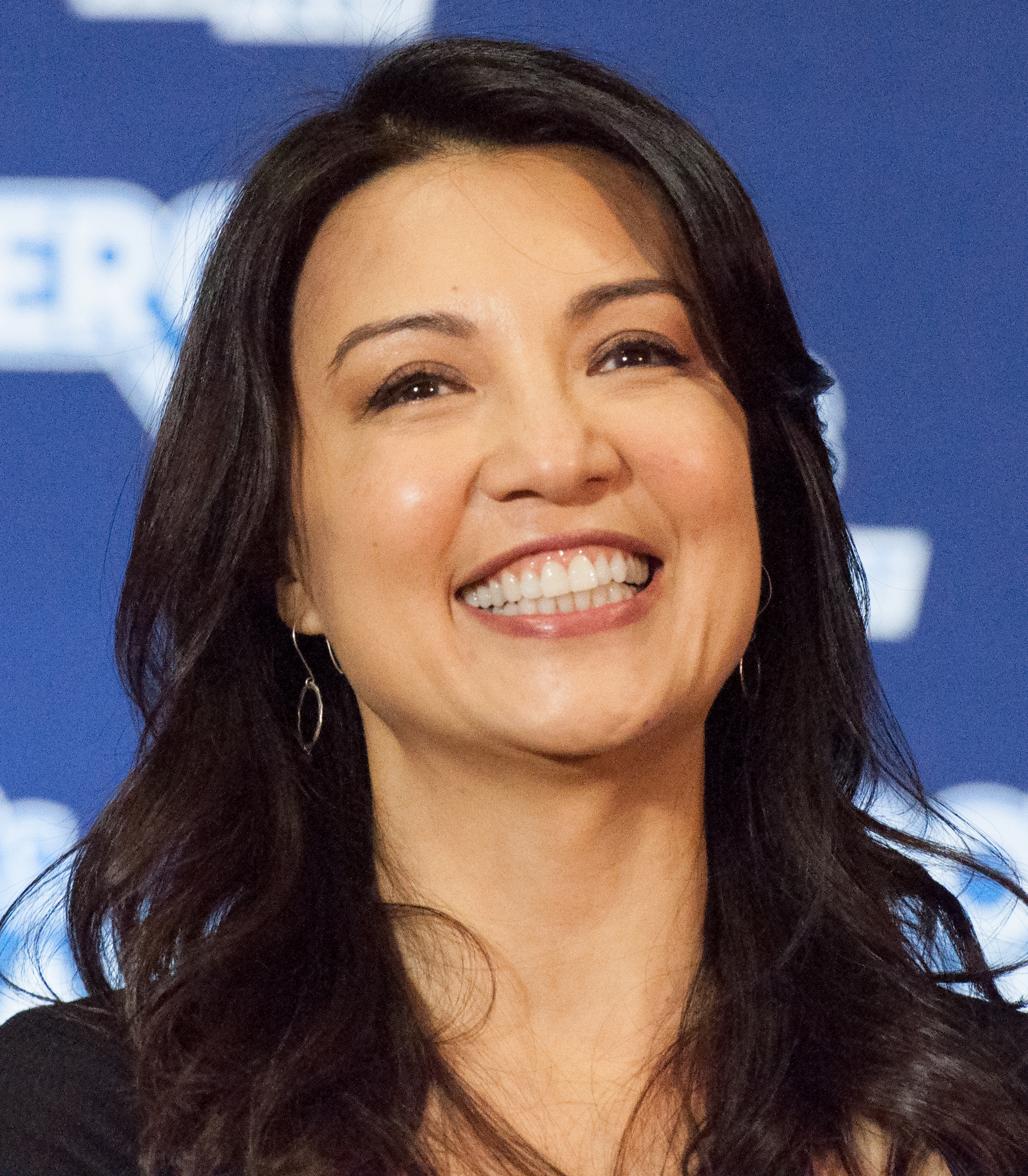
Ming-Na Wen, 2017

- Serien: The Mandalorian, The Bad Batch, Das Buch von Boba Fett

Fennec Shand ist eine berüchtigte Kopfgeldjägerin und Söldnerin. Später ist sie die rechte Hand von Boba Fett in dessen Verbrecherimperium auf Tatooine.
Kurz nach dem Aufstieg des Galaktischen Imperiums und der Vernichtung der Jedi wird Fennec im Geheimen von der Kaminoanerin Nala Se angeheuert, das Mädchen Omega so weit weg wie möglich von Kamino zu bringen, um diese vor gefährlichen Experimenten des Imperiums zu bewahren.
Während der Ära der Neuen Republik wird sie während eines Auftrags auf Tatooine schwer verletzt und wird von Boba Fett gefunden, der ihr das Leben rettet und sie unter seine Fittiche nimmt. An der Seite Fetts vernichtet Fennec den mächtigen Sarlacc in der Grube von Carkoon, in dem ihr Retter lange Zeit gefangen war. Sie begleitet Boba Fett auf der Suche nach seiner Rüstung, wo sie sich auf dem Planeten Tython mit dem Mandalorianer verbünden, um das Kind Grogu aus den Fängen des imperialen Moffs Gideon zu befreien.
Gemeinsam mit Boba Fett begibt sie sich zurück nach Tatooine, wo sie den ehemaligen Palast von Jabba dem Hutten und somit die Kontrolle über dessen Verbrecherimperium übernehmen.
In The Mandalorian und Das Buch von Boba Fett wird Fennec Shand von Ming-Na Wen gespielt, welche die Rolle auch in der Serie The Bad Batch spricht. Ihre deutsche Stimme in The Mandalorian und der Animationsserie ist Vera Teltz. In das Buch von Boba Fett wird sie von Silke Matthias gesprochen.

#### Fern
Auftritte:
- Serien: Skeleton Crew

Fern ist ein Mädchen vom Planeten At Attin. Mit ihrer Freundin KB schwänzt sie oft die Schule und fährt Speeder-Bike. Ihre Mutter Fara ist eine hochrangige Mitarbeiterin in der Administration des Planeten. Mit KB und den Jungen Wim und Neel verlässt sie einige Zeit nach dem Sturz des Imperiums ungewollt ihren Heimatplaneten auf der Onyx Cinder.
Fern wird in Skeleton Crew von Ryan Kiera Armstrong verkörpert; ihre deutsche Stimme ist Rosa Liese.

#### Garazeb Orrelios
Auftritte:
- Serien: Rebels, The Mandalorian

Garazeb „Zeb“ Orrelios (* 44 VSY auf Lasan) war Mitglied der Ehrenwache seines Heimatplaneten Lasan und wird später Teil der Crew der Ghost, die Widerstand gegen das Galaktische Imperium leistet. Sein Erzfeind ist bis zu dessen Übertreten zur Rebellenallianz der imperiale Agent Kallus, der für den Völkermord an Zebs Artgenossen verantwortlich war. Später ist er nach dem Sieg über das Imperium Teil der Neuen Republik und bildet neue Rekruten aus.

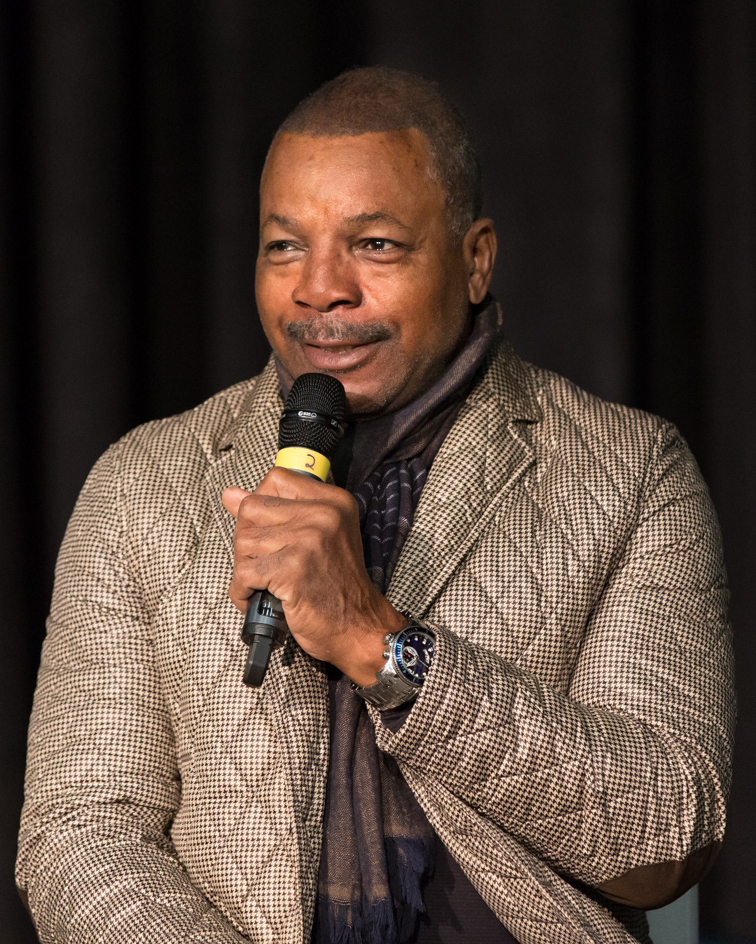
Carl Weathers, 2015

Zeb basiert auf den frühen Konzepten Ralph McQuarries für Chewbacca.
Im Original wird Zeb in beiden Serien von Steve Blum, in der deutschen Fassung von Oliver Siebeck gesprochen.

#### Greef Karga
Auftritte:
- Serien: The Mandalorian

Der Hohe Magistrat Greef Karga ist ein ehemaliger Söldner und nach der Vertreibung der restlichen Imperialien als hoher Magistrat der Administrator des Planeten Nevarro.

Zunächst arbeitet Karga als Söldner und Mittelsmann für die Kopfgeldjäger-Gilde, wo er hauptsächlich auf Nevarro agiert, das vorerst noch von verbliebenen Truppen des Galaktischen Imperiums besetzt und kontrolliert ist. Während seiner Tätigkeiten trifft er mitunter auf Din Djarin, dessen Begleiter Grogu und Cara Dune. Nach anfänglichen Fehden verbündet er sich später schließlich mit Djarin und steht diesem bei der Befreiung von Nevarro bei, wobei er schwer verletzt wird, jedoch von Grogu mit der Macht geheilt werden kann. Später hilft er beim Aufbau einer lebendigen Stadt in Nevarro, dessen hoher Magistrat er schließlich wird.

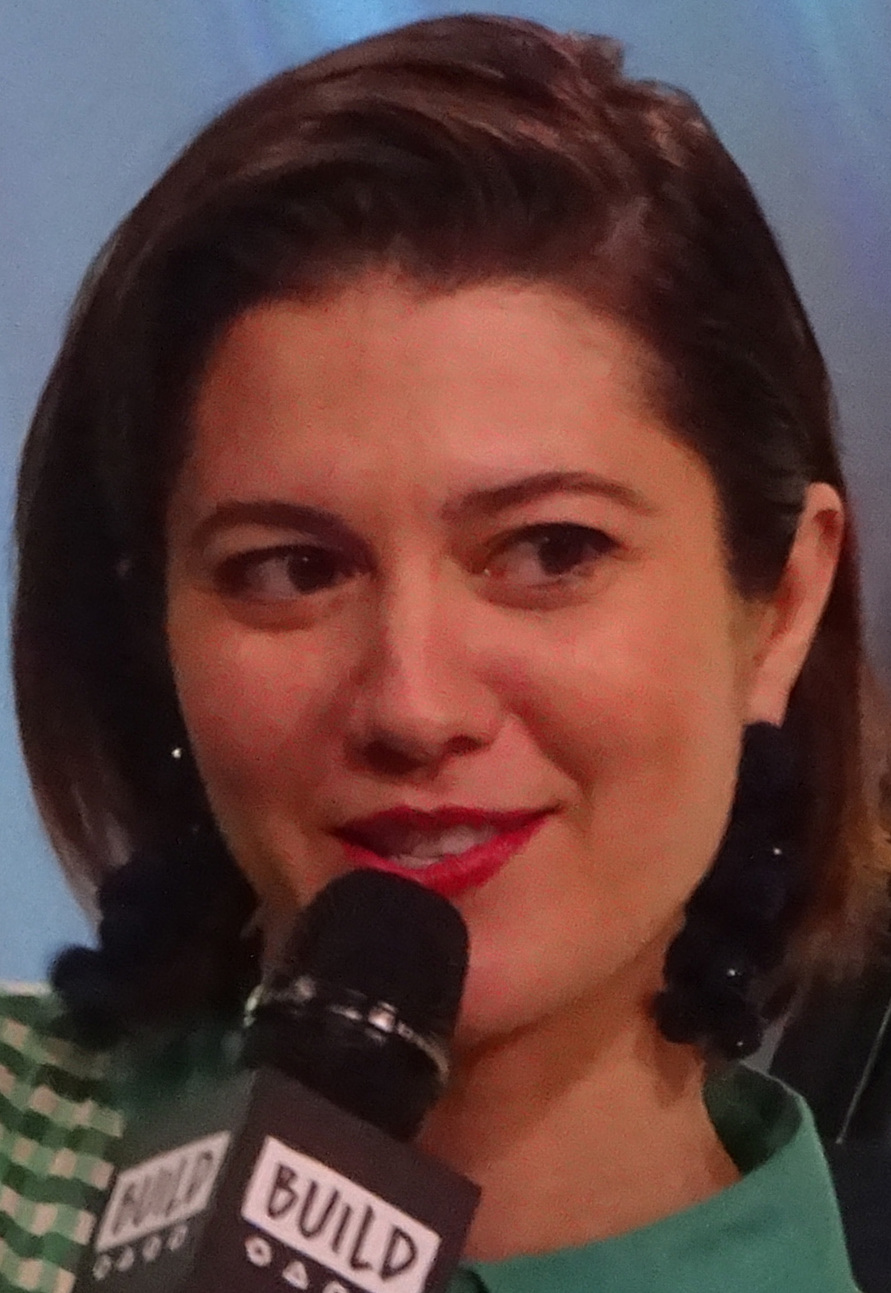
Mary Elizabeth Winstead, 2017

Karga wird in The Mandalorian von Carl Weathers verkörpert. Seine deutsche Synchronstimme in den ersten drei Staffeln war Jürgen Kluckert.

#### Hera Syndulla
Auftritte:
- Serien: Rebels, Ahsoka, The Bad Batch, Die Mächte des Schicksals
- Videospiele: Squadrons

Hera Syndulla (* 29 VSY auf Ryloth) ist eine Twi’lek, die zur Zeit der imperialen Regierung mit ihrer Crew an Bord der Ghost, dessen Pilotin sie ist, gegen das Galaktische Imperium kämpft. Zu Zeiten der Neuen Republik ist sie zum General aufgestiegen und spielt eine große Rolle, insbesondere im Militärswesen. Hera ist die Tochter des Freiheitskämpfers Cham Syndulla und die Mutter von Jacen Syndulla, dessen Vater der Jedi Kanan Jarrus war.
Nach dem Sieg über das Imperium, startet Hera mit der stützenden Beihilfe von Leia Organa, einen allmählichen Widerstand gegen die Regierung der Neuen Republik, die die sich anbahnende neue Bedrohung eines neu erstarkten Imperiums und Großadmiral Thrawn nicht ernst nehmen wollen.
Im Original wurde Hera von Vanessa Marshall, in der deutschen Fassung von Tanya Kahana gesprochen. In Ahsoka wird sie von Mary Elizabeth Winstead gespielt, die Synchronisation übernahm allerdings Alice Bauer.

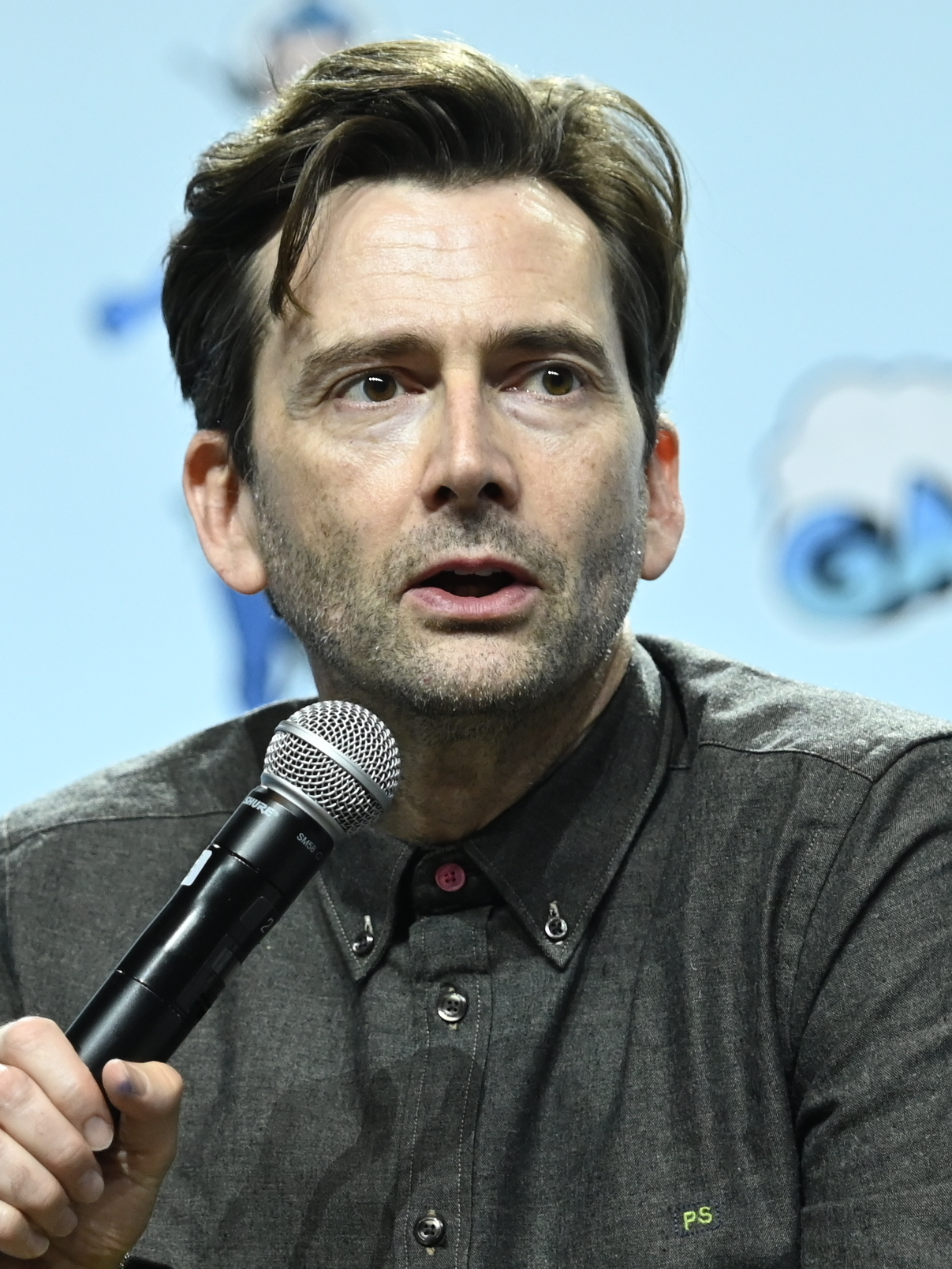
David Tennant, 2023

#### Huyang
Auftritte:
- Serien: The Clone Wars, Ahsoka, Die Abenteuer der jungen Jedi

Professor Huyang (* ca. 25.000 VSY) ist ein uralter Architekturdroide, der schon zur Ära der Hohen Republik als Teil des Jedi-Ordens für die Konstruktion von Lichtschwertern verantwortlich ist und über ein hohes Wissen verfügt. Während der Klonkriege hilft er Jedi-Jünglingen dabei, ihr eigenes Lichtschwert herzustellen.
Während dem allmählichen Aufstieg der Neuen Republik und der Zeit nach dem maßgeblichen Sieg über das Imperium auf Endor, tritt Huyang in die Dienste von Ahsoka Tano, die er fortan auf ihren Reisen begleitet.
Als Verantwortlicher für die Lichtschwerter der Jedi, hilft Huyang unter anderem den Jedi-Meistern Yoda und Mace Windu beim Bau ihrer Waffen.
In The Clone Wars, Ahsoka und Die Abenteuer der jungen Jedi wird Huyang von David Tennant gesprochen. In der deutschen Fassung wird er in The Clone Wars von Joachim Tennstedt, und in Ahsoka sowie Abenteuer der jungen Jedi von Gerrit Hamann synchronisiert.

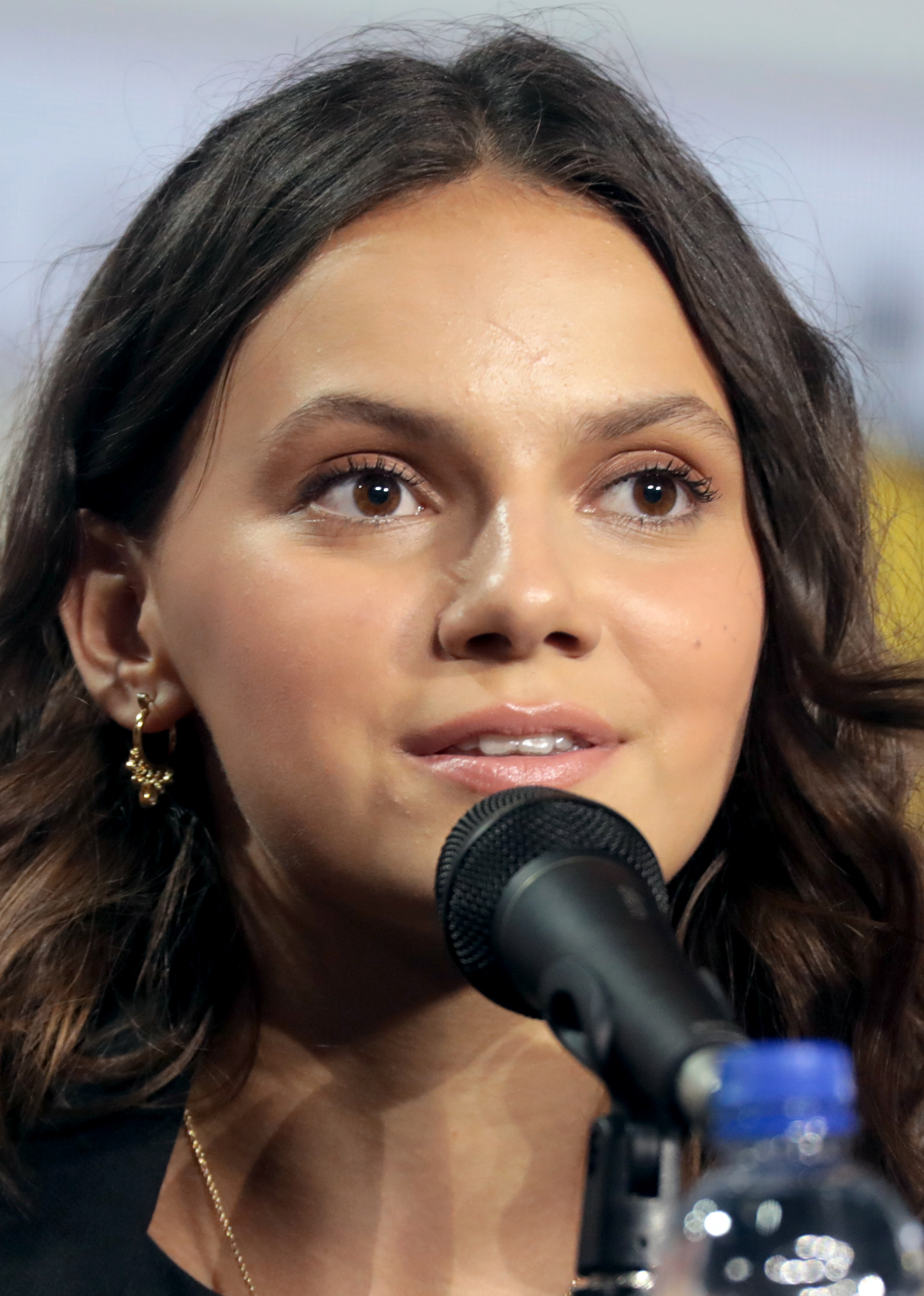
Dafne Keen, 2019

#### Jecki Lon
Auftritte:
- Serien: The Acolyte

Jecki Lon (* 150 VSY) ist eine junge Jedi-Schülerin und gehört der Spezies der Theelin an. Ihr Meister ist der Jedi Sol. Während der Ära der Hohen Republik beteiligt sich Jecki an der Seite ihres Meisters an der Aufklärung mehrerer mysteriöser Morde, bis sie während dieser Mission von dem Sith Qimir getötet wird.
Jecki wird in The Acolyte von Dafne Keen gespielt. Ihre deutsche Synchronstimme ist Emilia Raschewski.

#### Kanan Jarrus/Caleb Dume
Auftritte:
- Episoden: IX (Stimme)

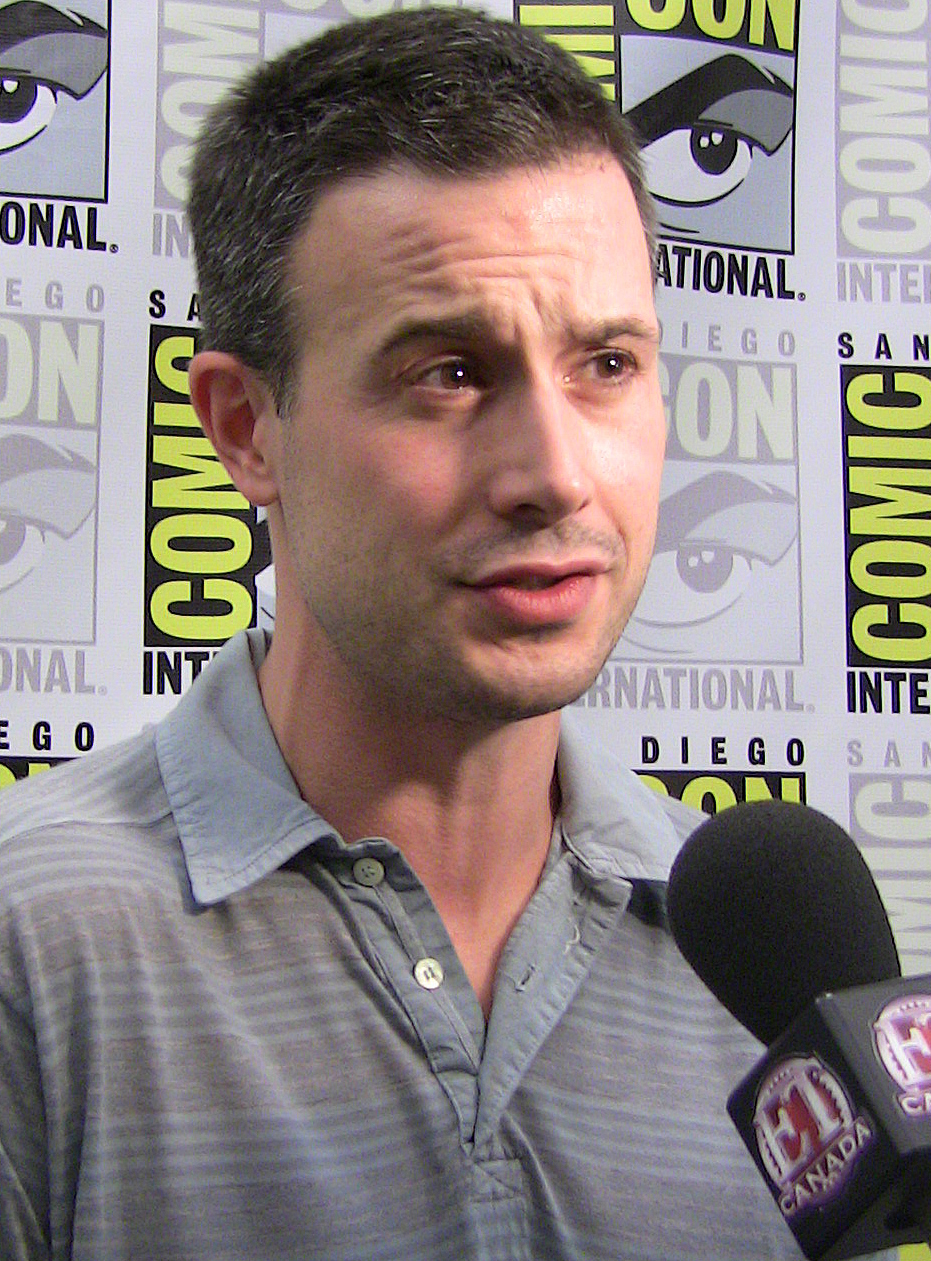
Freddie Prinze Jr, 2009

- Serien: The Clone Wars, Rebels, The Bad Batch, Geschichten der Jedi

Kanan Jarrus, geboren als Caleb Dume, (* 33 VSY auf Coruscant; † 1 VSY auf Lothal) ist ein Jedi und der Anführer einer Rebellenzelle auf dem Planeten Lothal. Er überlebt als Padawan von Depa Billaba die Order 66 am Ende der Klonkriege.
14 Jahre nach diesen Ereignissen führt er gemeinsam mit der Pilotin Hera Syndulla eine Rebellenzelle an und bildet zudem den Waisenjungen Ezra Bridger zum Jedi aus. Bei einem Kampf gegen den ehemaligen Sith-Lord Maul verliert er sein Augenlicht. Als er die Crew der Ghost vor einer Explosion beschützt, stirbt er einen Heldentod.
Gemeinsam mit Hera Syndulla hat er einen Sohn namens Jacen, der allerdings erst nach seinem Tod zur Welt kam.
Im englischen Original wird Kanan von Freddie Prinze junior, in der deutschen Fassung von Dennis Schmidt-Foß gesprochen.

#### Kazuda Xiono
Auftritte:
- Serien: Resistance

Kazuda „Kaz“ Xiono (* 14 NSY auf Hosnian Prime) ist der Sohn des Senators Hamato Xiono und ein Pilot der Neuen Republik. Während des kalten Krieges gegen die Erste Ordnung wird er von Poe Dameron beauftragt, auf der Betankungsstation Colossus als Mechaniker als verdeckter Ermittler einen Spion der Ersten Ordnung zu überführen. Dabei wird er ein Mitglied von Jarek Yeagers Mechaniker-Team und freundet sich mit den meisten Bewohnern der Colossus an. Bei seinen Ermittlungen findet er unter anderem heraus, dass der Leiter der Station ein Mitglied der Ersten Ordnung ist.
Kazuda wurde im Original von Christopher Sean gesprochen und in der deutschen Fassung von Patrick Keller.

#### KB
Auftritte:
- Serien: Skeleton Crew

KB ist ein Mädchen vom Planeten At Attin, das gemeinsam mit ihren Freunden ihre Heimat unfreiwillig an Bord der Onyx Cinder verlässt. Sie ist sehr intelligent und besitzt kybernetische Implantate im Kopf.
In Skeleton Crew wird sie von Kyriana Kratter gespielt, in der deutschen Fassung von Pola von Saucken gesprochen.

#### Kleya Marki
Auftritte:
- Serien: Andor

Kleya Marki ist die Ziehtochter von Luthen Rael und Mitwirkende in dessen geheimer Rebellenzelle gegen das Imperium.
Als Kind wird sie von Luthen während einer Schlacht gerettet und lebt fortan an seiner Seite.
Einige Jahre vor der Schlacht von Yavin hilft sie ihrem Ziehvater in dessen als Antiquitätengeschäft getarnten Wirkungsstätte auf Coruscant bei Operationen gegen imperiale Ziele und arbeitet als Spionin für ihn. Bei ihren Missionen arbeitet sie mitunter mit Mon Mothma und Cassian Andor zusammen. Als Luthen sich selbst schwer verletzt, um zu verhindern, dass das Imperium wichtige Informationen von ihm bekommen kann, stellt sie später die lebenserhaltenden Maschinen ihres Ziehvaters ab und tötet ihn, um sein Vorhaben zu beenden.
In Andor wird Kleya von Elizabeth Dulau gespielt und in der deutschen Fassung von Moira May gesprochen.

#### Kloneinheit 99
Auftritte:
- Serien: The Clone Wars, The Bad Batch

Die experimentelle Kloneinheit 99, auch Schaden-Charge (engl. Bad Batch) genannt, ist ein Team, das größtenteils aus genetisch andersartigen Klonsoldaten besteht. Die Gruppe besteht zunächst aus den Elite-Soldaten Wrecker, Tech, Echo, Hunter und Crosshair (wobei Echo die Truppe in Staffel 2 verlässt) welche in den Klonkriegen an der Seiten der Jedi kämpfte. Nach dem Aufstieg des Galaktischen Imperiums, waren die Krieger dieser Kloneinheit eine der wenigen, welche sich durch ihre spezifischen Mutationen dem Befehl der Order 66, alle Jedi zu töten, widersetzen konnten.
Nach der Rückkehr auf ihre Heimatwelt Kamino verweigern sie das Kommando ihres neuen Befehlshabers Tarkin, wehrlose Zivilisten zu töten. Als Gejagte des Imperiums ergreift die Einheit schließlich, mit Ausnahme von Crosshair, welcher nun dem Imperium die Treue geschworen hatte, unter Begleitung des Klonmädchens Omega, die Flucht. Fortan sind sie mitunter als Söldner für ihre Auftraggeberin Cid tätig, die sie jedoch später hintergeht. Während einer Mission gegen das Imperium verliert die Einheit ihren Kameraden Tech, als dieser in eine Schlucht stürzt.
Nach ihrem kleinen Sieg über das Imperium auf der Forschungseinrichtung Mount Tantiss lassen sich die Klone auf dem Planeten Pabuu nieder, wo sie abseits des Krieges ihre letzten Jahre als friedliche Bürger genießen.

In The Clone Wars und The Bad Batch werden im Original alle Mitglieder der Kloneinheit 99 von Dee Bradley Baker, und in der deutschen Synchronisation von Martin Keßler, gesprochen.

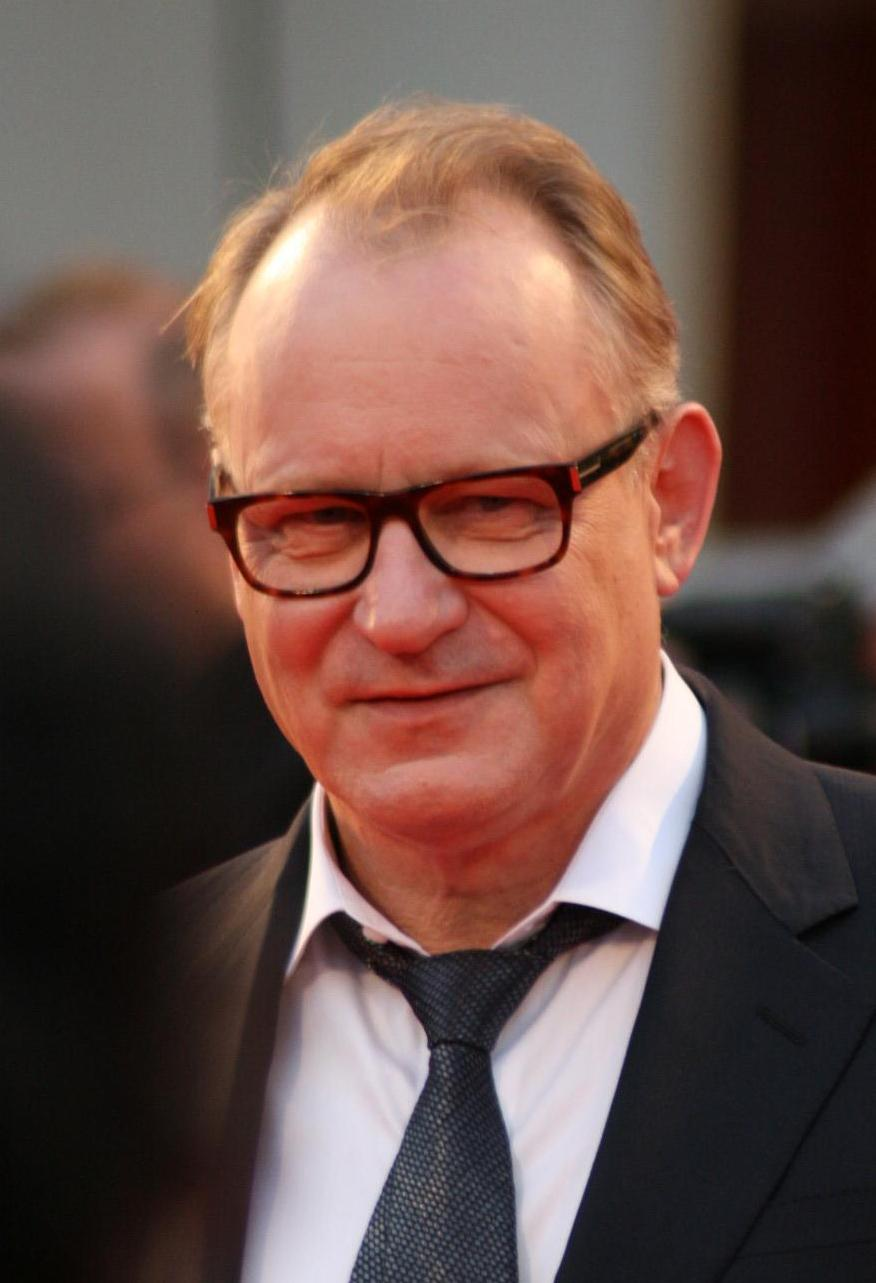
Stellan Skarsgård, 2014

#### Luthen Rael
Auftritte:
- Serien: Andor

Luthen Rael († 1 VSY auf Coruscant), früher bekannt unter dem Namen Lear oder dem Codenamen Axis, ist ein Rebell und Spion, der während der Anfangszeit der Herrschaft von Imperator Palpatine verschiedene Aktionen und Splittergruppen gegen das Imperium orchestriert. Mit seinem Wirken ist er der maßgebliche Initiator für die Entstehung der Rebellenallianz.
Auf Coruscant betreibt er mit seiner Ziehtochter Kleya Marki, die er als Kind vor dem Imperium rettete, ein Geschäft für Antiquitäten, welches jedoch nur als Tarnung für seine verdeckten Operationen dient. Im Jahr 5 VSY rekrutiert er Cassian Andor für seine Zwecke. Während seiner Arbeit für die Rebellion unterhält er Kontakte zu Mon Mothma, Saw Gerrera und Maulwürfen innerhalb des Imperiums, mit denen er geheime Komplotte gegen imperiale Strukturen plant und für finanzielle Unterstützung der Rebellen sorgt.  
Als seine Tarnung schließlich auffliegt, versucht er Suizid zu begehen, wird jedoch von imperialen Kräften schwer verwundet in ein Krankenhaus eingeliefert. Dort findet ihn später Kleya, die auf seinen Wunsch hin die ihn am Leben erhaltenden Maschinen abstellt, woraufhin Luthen stirbt, damit er keine wichtigen Informationen über die Rebellion an das Imperium weitergeben kann. 
Er lebt zwischen seinen Aktivitäten als Rebell und Händler ein Doppelleben. In seinem Vorgehen ist er sehr kalt und schreckt vor Verlusten in seinen eigenen Reihen nicht zurück; seine Mitstreiter sind für ihn weniger Freunde und Verbündete, sondern mehr Werkzeuge für seine Pläne.
Luthen wird in Andor von dem schwedischen Schauspieler Stellan Skarsgård gespielt, und im Deutschen von Douglas Welbat gesprochen.

#### Mae Aniseya
Auftritte:
- Serien: The Acolyte

Mae-ho „Mae“ Aniseya (* 156 VSY auf Brendok) ist zu Zeiten der Hohen Republik eine Machtnutzerin und Assasinin, als sie Morde an mehreren Jedi verübt.
Wie ihre Schwester Osha, die ein akkurates Duplikat ihrer selbst ist, wird Mae von ihrer Mutter Aniseya durch die Macht erschaffen. Sie wächst in einem Hexenzirkel auf dem Planeten Brendok auf, bis sie von einer Gruppe Jedi gefunden werden, die die Macht in den Schwestern spüren. Als sich ihre Schwester sich dem Jedi-Orden anschließen will, überschlagen sich die Ereignisse, und Mae entzündet ein Feuer, durch das sie später für tot gehalten wird. Im Verborgenen unterwirft Mae sich dem Sith Qimir, der sie als seine Schülerin aufnehmen will. Unwissend über die wahre Identität ihres Meisters, tötet sie bis auf den Jedi Sol all diejenigen, die für die Ereignisse auf Brendok in ihrer Kindheit verantwortlich waren. Später bricht sie jedoch mit ihrem Meister, als sie sich wieder ihrer Schwester Osha annähert; lässt sich jedoch von Qimir, der inzwischen Osha als seine neue Schülerin angenommen hat, das Gedächtnis an alle Ereignisse nach dem Brand auf Brendok löschen und stellt sich ihrer Gefangennahme durch die Jedi.
In The Acolyte wird Mae von Amandla Stenberg gespielt, welche als Teil einer Doppelrolle auch ihre Zwillingsschwester Osha verkörpert. In Rückblenden wird sie als Kind von Leah Brady gespielt. In der deutschen Synchronfassung wird sie von Josephine Martz gesprochen; ihr jüngeres selbst von Salomé Ofosu.

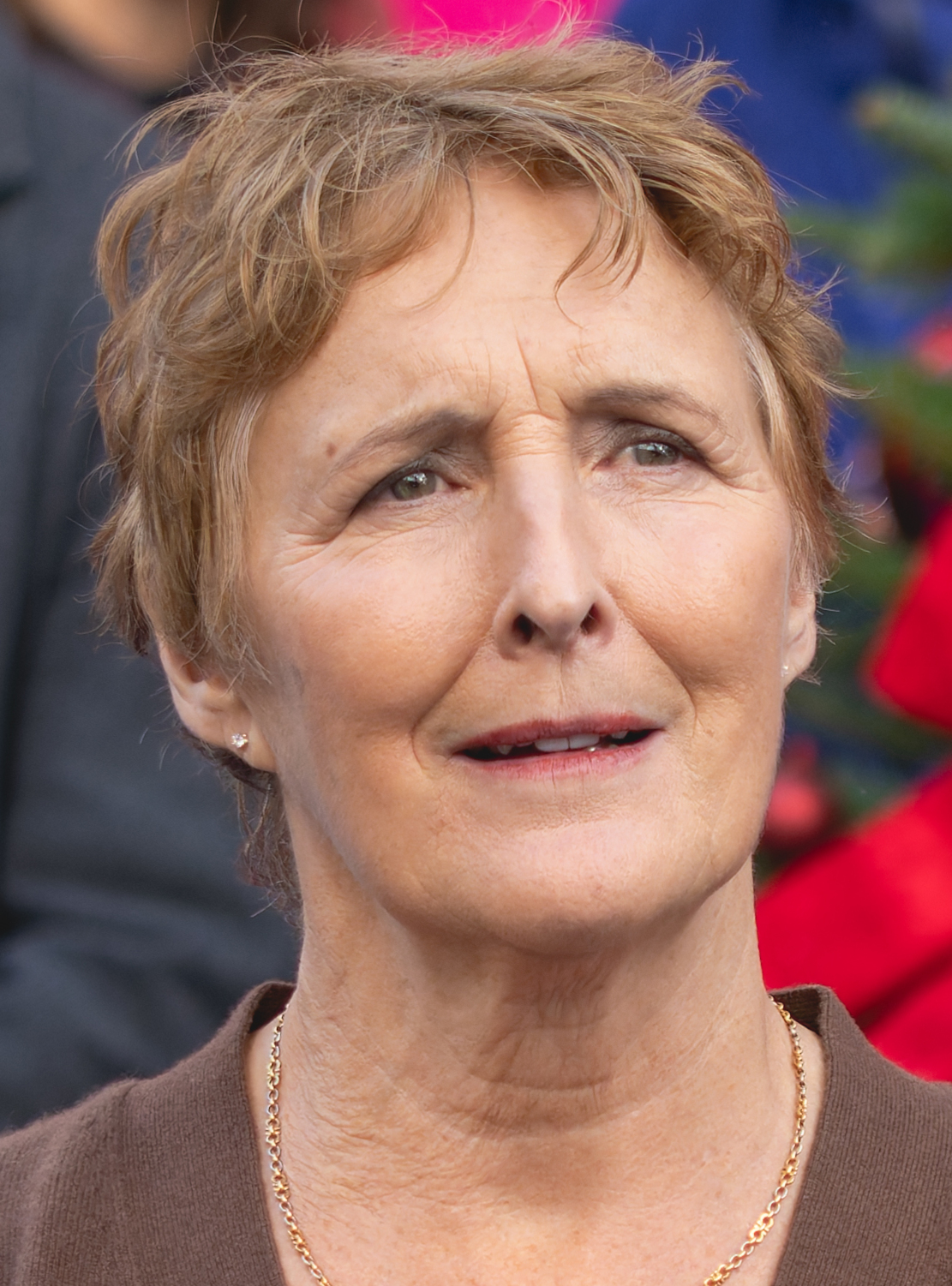
Fiona Shaw, 2024

#### Maarva Andor
Auftritte:
- Serien: Andor

Maarva Carassia Andor (* 82 VSY; † 5 VSY auf Ferrix) ist die Adoptivmutter von Cassian Andor und Agitaeurin der frühen Rebellenallianz.
Maarva ist Mitglied der Töchter von Ferrix, einer traditionellen Vereinigung ihres Heimatplaneten. Mit ihrem Mann Clem rettet sie Cassian Andor als Kind von dem Planeten Kenari und nimmt ihn als ihren Sohn an. Nachdem ihr Mann vom Imperium getötet wird, wird sie später Teil des Axis-Netzwerks von Luthen Rael und leitet immer weitere Operationen gegen das Imperium. 
Vor ihrem krankheitsbedingten Tod zeichnet sie eine Nachricht gegen das Imperium auf, die bei ihrer Beerdigung auf dem besetzten Ferrix vor den imperialen Truppen abgespielt wird, was zu einem Aufstand auf dem Planeten führt und zahlreiche Bewohner von Ferrix dazu inspiriert, sich der Rebellion anzuschließen.
In Andor wird Maarva von Fiona Shaw gespielt; ihre deutsche Stimme ist Kersin Sanders-Dornseif.

#### Mon Mothma
Auftritte:
- Episoden: III, VI
- Anthology: Rogue One
- Serien: The Clone Wars, Rebels, Geschichten der Jedi, Andor, Ahsoka

Mon Mothma (* 46 VSY auf Chandrila) ist zuerst Senatorin der Alten Republik, später Gründerin und Anführerin der Rebellenallianz und nach dem Sturz des Imperiums erste Kanzlerin der Neuen Republik.
Mon Mothma ist eine der wenigen Senatoren, die sich öffentlich gegen die Herrschaft von Imperator Palpatine stellte, nachdem dieser den Jedi-Orden vernichten und die Galaktische Republik in ein Imperium umgestalten ließ. Als der Senat aufgelöst wird, tut sie sich mit Bail Organa, etlichen weiteren Senatoren und Luthen Rael zusammen, um eine Allianz gegen das Imperium zu bilden. Im Dienste für die Rebellion lässt sie ihre Tochter Leida unfreiwillig zwangsverheiraten, um die weitere finanzielle Unterstützung der Rebellenzellen zu sichern.
Nach dem Ghorman-Massaker durch das Imperium, hält sie als einzige Senatorin eine Rede, in der sie die Tyrannei Palpatines öffentlich kritisiert, woraufhin sie fliehen muss und sich auf dem Rebellenstützpunkt auf Yavin IV niederlässt, wovon aus sie später die Zerstörung des ersten Todessterns mit in die Wege leitet. Leia Organa und Admiral Ackbar zählen zu ihren engsten Vertrauten; ihre Cousine ist die Rebellin Vel Sartha.
Mon Mothma wurde in Episode III, Andor, Ahsoka und Rogue One von Genevieve O’Reilly und in Episode VI von Caroline Blakiston dargestellt; in The Clone Wars sprach sie Kath Soucie, in Rebels erneut O’Reilly. Im Deutschen wurde sie in The Clone Wars von Monica Bielenstein gesprochen, während sie in Rebels, Andor, Rogue One, Ahsoka und Episode VI von Alexandra Lange synchronisiert wurde.

#### Neel
Auftritte:
- Serien: Skeleton Crew

Neel ist ein Junge einer unbekannten Spezies, der einige Jahre nach dem Fall des Galaktischen Imperiums auf dem Planeten At Attin lebt. Mit seinem besten Freund Wim und den Mädchen Fern und KB bricht er unfreiwillig in ein Abenteuer auf, als sie den Planeten zum ersten Mal mit der Onyx Cinder verlassen. Neel ist Wim ein guter Freund und beweist während ihrer Reise zurück nach Hause großen Mut.
Das Aussehen von Neel gleicht einem blauen Elefanten; ein Design, das bereits durch die Figur des Musikers Max Rebo in Episode VI und Das Buch von Boba Fett bekannt wurde. Jon Watts und Christopher Ford, die führenden kreativen Köpfe hinter Skeleton Crew, beteuerten jedoch, dass es sich bei Neel nicht um die gleiche Spezies handeln würde.
In der Serie wird Neel im Original von Robert Timothy Smith gespielt und in der deutschen Synchronfassung von Anton Alexander Hoffmann gesprochen. Die Figur wurde durch eine Mischung aus Animatronic und Motion Capture am Set zum Leben erweckt, wo die Figur unter anderem auch von der kleinwüchsigen Darstellerin Kacie Borrowman verkörpert wird.

#### Omega
Auftritte:
- Serien: The Bad Batch

Omega (* um 32 VSY auf Kamino mit der Nummer 0219) ist ein weiblicher Klon und eine unmodifizierte genetische Replikation des Kopfgeldjägers Jango Fett, dem genetischen Spender der Klonarmee. Nach dem Sturz der Republik durch Imperator Palpatine, dient Omega als medizinische Assistentin von Nala Se in der Klonfabrik auf Kamino. Nach der Order 66 schließt Omega sich der Kloneinheit 99 an und begleitete diese fortan auf ihren Missionen. Die imperiale Wissenschaftlerin Emerie Karr offenbart ihr, Omegas Schwester und somit ebenfalls ein Klon zu sein. Als Omega ins Visier von Forschungen des Imperiums gerät, erfährt sie, dass sie die Veranlagung besitzt, die Macht nutzen zu können. Nachdem sie viele Jahre an der Seite ihrer Klonfreunde bleibt, verabschiedet Omega sich später von der Kloneinheit 99, um sich der Rebellion anzuschließen.

In The Bad Batch wird Omega im englischen Original von Michelle Ang, und in der deutschen Fassung von Lina Rabea Mohr gesprochen.

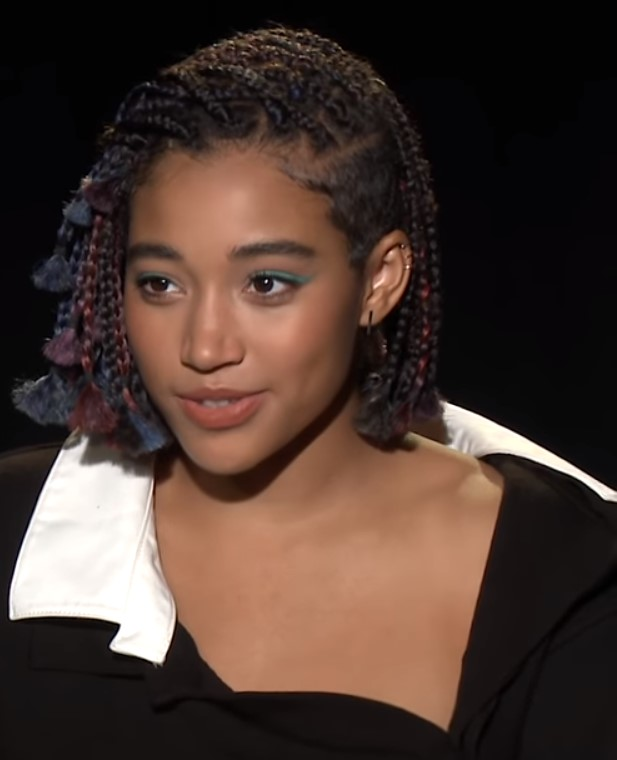
Amandla Stenberg, 2018

#### Osha Aniseya
Auftritte:
- Serien: The Acolyte

Verosha „Osha“ Aniseya (* 156 VSY auf Brendok) ist eine ehemalige Jedi-Schülerin während der Ära der Hohen Republik und spätere Akolythin der dunklen Seite.
Mit ihrer Zwillingsschwester Mae, die eine genetische Kopie Oshas ist, wächst sie in einem Dorf auf dem Planeten Brendok innerhalb eines Hexenzirkels auf. Wie auch Mae wird Osha von ihrer Mutter Aniseya mit Hilfe der Macht erschaffen. In ihrer Kindheit wird sie von Jedi-Meister Sol gefunden, woraufhin Osha sich dem Jedi-Orden anschließt; ganz zum Unmut ihrer Schwester, die einen Brand in der Hexenfestung legt. Bei dem Vorfall mit den Jedi kommt der gesamte Hexenzirkel ums Leben; Osha begleitet Sol nach Corsucant, wo sie jahrelang in den Lehren der Jedi ausgebildet wird, unwissend, dass Mae noch am Leben ist und es Sol selbst war, der in einem voreiligen Moment ihre Mutter tötete.
Später verlässt Osha den Jedi-Orden aus mangelnder Kontrolle über ihre Gefühle und arbeitet lange Zeit als Meknek, einer selbstständigen Mechanikerin. Als die Galaxis von den Morden zahlreicher Jedi erschüttert wird, trifft sie wieder mit ihrem alten Meister Sol zusammen, da Osha ins Visier der Mordermittlungen gerät. Daraufhin erfährt sie, dass Mae am Leben ist, und als Vertreterin der dunklen Seite diese Morde verübt hat. Osha unterstützt die Jedi bei der Aufklärung der Tat, bis sie an den mysteriösen Qimir, den geheimen Meister Maes, gerät, der sie mit sich nimmt, als ihre Schwester ihm den Rücken kehrt. Durch Mae erfährt Osha schließlich die Wahrheit über Sol, woraufhin sie diesen tötet und sich Qimir als dessen neue Sith-Schülerin anschließt.
In The Acolyte wird Osha von Amandla Stenberg gespielt, die auch ihre Zwillingsschwester Mae verkörpert. Als Kind wird sie in Rückblenden von Leah Brady gespielt. In der deutschen Synchronfassung wird sie von Josephine Martz und als Kind von Salomé Ofosu gesprochen.

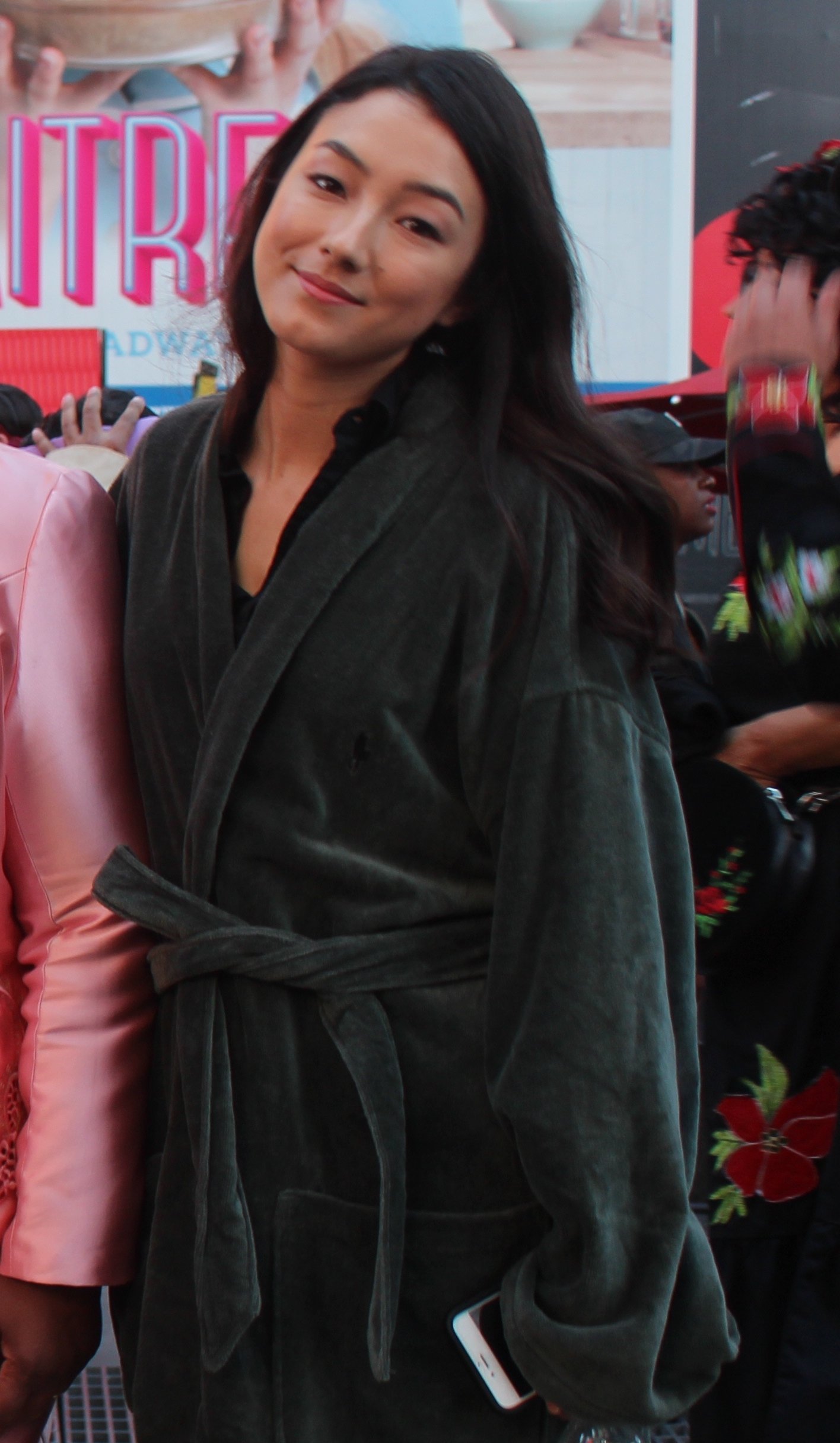
Natasha Liu Bordizzo

#### Sabine Wren
Auftritte:
- Serien: Rebels, Ahsoka, Die Mächte des Schicksals

Sabine Wren (* 21 VSY auf Krownest) ist eine Mandalorianerin und Teil der Rebellenzelle der Ghost-Crew. Sie trägt eine traditionelle mandalorianische Rüstung und führt später sogar als Jedi in Ausbildung das alte Lichtschwert von Ezra Bridger.
Auf ihrem Heimatplaneten Mandalore besucht sie als Jugendliche die imperiale Akademie, die sie jedoch im Alter von 16 Jahren verlässt und sich daraufhin der Besatzung der Ghost anschließt, wo sie sich im Kampf gegen das Imperium und an der Befreiung von Lothal beteiligt. Während der Säuberung von Mandalore wird Sabines Familie getötet. Nach der Schlacht von Endor wird sie von Ahsoka Tano in den Künsten der Jedi ausgebildet, die diese jedoch aus Furcht, Sabine könne in Hinblick auf das Schicksal ihrer Familie, ungeahnte Kräfte entwickeln oder diese missbrauchen, wieder beendet.
Während ihrer Suche nach Ezra Bridger, nimmt Sabine ein verlockendes Angebot des dunklen Jedi Baylan Skoll an und begleitet ihn und dessen Gebieterin Morgan Elsbeth in eine fremde Galaxis auf den Planeten Peridea, wo sie die gesuchten Verschollenen Ezra und Großadmiral Thrawn nach etwa einem Jahrzehnt wieder antreffen. Als es Thrawn jedoch glückt, mit seinem Schiff die Galaxis wieder zu verlassen, sitzt Sabine mit Ahsoka auf Peridea fest, ihre Ausbildung wird jedoch fortgesetzt.

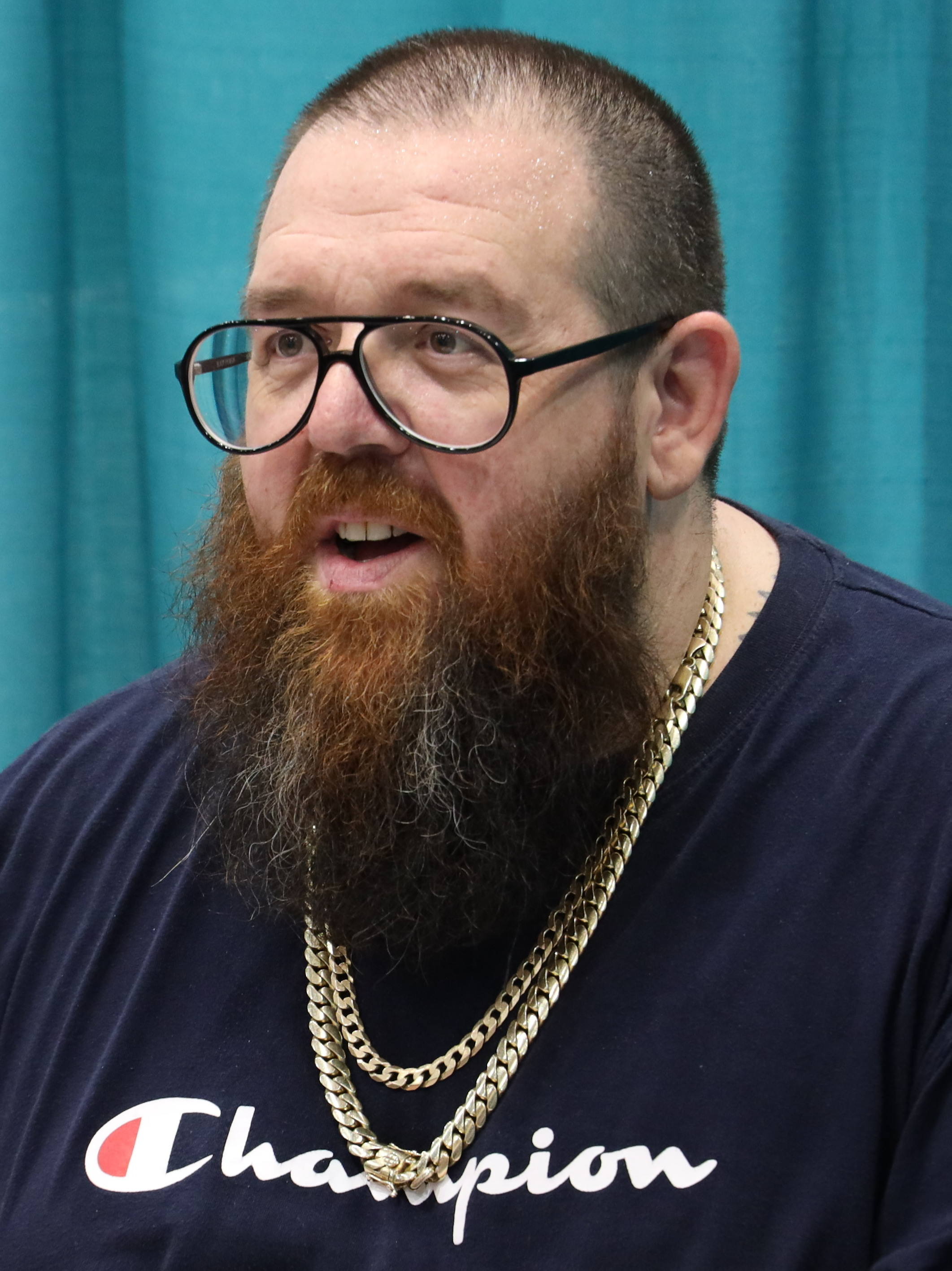
Nick Frost, 2022

Im englischen Original wurde Sabine von Tiya Sircar, in der deutschen Fassung von Nicole Hannak gesprochen. In Ahsoka wird sie von Natasha Liu Bordizzo gespielt und ebenfalls von Hannak synchronisiert.

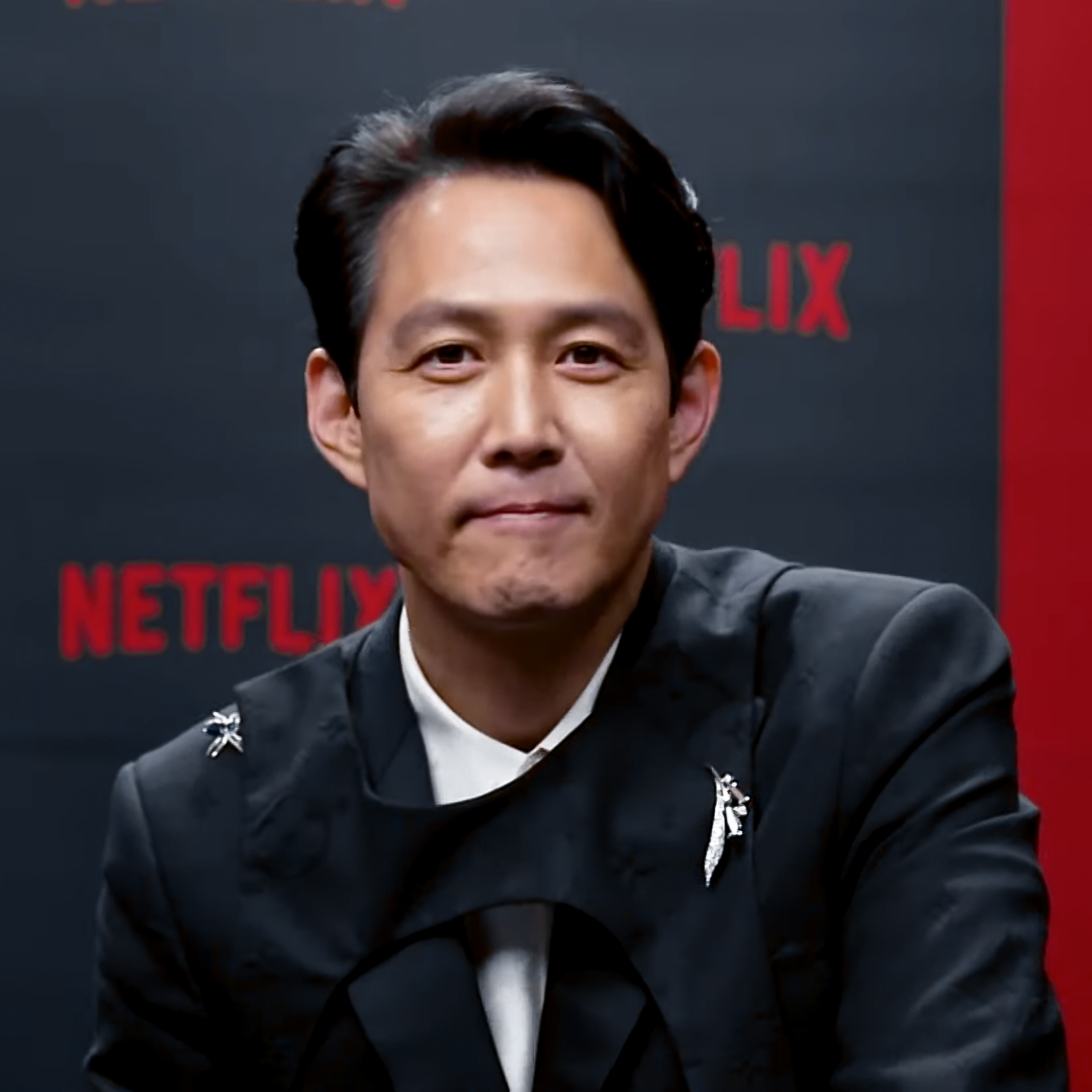
Lee Jung-jae, 2021

#### SM-33
Auftritte:
- Serien: Skeleton Crew

SM-33 (Spitzname: Dreiunddreißig) ist ein alter Piratendroide, der lange Zeit als erster Offizier auf der Onyx Cinder diente. In einem seiner Augenhöhlen lebt die vieräugige Ratte Snowball.
Viele Jahre liegt er deaktiviert an Bord seines Schiffes, das vergraben auf dem Planeten At Attin ruhte, ehe ihn die Gruppe um Wim und Neel findet und reaktiviert. Als SM-33 mit den Kindern unfreiwillig die Barriere des Planeten verlässt und ins Ungewisse aufbricht, wird er an der Seite von Jod Na Nawood ein beständiger Begleiter der Kinder auf dessen Weg zurück nach At Attin. Während ihrer Reise kommt heraus, dass SM-33 einst einem unbekannten Piratenkapitän diente, der auf At Attin einen Schatz versteckte und jegliche Erinnerungen des Droiden daran in dessen Speicher unterdrücken ließ.
Der Name SM-33 ist eine Anspielung auf die Figur des Mr. Smee, dem ersten Offizier von Captain Hook aus Peter Pan.
Im englischen Original wird SM-33 von Nick Frost gesprochen; in der deutschen Fassung von Olaf Reichmann. Am Set wurde er von Stephen Oyoung dargestellt.

#### Sol
Auftritte:
- Serien: The Acolyte

Sol († 132 VSY auf Brendok) ist ein weiser Jedi-Meister während der Ära der Hohen Republik.
Während einer Außenmission findet Sol mit seinem Team aus Jedi auf dem Planeten Brendok einen geheimen Hexenzirkel, wo er die vermeintlichen Zwillingsschwestern Osha und Mae Aniseya findet, in denen er eine starke Vergenz der Macht spürt. Sein Interesse an ihnen wächst, als er herausfindet, dass die Kinder durch die Macht erschaffen wurden. Als er den Hexen den Wunsch äußert, Osha zu einer Jedi auszubilden, gerät die Situation außer Kontrolle und im Affekt tötet Sol die Mutter der Schwestern, woraufhin in einer Reihe von Ereignissen der gesamte Hexenverbund vernichtet wird. Viele Jahre lang lebt Sol mit dieser Schuld; bildet Osha jedoch unwissend davon, was wirklich auf Brendok geschah, in den Lehren der Jedi aus, bis diese den Orden verlässt.
Später ist seine Padawan-Schülerin die junge Jecki Lon. Als die Galaxis durch eine Reihe von mysteriösen Morden an verschiedenen Jedi erschüttert wird, ist er einer der Ermittler hinter den Fällen, wo er nach vielen Jahren wieder mit den Schwestern Mae und Osha konfrontiert wird. Als Osha, die sich durch den Sith Qimir immer mehr der dunklen Seite zuwendet, erfährt, was auf Brendok passierte, tötet sie Sol. Zum Zweck der Vertuschung der Ereignisse vor dem Galaktischen Senat wird er später von den Jedi als Schuldiger hinter den Morden dargestellt.
In The Acolyte wird Sol von dem südkoreanischen Schauspieler Lee Jung-jae gespielt. Seine deutsche Synchronstimme ist Sven Gerhardt.

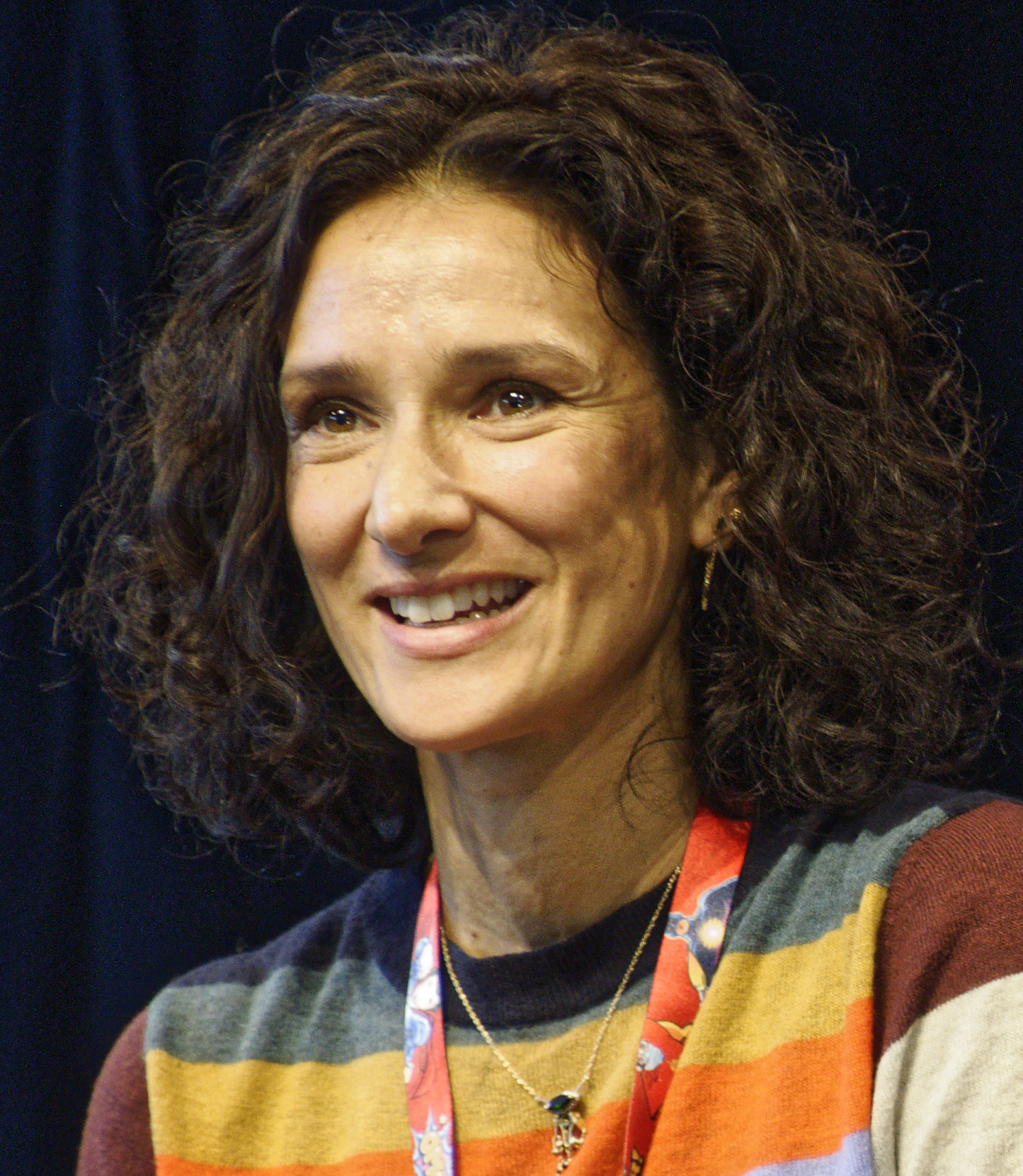
Indira Varma, 2022

#### Tala Durith
Auftritte:
- Serien: Obi-Wan Kenobi

Tala Durith († 9 VSY auf Jabiim) ist zunächst eine Offizierin des Galaktischen Imperiums, ehe sie diesem entsagt und sich als Doppelagentin für das Netzwerk des Pfades engagiert, wo sie machtsensitiven Flüchtigen vor dem Imperium hilft. 
In ihrer Tätigkeit für den Pfad trifft sie auf Obi-Wan Kenobi und Leia Organa, die sie zu ihrem Stützpunkt auf Jabiim bringt. Später beteiligt Tala sich an der Rettungsaktion, Prinzessin Leia von der Festung der imperialen Inquisitoren zu befreien. Bei einer Belagerung der Basis des Pfades auf Jabiim durch das Imperium, opfert Tala sich, um Obi-Wan Kenobi die Flucht zu ermöglichen. 
In Obi-Wan Kenobi wird Tala von Indira Varma gespielt. Ihre deutsche Synchronstimme ist Claudia Lössl.

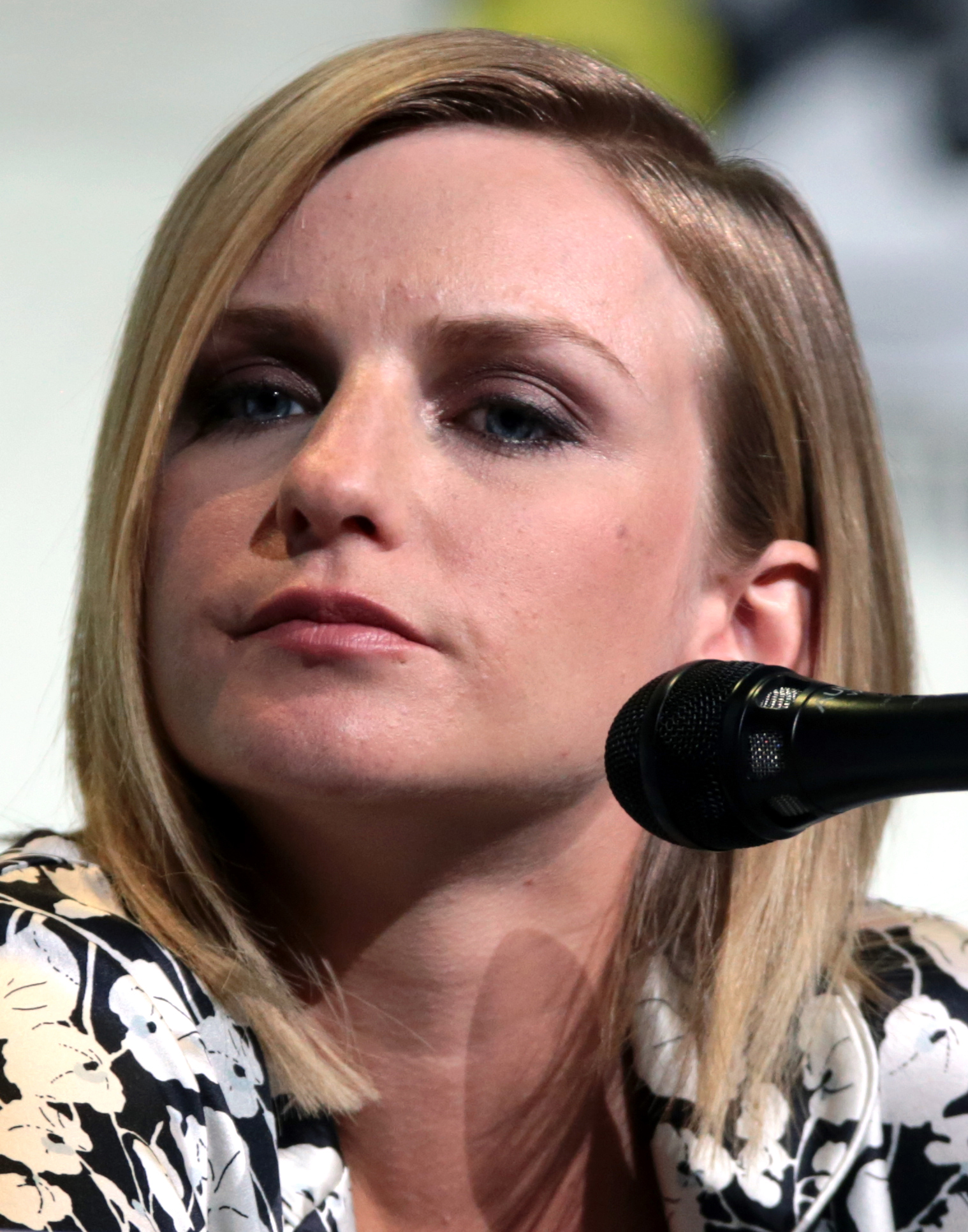
Faye Marsay, 2016

#### Vel Sartha
Auftritte:
- Serien: Andor

Vel Sartha ist eine Rebellin des Netzwerks von Luthen Rael während der Ära des Galaktischen Imperiums.
Sie ist die Cousine von Senatorin Mon Mothma und stammt vom Planeten Chandrila. Als Teil einer Rebellenzelle führt sie einen Überfall auf eine imperiale Einrichtung auf Aldhani an, wo sie das erste Mal auf Cassian Andor trifft. Drei Jahre vor der Zerstörung des Todessterns schließt Vel sich im Auftrag von Luthen einer Widerstandsgruppe des vom Imperium besetzten Planeten Ghorman an, um diese im Kampf zu unterstützen. Später ist sie auf dem Rebellenstützpunkt auf Yavin IV stationiert und bildet neue Rekruten aus. 
In Andor wird Vel von Faye Marsay gespielt; ihre deutsche Stimme ist Nadine Heidenreich.

#### Wilmon Paak
Auftritte:
- Serien: Andor

Wilmon Paak (* 21 VSY auf Ferrix), genannt Wil ist ein Rebell des geheimen Axis-Netzwerks von Luthen Rael und ist später Mitglied der Rebellenallianz. 
Wil stammt vom Planeten Ferrix und arbeitet dort in der Werkstatt seines Vaters, ehe das Imperium immer mehr Kontrolle über seine Heimat erlangt. Als sein Vater vom Imperium getötet wird, ist am Aufstand gegen die imperialen Truppen auf Ferrix bei der Beerdigung von Maarva Andor beteiligt. Danach lebt er ein Jahr als Flüchtiger vor dem Imperium, ehe er später von Luthen nach D'Qar zur Partisanengruppe von Saw Gerrera entsandt wird, um diese zu unterstützen. Mit Cassian Andor begibt er sich nach Ghorman, um dort Dedra Meero auszuschalten, wobei er Zeuge des Ghorman-Massakers wird und bei der Suche nach seiner Freundin schwer verletzt wird. Später ist er auf dem Rebellenstützpunkt auf Yavin IV stationiert.
In Andor wird er von Muhannad Bhaier gespielt; seine deutsche Stimme ist Linus Drews.

#### Wim
Auftritte:
- Serien: Skeleton Crew

Wim ist ein Junge vom mysteriösen Planeten At Attin, auf dem er ein alltägliches Leben verlebt, ehe er gemeinsam mit seinen Freunden das verlassene Raumschiff Onyx Cinder findet und seine Heimat durch den Hyperraum verlässt. Auf seiner Reise begegnet er Jod Na Nawood, mit dem er fortan seine Reise zurück nach Hause bestreitet. Wim begeistert sich für die Mythen über die Jedi.
In Skeleton Crew wird Wim von dem Kinderdarsteller Ravi Cabot-Conyers gespielt. Seine deutsche Synchronstimme in der Serie ist Josef Friedrich Litten.

#### Yord Fandar
Auftritte:
- Serien: The Acolyte

Yord Fandar (* auf Alderaan; † 132 VSY auf Khofar) ist ein Jedi-Ritter und Tempelwächter zu Zeiten der Hohen Republik, welcher ein Lichtschwert mit gelber Klinge besitzt. Yord ist an den Ermittlungen beteiligt, die den Mord von Mae Aniseya an mehreren Jedi betreffen. Seine Padawan-Schülerin ist Tasi Lowa. Später stirbt er im Kampf, als ihm der Sith-Meister Qimir das Genick bricht.
In The Acolyte wird Yord von Charlie Barnett gespielt und in der deutschen Synchronfassung von Amadeus Strobl gesprochen.

### Protagonisten (Videospiele)

#### Cal Kestis
Auftritte:

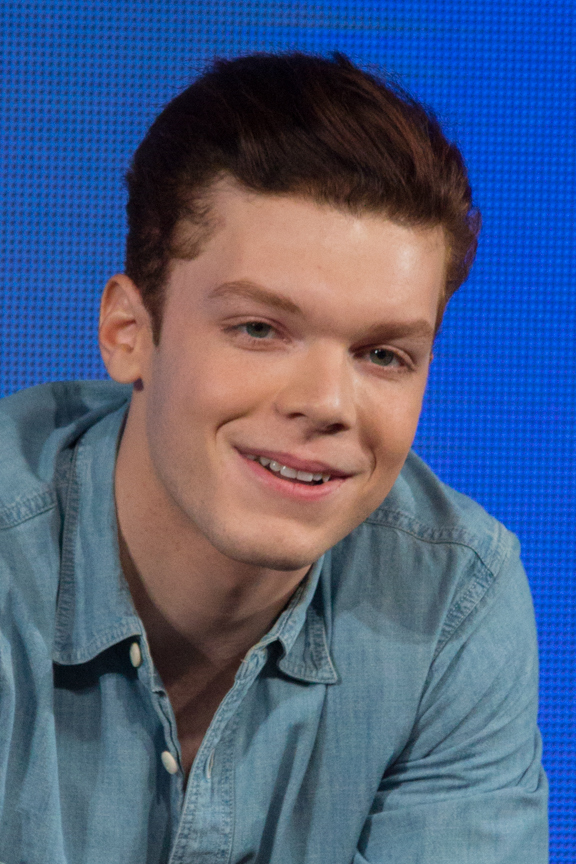
Cameron Monaghan, 2014

- Videospiele: Jedi: Fallen Order, Jedi: Survivor

Cal Kestis (* 32 VSY) ist zunächst ein Padawan, der an der Seite seines Meisters Jaro Tapal unterwegs ist. Bei der Order 66 gibt Tapal sein Leben, um Cal zu retten, wobei dieser auf die Welt Bracca flüchtet.
Fünf Jahre später wird er auch dort zur Flucht gezwungen, als zwei Inquisitoren des Imperiums die Jagd aufnehmen. Dabei schließt er sich der Crew der Stinger Mantis an, zu der neben dem Piloten Greez Dritus und der ehemaligen Jedi Cere Junda auch später die letzte von Dathomir stammende Nachtschwester Merrin gehört. Gemeinsam mit ihnen versucht Cal ein Holocron zu finden, das eine Liste machtsensitiver Kinder enthält. In der Festung der Inquisitoren auf Nur gelingt es das Holocron zu erbeuten, wobei er knapp Darth Vader entkommt und fliehen kann. Im Anschluss zerstört er das Holocron.
Fünf Jahre danach ist die Crew auseinandergegangen und geht getrennte Wege, doch nach einer Begegnung mit dem aus der Ära der Hohen Republik stammenden Jedi-Ritter Dagan Gera sucht Cal seine ehemaligen Gefährten wieder auf. Während sie zu verhindern versuchen, dass der inzwischen gefallene Dagan die verborgene Welt Tanalorr erreicht, muss Cal feststellen, dass er nicht der einzige überlebende Jedi ist.
Der Protagonist Cal Kestis wurde in den Videospielen im Motion-Capture-Verfahren von Cameron Monaghan verkörpert, der ihm auch seine Stimme lieh. In der deutschen Synchronfassung übernahm die Rolle Louis Friedemann Thiele.

### Antagonisten

#### Darth Vader
Siehe oben: Anakin Skywalker / Darth Vader

#### Armitage Hux
Auftritte:
- Episoden: VII, VIII, IX
- Serien: Resistance

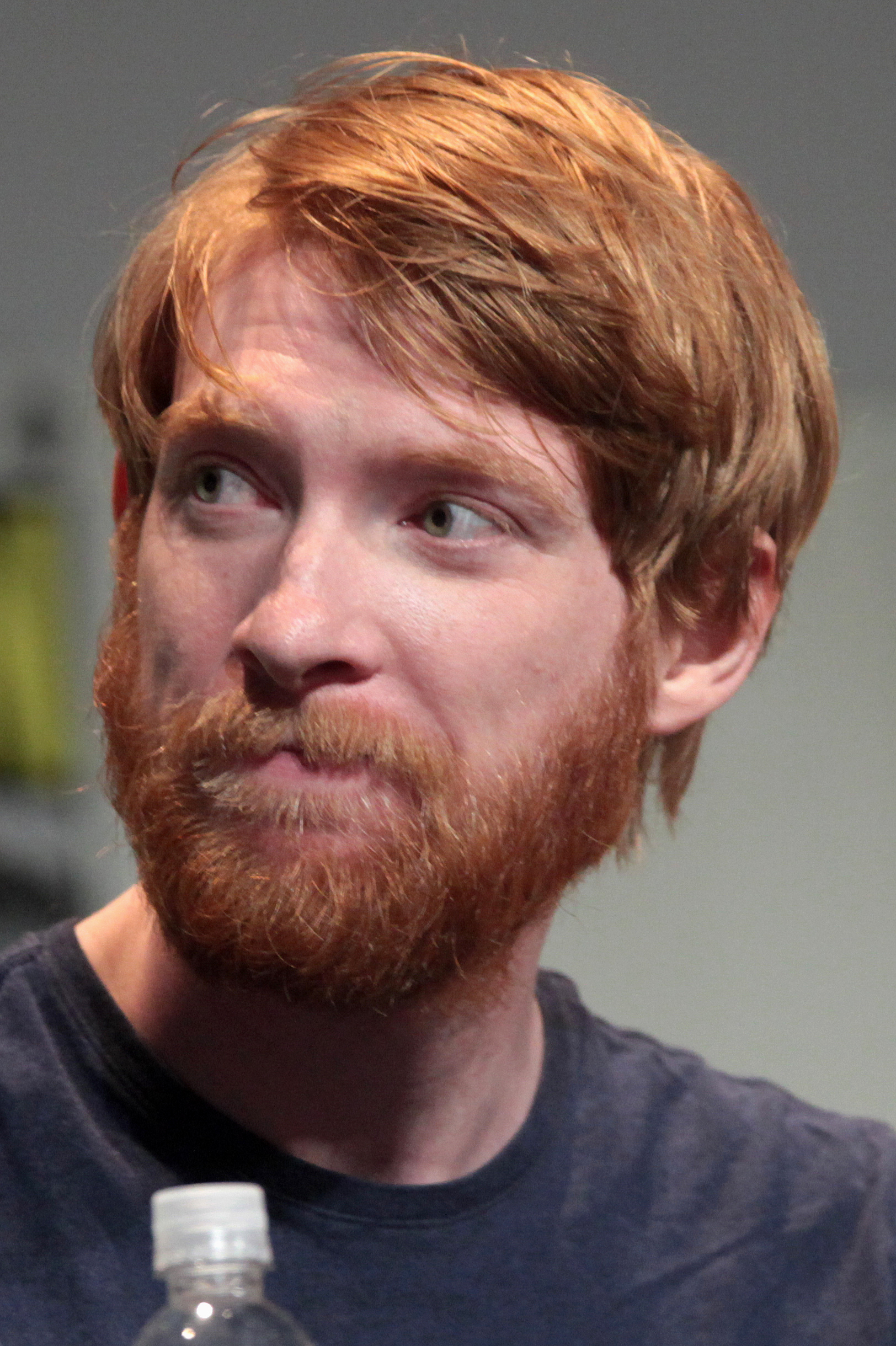
Domhnall Gleeson, 2015

General Armitage Hux (* ca. 0 VSY auf Arkanis; † 35 NSY auf der Steadfast über Kijimi) ist ein ranghoher General der Ersten Ordnung und bis zu ihrer Zerstörung der Befehlshaber der Starkiller-Basis.
Hux überwacht die Mission, den Aufenthaltsort des letzten noch lebenden Jedi Luke Skywalker ausfindig zu machen. Im Auftrag von Anführer Snoke bekommt er später den Befehl, mit der Superwaffe der Starkiller-Basis die Welten der Neuen Republik zu zerstören. Er koordiniert die Jagd auf den Widerstand nach der Zerstörung dessen Basis auf D’Qar und dient an der Seite des neuen Obersten Anführers Kylo Ren in der Schlacht von Crait.
Als Kylo Ren später ein Bündnis mit Imperator Palpatine eingeht, sieht Hux keine Zukunft mehr in der Ersten Ordnung und übermittelt daher dem Widerstand wichtige vertrauliche Informationen, um seinen neuen Anführer, gegen den er einen Groll hegt, zu sabotieren. Für seinen Verrat an der Ersten Ordnung wird Hux von Ehrengeneral Pryde erschossen.
General Hux wurde in den Episoden VII- IX von Domhnall Gleeson gespielt und in der deutschen Version von Sebastian Schulz synchronisiert.

#### Darth Maul
Auftritte:
- Episoden: I
- Anthology: Solo
- Serien: The Clone Wars, Rebels

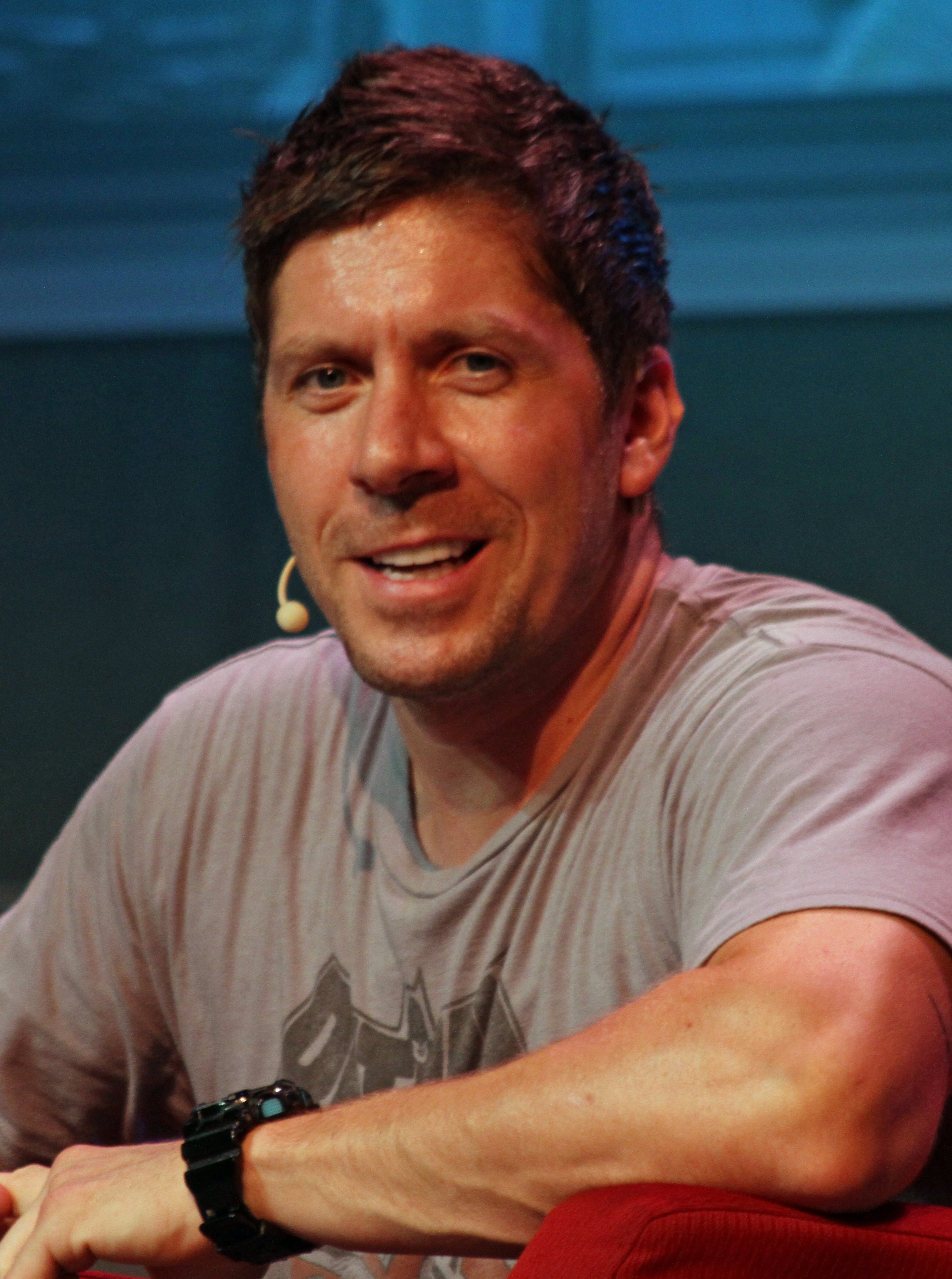
Ray Park verkörpert Maul in Episode I und Solo

Darth Maul (* 54 VSY auf Dathomir; † 2 VSY auf Tatooine), später nur Maul, ist ein Zabrak vom Planeten Dathomir und als Sith der Schüler von Darth Sidious, bis er diesem Orden den Rücken kehrt und zum Anführer der Verbrecherorganisation Crimson Dawn aufsteigt.
Während der Blockade von Naboo wird er von seinem Meister darauf angesetzt, die Jedi Qui-Gon Jinn und Obi-Wan Kenobi zu töten und die Königin von Naboo dazu zu bringen, den Vertrag der Handelsföderation zu unterschreiben, der die Blockade legitimiert. Im Kampf gegen die beiden Jedi kann er Qui-Gon Jinn tödlich verwunden, wird jedoch anschließend von Kenobi besiegt und in einen Schacht gestürzt, wonach er lange Zeit für tot gehalten wird. Maul überlebt den Sturz jedoch und fällt dem Wahnsinn anheim, bis ihn sein Bruder Savage Opress findet und mittels der Hexe Mutter Talzin heilen lässt. Getrieben wird er weiterhin von Rachefantasien gegen Obi-Wan Kenobi.
In der Ära des Imperiums baut Maul das Verbrechersyndikat Crimson Dawn auf und arbeitet dort mit seiner Vertrauten Qi’ra zusammen, die er zu sich nach Dathomir einberuft.
Auf der Suche nach altem Wissen der Sith stürzt Maul mit seinem Schiff ab und sitzt längere Zeit auf dem Planeten Malachor fest, wo er ca. fünf Jahre vor der Schlacht von Yavin den Jedi-Padawan Ezra Bridger trifft und beginnt, diesen zu manipulieren, um den Jungen für seine Zwecke zu nutzen. Jedoch wird er nach einem Kampf gegen Kanan Jarrus davon abgehalten und flieht von Malachor mit dem Ziel, seinen Todfeind Obi-Wan Kenobi zu vernichten. Nachdem er diesen findet und auf Tatooine konfrontiert, wird er von Kenobi in einem Duell tödlich verletzt und stirbt in dessen Armen, mit dem Wissen, dass Luke Skywalker als der Auserwählte die Macht ins Gleichgewicht bringen und somit die Sith vernichten würde.
Der Darsteller Ray Park wurde aufgrund seiner Fähigkeiten als Schwertkämpfer und Stuntman für die Rolle Darth Mauls ausgewählt. Seine stimmlichen Fähigkeiten waren für seine Rolle jedoch nicht ausreichend. Dies lag vor allem an seinem ausgeprägten schottischen Akzent. Mauls Stimme wurde daher im englischsprachigen Original von dem britischen Schauspieler Peter Serafinowicz gesprochen, Maul spricht im gesamten Film jedoch nur wenige Sätze. In den Animationsserien The Clone Wars und Rebels hingegen leiht Sam Witwer der Figur die Stimme. Das Duo Park und Witwer verkörperte Maul erneut in Solo: A Star Wars Story sowie in der finalen Staffel von The Clone Wars mittels Motion Capture für Park. Im Deutschen sprach ihn Tobias Meister.

#### Baylan Skoll
Auftritte:
- Serien: Ahsoka

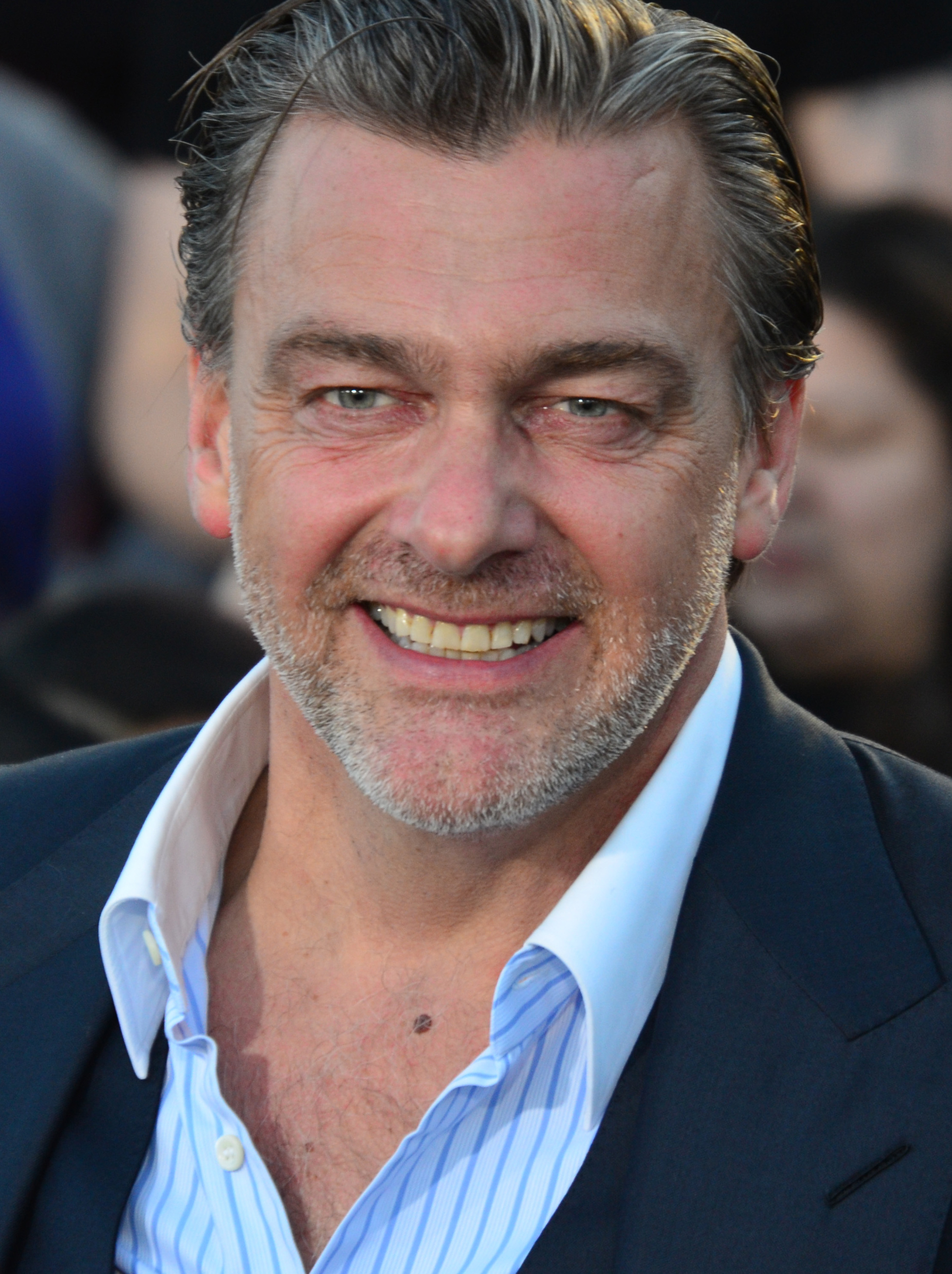
Ray Stevenson, 2014

Baylan Skoll, oft mit „Lord Baylan“ angesprochen, ist ein dunkler Machtnutzer und Söldner, der einst ein überlebender Jedi-Ritter der Order 66 war. Gemeinsam mit seiner jungen Schülerin Shin Hati ist er zu Anfangszeiten der Neuen Republik auf der Jagd nach Ahsoka Tano und arbeitet eng mit Morgan Elsbeth, einer Handlangerin von Großadmiral Thrawn, zusammen. Im Kampf führt er ein Lichtschwert mit einer orangefarbenen Klinge.
Skoll kannte Anakin Skywalker noch bevor dieser zum Sith-Lord Darth Vader wurde.
In Ahsoka wird Skoll von Ray Stevenson (1964–2023) gespielt. Sein Mitwirken in der Serie war seine letzte schauspielerische Darbietung vor seinem Tod. Die deutsche Vertonung übernahm Bernd Egger.

#### Ben Solo/Kylo Ren
Auftritte:
- Episoden: VII, VIII, IX

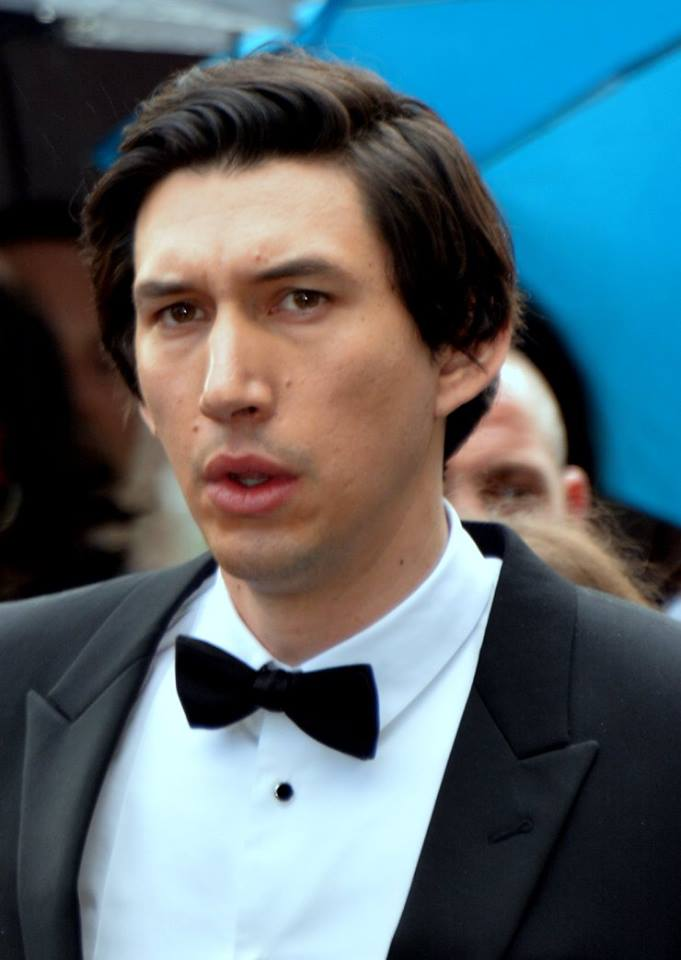
Adam Driver, 2018

- Serien: Rebels (Stimme), Star Wars Resistance
- Videospiele: Battlefront II

Kylo Ren (* 5 NSY als Ben Solo auf Chandrila; † 35 NSY auf Exegol) ist der Sohn von Han Solo und Leia Organa. Unter seinem Onkel Luke Skywalker beginnt er seine Jedi-Ausbildung, bis er schließlich der dunklen Seite der Macht verfällt und der Schüler des Obersten Anführers Snoke und der Meister der Ritter von Ren wird.
Unter seinem neuen Namen Kylo Ren wird Ben Solo Kommandant der Ersten Ordnung und macht es sich zum Ziel, Luke Skywalker und die Überbleibsel der Jedi zu vernichten. Auf der Jagd nach seinem Onkel begegnet er der machtsensitiven Rey, zu der er eine mysteriöse Bindung spürt. Kurz vor der Zerstörung der Starkiller-Basis durch den Widerstand ermordet er im Auftrag seines Meisters seinen eigenen Vater Han Solo, um seinen Weg zur dunklen Seite endgültig abzuschließen. Im Kampf gegen Rey wird er schwer verletzt und bemerkt kurze Zeit später eine Machtverbindung mit Rey, die sich ihm freiwillig stellt, in der Hoffnung, ihn zurück zur hellen Seite zu bekehren. Als Snoke ihm befiehlt, Rey zu töten, hintergeht er seinen Meister, ermordet diesen und bietet Rey an, sich ihm anzuschließen. Nachdem diese das Angebot ablehnt und flieht, kämpft er auf dem Schlachtfeld des Gefechts von Crait mit seinem einstigen Meister Luke Skywalker, der sich jedoch später nur als Machtprojektion als Teil eines Ablenkungsmanövers herausstellt, um dem Widerstand die Flucht zu ermöglichen.
Ein Jahr später schließt Kylo Ren einen Pakt mit Imperator Palpatine, der ihm offenbart, dass Rey seine Enkeltochter ist und er Snoke erschaffen hat, um Kylo Ren als letzten Abkömmling der Skywalker-Familie für sich zu gewinnen. Erneut teilt Kylo einige Machtverbindungen mit Rey und versucht erneut, sie auf seine Seite zu ziehen. In einem weiteren Kampf gegen Rey nimmt seine sterbende Mutter Leia mit der Macht Verbindung zu ihm auf, woraufhin dieser von Rey erstochen, jedoch später von ihr per Machtheilung von seinen tödlichen Wunden geheilt wird, woraufhin er nach einer Erinnerung an seinen ermordeten Vater wieder als Ben Solo zur hellen Seite der Macht findet.
Wieder als Jedi-Ritter eilt er Rey auf der Sith-Welt Exegol im Kampf gegen den Imperator zur Hilfe, wo er erfährt, dass er und Rey einen Zweiklang der Macht bilden – ein seltenes Phänomen, welches bloß alle paar Generationen auftritt, weswegen auch die Machtverbindungen entstanden. Nachdem Ben von Palpatine in einen Abgrund geworfen wird, als dieser ihn für seine Pläne nicht mehr benötigt, und Rey diesen im Duell endgültig vernichten kann und dadurch stirbt, überträgt Ben ihr seine gesamte Lebensenergie, um sie wieder zum Leben zu erwecken. Bei diesem rettenden Akt stirbt Ben nach einem letzten gemeinsamen Kuss mit Rey und wird eins mit der Macht.
Kylo Ren wurde in den Episoden VII-IX von Adam Driver dargestellt. Seine deutsche Stimme ist Julien Haggège. In Resistance wird er von Matthew Wood gesprochen. Für seine Rolle als Kylo Ren wurde Adam Driver bei den Saturn Awards 2016 als Bester Nebendarsteller geehrt.

#### Count Dooku/Darth Tyranus
Auftritte:
- Episoden: II, III

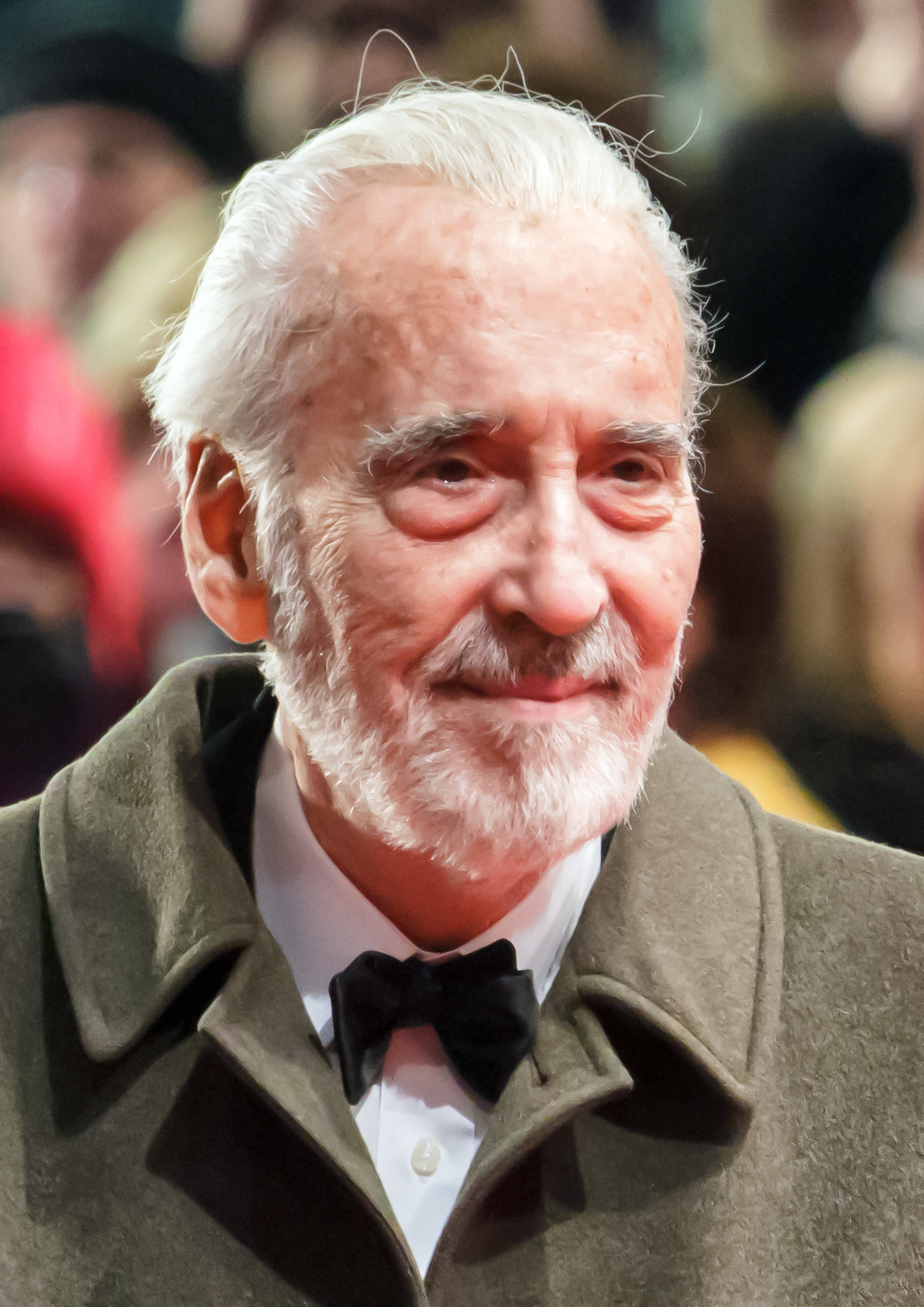
Christopher Lee, 2013

- Serien: The Clone Wars, Geschichten der Jedi

Graf Dooku von Serenno, alias Darth Tyranus, (* 102 VSY auf Serenno; † 19 VSY auf der Unsichtbaren Hand über Coruscant) war bis zu seinem Überlaufen zur dunklen Seite ein Jedi-Ritter unter der Ausbildung von Yoda und der Meister von Qui-Gon Jinn. Nach dessen Tod sucht er Darth Sidious auf und zeigt sich unzufrieden über seine bisherige Rolle in dessen Plänen, tötet jedoch nach einem kurzen Kampf die ihm gefolgte Jedi-Meisterin Yaddle, um seine Loyalität gegenüber Sidious zu beweisen.
Tyranus überzeugt etliche mächtige Konzerne, sich gegen die Republik zu wenden und gibt die Herstellung der separatistischen Droidenarmee in Auftrag. In den anschließenden Klonkriegen reibt Tyranus beide Parteien des Krieges auf, damit die geplante Machtübernahme seines Meisters wie eine Erlösung wirken würde. Nach der Schlacht von Geonosis kämpft er gegen Anakin Skywalker, Obi-Wan Kenobi und seinen alten Meister Yoda. Während der Schlacht von Coruscant am Ende der Klonkriege trifft Tyranus erneut auf die Jedi und wird von Anakin Skywalker besiegt. Tyranus wird daraufhin auf Befehl von Kanzler Palpatine durch Anakin Skywalker enthauptet. Dies sollte Anakin zur dunklen Seite führen, da Sidious ihn als seinen neuen Schüler vorgesehen hatte.
Tyranus zählt zu den kampfstärksten und weisesten Sith-Lords der Saga. Durch seine Verbindung zur dunklen Seite der Macht konnte er viele komplizierte Macht-Techniken erlernen, die den Fähigkeiten von Yoda beinahe ebenbürtig waren. Zudem pflegte er einen Lichtschwertstil zum Kampf Mann gegen Mann. Damit war er den meisten Jedi, deren Stil sich auf den Kampf gegen Blaster von Soldaten konzentrierte, überlegen.
Darth Tyranus ist der Hauptantagonist in Episode II und hat einen Kurzauftritt in Episode III. In beiden Filmen wurde er vom britischen Schauspieler Christopher Lee († 2015) verkörpert, in den Serien hingegen von Corey Burton gesprochen.
Im Deutschen wurde Count Dooku von Klaus Sonnenschein synchronisiert, in Geschichten der Jedi übernahm Sebastian Walch die Rolle.

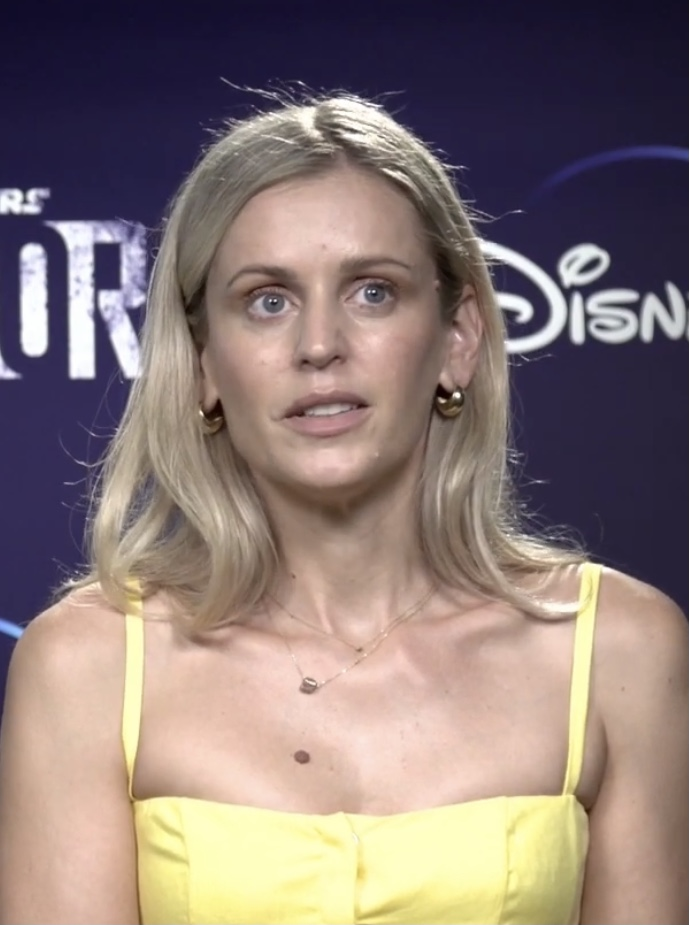
Denise Gough, 2022

#### Dedra Meero
Auftritte:
- Serien: Andor

Lieutenant Dedra Meero ist eine imperiale Offizierin des Sicherheitsbüros des Galaktischen Imperiums und maßgeblich an der Suche nach dem flüchtigen späteren Rebellen Cassian Andor, nachdem dieser in Notwehr Mitarbeiter eines imperialen Konzerns tötet, beteiligt. Sie ist eine der ersten imperialen Offiziere, die in verschiedenen Anschlägen und Raubzügen gegen das Imperium erstmals eine sich bildende rebellierende Allianz erkennt. Ihr Arbeitsethos ist sehr zielstrebig und ehrgeizig, und um an Informationen zu kommen, schreckt sie auch nicht vor Foltermethoden zurück.
In Andor wird Dedra Meero von Denise Gough gespielt, und von Flavia Vinzens in der deutschen Fassung gesprochen.

#### Dryden Vos
Auftritte:
- Anthology: Solo
- Serien: The Clone Wars

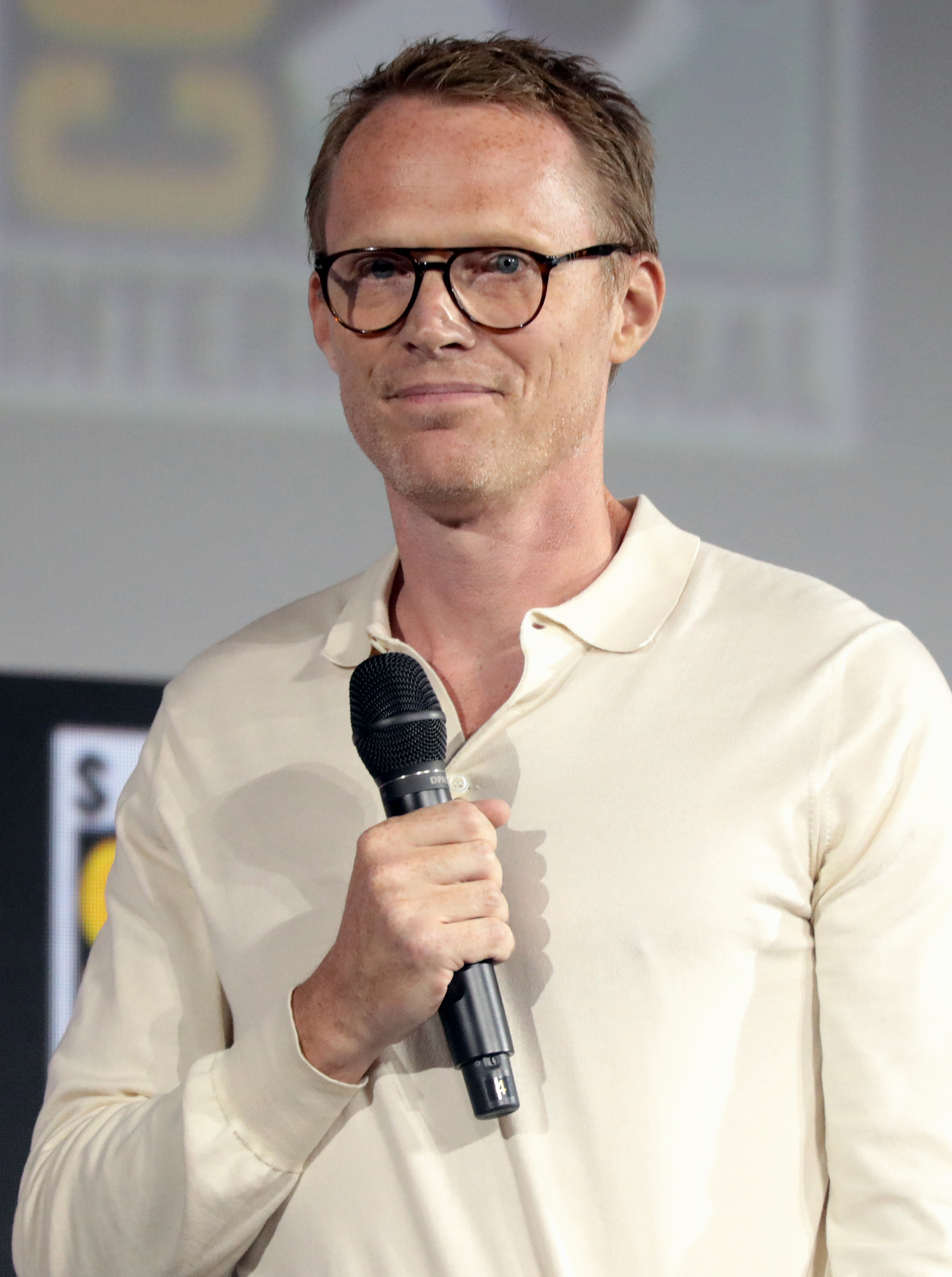
Paul Bettany, 2019

Dryden Vos († 10 VSY auf der First Light auf Savareen) ist der Kopf des kriminellen Verbrechersyndikats Crimson Dawn und steht unter den Befehlen des ehemaligen Sith Maul. Im Laufe der Zeit gerät er oft mit der Piratin Enfys Nest aneinander. Er heuert die Bande von Tobias Beckett für einen Job an, große Mengen des seltenen Treibstoffs Coaxium zu beschaffen. Bei der Übergabe der Fracht wird Vos von Beckett hintergangen und wird in einem anschließenden Kampf gegen seine Mitarbeiterin Q'ira von dieser getötet.

In Solo: A Star Wars Story wird Dryden Vos von Paul Bettany verkörpert und seine deutsche Synchronstimme ist Timmo Niesner.

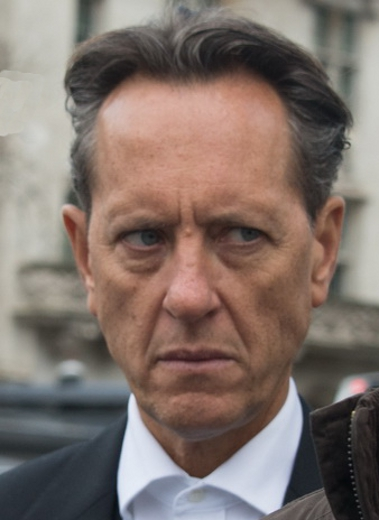
Richard E. Grant, 2014

#### Enric Pryde
Auftritte:
- Episoden: IX

Ehrengeneral Enric Pryde (* 27 VSY auf Alsakan; † 35 NSY auf der Steadfast über Exegol) ist Ehrengeneral der Ersten Ordnung und Kommandant der Sith-Flotte in der Schlacht von Exegol.
Nach dem Tod von Anführer Snoke wird er von Kylo Ren in seine Dienste gestellt und exekutiert General Hux, nachdem er diesen als Spion des Widerstands überführen kann. Als auch Kylo Ren der Ersten Ordnung entsagt, schließt Pryde sich der Letzten Ordnung unter Imperator Palpatine an und formiert die Erste Ordnung und die Sith-Flotte zu einer Allianz zusammen. Bei der darauffolgenden Schlacht wird Pryde an Bord seines Schiffes getötet.
In Episode IX wurde General Pryde von Richard E. Grant gespielt und in der deutschen Fassung von Hans Bayer synchronisiert.

#### Großadmiral Thrawn
Auftritte:
- Serien: Rebels, Ahsoka, Geschichten des Imperiums

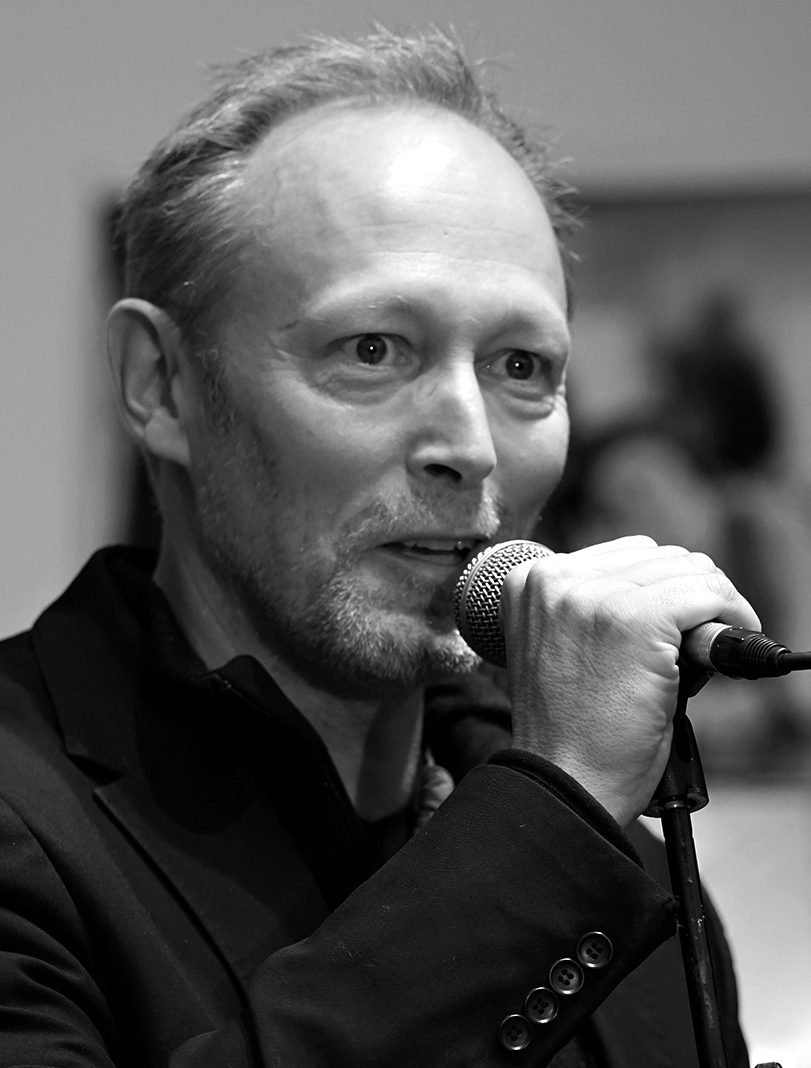
Lars Mikkelsen, 2015

Mitth’raw’nuruodo (* 59 VSY auf Rentor), besser unter seinem Kernnamen Thrawn bekannt, ist ein Großadmiral des Galaktischen Imperiums und gehört der Spezies der Chiss an. Seine Erscheinung ist humanoid, mit blauer Haut und schwarzem Haupthaar. Markant sind seine Augen, die keine Iris oder Pupille aufweisen, sondern stets rot glühen.
Im Galaktischen Bürgerkrieg wird er damit beauftragt, die Phönix-Rebellenzelle zu zerschlagen. Im Kampf gegen die Rebellengruppe von Ezra Bridger tauchen, als Thrawn den jungen Jedi konfrontiert, die Purrgils – Weltraumwale, die durch den Hyperraum springen können – auf, beschädigen sein Schiff und ziehen es in den Hyperraum. Von da an lebt Thrawn ein neues Leben in einer unerforschten Galaxie auf Peridea, wo er mit den Schwestern der Nacht und seiner alten Flotte an einem Wiedererstarken des Imperiums arbeitet. Dieser Plan gelingt und Thrawn kehrt gemeinsam mit den Hexen in die bekannte Galaxis zurück, wo er sich zuerst auf den Planeten Dathomir begibt.
Die Figur wurde ursprünglich von Timothy Zahn für die sogenannte Thrawn-Trilogie, eine dreiteilige Romanreihe des damaligen Legends-Universums von Star Wars, erfunden. Im Rahmen der neuen Kontinuität durch Disney wurde die Thrawn-Trilogie aus dem offiziellen Kanon verworfen und die Geschichte rund um die Figur mit dem Roman Thrawn (2017) neu entworfen. Schließlich wurde die Figur in den kanonischen Fernsehserien Rebels, Geschichten des Imperiums und Ahsoka etabliert, wo Thrawn im Original von Lars Mikkelsen gesprochen und verkörpert wird. In der deutschen Fassung aller drei Serien wird die deutsche Synchronisation von Thomas Nero Wolff übernommen, der ihn schon zuvor in den deutschen Hörspielen der Thrawn-Trilogie sprach.

#### Jabba der Hutte
Auftritte:
- Episoden: I, IV, VI
- Serien: The Clone Wars, Visionen
- Videospiele: Outlaws

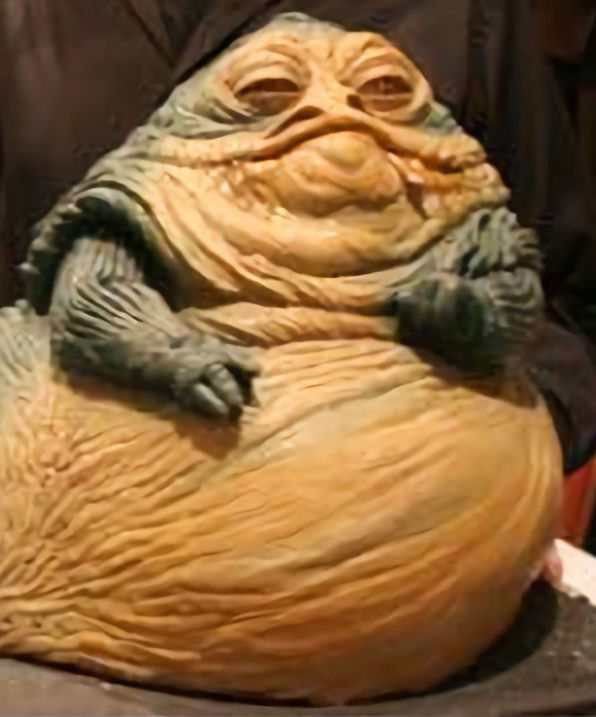
Jabba der Hutte

Jabba Desilijic Tiure (bekannt als Jabba der Hutte, auch nur Jabba genannt) (* 600 VSY auf Nal Hutta; † 4 NSY auf Tatooine) ist bis zu seinem Tod der Anführer des Verbrecherimperiums in der kriminellen Unterwelt von Tatooine. Er gehört der Rasse der Hutten an, die sich besonders durch ihre reptilienartige Körperform, ihre Fettleibigkeit, ihre Resistenz gegen Gifte und die meisten Krankheiten sowie durch eine extreme Lebenserwartung (ca. 1000 Jahre) auszeichnet. Jabba hat einen Sohn namens Rotta. Dieser wird während der Klonkriege von Anakin Skywalker und Obi Wan Kenobi vor den Separatisten gerettet. Als Dank dafür – und weil sie den Verräter Ziro den Hutten entlarven – schließt sich der Hutten-Clan bis zum Aufstieg des Imperiums der Republik an.
Während des Galaktischen Bürgerkrieges vertraute er dem Schmuggler Han Solo eine Lieferung an, die dieser aufgrund einiger Zwischenfälle jedoch aufgeben musste. Da Han dadurch Schulden hat, setzt Jabba ein Kopfgeld auf ihn aus und lässt ihn unter anderem von Boba Fett jagen, der den Schmuggler ausfindig macht und in Karbonit eingefroren in Jabbas Palast bringt. Bei der Befreiung Solos wird Jabba von Prinzessin Leia mit einer Kette erwürgt.
Jabba tritt in Episode I und IV (in der digital nachbearbeiteten Version) und erstmalig original in Episode VI in der heute bekannten Gestalt auf. Seine Figur wird in Episode I und IV computeranimiert. In Episode VI wurde eine Puppe verwendet. Die Szenen in Episode IV wurden ursprünglich mit einem Schauspieler gedreht, in dieser Form aber aus dem Film geschnitten, bis 1997 die Special-Edition mit einem digital eingefügten Jabba veröffentlicht wurde. Sein Name ist abgeleitet von dem russischen Жаба für Kröte.

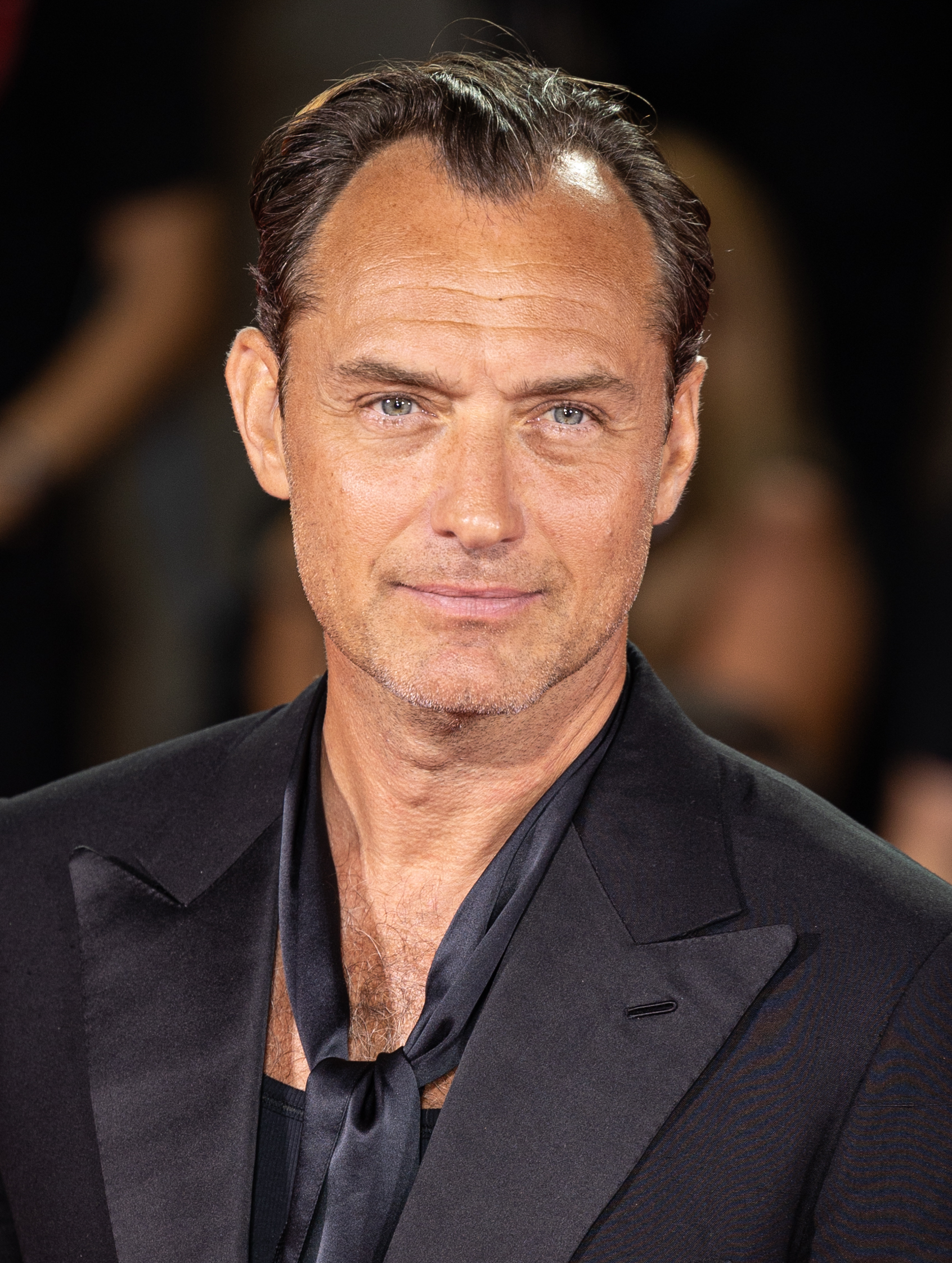
Jude Law, 2024

#### Jod Na Nawood
Auftritte:
- Serien: Skeleton Crew

Jod Na Nawood (auch bekannt unter den Decknamen: Crimson Jack, Silvo, Jodwink Zank und Dash Zentin) ist ein machtsensitiver Pirat, der während der Ära der Neuen Republik auf der Suche nach dem Schatz von Tak Rennod auf At Attin ist. 
Als Kind wächst er in ärmlichen Verhältnissen auf sich allein gestellt auf, ehe er von einer Jedi-Meisterin gefunden und für kurze Zeit in den Lehren der Macht ausgebildet wird, bis seine Meisterin schließlich vor seinen Augen getötet wird. Jod macht sich als Piratenkapitän Silvo in der Galaxis einen Namen und wird zur Ära der Neuen Republik Opfer einer Meuterei durch seine Crew. Später trifft er auf die Gruppe Kinder Wim, Neel, Fern und KB, denen er sich kurzzeitig anschließt, um an Bord der Onyx Cinder nach At Attin zu gelangen. Sein Plan, gemeinsam mit seiner wiedererlangten Mannschaft den Planeten zu erobern, um den Schatz zu ergattern, scheitert jedoch.
In Skeleton Crew wird Jod von Jude Law gespielt und von Florian Halm synchronisiert.

#### Moff Gideon
Auftritte:
- Serien: The Mandalorian

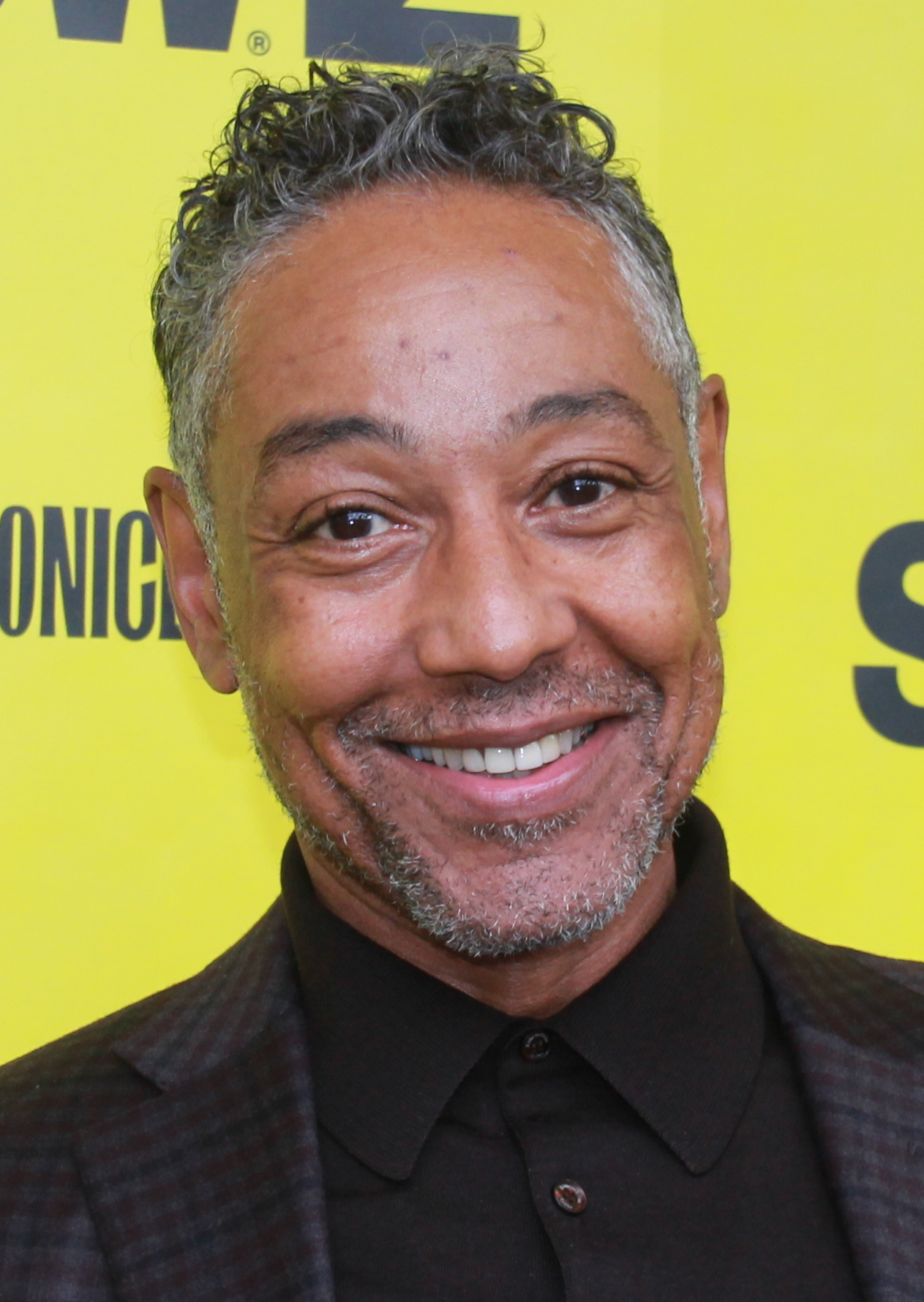
Giancarlo Esposito, 2017

Gideon (* ca. 51 VSY; † 9 NSY auf Mandalore) ist ein Moff des Imperiums und Agent des imperialen Geheimdienstes (ISB). Nach dem Fall des Imperiums und der neuen Ära unter der Regierung der Neuen Republik, herrscht Gideon mit einigen überbleibenden Sturmtruppen über ein ganzes Territorium, das er sich zu eigen gemacht hat. Zu Hochzeiten des Imperiums war Gideon maßgeblich am Genozid an dem Volk der Mandalorianer beteiligt, wobei er sich das mandalorianische Dunkelschwert aneignet, welches er fortan als Waffe bei sich trägt.
Für geheime Experimente lässt Gideon auf das machtsensitive Kind Grogu und dessen Beschützer, den Mandalorianer, Jagd machen. Bei einem Kampf gegen diesen stürzt er mit seinem Jäger ab und wird zunächst für tot gehalten. An Bord seines Sternenkreuzers arbeitet Gideon mit imperialen Wissenschaftlern weiterhin an einem geheimen Plan, wofür es ihm gelingt, Grogu auf dem Planeten Tython zu entführen. Nach einem Duell gegen den Mandalorianer, der zu einer Rettungsmission auf Gideons Kreuzer aufgebrochen war, sieht er kurz darauf als Gefangener seiner Feinde mit an, wie Luke Skywalker auf dem Schiff erscheint und das Kind mit sich nimmt. Für seine Verbrechen wird er von der Neuen Republik inhaftiert, allerdings gelingt ihm erneut die Flucht.
Später berät er sich im Schattenrat unter anderem mit Kommandant Brendol Hux, Vater von Armitage Hux sowie Großadmiral Thrawns rechter Hand Captain Gilad Pellaeon, wobei er plant, die große Säuberung auf Mandalore abzuschließen. Auf seiner dortigen Basis kommt es schließlich zwischen ihm, dem Mandalorianer und Bo-Katan zu einem erneuten Kampf. Obwohl es ihm gelingt, das Dunkelschwert zu zerstören, stirbt er unmittelbar danach, als sein ehemaliger Kreuzer in die Basis gelenkt wird. In der darauffolgenden Explosionswelle kommt Gideon mutmaßlich um.
In The Mandalorian wird Moff Gideon von Giancarlo Esposito gespielt. Im Deutschen wird er von Frank Röth synchronisiert. Für seine Darstellung wurde Esposito für einen Emmy in der Kategorie Outstanding Guest Actor In A Drama Series nominiert.

#### Morgan Elsbeth
Auftritte:

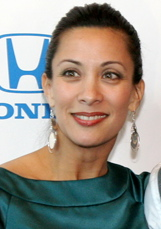
Diana Lee Inosanto, 2008

- Serien: The Mandalorian, Ahsoka, Geschichten des Imperiums

Lady Morgan Elsbeth († 12 NSY) ist eine Nachtschwester von Dathomir und während der Herrschaft des Imperiums Magistratin auf dem Planeten Corvus. Zudem ist sie in der imperialen Rüstungsindustrie tätig.
Während der Klonkriege ist sie Zeugin des Massakers auf ihrem Heimatplaneten durch die Separatisten, wo Elsbeths Mutter von General Grievous getötet wird.
Durch den imperialen Captain Pellaeon lernt sie Großadmiral Thrawn kennen, dessen Verbündete sie schließlich wird.
Während ihrer Zeit als Stadtverwalterin gerät sie mit Ahsoka Tano aneinander, auf die sie den Kopfgeldjäger Din Djarin ansetzt. In einem Zweikampf gegen Ahsoka unterliegt Elsbeth und wird der Neuen Republik überstellt. In deren Gewahrsam bleibt sie allerdings nicht lange, denn der angeheuerte Söldner Baylan Skoll befreit sie mit seiner Schülerin Shin Hati. Im Besitz einer Sternenkarte mit dem Aufenthaltsort Thrawns setzt sie nun alles daran, ihren Meister zurückzuholen, der in einer anderen Galaxis auf Peridea gestrandet ist. Für ihre Loyalität bekommt Elsbeth von den Hexen der Großen Mütter neue Kräfte und ein magisches Schwert mit einer flammenden Klinge überreicht. In einem weiteren Zweikampf gegen Ahsoka wird Elsbeth getötet, kurz bevor es ihrem Gebieter Thrawn gelingt, Peridea zu verlassen.
In The Mandalorian und Ahsoka wird Morgan Elsbeth von Diana Lee Inosanto verkörpert, die ihr auch in Geschichten des Imperiums ihre Stimme lieh. Im Deutschen wird sie in allen drei Serien von Anke Reitzenstein gesprochen.

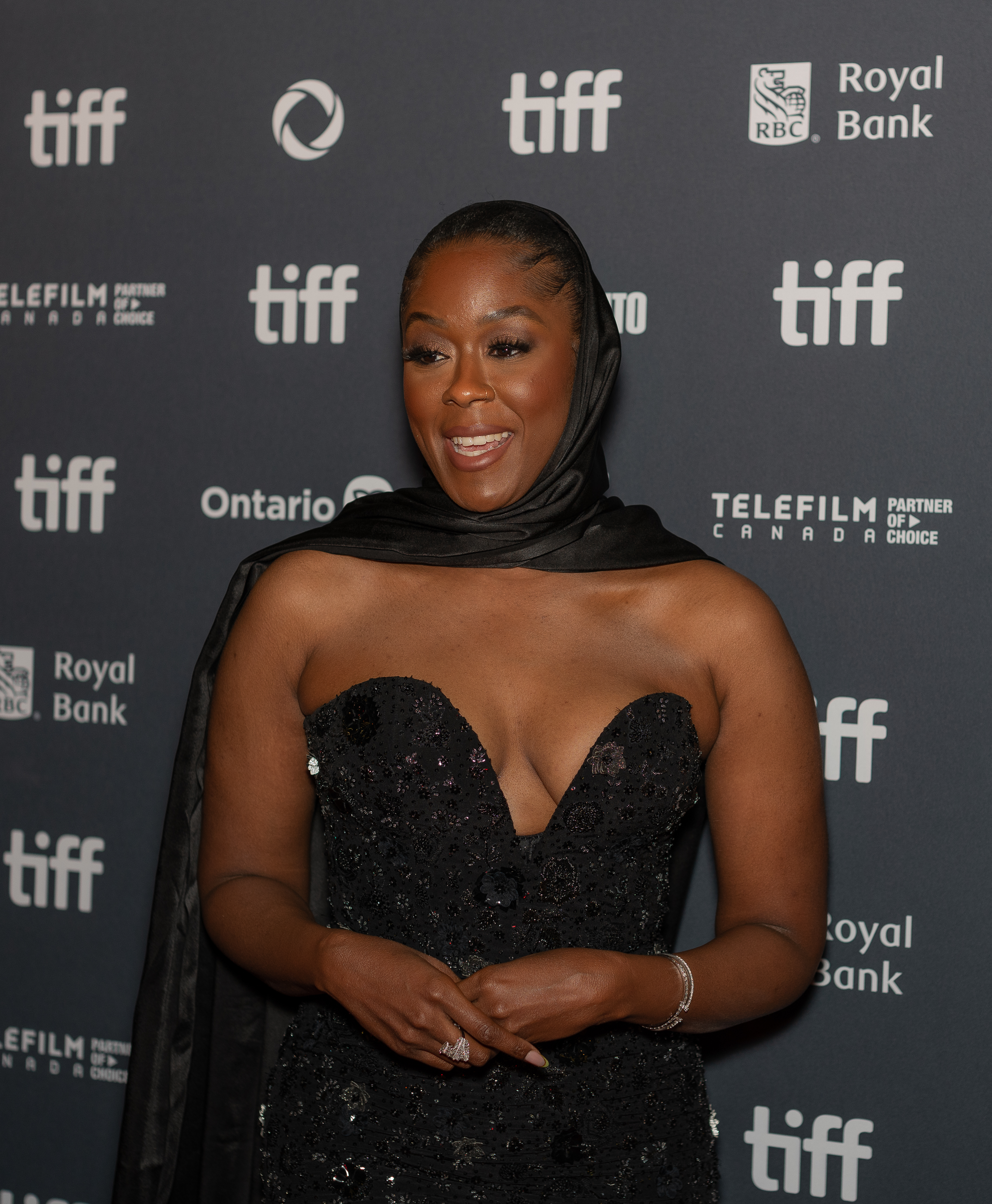
Moses Ingram, 2024

#### Reva Sevander/Dritte Schwester
Auftritte:
- Serien: Obi-Wan Kenobi

Reva Sevander, alias Dritte Schwester, ist eine imperiale Inquisitorin und steht unter dem direkten Kommando von Darth Vader. Als kleines Mädchen ist sie ein Jedi-Padawan und muss während der Order 66 mit ansehen, wie Darth Vader alle anderen Jünglinge tötet – sie selbst überlebt unbemerkt. Sie schließt sich schließlich dem Imperium an, jagt nach überlebenden Jedi und spezialisiert sich später auf die Suche nach dem exilierten Obi-Wan Kenobi, plant jedoch insgeheim einen Racheakt an ihrem Gebieter Vader. Ihr gelingt es, als Köder für Kenobi die junge Leia Organa zu entführen. Durch ihr aufmüpfiges Verhalten und den Drang, in der Gunst von Vader zu stehen, gerät sie oft mit den anderen Inquisitoren aneinander und stellt sich letztlich sogar gegen den Großinquisitor. Später richtet sie sich auch gegen Vader und macht Jagd auf den jungen Luke Skywalker, den sie jedoch aufgrund ihrer eigenen Vergangenheit nicht töten kann, als sie ihn auf Tatooine findet. Reva versöhnt sich mit Obi-Wan und hängt ihr Dasein als Inquisitorin schließlich an den Nagel.
In Obi-Wan Kenobi wird Reva von Moses Ingram gespielt. Ihre deutsche Synchronstimme ist Pola Jane O’Mara.

#### Sheev Palpatine/Darth Sidious

Cosplay des Imperators

Auftritte als Palpatine und Darth Sidious:
- Episoden: I, II, III
- Serien: The Clone Wars, Geschichten der Jedi

Auftritte als Imperator:
- Episoden: III, V, VI, IX
- Serien: Rebels, The Bad Batch, Obi-Wan Kenobi
- Videospiele: Bounty Hunter, Jedi: Fallen Order

Imperator Sheev Palpatine (* 84 VSY auf Naboo; † 4 NSY auf dem zweiten Todesstern über Endor, ? NSY wiederbelebt; † 35 NSY auf Exegol) ist zunächst Senator seines Heimatplaneten Naboo. Er zeichnet sich durch besonderes politisches Geschick aus, was ihm schließlich zum höchsten Amt im Galaktischen Senat verhilft. Schon in frühen Jahren wird er von seinem Meister Darth Plagueis mit den Lehren der Sith vertraut gemacht und wächst zum mächtigen Sith-Lord Darth Sidious heran. Als Politiker und Kanzler beeinflusst er die Republik für seine Zwecke. Palpatine ernennt sich selbst zum Imperator des Galaktischen Imperiums und herrscht nach der Durchführung seines Plans ca. 20 Jahre lang über die Galaxis. Etwa drei Jahrzehnte nach dem Fall seines Imperiums stellt Sidious sich als Strippenzieher der Ersten Ordnung und dessen Anführer Snoke heraus. Im Verborgenen stellt er einen neuen Plan auf, um dem Orden der Sith erneut zur absoluten Herrschaft zu verhelfen.

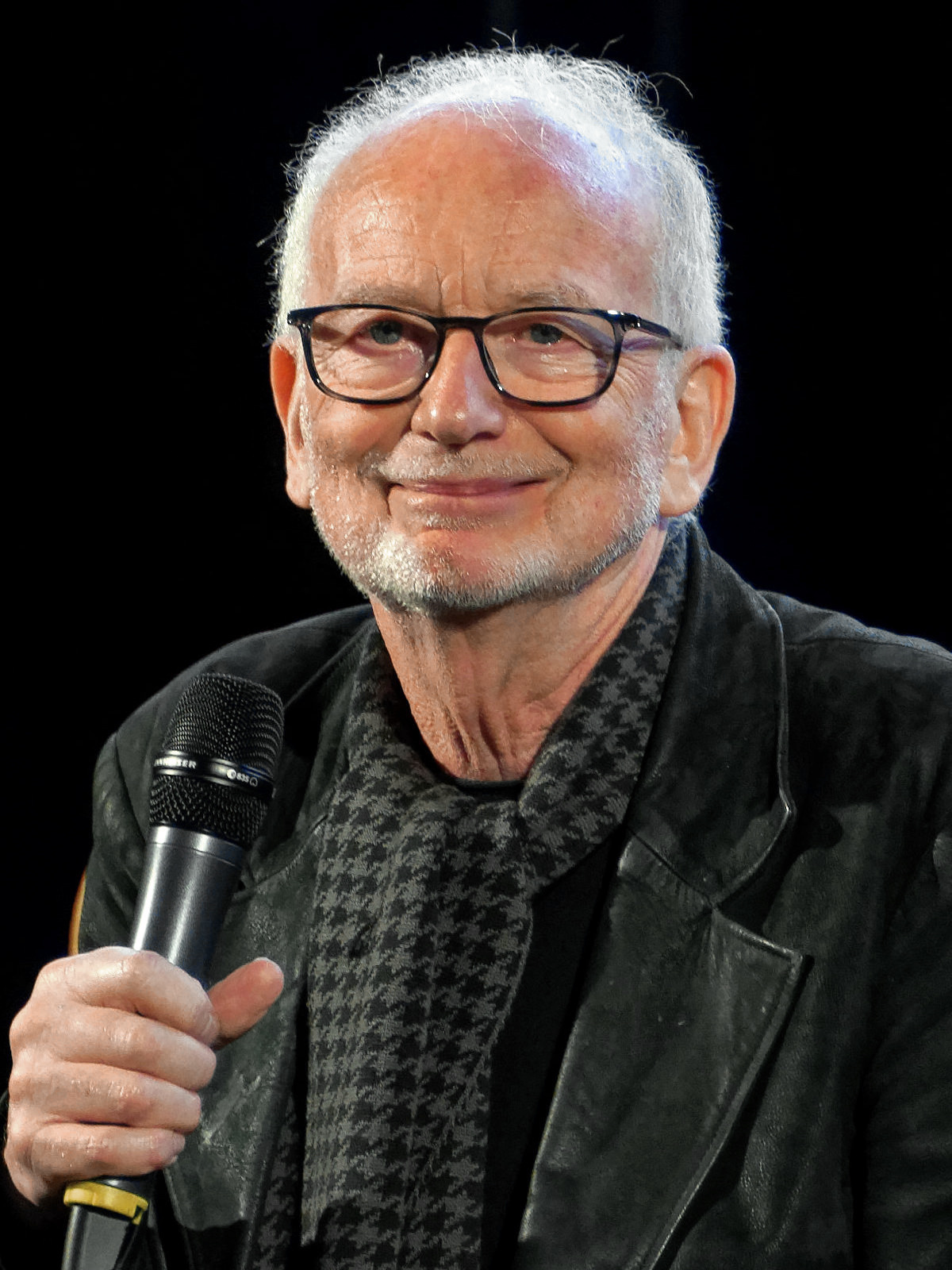
Ian McDiarmid, 2020

Palpatine verbündet sich mit der Handelsföderation, um den friedlichen Planeten Naboo, den Heimatplaneten von Senatorin Amidala, angeblich aus Protest über die zunehmende Besteuerung durch den Senat zu blockieren. Die Blockade schlägt fehl, allerdings nutzt Palpatine die entstehenden politischen Turbulenzen, um als Senator zum Obersten Kanzler der Republik aufzusteigen. Vom Senat bekommt er während der Krise außerordentliche Machtbefugnisse, mit denen er den Beginn der Klonkriege ausruft.
Sidious verführt den Jedi Anakin Skywalker zur dunklen Seite der Macht und gibt seinem neuen Schüler den Namen Darth Vader. Mit dessen Hilfe gelingt es ihm, all seine politischen Feinde auszuschalten und den Jedi-Orden zu zerschlagen. Er wandelt die Republik zum ersten Galaktischen Imperium um und ernennt sich selbst zum alleinherrschenden Imperator. Mit dem Aufstieg des Imperiums unter Palpatine beginnt eine zwanzigjährige Schreckensherrschaft. Auf der Sith-Welt Exegol arbeitet er trotz seiner Macht im Verborgenen an einem geheimen Reserveplan und lässt dort eine riesige Kriegsflotte bauen. 
Kurz vor dem Untergang seines Imperiums durch den Sieg der Rebellenallianz scheitert Palpatines Versuch, auch den Sohn seines Schülers, Luke Skywalker, zur dunklen Seite zu führen. Als er versucht, Luke zu töten, wird Palpatine von Darth Vader in den Reaktorschacht des zweiten Todessterns geworfen. Bei diesem Sturz stirbt der Imperator zwar, jedoch gelingt es ihm seinen Geist in einen von ihm präparierten Klonkörper auf Exegol zu transferieren.
Dem Imperator gelingt es in einem seiner Klonkörper weiterzuleben und erschafft den dunklen Machtnutzer Snoke, durch den er Einfluss auf die Entstehung der Ersten Ordnung und den abtrünnigen Jedi Kylo Ren nehmen kann. Lange Zeit ist Palpatine auf der Jagd nach seiner Enkelin Rey, die Tochter eines misslungenen Klons seiner selbst, dem er die Freiheit schenkte, um die Palpatine-Blutlinie auf natürlichem Wege fortzuführen. Da er in ihr zunächst seinen Nachfolger als Imperator sieht, ist er auf der Suche nach ihr und lässt ihre Eltern von seinen Häschern töten.
Ein Jahr nach der Schlacht von Crait gibt Palpatine sich der Galaxis wieder zu erkennen und schließt ein Bündnis mit Kylo Ren, dem er die Herrschaft über sein künftiges Sith-Imperium anbietet, wenn dieser ihm bei der Suche nach Rey dienlich ist. Mithilfe von Ehrengeneral Pryde formiert Palpatine schließlich die Erste Ordnung und seine fertiggestellte Flotte zu einer Allianz zusammen und beginnt den Überfall auf zahlreiche Planeten der Galaxis. Als er kurzzeitig durch das Aussaugen der Lebensenergie von Rey und Kylo Ren, der ihm inzwischen entsagt hat, seine alte Gestalt und Stärke zurückgewinnen kann, wird Imperator Palpatine schließlich in einem letzten Kampf gegen seine Enkeltochter endgültig vernichtet.
Imperator Palpatine bzw. Darth Sidious wurde in den ursprünglichen Versionen aller Filme, bis auf Episode V, von Ian McDiarmid dargestellt; in der Kinoversion von Episode V geschah dies durch Marjorie Eaton (und bei Makeup-Tests durch Elaine Baker), Clive Revill sprach die Synchronisation. Um das Gesicht des Imperators zu verfremden, wurden Schimpansenaugen über die Augen der Schauspielerin kopiert. Bei der 2004er DVD-Veröffentlichung wurden diese Szenen dann durch neu gedrehtes Material mit McDiarmid ersetzt, der ihn 2022 auch erneut in der Serie Obi-Wan Kenobi spielte.
In Episode IV wird der Imperator erwähnt und in der deutschen Synchronfassung von 1977 mit Kaiser übersetzt. Die deutsche Synchronisation übernahm Friedhelm Ptok, lediglich in Episode I teilte er sich die Rolle mit Wolfgang Dehler; in Episode VI sprach noch Helmut Heyne die Rolle. Im Englischen wird er in The Clone Wars von Ian Abercrombie sowie Tim Curry und in der zweiten Staffel von Rebels von Sam Witwer synchronisiert. Später wurde diese Episode von Ian McDiarmid neu vertont, der ihn auch in der vierten Staffel, sowie in Geschichten der Jedi und The Bad Batch sprach.

#### Shin Hati
Auftritte:
- Serien: Ahsoka

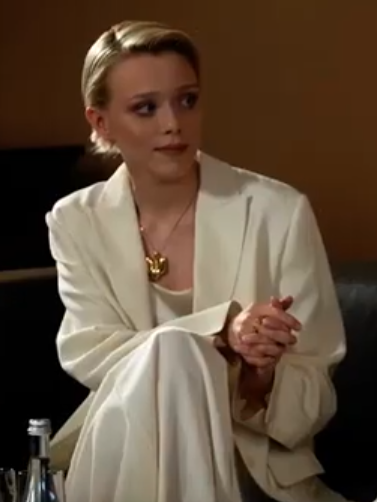
Ivanna Sakhno, 2023

Shin Hati ist eine dunkle Machtnutzerin und die Schülerin des abtrünnigen Jedi Baylan Skoll. Zur Ära der Neuen Republik befreit sie mit ihrem Meister Morgan Elsbeth aus der Gefangenschaft und begibt sich auf die Suche nach Ahsoka Tano.
In Ahsoka wird Hati von Ivanna Sakhno verkörpert, und in der deutschen Synchronfassung von Özge Kayalar gesprochen.

#### Snoke
Auftritte:
- Episoden: VII, VIII, IX (Stimme)

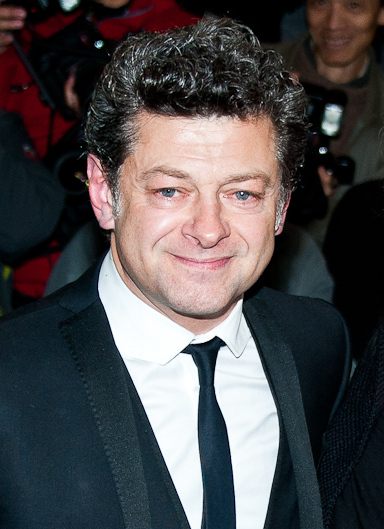
Andy Serkis, 2014

Snoke (* ca. 12 VSY auf Exegol † 34 NSY auf der Supremacy über Crait) ist der erste Oberste Anführer der Ersten Ordnung und ein mächtiger Anwender der dunklen Seite der Macht, der von Imperator Palpatine auf der Sith-Welt Exegol erschaffen wurde. Als Marionette Palpatines gelingt es ihm, nach dem Sturz des Galaktischen Imperiums, die Galaxis mit der Ersten Ordnung erneut in einen gewaltsamen Konflikt zu stürzen.
Während der Jedi-Ausbildung des jungen Ben Solo, alias Kylo Ren, beginnt Snoke, den Jungen unter Einfluss des Imperators zu manipulieren, bis er ihn schließlich zur dunklen Seite der Macht verführt und sein Lehrmeister wird. Während der Suche nach dem verschollenen Luke Skywalker lässt Snoke auf seinen Befehl hin die Kernwelten der Neuen Republik mit der Starkiller-Basis vernichten. Um seinen Schüler zu testen, beauftragt er ihn damit, dessen eigenen Vater Han Solo zu ermorden. Als ihm Kylo Ren die Jedi-Schülerin Rey auf sein Flaggschiff ausliefert, wird er von seinem Lehrling hintergangen und getötet.
Snoke wurde von Andy Serkis mittels Performance-Capture-Verfahrens dargestellt. Seine deutsche Synchronstimme ist Martin Umbach.

#### Syril Karn
Auftritte:
- Serien: Andor

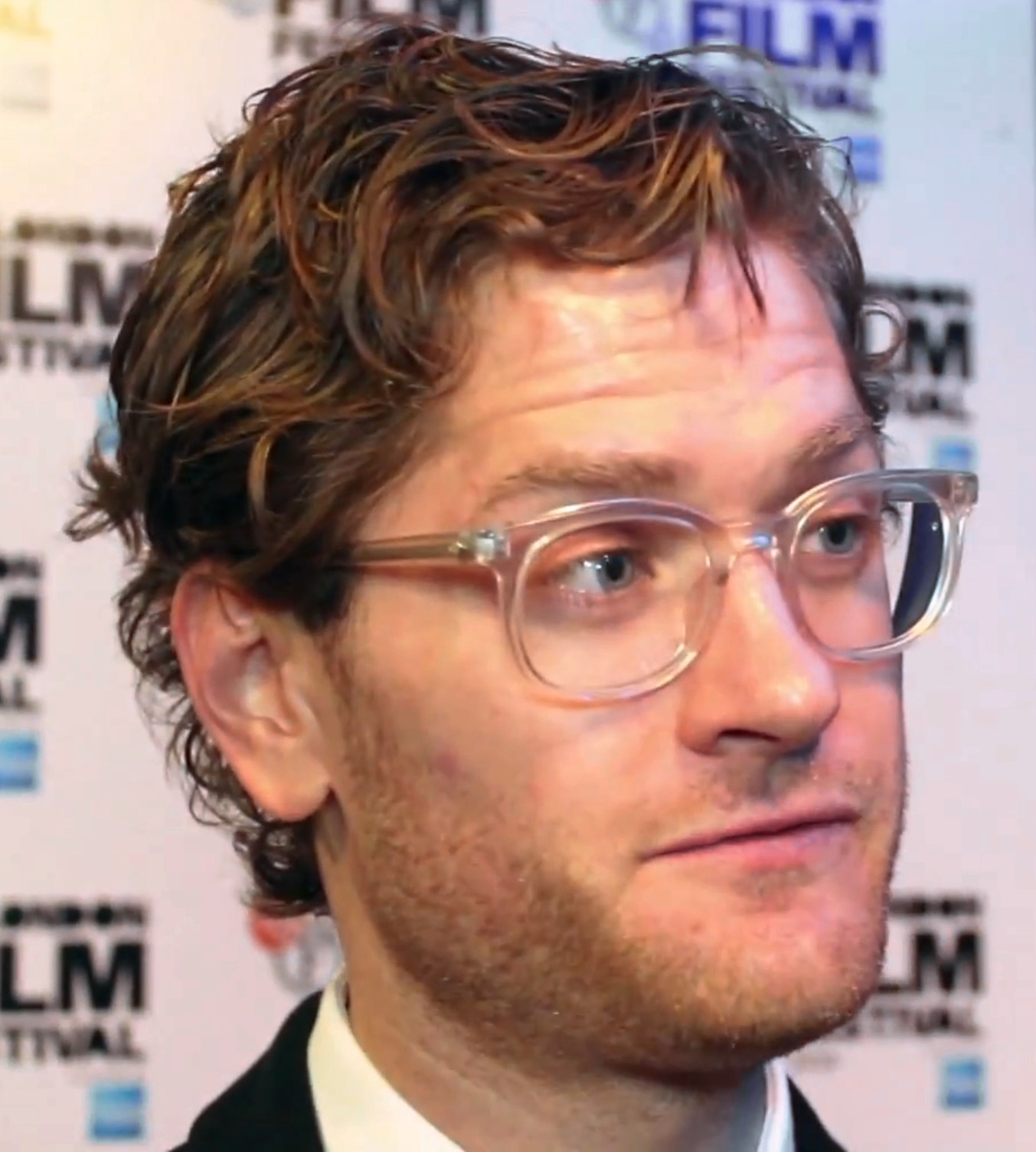
Kyle Soller, 2014

Syril Karn († 2 VSY auf Ghorman) ist ein Inspektor eines Sicherheitskonzerns unter Einfluss des Galaktischen Imperiums. Einige Jahre vor der Zerstörung des Ersten Todessterns gerät Karns Konzern in einen Konflikt mit dem sich bildenden Widerstand der Rebellion. Da er später durch einen misslungenen Einsatz von ihm und seinen Mitarbeitern auf dem Planeten Ferrix aus seinem Job entlassen wird, macht er es sich zur Aufgabe, seinen neuen Erzfeind Cassian Andor aufzuspüren, und diesen als Teil eines Widerstands gegen das Imperium zu entlarven. Nach einem Rebellen-Aufstand auf Ferrix lebt er kurze Zeit in einer Beziehung mit der imperialen Supervisorin Dedra Meero. 
Im Auftrag des Imperiums wird er zwei Jahre später als verdeckter Operateur in einer Widerstandsgruppe auf Ghorman eingeschleust, um die Rebellen zu einer Provokation des Imperiums zu verleiten. Während des Ghorman-Massakers, in dem das Imperium gewaltsam gegen die friedlichen Demonstranten vorgeht, empfindet er Reue für seine Taten; wird jedoch nach einem Zweikampf mit Cassian Andor von Carro Rylanz, einem ghormanischen Rebellen erschossen.
In Andor wird Karn von Kyle Soller verkörpert, und in der deutschen Synchronfassung von Tim Kreuer gesprochen.

#### Orson Krennic
Auftritte:
- Anthology: Rogue One
- Serien: The Bad Batch, Andor

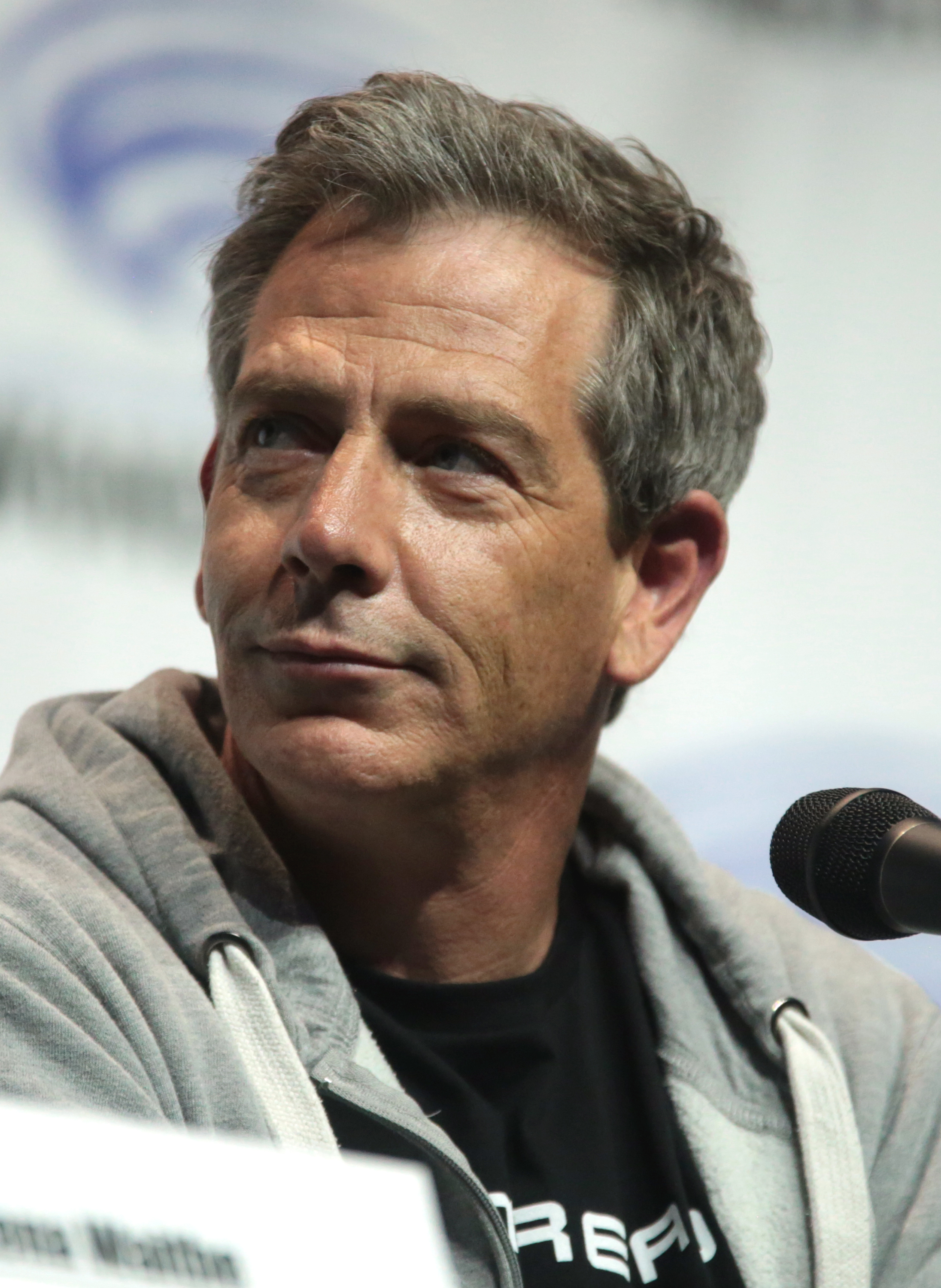
Ben Mendelsohn, 2018

Orson Krennic (* 51 VSY auf Lexrul; † 0 VSY auf Scarif) ist der Direktor der Waffenforschung des imperialen Militärs und davon besessen, das lang verzögerte Todessternprojekt fertigzustellen und die Gunst von Imperator Palpatine zu erringen. Er lässt den Wissenschaftler Galen Erso nach dessen Flucht verschleppen und den Todesstern fertigstellen. Krennic stirbt bei dem Versuch, die Rebellengruppe von Jyn Erso und Cassian Andor davon abzuhalten, die Pläne des Todessterns an die Allianz zu übermitteln, als Großmoff Tarkin die Kampfstation direkt auf die imperiale Zentrale feuern lässt, um damit der Schlacht von Scarif gegen die Rebellen ein Ende zu bereiten.
Orson Krennic wird in Rogue One und Andor von Ben Mendelsohn dargestellt, der ihn auch in The Bad Batch sprach; seine deutsche Stimme stammt von Torsten Michaelis.

#### Phasma
Auftritte:
- Episoden: VII, VIII
- Serien: Resistance

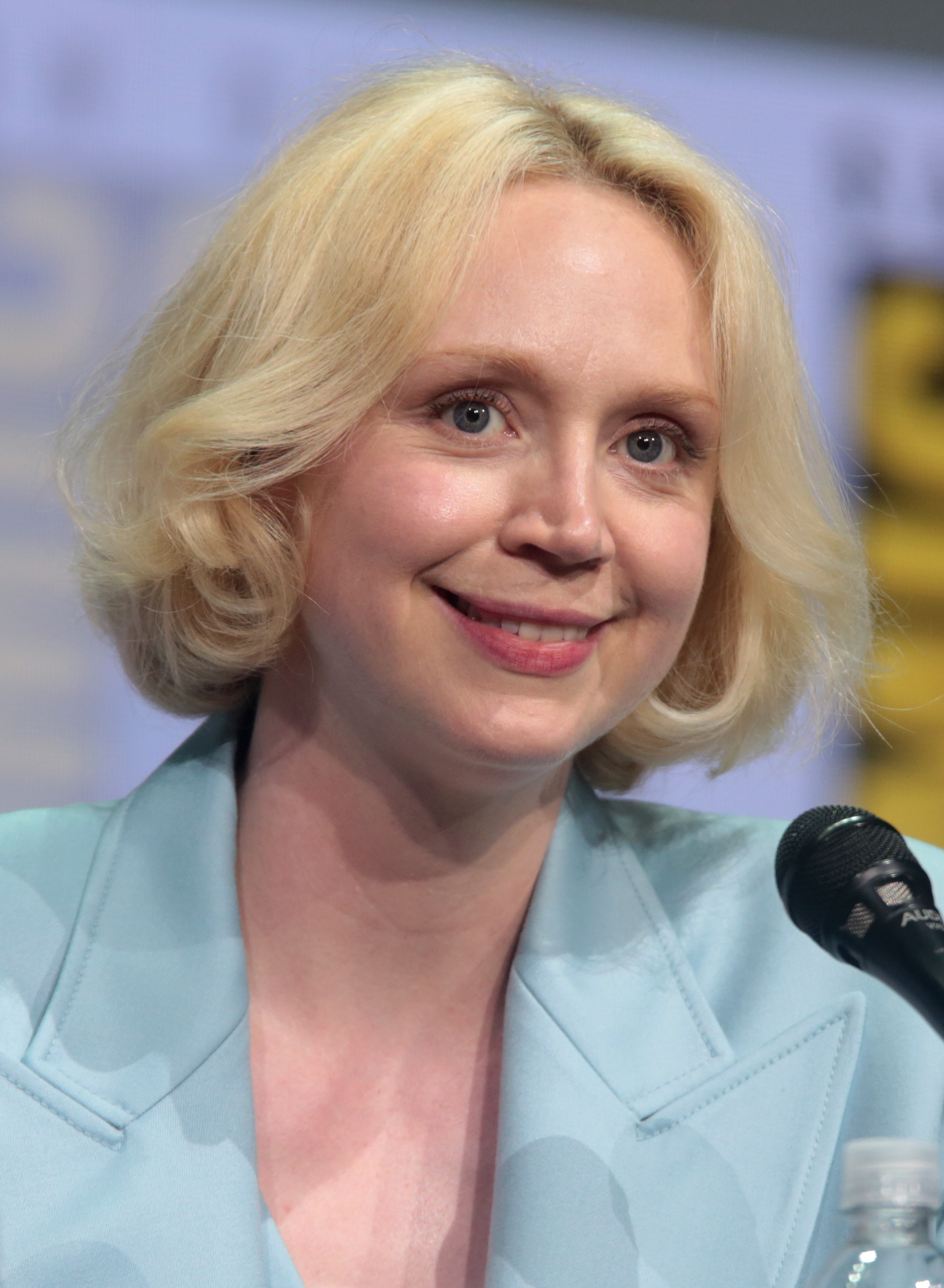
Gwendoline Christie auf der Comic-Con 2017

Captain Phasma (* 6 NSY auf Parnassos; † 34 NSY auf der Supremacy über Crait) war die Ausbilderin und Kommandantin der Sturmtruppen der Ersten Ordnung. Ihre Rüstung ähnelt der normaler Sturmtruppen, nur ist ihre chromsilber und bis zu einem gewissen Maße gegen Blasterfeuer resistent. Sie wird in der Schlacht um die Starkiller-Basis von Han Solo, Chewbacca und den desertierten Sturmtruppler Finn, der noch wenige Tage zuvor unter ihrer Führung gedient hatte, gefangen genommen und dazu gezwungen, die Schilde der Basis auszuschalten, wodurch diese durch die Truppen des Widerstands zerstört werden konnte. Von diesen wurde sie kurz darauf in eine Müllpresse geworfen, überlebt dies jedoch. Während der Kollision des Flaggschiffs Supremacy, das massiv beschädigt worden war, gelingt es ihr, Finn und Rose Tico gefangen zu nehmen. Sie wird in der Folge jedoch von ihrem einstigen Schüler in einem Duell überwältigt und stürzt in den Tod.
Phasma wurde von Gwendoline Christie dargestellt. Ihre deutsche Synchronstimme ist Katrin Fröhlich.
Das Design der Figur mit einer chromsilbernen Sturmtruppenrüstung von Kostümbildner Michael Kaplan war zuerst als Konzept für die Figur des Kylo Ren angedacht, wurde aber wieder verworfen. Regisseur J.J. Abrams gefiel dieses Konzept aber so gut, dass er dies in den Film mit einbauen ließ. Für den Namen Phasma ließ sich Abrams von der Filmreihe Das Böse von Don Coscarelli (im Original: Phantasm) inspirieren. Auch die dort vorkommenden Metall-Sphären inspirierten das Design der Rüstung von Captain Phasma.

#### Qimir/Der Fremde
Auftritte:
- Serien: The Acolyte

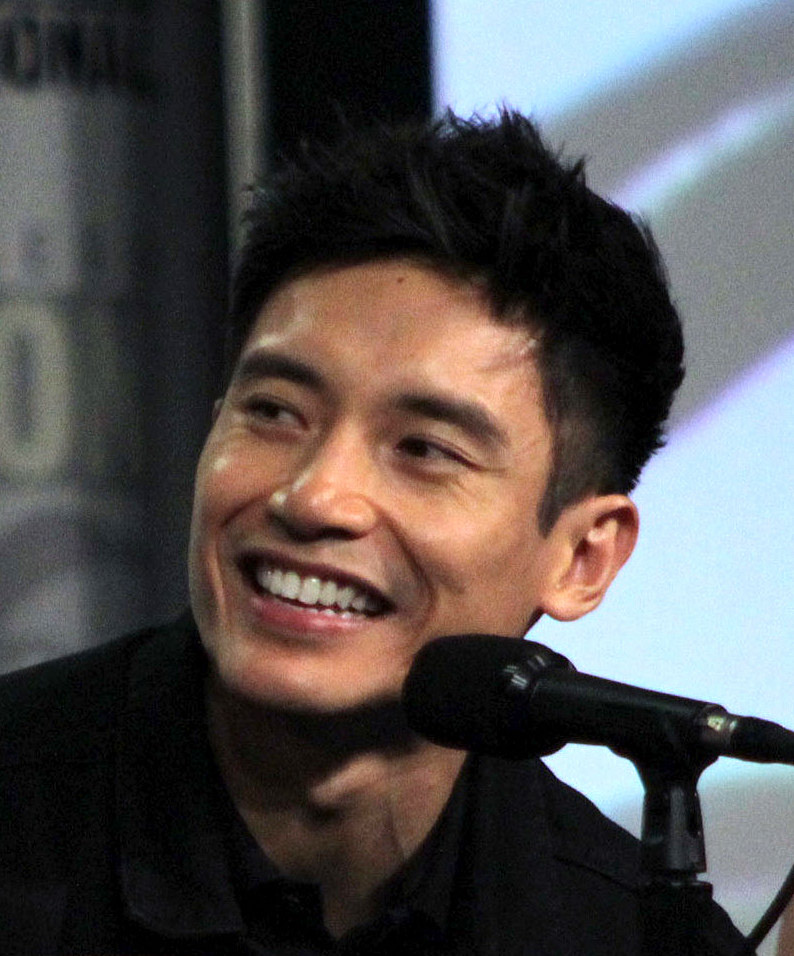
Manny Jacinto, 2018

Qimir (auch unter dem Alias Der Meister oder Der Fremde bekannt) ist ein dunkler Machtnutzer und der erste Schüler des Sith-Lords Darth Plagueis. In jungen Jahren war er der Padawan-Schüler von Vernestra Rwoh, ehe er dem Jedi-Orden den Rücken kehrt.
Er führt zunächst ein Doppelleben als Händler auf Olega, wobei er in der Ära der Hohen Republik die junge Mae Aniseya in den Künsten der dunklen Seite unterweist. Diese schickt Qimir im Auftrag von Plagueis auf einen Rachefeldzug, ohne dass sie von seinem doppelten Spiel weiß. Als vermeintlich harmloser Händler versorgt er sie zudem mit allerhand nötigen Dingen. Nachdem Mae sich weigert, den dritten Jedi auf ihrer Todesliste zu ermorden, greift er erstmals selbst ins Geschehen ein, wobei er die Wege mit einigen Jedi kreuzt, die er jedoch alle – bis auf den Jedi-Meister Sol – ausschalten kann, ehe er sich Maes zurückgelassener Zwillingsschwester Osha annimmt, die später als Akolythin der dunklen Seite zu seiner Schülerin wird und sich ihm anschließt.
Sein Helm, sowie auch Teile seiner Kampfausrüstung sind aus dem seltenen Material Cortosis, mit dem er Lichtschwerter blocken und kurzzeitig sogar deaktivieren kann.
Qimir wird von Manny Jacinto verkörpert, seine deutsche Synchronstimme ist Bastian Sierich.

#### Wilhuff Tarkin
Auftritte:
- Episoden: III, IV
- Anthology: Rogue One
- Serien: The Clone Wars, Rebels, The Bad Batch

Wilhuff Tarkin (* 64 VSY auf Eriadu; † 0 VSY auf dem ersten Todesstern über Yavin IV) ist der erste Großmoff des Imperiums und Gouverneur des Äußeren Randes der Galaxis und damit bis zu seinem Tode eines seiner mächtigsten Mitglieder.

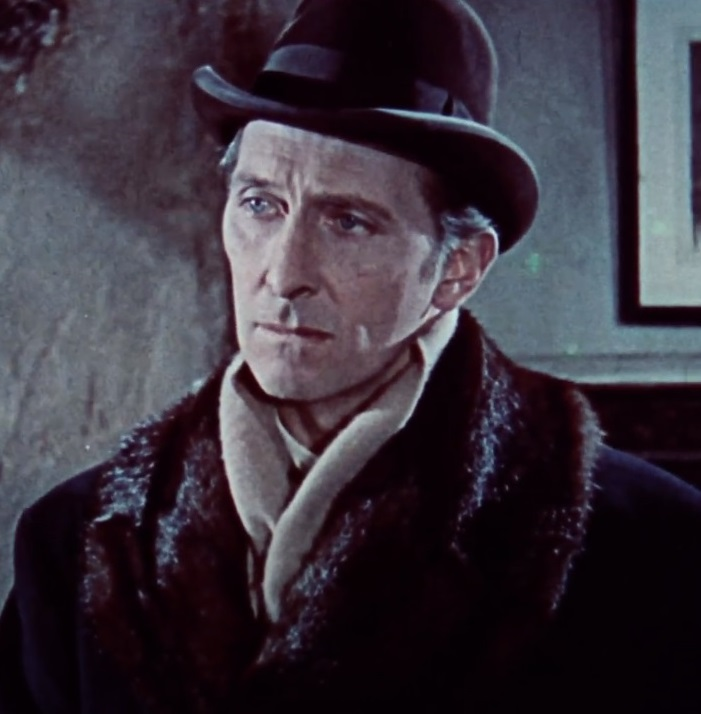
Peter Cushing, 1958

Seine Karriere beginnt während der Klonkriege als Captain der Galaktischen Republik. Er dient als Ankläger im Prozess gegen Ahsoka Tano, der er vorwarf, an einem Bombenanschlag auf den Hangar des Jedi-Tempels beteiligt gewesen zu sein.
Nachdem Imperator Palpatine die Republik in das Galaktische Imperium umgewandelt hat, wird Tarkin zum ersten Großmoff ernannt und arbeitet mit den Kaminoanern an einem geheimen Projekt, um nach Alternativen für die Klonkrieger als mögliche neue Truppen des Imperiums zu suchen. In der Galaxis macht Tarkin sich einen Namen, als er auf dem Planeten Ghorman sein Schiff auf einer Ansammlung von friedlichen anti-imperialen Demonstranten landet.
Während der Entwicklungsphase der Todesstern-Raumstation liefert Tarkin sich einen Konkurrenzkampf mit Direktor Krennic, den er später mit der Zerstörung eines imperialen Archivs auf Scarif beseitigen kann. Nachdem im Rahmen der Suche nach den Plänen des Todessterns Leia Organa, verhaftet wird, lässt Tarkin ihren Heimatplaneten Alderaan als erste Feuerprobe der Kampfstation vernichten. Bei der Zerstörung des Todessterns durch die Rebellen wird Tarkin getötet. Tarkin ist eine von nur wenigen Personen, vor der selbst Darth Vader deutlichen Respekt zeigt.
Peter Cushing (1913–1994) verkörperte Tarkin in Episode IV und wurde dafür für einen Saturn Award als Bester Nebendarsteller nominiert. Wayne Pygram stellte Tarkin in einem Cameo in Episode III dar. In Rogue One wurde Tarkin von Guy Henry verkörpert und mittels Motion-Capture-Technik an Peter Cushings Aussehen und Mimik aus Episode IV angepasst. In den Animationsserien The Clone Wars, Rebels und The Bad Batch wird Tarkin im Original von Stephen Stanton gesprochen. Im Deutschen synchronisierte Friedrich Schoenfelder Tarkin in Episode IV, und Lutz Riedel ihn in Rogue One. In den drei Animationsserien leiht ihm Detlef Gieß seine Stimme.

## Nebenfiguren

### Aayla Secura
Auftritte:
- Episoden: II, III, IX (Stimme)
- Serien: The Clone Wars

Aayla Secura (* 48 VSY auf Ryloth; † 19 VSY auf Felucia) ist eine Twi’lek Jedi-Ritterin vom Planeten Ryloth. Sie ist 1,70 m groß und pflegt einen aggressiven Lichtschwertstil, für den sie auf die traditionellen Jedi-Gewänder verzichtet, um mehr Bewegungsfreiheit zu haben. Sie wird als Padawan von Quinlan Vos ausgebildet. Bei der Schlacht von Geonosis gehört sie zu den Jedi, die Obi-Wan Kenobi und Anakin Skywalker befreien. Als die Order 66 ausgerufen wird, die den Klonsoldaten befiehlt, sich gegen die Jedi zu wenden, wird sie von den Soldaten hinterrücks erschossen.
Aayla Secura wird in den Filmen von Amy Allen gespielt. In The Clone Wars und Episode IX wird sie von Jennifer Hale gesprochen. Im Deutschen wurde sie in The Clone Wars Staffel 1 und 2 von Tina Haseney gesprochen, während in Staffel 5–7 sowie in Episode IX Vera Teltz der Figur ihre Stimme lieh.

### Adi Gallia
Auftritte:
- Episoden: I, II, IX (Stimme)
- Serien: The Clone Wars

Adi Gallia († 20 VSY auf Florrum) ist eine tholothianische Jedi-Meisterin und Mitglied des Hohen Rates der Jedi. Sie wird als Kind einer hochrangigen Diplomatenfamilie auf Coruscant geboren. Sie hält sich zumeist aus Angelegenheiten heraus, die den Gebrauch des Lichtschwerts erforderten, sondern nutzt ihr diplomatisches Geschick und setzt auf Verhandlungen. Ihren politischen Einfluss nutzt sie zur Errichtung eines Spionagenetzwerkes, mit dem sie als Erste von der Krise auf Naboo erfährt. Sie wird während der Klonkriege von dem Sith Savage Opress getötet.
In den Filmen wird Adi Gallia von Gin Clarke gespielt und in The Clone Wars sowie in Episode IX von Angelique Perrin gesprochen; ihre deutsche Stimme stammt von Martina Treger.

### Admiral Gial Ackbar
Auftritte:
- Episoden: VI, VII, VIII
- Serien: The Clone Wars, Ahsoka
- Videospiele: Star Wars Battlefront II, Star Wars Squadrons

Admiral Gial Ackbar (* mehr als 50 VSY; † 34 NSY auf der Raddus über D’Qar) gehört dem Volk der Mon Calamari an und befehligt die Rebellenflotte von seinem Flaggschiff, der Home 1. Er zählt bis zu seinem Tod zu den herausragendsten Admiralen der Rebellenstreitkräfte und dient in der Schlacht von Endor als Flaggschiff und ist maßgeblich an der Zerstörung des zweiten Todessterns beteiligt.
Auch 30 Jahre später ist er wichtiger Teil der Flotte des Widerstands, wird jedoch kurz nach der Zerstörung der Starkiller-Basis bei einem Angriff der Ersten Ordnung auf sein Schiff getötet. Sein Sohn Aftab Ackbar trat nach dem Tod seines Vaters in dessen Fußstapfen und kämpfte für den Widerstand in der Schlacht von Exegol gegen die Flotte des Imperators.
Admiral Ackbar wurde in den Filmen von Tim Rose und Tom Kane, und in Ahsoka von Elden Bennett dargestellt. Im Deutschen sprachen ihn Engelbert von Nordhausen in The Clone Wars, Axel Lutter in den Episoden VII–VIII, sowie Arnold Marquis in Episode VI. Sein Ausspruch „Es ist eine Falle!“ wurde zu einem beliebten Meme.

### Amilyn Holdo
Auftritte:
- Episoden: VIII

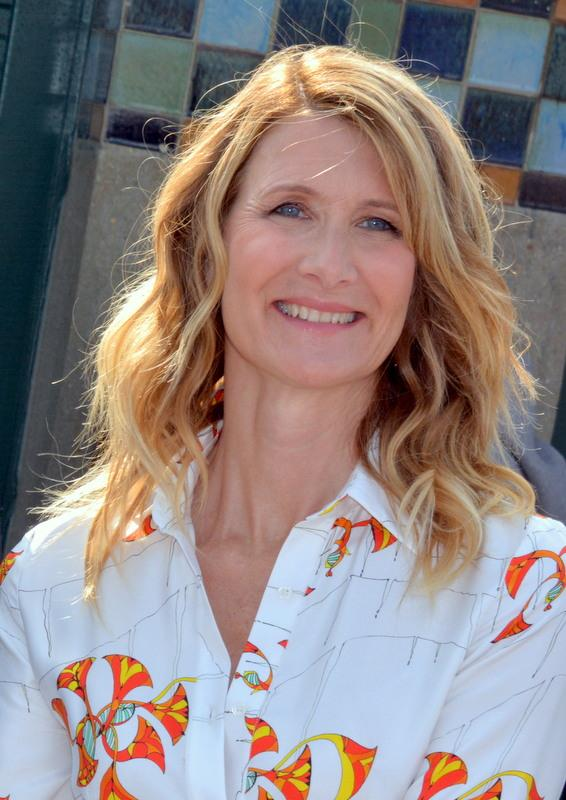
Laura Dern, 2017

Vizeadmiral Amilyn Holdo (* ca. 16 VSY auf Gatalenta; † 34 NSY auf der Raddus über Crait) führt den Widerstand an und ist für kurze Zeit Senatorin im imperialen Senat, wo sie Freundschaft mit Leia Organa schließt und Mitglied des Widerstands wird. Bis zu ihrer Versetzung auf die Raddus ist sie auf dem Kreuzer Ninka stationiert.
Nachdem Leia Organa nach einem Angriff der Ersten Ordnung durch einen kurzen Aufenthalt im Vakuum des Weltalls ins Koma fällt, übernimmt Holdo während der Flucht vor den feindlichen Schiffen das Kommando über den Widerstand. Dort gerät sie mit Poe Dameron aneinander, der ihren Führungsstil in Frage stellt und kurzerhand eine Meuterei gegen sie ins Leben ruft. Bei einem erneuten Angriff der Ersten Ordnung, dreht Holdo als letzter Passagier ihr Schiff und steuert es mit einem Hyperraumsprung durch den Mega-Klasse Sternenzerstörer Supremacy, das Flaggschiff des Obersten Anführers Snoke, wobei beide Schiffe und zahlreiche weitere, kleinere Sternenzerstörer in der Einflugschneise zerstört werden. Durch ihr Opfer ermöglicht sie den verbleibenden Transportern und Mitgliedern des Widerstands sicher das Fluchtziel Crait zu erreichen.
Vizeadmiral Holdo wurde in Episode VIII von Laura Dern dargestellt. Ihre deutsche Synchronstimme ist Andrea Kathrin Loewig.

### Asajj Ventress
Auftritte:
- Serien: The Clone Wars, The Bad Batch; Geschichten der Unterwelt

Asajj Ventress (* 50 VSY auf Dathomir, † 19 VSY auf Christophsis, ? VSY wiederbelebt) ist eine Nachtschwester und ehemalige Jedi-Schülerin, die nach dem Tod ihres Meisters von Count Dooku in den Künsten der dunklen Seite ausgebildet wird.
Während der Klonkriege erfüllt sie verschiedene Aufträge, unter anderem die Befreiung von Vizekönig Nute Gunray und ein Angriff auf die Klonanlagen von Kamino mit General Grievous.
Als sie von Dooku auf Befehl von Darth Sidious eliminiert werden soll, entgeht sie knapp dem Massaker an ihrem Volk und entschließt sich eine Kopfgeldjägerin zu werden, wodurch sie später von der Bildfläche verschwindet.
Dennoch geht sie eine kurzweilige Allianz mit Obi-Wan Kenobi ein und rettet ihn vor Darth Maul. Als Ahsoka Tano später von der Republik aufgrund eines Anschlages auf den Jedi-Tempel verurteilt werden soll, gibt sie Anakin Skywalker den entscheidenden Hinweis, der Barriss Offee als wahren Täter entlarvt.
Eigentlich von Count Dooku kurz vor Ende der Klonkriege auf Christophsis getötet und im Anschluss auf ihrer Heimatwelt Dathomir bestattet, erscheint Ventress einige Zeit danach wieder lebendig auf der Bildfläche. Sie erweist sich dabei als mysteriöser Kontakt der Kopfgeldjägerin Fennec Shand und kreuzt die Wege mit der Kloneinheit 99.
Ventress wurde im Original aller drei Serien von Nika Futterman gesprochen, ihre deutsche Synchronstimme ist Claudia Urbschat-Mingues.

### Aurra Sing
Auftritte:
- Episoden: I
- Serien: The Clone Wars

Aurra Sing (* ca. 51 VSY auf Nar Shaddaa; † zwischen 19 und 10 VSY) ist eine skrupellose, halbmenschliche Kopfgeldjägerin. Sie besitzt ein gewisses Machtpotential, weshalb sie von den Jedi ausgebildet wurde. Später wendet sie sich jedoch von dem Orden ab und beginnt eine Karriere als Kopfgeldjägerin. In den Klonkriegen wird sie angeheuert, um Senatorin Amidala zu ermorden. Außerdem kümmert sie sich in dieser Zeit um den verwaisten Boba Fett und unterstützt diesen bei mehreren Attentaten auf den Jedi-Meister Mace Windu, den Mörder von Fetts Vater. Jahre später wird sie von Tobias Beckett ermordet.
Im Film wurde sie von Michonne Bourriague dargestellt. In The Clone Wars wurde sie im Original von Jaime King, und im Deutschen von Anke Reitzenstein gesprochen.

### Bail Organa
Auftritte:
- Episoden: II, III
- Anthology: Rogue One

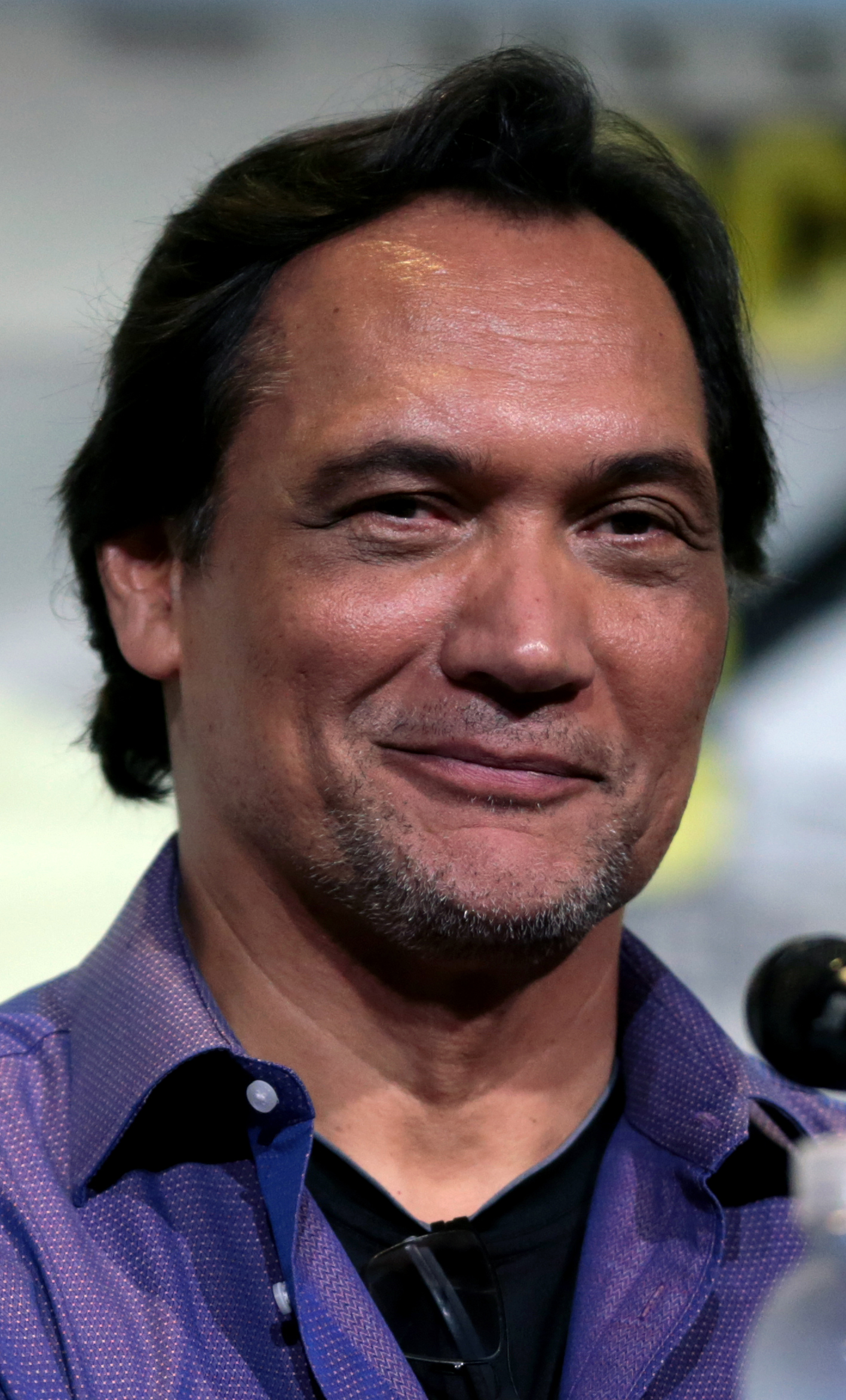
Jimmy Smits, 2016

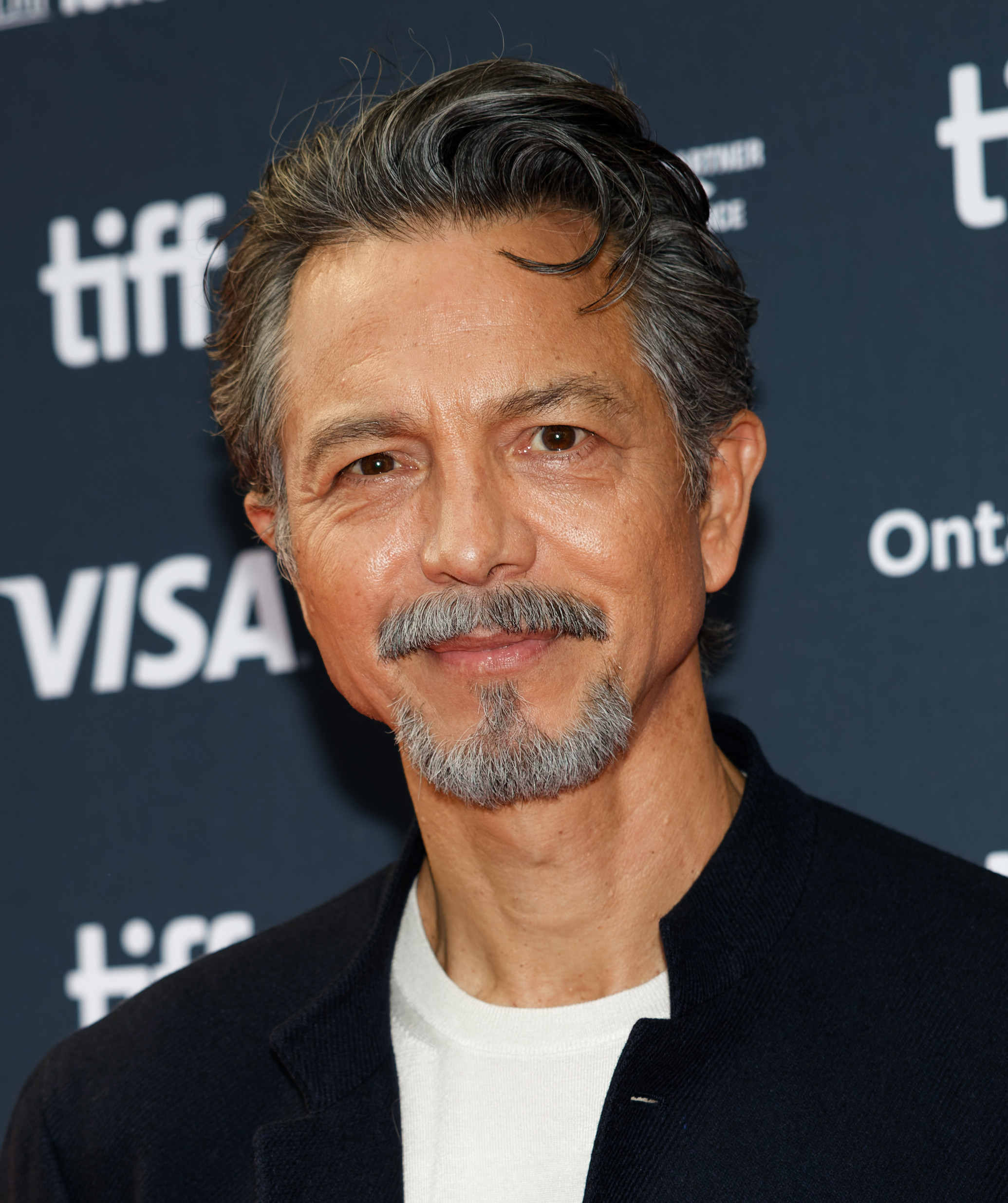
Benjamin Bratt, 2024

- Serien: The Clone Wars, Rebels, Obi-Wan Kenobi, Geschichten der Jedi, The Bad Batch, Andor

Bail Organa (* 67 VSY auf Alderaan; † 0 VSY, ebenda) ist Senator des Planeten Alderaan und Teil der regierenden Königsfamilie. Er ist mit der Herrscherin Alderaans, Breha Antilles Organa, verheiratet, mit der er später gemeinsam Leia Organa adoptiert.
Während der Klonkriege wird er zu einem engen Freund der Senatorin Padmé Amidala und arbeitet eng mit den Jedi, insbesondere Obi-Wan Kenobi, zusammen. Nach Ausruf der Order 66 sucht Bail während des Angriffs auf den Jedi-Tempel nach Überlebenden, wobei es ihm gelingt, Meister Yoda und Kenobi zu evakuieren. Nach der Niederkunft von Padmé adoptiert er ihre Tochter. Als diese einige Jahre später ins Radar von imperialen Inquisitoren gerät und entführt wird, bittet er seinen alten Freund Obi-Wan um Hilfe. Gemeinsam mit Mon Mothma gehört Bail zu den Gründern der Rebellion gegen das Galaktische Imperium, der sich auch seine Adoptivtochter anschließt. Beim Angriff des Todessterns auf Alderaan wird Bail Organa getötet.
Er wurde in den Filmen und der Serie Obi-Wan Kenobi von Jimmy Smits gespielt, in der Serie Andor von Benjamin Bratt dargestellt, in den Animationsserien von Phil LaMarr vertont und im Deutschen sowohl in den Filmen als auch in den Serien stets von Tom Vogt synchronisiert.

### Barriss Offee
Auftritte:
- Episoden: II
- Serien: The Clone Wars, Geschichten des Imperiums

Barriss Offee (* 40 VSY auf Mirial) ist eine mirialanische Jedi-Ritterin und später kurzzeitig imperiale Inquisitorin.
Sie lebt streng nach dem Kodex der Jedi und wird von Luminara Unduli ausgebildet, der sie treu ergeben ist. Die Spezies der Mirialaner, der auch Luminara angehört, erkennt man an ihrer gelbgrünen Haut mit Tätowierungen, die für errungene Erfolge standen.
Gegen Ende der Klonkriege verliert sie den Glauben daran, dass die Jedi den Krieg gewinnen können, da sie ihre Ideale verloren hätten und den Pfad der dunklen Seite beschreiten würden. Ohne es wirklich zu wollen, läuft sie selbst zur dunklen Seite über und verübt einen Anschlag auf den Jedi-Tempel, bei dem mehrere Jedi ums Leben kommen. Da es die Umstände ergeben, lässt Barriss Ahsoka Tano als Schuldige dastehen. Jedoch wird Barriss von Anakin Skywalker mithilfe von Asajj Ventress überführt und vor Gericht gestellt.
In Haft bekommt sie, nachdem die Republik inzwischen zum Galaktischen Imperium umgewandelt wurde, das Angebot, sich den imperialen Inquisitoren anzuschließen. Als sie in ihrem Dienst für das Imperium jedoch schnell erkennt, mit welch grausamen Methoden dieses arbeitet, desertiert sie und lebt viele Jahre als Heilerin in den Bergen einer abgeschiedenen Welt. Dort wird sie später von Lyn Rakish, einer ihrer ehemaligen Gefährtinnen bei den Jedi und den Inquisitoren, von der sie schwer verletzt wird, gefunden.
Im Film wurde sie von Nalini Krishan gespielt. In The Clone Wars wurde sie im Original von Meredith Salenger, und im Deutschen von Kaya Marie Möller synchronisiert. In Geschichten des Imperiums übernahm im Original erneut Salenger die Vertonung, im Deutschen wurde sie hingegen von Lin Gothoni gesprochen.

### Beru Lars
Auftritte:
- Episoden: II, III, IV
- Serien: Rebels (Stimme), Obi-Wan Kenobi

Beru Lars, geb. Whitesun (* 47 VSY auf Tatooine; † 0 VSY, ebenda), ist die Verlobte (Episode II) und später Frau (ab Episode III) von Owen Lars, die gemeinsam mit ihrem Mann den jungen Luke Skywalker aufzieht, den sie vor seinem Vater Darth Vader verstecken. Als Luke heranwächst, hat sie Verständnis dafür, dass Luke die imperiale Akademie besuchen will. Als das Imperium auf der Suche nach den Droiden R2-D2 und C-3PO ist, greifen imperiale Sturmtruppen die Farm der Lars-Familie an und töten Beru und ihren Mann.
In den Episoden II und III und der Serie Obi-Wan Kenobi wird sie als junge Frau von Bonnie Piesse und in Episode IV von Shelagh Fraser dargestellt.
In der deutschen Version wird Piesse von Sonja Spuhl synchronisiert.

### Black Krrsantan
Auftritte:
- Serien: Das Buch von Boba Fett

Black Krrsantan (* auf Kashyyyk) ist ein männlicher Wookie und Kopfgeldjäger mit schwarzem Fell, der in der Galaxis überall für seine Brutalität und Grausamkeit berüchtigt ist. Vor seiner Karriere als Kopfgeldjäger kämpft er als Gladiator in verschiedenen Kampfarenen, bis er schließlich lange Zeit für Jabba den Hutten arbeitet. Im Zuge seiner Aufträge trifft er mitunter auf den Wookie Chewbacca und den Jedi-Meister Obi-Wan Kenobi, der ihm in einem Zweikampf eine Narbe über dem linken Auge verpasst.
Zu Zeiten der Neuen Republik wird er von den Hutten-Zwillingen dafür angeheuert, Boba Fett, den neuen Daimyō der Unterwelt auf Tatooine, zu töten. Dies misslingt, doch Krrsantan wird wenig später von Fett rekrutiert, da er Krrsantan nach dem Rückzug der Hutten von Tatooine eine Arbeit anbieten möchte. Krrsantan kämpft in der Schlacht gegen das Pyke-Syndikat und wird anschließend Teil des Hofstaats von Boba Fetts neuem Verbrecherimperium.
In Das Buch von Boba Fett wird Krrsantan von Carey Jones gespielt.

### Bodhi Rook
Auftritte:
- Anthology: Rogue One

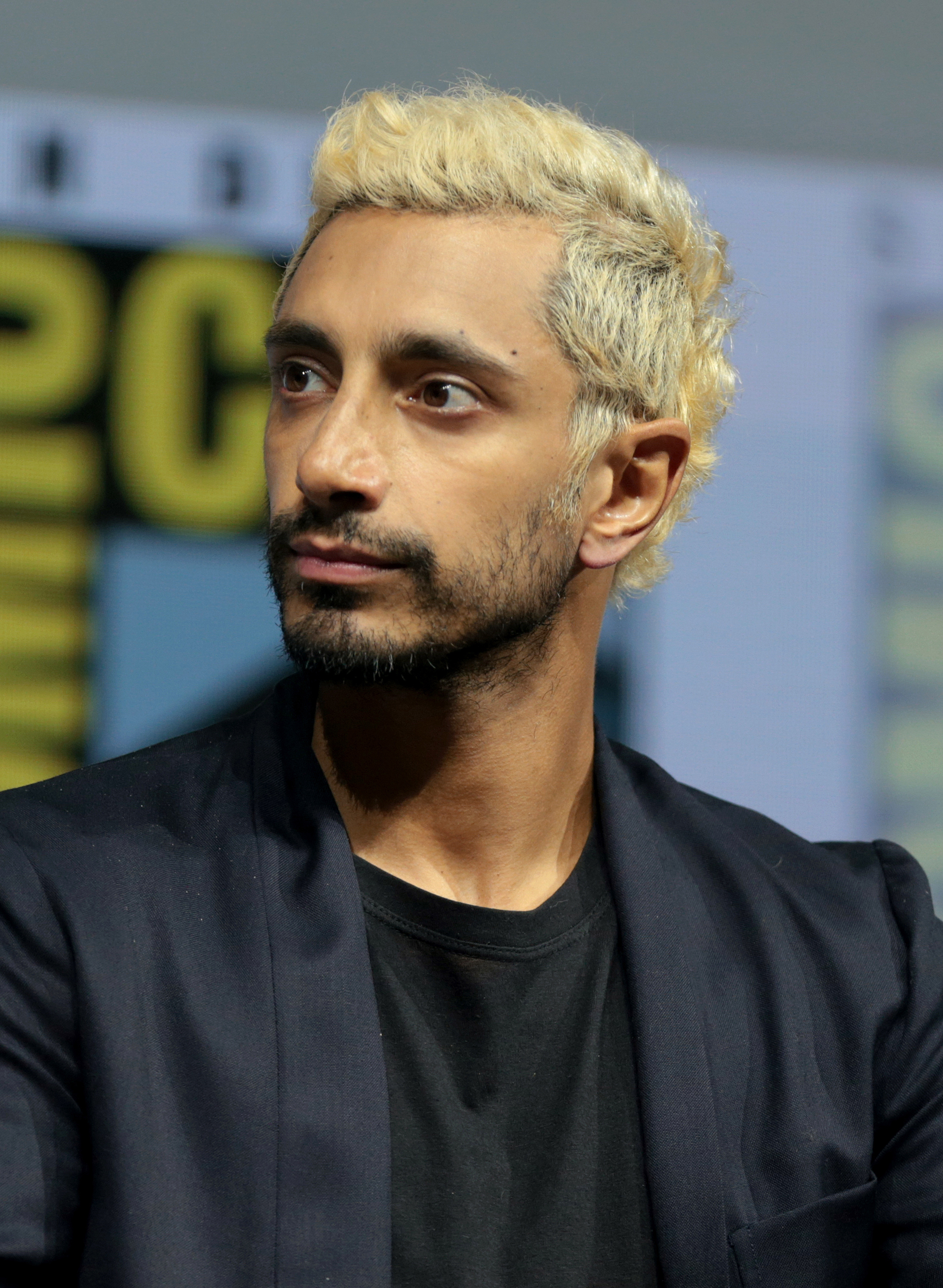
Riz Ahmed, 2018

Bodhi Rook (* 25 VSY auf Jedha; † 0 VSY auf Scarif) ist ein imperialer Pilot, der der Rebellenallianz bei der Beschaffung der Todesstern-Baupläne hilft. Als Frachterpilot lernt er den Wissenschaftler Galen Erso kennen, der das Böse in den Machenschaften des Imperiums erkennt und Bodhi darum bittet, eine wichtige Nachricht an den Rebellen Saw Gerrera zu überbringen. Bodhi desertierte daraufhin und wird zur Zielscheibe des Imperiums und begleitet einen kleinen Trupp Rebellen auf den Planeten Scarif, wo das Imperium die Pläne für den Todessterns lagerte. In der anschließenden Schlacht kommt Bodhi ums Leben, nachdem er noch in letzter Sekunde seinen Kameraden Zugang zum Transmissionssystem des imperialen Archivturms verschafft, wodurch die Pläne nach seinem Tod erfolgreich an die Allianz übermittelt werden können.
Bodhi ist derjenige, der dem Frachter und dem Himmelfahrtskommando der Rebellen auf Scarif, den Codenamen Rogue One gibt.
In Rogue One: A Star Wars Story wurde Bodhi Rook von dem britischen Schauspieler Riz Ahmed gespielt. In der deutschsprachigen Synchronfassung wird er von Tim Sander gesprochen.

### Boss Nass
Auftritte:
- Episoden: I, III

Boss Rugor Nass ist der strenge, altmodische Herrscher von Otoh Gunga, der größten gunganischen Unterwasserstadt auf Naboo. Er sitzt im Hohen Rat der Gungans und hegt einen lang währenden Groll gegen das Volk der Naboo, da er glaubte, sie würden die Gungans für primitiv halten, weil sie sich traditionellem Handwerk und althergebrachter Technik bedienen. Doch als sein Planet vor der Invasion steht, stellt er seine Vorurteile gegenüber den Naboo hintenan und empfängt Königin Amidala, die ihn demütig um Hilfe bittet. Er erkennt infolgedessen, dass sein Volk mit dem der Naboo zusammenarbeiten oder untergehen muss. So wird zwischen den beiden Völkern ein neues Bündnis geschmiedet, mit dem es ihnen gelingt, die Invasion von Naboo aufzuhalten.

### Bossk
Auftritte:
- Episoden: V, VI
- Serien: The Clone Wars

Bossk (* 53 VSY auf Trandosha) ist ein trandoshanischer Kopfgeldjäger, der früher entlaufene Sklaven aufspürte, bevor er sich den Kopfgeldjägerdiensten zuwendete. Er suchte regelmäßig Jabba auf, um von ihm neue Aufträge zu erhalten. In den Klonkriegen tut er sich mit Aurra Sing, dem jungen Boba Fett und dem Klaatonier Castas zusammen. Zu Fett, der ihm regelmäßig seine Aufträge zunichtemacht, baut er eine starke Rivalität auf. Er gehört zu den Kopfgeldjägern, die Darth Vader während des Galaktischen Bürgerkrieges anheuert, um Han Solo an Bord des Millennium Falken aufzuspüren.
In den Filmen wird er von Alan Harris dargestellt und in The Clone Wars von Dee Bradley Baker gesprochen; im Deutschen übernahm Tilo Schmitz die Rolle.

### Cad Bane
Auftritte:
- Serien: The Clone Wars, The Bad Batch, Das Buch von Boba Fett, Geschichten der Unterwelt

Cad Bane (* ca. 82 VSY auf Duro; † 9 NSY auf Tatooine) ist ein gefürchteter Kopfgeldjäger der Spezies Duros, die besonders durch ihre blaue Haut und rote Augen auffallen. Während der Klonkriege arbeitet er unter anderem im Auftrag der Separatisten oder für Darth Sidious, für den er in den Jedi-Tempel auf Coruscant einbricht und machtsensitive Kinder entführt. Für kurze Zeit wird Bane von der Galaktischen Republik inhaftiert, bricht jedoch aus dem Gefängnis aus, woraufhin er an einem Kopfgeldjäger-Wettstreit, veranstaltet von Count Dooku, teilnimmt. Nach vielen weiteren Jahren in seinem Handwerk wird Bane während der Ära der Neuen Republik von dem kriminellen Pyke-Syndikat auf Tatooine angeheuert. Er wird von Boba Fett im Zweikampf in Mos Espa getötet.
In den Animationsserien The Clone Wars, The Bad Batch und Geschichten der Unterwelt wird Bane von Corey Burton gesprochen, der ihm auch seine Stimme in der Realserie Das Buch von Boba Fett lieh. In allen Auftritten der Figur wird sie im Deutschen von Oliver Stritzel gesprochen, lediglich in der ersten Staffel von The Clone Wars übernahm Jan Spitzer die Rolle.

### Captain Raymus Antilles
Auftritte:
- Anthology: Rogue One
- Episoden: III, IV

Captain Raymus Antilles (* ca. 30 VSY auf Alderaan; † 0 VSY auf der Tantive IV) ist der Kommandant von Bail Organas Korvette Tantive IV. Zur Zeit des Imperiums schließt er sich der Rebellen-Allianz an und übernahm den Auftrag, Prinzessin Leia auf der Suche nach Obi-Wan Kenobi zu begleiten. Als Darth Vader beim Kampf über Tatooine die Tantive IV kapert und von Antilles die gestohlenen Pläne des Todessterns fordert, weigert sich dieser, sie preiszugeben, und wird von Vader erwürgt.
Captain Antilles wird in Episode III von Rohan Nichol und in Episode IV von Peter Geddis gespielt.

### Captain Quarsh Panaka
Auftritte:
- Episoden: I

Captain Quarsh Panaka (* ca. 62 VSY auf Naboo; † 3 VSY auf Onoam) ist der Sicherheitschef von Padmé Amidala auf. Ihm unterstehen die gesamten königlichen Sicherheitskräfte. Panaka begleitet Padmé Amidala auf ihrer Flucht von Naboo und ist auch bei der Zurückeroberung des Palastes an ihrer Seite. Nachdem Padmé abdankt, dient er ihrer Nachfolgerin Königin Jamillia.
Panaka wird im Film von Hugh Quarshie gespielt, der seinen Nachnamen in leicht veränderter Form zu seinem Vornamen in der Filmrolle verwendete; in der deutschen Fassung sprach ihn Johannes Berenz.

### Captain Gregar Typho
Auftritte:
- Episoden: II, III
- Serien: The Clone Wars

Captain Gregar Typho ist der Neffe von Captain Panaka und der Sicherheitschef der Senatorin Amidala, ehemals Königin von Naboo. Er begleitet sie nach Coruscant, wo bei einem Attentatsversuch mehrere Menschen ums Leben kommen, einschließlich des Doubles Amidalas. In den darauffolgenden Klonkriegen dient er drei Jahre an der Seite von Amidala, bis diese bei der Geburt ihrer Kinder verstarb.
Typho wurde von Jay Laga’aia dargestellt und in der deutschen Fassung von Oliver Mink sowie Peter Flechtner in The Clone Wars synchronisiert.

### Cara Dune
Auftritte:
- Serien: The Mandalorian

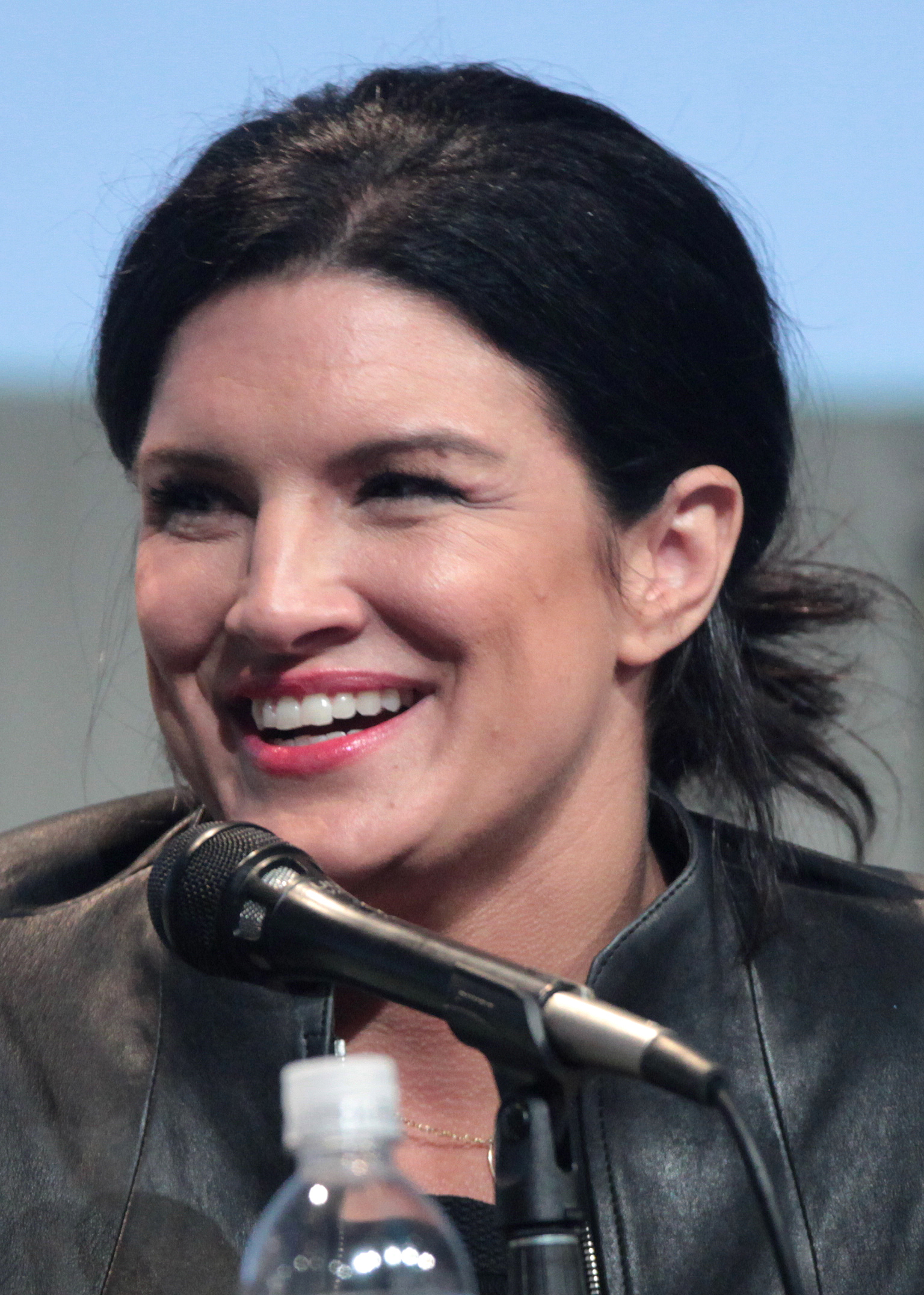
Gina Carano, 2015

Carasynthia „Cara“ Dune ist eine Söldnerin, kurzzeitig Marschall von Nevarro und Kämpferin einer Spezialeinheit der Neuen Republik. Sie stammt vom Planeten Alderaan, bei dessen Zerstörung, durch den Ersten Todesstern, sie all ihre Freunde und Verwandten verlor. Für die Rebellenallianz arbeitet Cara einige Zeit als Schocktrupplerin.
Während dem Aufstieg der Neuen Republik arbeitet sie oft mit dem Mandalorianer Din Djarin und der Kopfgeldjäger-Gilde zusammen. Sie ist an der Rettung des entführten Grogu beteiligt, wo sie mitunter an der Seite von Fennec Shand und Bo-Katan Kryze den imperialen Kreuzer von Moff Gideon infiltriert. Nachdem sie den von Djarin besiegten Gideon einem Kriegsgericht der Neuen Republik überliefern kann, bekommt sie von dieser einen Posten in einer Spezialeinheit, woraufhin sie ihr Amt als Marschall an den Nagel hängen muss.
In The Mandalorian wurde Cara Dune von Gina Carano gespielt. In der deutschen Synchronfassung wurde sie von Friederike Walke gesprochen.

### Carson Teva
Auftritte:

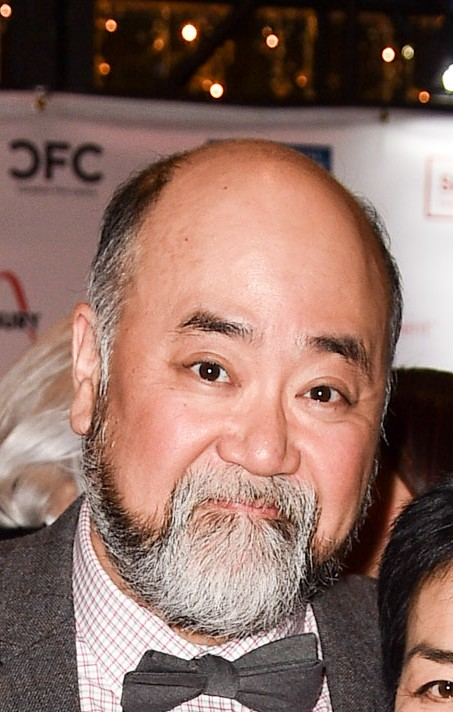
Paul Sun-Hyung Lee

- Serien: The Mandalorian, Das Buch von Boba Fett, Ahsoka

Captain Carson Teva ist ein X-Flügler-Pilot und Teil der Sternenjägerkorps der Neuen Republik. Während seiner Patrouillen geraten er und der Mandalorianer Din Djarin mehrmals aneinander. Später jedoch entscheidet sich Teva, mit ihm zusammenzuarbeiten, und verschafft ihm inoffiziell Arbeit in Form von Kopfgeldjäger-Aufträgen. Während der sich anbahnenden Rückkehr von Großadmiral Thrawn beteiligt Teva sich an der Seite von Hera Syndulla an den Nachforschungen.
Als Teva den Hilferuf von Greef Karga, bei dem Nevarro von Piraten angegriffen wird, an die Neue Republik weitergibt und diese die Schützenhilfe verweigert, wird sein Vertrauen in die Neue Republik erschüttert. Er ist einer der wenigen, die die ersten Anzeichen bemerken, dass sich aus den verbliebenen Kräften des Imperiums im Verborgenen eine neue Bedrohung zu erheben beginnt.
In The Mandalorian, Das Buch von Boba Fett und Ahsoka wird Teva von Paul Sun-Hyung Lee gespielt und in der deutschen Fassung von Hans Hohlbein synchronisiert.

### Cobb Vanth
Auftritte:

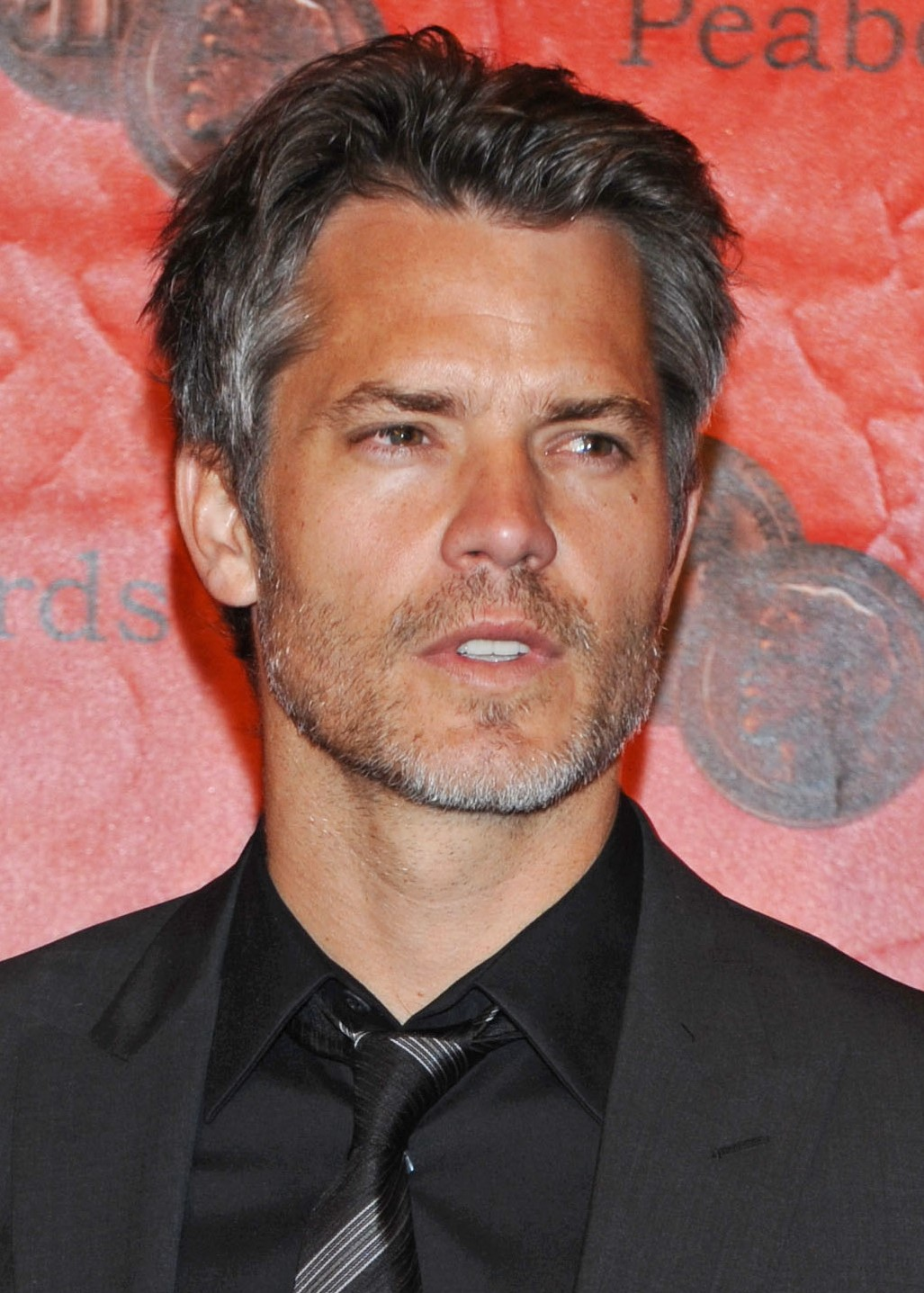
Timothy Olyphant, 2011

- Serien: The Mandalorian, Das Buch von Boba Fett

Cobb Vanth ist der Marschall von Mos Pelgo auf Tatooine, der seine Stadt nach dem Fall des Imperiums von der Invasion des Bergbaukollektivs befreit. Von schrottsammelnden Jawas bekommt er die verloren gegangene Rüstung des Kopfgeldjägers Boba Fett und bringt diesen in seinen Besitz. Dem Mandalorianer Din Djarin und den einheimischen Sandleuten von Tatooine hilft er dabei, einen Krayt-Drachen zu jagen. Für die Unterstützung übergibt er die Rüstung an Djarin. In einer Konfrontation mit dem Kopfgeldjäger Cad Bane wird Vanth von diesem angeschossen, überlebt jedoch knapp und wird nach dem Sieg Boba Fetts über das Pyke-Syndikat in dessen Palast einer Heilung unterzogen.
Cobb Vanth wurde in The Mandalorian und Das Buch von Boba Fett von Timothy Olyphant gespielt und in der deutschen Fassung von Nicolas Böll gesprochen. Die Figur war vor dem Auftritt in der Serie bereits aus der Star-Wars-Buchreihe Nachspiel (Originaltitel: Aftermath) von Chuck Wendig bekannt. Für seine Darbietung der Rolle in The Mandalorian erhielt Olyphant eine Emmy-Nominierung in der Kategorie Outstanding Guest Actor in A Drama Series.

### Commander Cody
Auftritte:
- Episoden: III

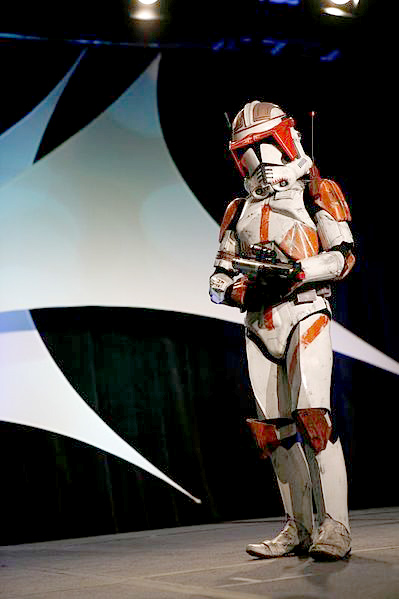
Commander Cody Cosplay

- Serien: The Clone Wars, The Bad Batch

CC-2224 genannt „Cody“, (* 32 VSY auf Kamino) ist während der Klonkriege einer der ranghöchsten Offiziere in der Großen Armee der Republik. Den gesamten Krieg hindurch war er – meistens an der Seite von Jedi-General Obi-Wan Kenobi – an zahlreichen Schauplätzen im Einsatz. Er galt als besonders pflichtbewusst und gründlich. Die Order 66 zum Auslöschen der Jedi – in diesem Fall gegen Obi-Wan gerichtet – befolgt er jedoch, ohne zu zögern.
Einige Zeit nach der Gründung des Imperiums kommen Cody bei einer Mission auf dem Planeten Desix jedoch Zweifel an der Vorgehensweise des Imperiums. Nach dem Abschluss der Mission desertiert er.
In Episode III wird Cody von Temuera Morrison gespielt. Seine Synchronstimme in The Clone Wars und The Bad Batch ist im Original Dee Bradley Baker und im Deutschen Martin Keßler.

### Darth Bane
Auftritte:
- Serien: The Clone Wars

Darth Bane († vor 1032 VSY) ist ein menschlicher Sith-Lord, der etwa 1000 Jahre vor dem Ausbruch der Klonkriege eine Erneuerung der Sith in die Wege leitet, als er die Regel der Zwei erschafft. Diese besagt, dass nur 2 Sith, ein Schüler und ein Meister, zur selben Zeit existieren dürfen. Sein Geist lebt nach seinem Tod in seiner Grabkammer auf Moraband weiter, wo zur Zeit der Klonkriege der Jedi-Meister Yoda auf ihn trifft.
In The Clone Wars lieh Mark Hamill der Figur die Stimme, im Deutschen Oliver Stritzel.

### Darth Plagueis
Auftritte:
- Episoden: III (erwähnt)
- Serien: The Acolyte

Darth Plagueis der Weise, ist ein Sith-Lord der Spezies der Muun und der Meister des späteren Imperators Sheev Palpatine.
Plagueis wird von Darth Tenebrous in den Lehren der Sith ausgebildet und beginnt zur Ära der Hohen Republik damit, Komplotte zum Sturz des Jedi-Ordens vorzubereiten. Zu dieser Zeit lebt er zurückgezogen auf einer Insel und bildet seinen ersten Schüler Qimir aus. Viele Jahre später nimmt er den jungen Palpatine als seinen Schüler an, mit dem er an der Verschwörung arbeitet, Palpatine insgeheim zur Gunsten der Sith in die Politik der Galaktischen Republik einzuschleusen.
Laut seinem Schüler Palpatine gelingt es Plagueis, einen Weg zu finden, um mit der Macht Leben zu erschaffen und den Tod zu hintergehen. Aufgrund dieses Wissens wird er schließlich von Palpatine im Schlaf ermordet, dem es durch Plagueis' Lehren über die Macht viele Jahrzehnte später gelingt, nach seinem eigentlichen Tod in einem Klonkörper weiterzuleben. Durch das Berichten über Plagueis' Fähigkeiten, Menschen vor dem Tod zu bewahren, schafft Palpatine es außerdem, den jungen Anakin Skywalker zur dunklen Seite der Macht zu verführen.
Darth Plagueis wurde von Star-Wars-Schöpfer George Lucas erfunden und findet das erste Mal in Episode III Erwähnung. Im Roman Star Wars: Darth Plagueis (2012) wurde seine Hintergrundgeschichte von James Luceno ergründet, die jedoch durch die Disney-Übernahme von Star Wars in den Legends-Bereich verworfen wurde. Erstmals die Serie The Acolyte griff die Geschichte rund um Plagueis wieder auf und zeigte ihn das erste Mal als Charakter in einem Live-Action-Format. Die Figur wurde in der Serie gänzlich mit CGI dargestellt.

### DJ
- Episoden: VIII

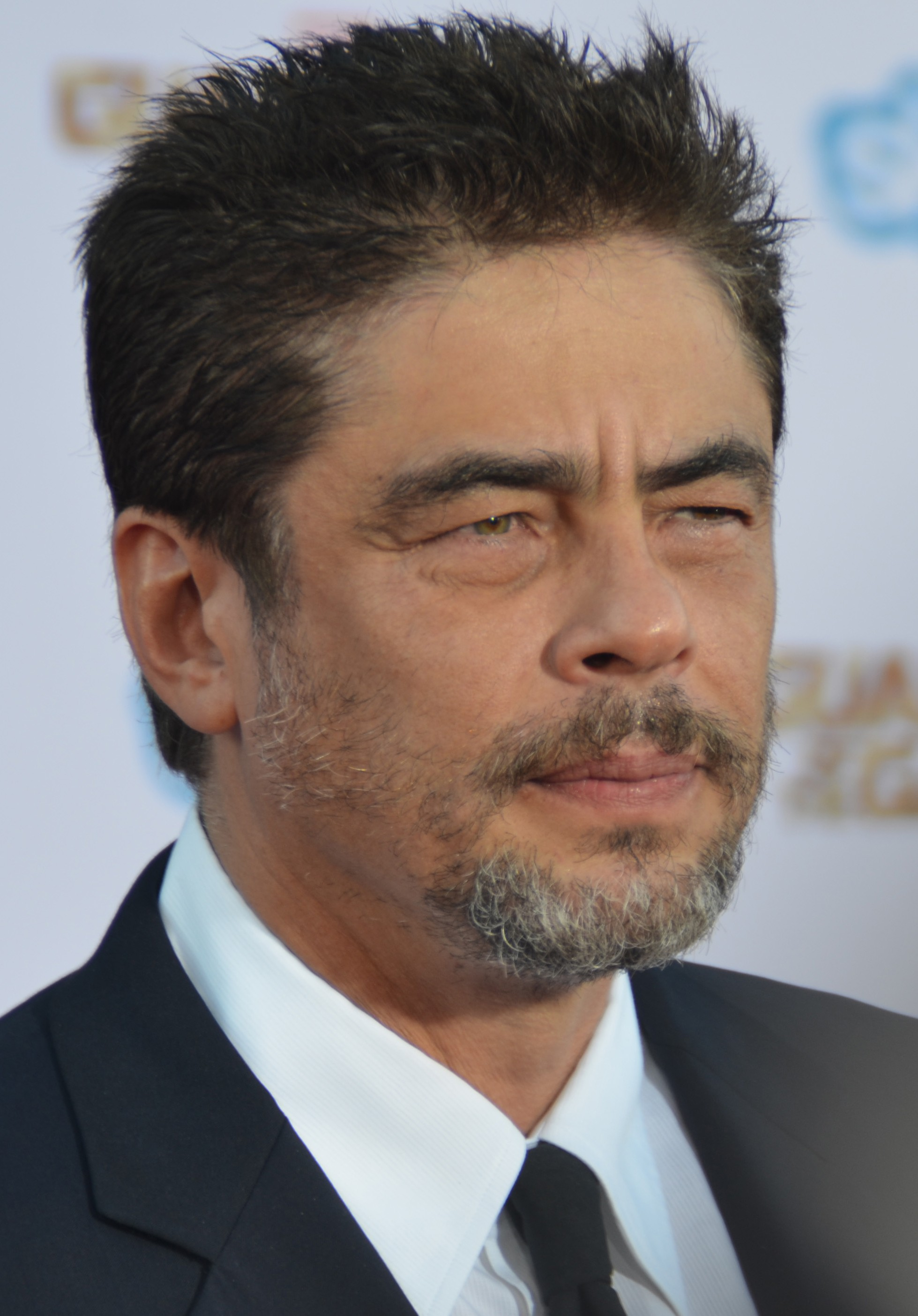
Benicio del Toro, 2014

DJ ist ein zwielichtiger Code-Knacker, der Rose, Finn und BB-8 hilft, aus der Stadt Canto Bight zu fliehen und unbemerkt an Bord des Schiffes des Obersten Anführers Snoke, der Supremacy, zu gelangen. Als die vier jedoch von Truppen der Ersten Ordnung entdeckt werden, verrät er im Austausch für Credits und seine Freiheit die Pläne des Widerstands, woraufhin die Ersten Ordnung damit begann, die Frachter des Widerstands anzugreifen.
DJ wurde von Benicio del Toro dargestellt und von Torsten Michaelis synchronisiert.

### Enfys Nest
Auftritte:
- Anthology: Solo

Enfys Nest ist eine Piratin und Anführerin der Bande der Himmelhunde, die sich zu Anfangszeiten des Imperiums in einer ständigen Rivalität mit dem Verbrechersyndikat Crimson Dawn befindet. Als sie sich mit der Verbrecherbande von Tobias Beckett anlegt, um an Coaxium-Treibstoff zu kommen, erhält sie Unterstützung von Han Solo und Chewbacca, denen Enfys erörtert, dass sie die gestohlenen Güter einer sich bildenden Rebellenallianz in die Hände spielt.
Enfys trägt den Kampfhelm, den bereits ihre Mutter getragen hat und später an sie weitergab. Sie ist eine hervorragende Kämpferin im Umgang mit ihrem Kampfstab.
In Solo wurde Enfys Nest von Erin Kellyman gespielt und in der deutschen Fassung von Giovanna Winterfeldt synchronisiert.

### Galen Erso
Auftritte:
- Anthology: Rogue One

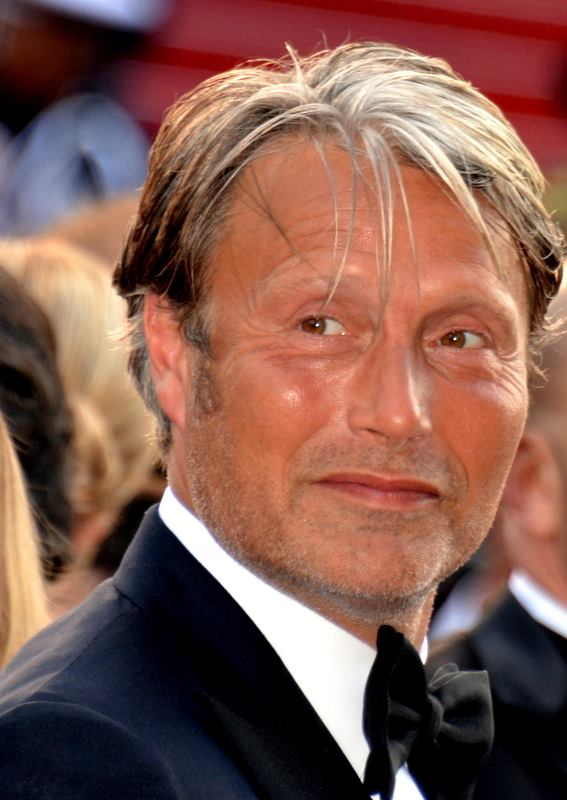
Mads Mikkelsen, 2016

Galen Walton Erso (* 52 VSY; † 0 VSY auf Eadu) ist ein imperialer Wissenschaftler und der Entwickler des ersten Todessterns und dessen Superwaffe. Unter Leitung von Orson Krennic wird er dazu gezwungen, das Projekt für das Imperium fertigzustellen, als Galen erkennt, was der Imperator mit seiner Erfindung anstellen wird. Um seiner Tochter Jyn und seinen Verbündeten der Rebellenallianz gegen die Tyrannei des Imperiums zu helfen, baut er unbemerkt eine Schwachstelle in den Todesstern ein, der die komplette Zerstörung der Kampfstation ermöglicht. Galen wird jedoch ertappt und von Krennic des Verrats am Imperium bezichtigt. Bei einem Angriff der Rebellen auf eine imperiale Forschungseinrichtung wird Galen schwer verletzt und stirbt später in den Armen seiner Tochter.
Nur durch Galens gezielte Manipulation des Todesstern-Reaktors, gelingt es Luke Skywalker einige Zeit nach der Schlacht von Scarif schließlich, den Todesstern zu zerstören.
Im Film wurde Galen Erso von dem dänischen Schauspieler Mads Mikkelsen gespielt. Seine deutsche Synchronstimme verlieh ihm Axel Malzacher.

### General Grievous
Auftritte:
- Episoden: III

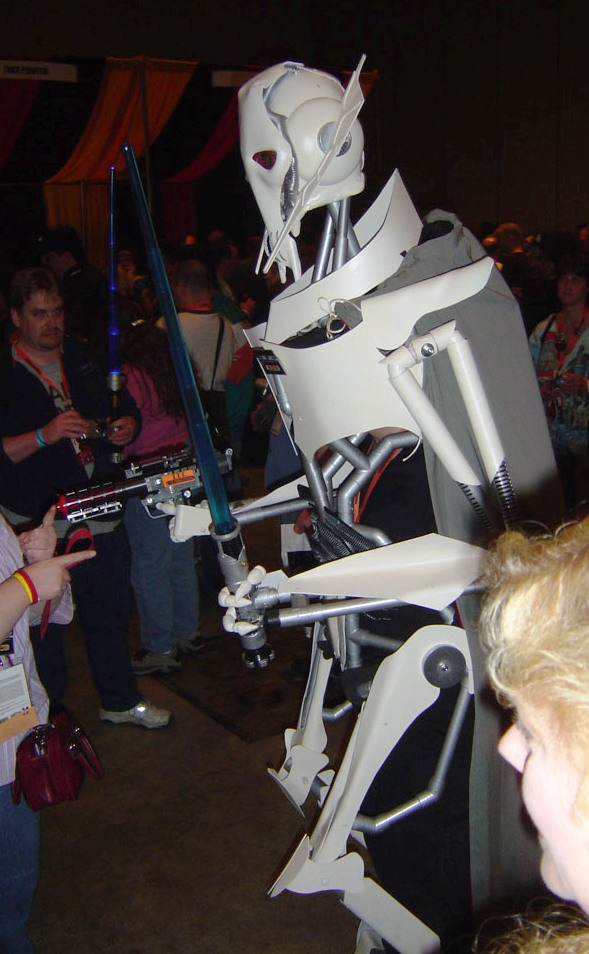
General-Grievous-Kostüm

- Serien: The Clone Wars, Geschichten des Imperiums

Der separatistische Oberbefehlshaber General Grievous († 19 VSY auf Utapau) ist ein Angehöriger der Spezies Kaleesh und wird nach einem Shuttleabsturz, infolge eines Attentats in einen Cyborg umgewandelt, indem man lebensnotwendige Organe seines Körpers in einen Droiden integriert. Da er Droiden verabscheut, empfand er dies als große Demütigung und ließ sich sein Droidengesicht nach dem Vorbild einer Kaleesh-Maske anfertigen.
Er fungiert im Plan Palpatines, in der Galaxis heimlich einen Bürgerkrieg zu initiieren und unter seiner Herrschaft ein diktatorisches Imperium zu errichten, als Marionette. Während der Klonkriege führt Grievous im Auftrag von Sidious und Count Dooku viele Gefechte gegen die Galaktische Republik. Durch sein Geschick im Lichtschwertkampf gilt er als gefürchteter Gegner, der es selbst mit mehreren Jedi aufnehmen kann. So tötet er im Krieg zahlreiche Jedi, deren Lichtschwerter er als Trophäen behält. Gegen Ende der Klonkriege greift er Coruscant an und täuscht eine Entführung Palpatines vor, die jedoch scheitert. Grievous flieht nach Utapau, wo er von Obi-Wan aufgespürt und vernichtet wird.
General Grievous ist eine komplett animierte Figur und wird in der englischsprachigen Originalfassung von Matthew Wood synchronisiert. Im Deutschen spricht ihn Rainer Doering.

### Gilad Pellaeon
Auftritte:

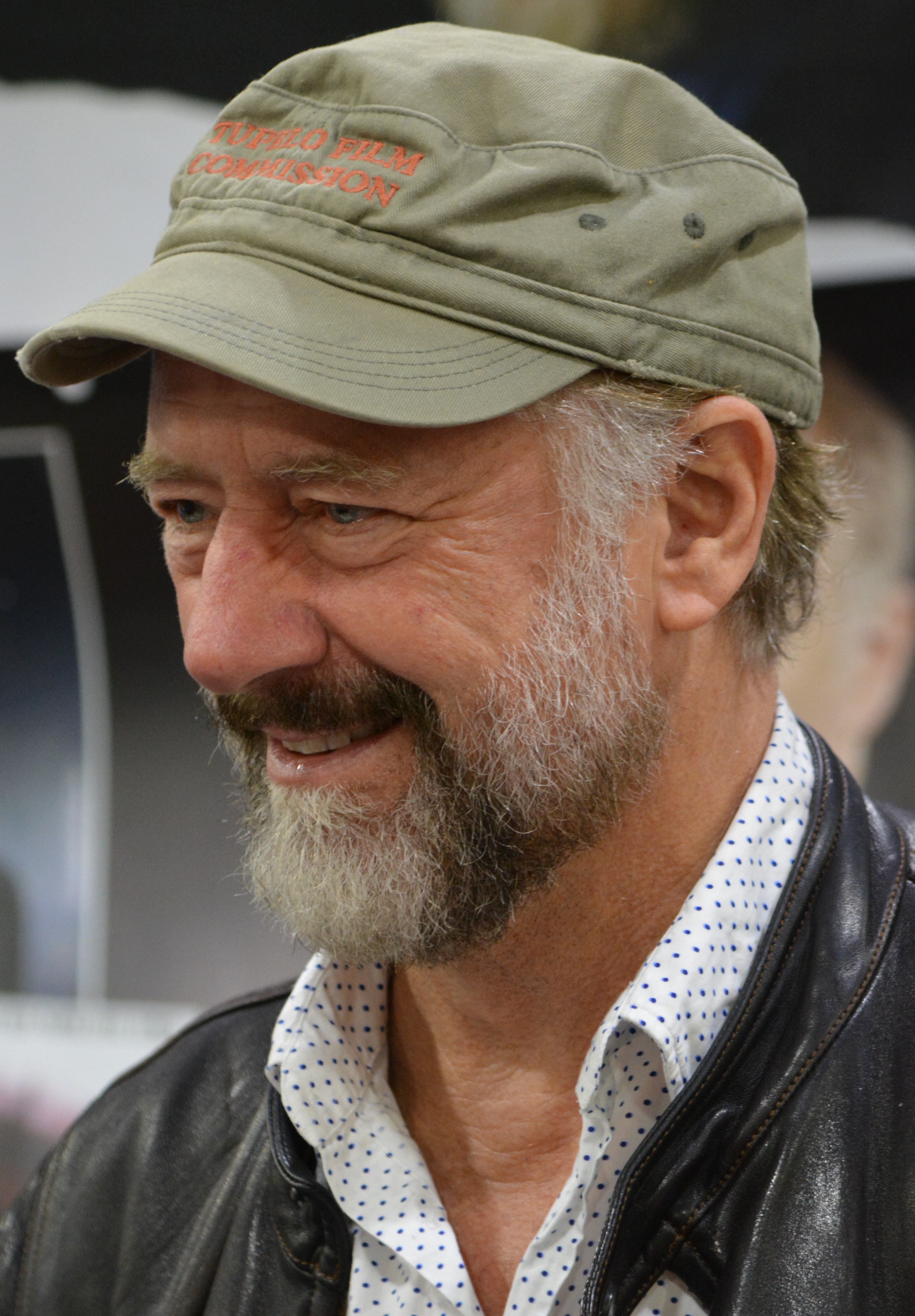
Xander Berkeley, 2016

- Serien: Rebels (Stimme), The Mandalorian, Geschichten des Imperiums

Captain Gilad Pellaeon ist zunächst ein Militäroffizier im Dienst der Galaktischen Republik, mit dem Ausruf des Imperiums durch Imperator Palpatine ist er jedoch einer der ersten, die die Seiten wechseln.
Kanon: Im Verlauf wird Pellaeon kommandierender Offizier des Sternzerstörers Harbinger und dient in der Dritten Flotte, ehe er Teil der Siebenten Flotte und zur rechten Hand von Großadmiral Thrawn wird. Als dieser bei der Belagerung von Lothal verschwindet und die imperialen Streitkräfte sich zurückziehen, gilt auch Pellaeon als verschollen. Zu Zeiten der Neuen Republik erweist er sich allerdings als lebendig und ist Teil des Schatten-Rats, dem auch Moff Gideon und Kommandant Brendol Hux sowie weitere Warlords angehören. Trotz Skepsis Seiten Gideons erklärt er weiterhin, dass Thrawn zurückkehren wird.
Legends: Die Figur des Gilad Pellaeon wurde wie Thrawn von Timothy Zahn erfunden und war Teil der Thrawn-Trilogie. Auch dort ist er die rechte Hand Thrawns, und nimmt am Kampfgeschehen gegen die Neue Republik teil. Als Thrawn in der Entscheidungsschlacht unerwartet durch seinen Leibwächter ermordet wird, ordnet Pellaeon den Rückzug seiner Truppen an und handelt die Kapitulation aus.
In Rebels wurde Pellaeon in einem Cameo von Jim Cummings und im Deutschen von Armin Schlagwein gesprochen. Seine Live-Action-Form in The Mandalorian verleiht ihm Xander Berkeley, der ihm ebenfalls in Geschichten des Imperiums seine Stimme lieh. Die deutsche Synchronisation in beiden Fällen übernahm Hanns-Jörg Krumpholz, da der Hörspielsprecher Erich Ludwig bereits 2022 verstarb.

### Großinquisitor
Auftritte:
- Serien: The Clone Wars (als einer der Jedi-Tempelwächter), Rebels, Obi-Wan Kenobi, Geschichten des Imperiums

Der pau’anische Großinquisitor (* vor 47 VSY auf Utapau; † 4 VSY auf der Sovereign über Mustafar) ist, unter Darth Vader als oberstem Befehlshaber, Leiter der imperialen Inquisition, die darauf spezialisiert ist,  überlebende Jedi aufzuspüren und zu vernichten. Zu Zeiten der Republik dient er als Jeditempelwache im Jedi-Tempel auf Coruscant.

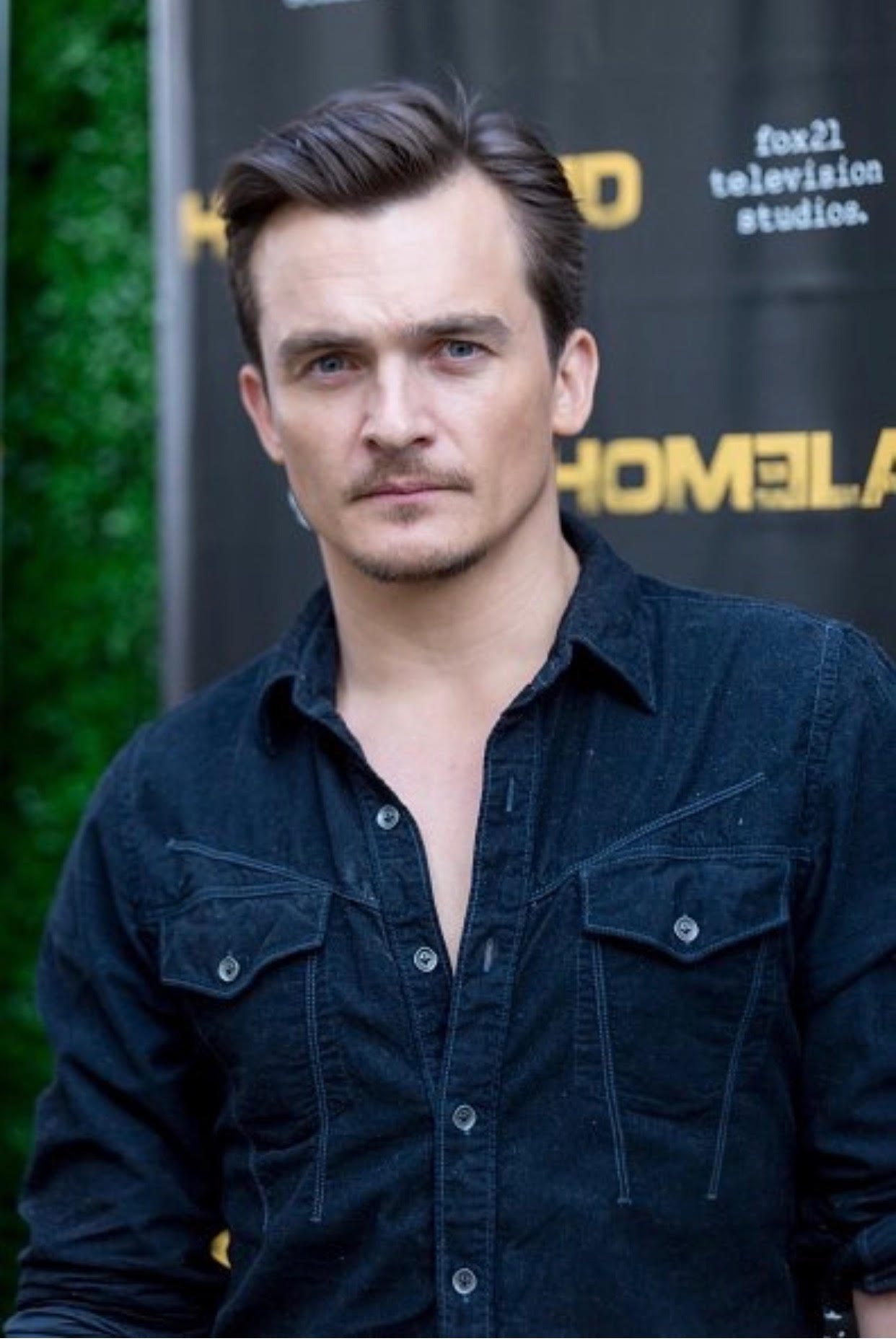
Rupert Friend, 2020

Er führt ein rotes Doppelklingen-Lichtschwert mit sich. Neben seiner physischen Stärke besitzt er die besondere Fähigkeit, Personen zu durchschauen und ihre Ängste zu erkennen. Zudem diente er dem Imperium als Werbeikone der imperialen Propaganda und ist auf einem Werbeplakat abgebildet, das für den Eintritt in das Sturmtruppen-Korps wirbt. In einer internen Fehde wird er von der Inquisitorin Reva Sevander mit einem Lichtschwert durchbohrt, überlebt diesen Vorfall jedoch. Er stirbt schließlich im Duell gegen Kanan Jarrus, dem er unterliegt und sich anschließend absichtlich in einen explodierenden Reaktorkern stürzen lässt.
In Rebels wird der Großinquisitor im Original von Jason Isaacs gesprochen, in der deutschen Fassung von Hans-Jürgen Dittberner. In Obi-Wan Kenobi wird er von Rupert Friend gespielt und von Alexander Brem synchronisiert, der ihm auch seine Stimme in Geschichten des Imperiums leiht.
In Ausgabe 5 des Comics Star Wars I: Der Pfad des Schicksals, geschrieben von Charles Soule, wird zudem das Schicksal des Großinquisitors nach dessen Tod in Rebels beleuchtet. Luke Skywalker reist hier nach den Geschehnissen von Das Imperium schlägt zurück zu einem alten Jeditempel aus der Zeit der Hohen Republik auf dem Planeten Tempes, um ein neues Lichtschwert als Ersatz für jenes blaue seines Vaters zu finden, das er im Kampf mit ihm verlor. Er findet ein antikes mit einer gelben Klinge. Kurz darauf erscheint ihm der von Flammen umhüllte Geist des Großinquisitors. Die beiden duellieren sich, wobei Luke gewinnt und mit seinem neuen Lichtschwert den Planeten verlässt. Alsbald darauf erscheint Vader im Tempel, ignoriert die Bitten des Großinquisitors, ihn von seinem ewigen, qualvollen Leben nach dem Tod zu erlösen, und befiehlt ihm stattdessen, den Tempel weiter zu hüten.

### Haja Estree
Auftritte:
- Serien: Obi-Wan Kenobi

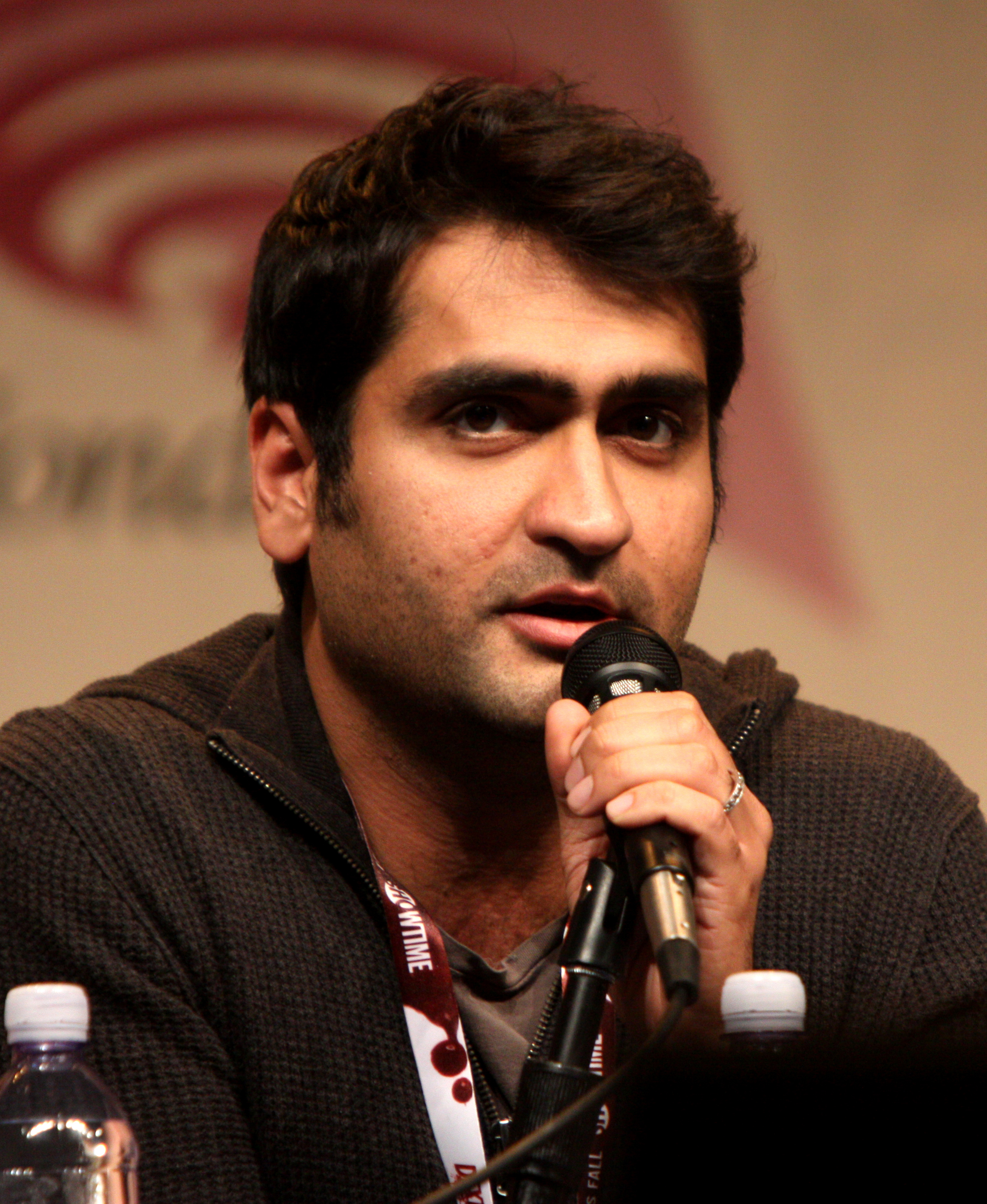
Kumail Nanjiani, 2012

Haja Estree ist ein Trickbetrüger, der während der Zeit des Galaktischen Imperiums auf Daiyu seinem Geschäft nachgeht. Später hilft er dem Netzwerk des Pfades dabei, Flüchtige vor dem Imperium in Sicherheit zu bringen.
Auf dem Planeten Daiyu gibt Haja durch Tricks vor, ein Jedi zu sein, womit er gegen Bezahlung vermeintlich Leuten hilft. Er wird von dem flüchtigen Obi-Wan Kenobi entlarvt und begibt sich später nach Jabiim, den Stützpunkt des Pfades, wo er sich dem Kampf gegen das Imperium anschließt. Haja überlebt den Angriff des Imperiums auf Jabiim unter Darth Vader und bringt später im Auftrag von Obi-Wan Prinzessin Leia zurück nach Alderaan.
In Obi-Wan Kenobi wird Haja von Kumail Nanjiani gespielt; seine deutsche Synchronsstimme ist Marius Clarén. 

### Hondo Ohnaka
Auftritte:
- Serien: The Clone Wars, Rebels, Die Mächte des Schicksals
- Videospiele: Outlaws

Hondo Ohnaka ist zur Zeit der Klonkriege der Anführer einer Bande von Piraten. Im ersten Kriegsjahr nimmt er Count Dooku gefangen, um von der Republik ein Lösegeld zu erzwingen. Um noch mehr Geld zu bekommen, nimmt er auch die zur Prüfung der Wahrheit von Hondos Aussagen geschickten Anakin Skywalker und Obi-Wan Kenobi gefangen. Später ist er unter anderem ein Handelspartner der Ghost-Crew im Kampf gegen das Imperium.
Im Original wird Hondo Ohnaka wird von Jim Cummings gesprochen, in der deutschen Fassung von Gerald Paradies. Nach dessen Tod übernahm Tobias Lelle die Rolle.

### Jan Dodonna
Auftritte
- Episoden: IV
- Serien: Rebels
- Anthology: Rogue One

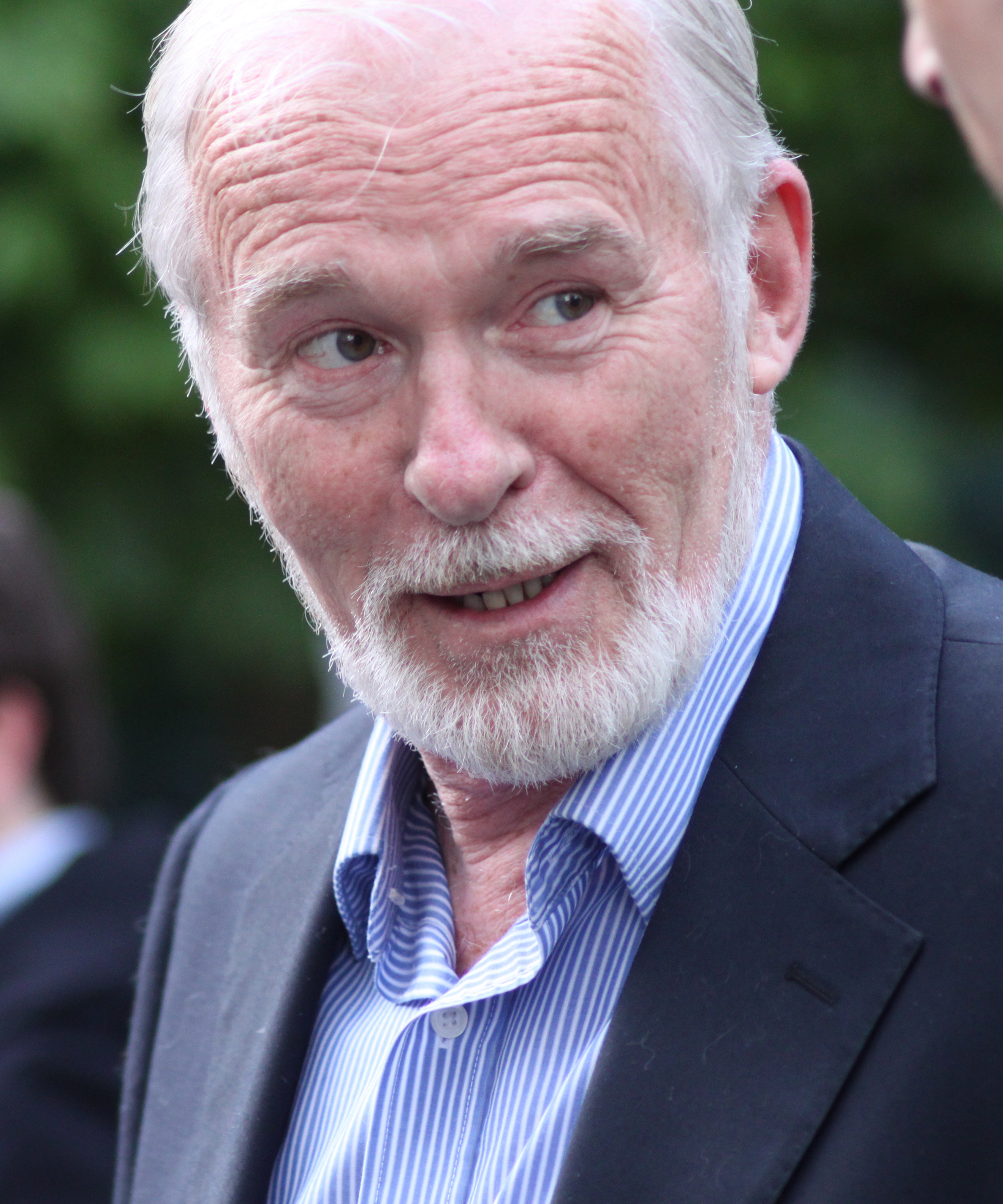
Ian McElhinney, 2014

Jan Dodonna († 1 NSY an Bord der Republic) ist ein General und Mitglied der Rebellenallianz, wo er zum engen Führungsstab unter Mon Mothma gehört. Er selbst dient während der Ära der Galaktischen Republik und baut nach deren Fall eine eigene Rebellenzelle auf.
Bei der Schlacht um Attolon, einem ehemaligen Sitz der Allianz wird seine Gruppe von Großadmiral Thrawn unter Beschuss genommen und ist gezwungen zu fliehen. Später hilft er den Stützpunkt auf Yavin IV zu errichten und wird dessen leitender General; hierbei wird er unter anderem von Hera Syndulla zu Rate gezogen.
Als der Stützpunkt zur Zielscheibe des Todessterns wird, leitet er die Einsatzbesprechung, um jenen zu zerstören. Nach der Schlacht von Yavin schließt er sich der Rebellenflotte an, um nach einem neuen Stützpunkt zu suchen.
In Episode IV wurde General Dodonna von Alex McCrindle gespielt und von Kurt Mühlhardt synchronisiert. In Rogue One übernahm der Ire Ian McElhinney die Rolle, die in Rebels wiederum von Michael Bell gesprochen wurde. Im Deutschen wurden beide von Jürgen Kluckert synchronisiert. In Episode IV ist er die erste Figur, die produktionstechnisch gesehen den in Star-Wars berühmten Satz: „Möge die Macht mit euch sein.“ sagt.

### Jar Jar Binks
Auftritte:
- Episoden: I, II, III
- Serien: The Clone Wars

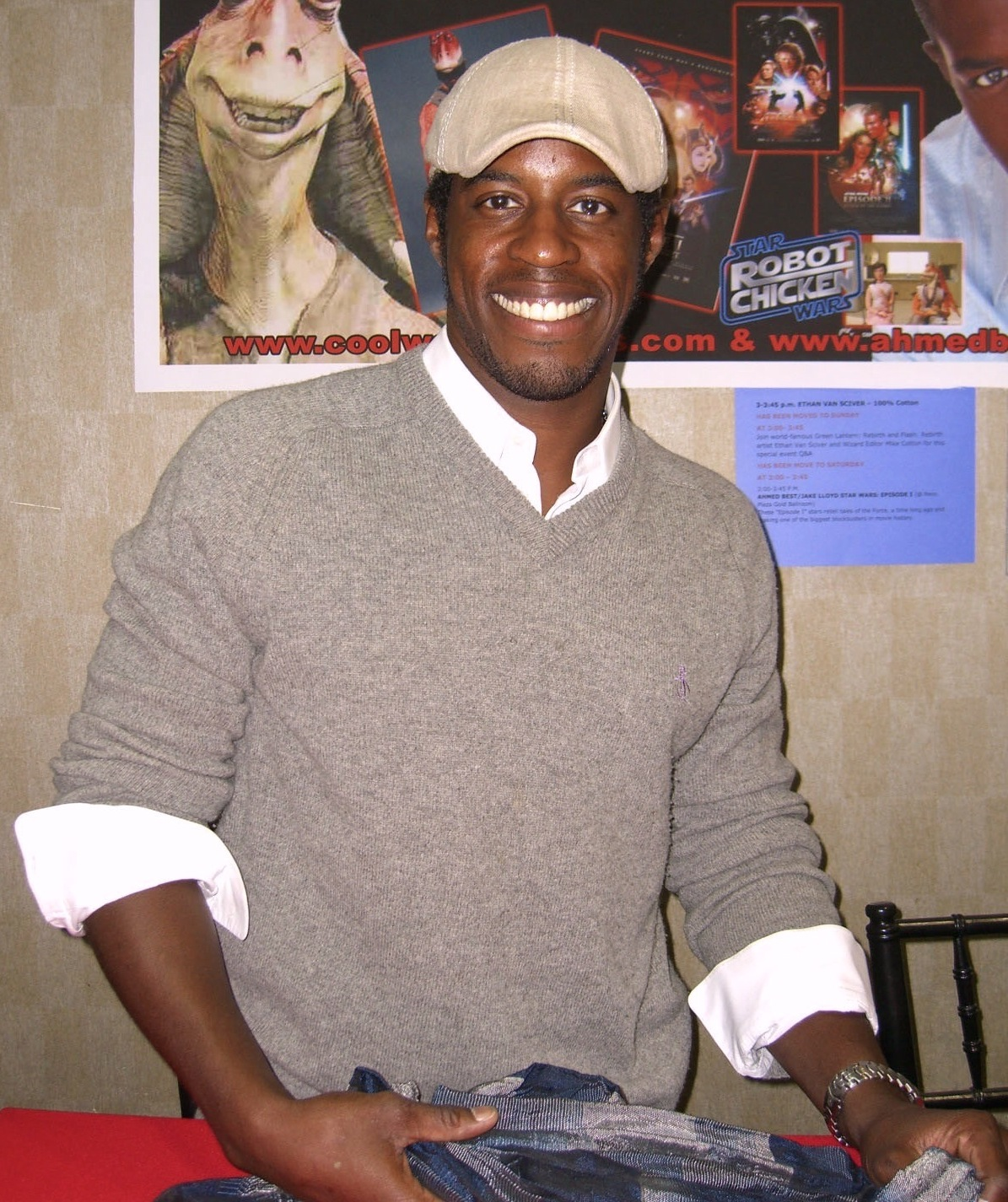
Ahmed Best, 2010

Jar Jar Binks gehört zum Volk der amphibischen Gungans. Während der Belagerung Naboos begleitet Jar Jar Binks seinen Lebensretter Qui-Gon Jinn. Durch seine ungeschickte Art bringt er sich immer wieder in heikle Situationen.
Königin Amidala bittet Jar Jar Binks während der Blockade von Naboo, ihr dabei zu helfen, ein Bündnis zwischen den unter Wasser lebenden Gungans und des verfeindeten Volkes der Naboo zu schließen, was später auch glückt und den belagerten Planeten befreien kann. Da Boss Nass Jar Jar für denjenigen hält, der die beiden zerstrittenen Völker wieder zusammengebracht hat, ernennt er ihn zum General.
Jar Jar wird schließlich zu einem Abgeordneten für den Planeten Naboo im Galaktischen Senat, wo er später Padmé Amidala während ihrer Abwesenheit vertritt. In dieser Funktion schlägt er vor, Kanzler Palpatine Notstandsvollmachten zu verleihen – ein unumkehrbarer Schritt, der die Aufstellung einer Klonarmee zur Folge hat. Nach der Niederlage der Jedi in den Klonkriegen und dem Aufstieg des Imperiums, ist er auf der Beerdigung von Padmé zugegen.
Jar Jar Binks ist in allen Episoden eine computergenerierte Figur. Seine Stimme ist im Original die von Ahmed Best, der zum Einstudieren der Szenen auch in einem Jar-Jar-Kostüm an der Seite der Schauspieler war. In The Clone Wars sprach Best bis auf drei Episoden wieder die Figur. Sein Ersatz Phil LaMarr wird im Abspann unter dem Pseudonym BJ Hughes aufgeführt. In der deutschen Version wird er von Stefan Fredrich synchronisiert.
Star-Wars-Fans inszenierten 1999 eine der ersten großen Hasskampagnen im noch jungen Internet gegen die Figur und ihren Darsteller Ahmed Best. In dem Zusammenhang wurde auch bekannt, dass George Lukas sich bei Jar Jar von Goofy aus Micky Maus inspirieren ließ.

### Jannah/TZ-1719
Auftritte:
- Episoden: IX

Jannah (* zwischen 12 und 15 NSY) ist eine ehemalige Sturmtrupplerin der Ersten Ordnung und später Mitglied des Widerstands. Als Kind wird sie von ihrer Familie getrennt und von der Ersten Ordnung zwangsrekrutiert. Unter ihrer Dienstnummer TZ-1719 zettelt sie, gemeinsam mit ihrer Truppe, der Kompanie 77, einen Aufstand gegen ihre Vorgesetzten an, da ihnen befohlen wird, Zivilisten zu töten. Jannah und ihr Trupp desertieren und beginnen auf dem Mond Kef Bir ein neues Leben.
Als sie Jahre später auf die Gruppe um Rey Skywalker vom Widerstand trifft, die das Wrack des zweiten Todessterns untersuchen wollen, macht sie auch Bekanntschaft mit dem ebenfalls desertieren Ex-Sturmtruppler Finn, woraufhin sie und ihre Truppe sich dem Widerstand anschließen und in der Schlacht von Exegol kämpfen. Der Rebellengeneral Lando Calrissian bietet ihr, nach dem Sieg über den Imperator, an, sich gemeinsam mit ihr auf die Suche nach ihrer Familie zu begeben.
In Episode IX wird Jannah von Naomie Ackie gespielt und von Flavia Vinzens in der deutschen Fassung synchronisiert.

### Jango Fett
Auftritte:
- Episoden: II
- Videospiele: Bounty Hunter

Jango Fett († 22 VSY auf Geonosis) stammt vom Planeten Concord Dawn und ist einer der gefährlichsten Kopfgeldjäger der Galaxis. Schon sehr früh in seiner Kindheit verliert Jango Fett seine Eltern und wird von Mandalorianern gefunden. Diese ziehen Jango auf und trainieren ihn zu einem harten Überlebenskämpfer.
Später wird er von Count Dooku rekrutiert. Er ist die genetische Vorlage der Klonkrieger und „Vater“ von Boba Fett, seinem einzig unveränderten Klon. Jango Fett arbeitet regelmäßig mit der Gestaltwandlerin und Kopfgeldjägerin Zam Wesell zusammen. Diese ist sowohl Rivalin als auch eine Art Freundin für Fett. Jedoch ist er gezwungen, sie auf Coruscant zu töten, nachdem diese beim Versuch, Senatorin Amidala in seinem Auftrag zu töten, scheitert und daraufhin von Obi-Wan Kenobi und Anakin Skywalker gestellt wird. Auf Kamino trifft er auf Obi-Wan Kenobi, dem er nur knapp entkommt. Von Kenobi wird Fett nach Geonosis verfolgt, wo er an der Seite der Separatisten arbeitet. In der Schlacht auf Geonosis wird Jango Fett von Mace Windu getötet.
Nach seinem Tod sind sein „Sohn“ Boba, sowie das Mädchen Omega die einzigen Klone, welche noch die unveränderte DNA von Jango besitzen.
Jango Fett und seine diversen Klone werden in Episode II und III von Temuera Morrison dargestellt und von Martin Keßler gesprochen. Der Vorname Jango ist eine Anspielung auf die gleichnamige Hauptfigur des Westernfilms Django.

### Ki-Adi-Mundi
Auftritte:
- Episoden: I, II, III

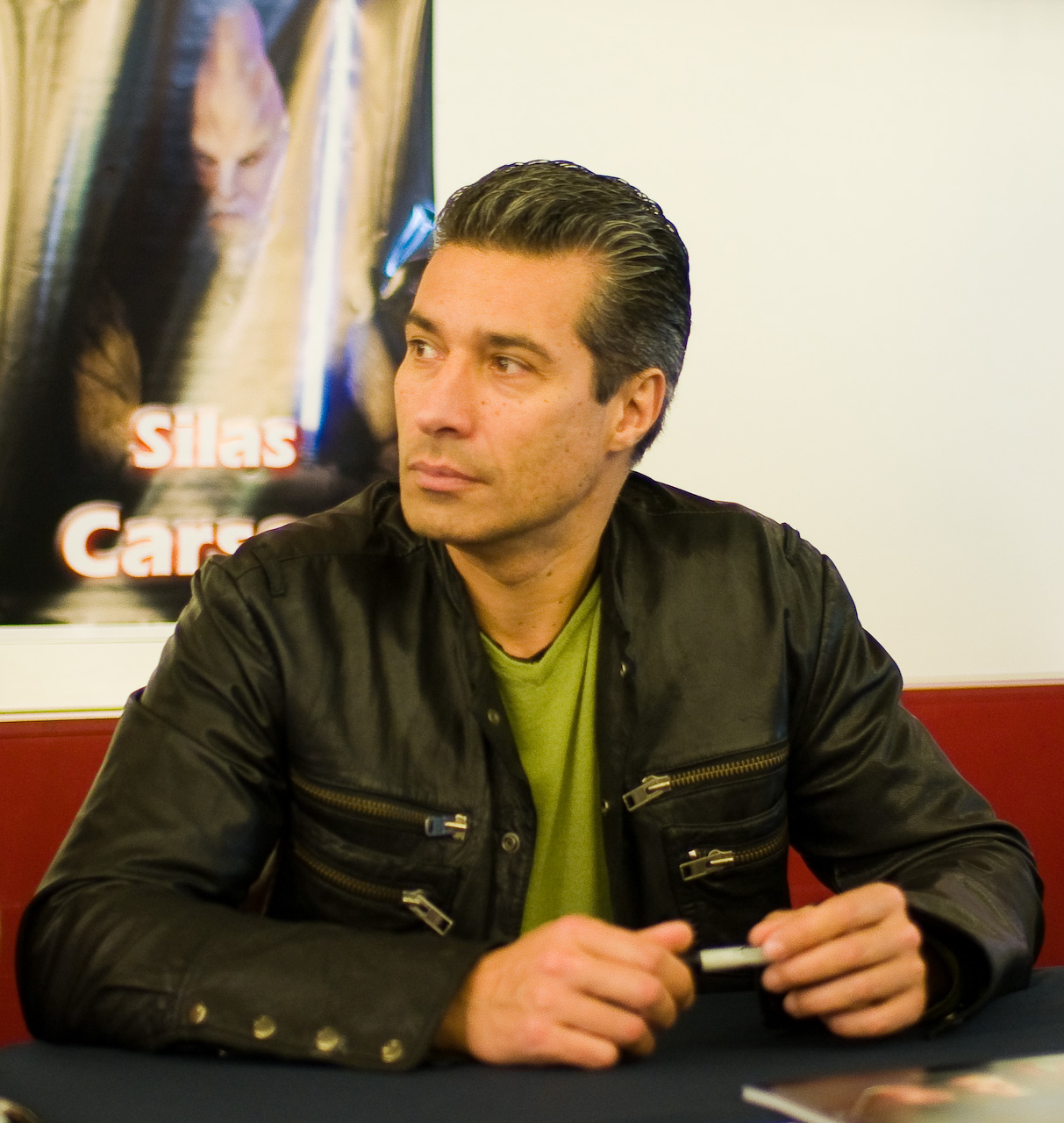
Silas Carson, 2008

- Serien: The Acolyte, The Clone Wars, Geschichten der Jedi

Ki-Adi-Mundi († 19 VSY auf Mygeeto) ist ein cereanischer Jedi-Meister der Galaktischen Republik. Mundi trägt einen langen weißen Bart, einen Zopf und hinter seiner hohen Stirn verbergen sich zwei Gehirne, die extrem schnelle Reaktionen ermöglichen. Da es kaum Kinder auf seinem Heimatplaneten Cerea gab, wurde es Ki-Adi-Mundi erlaubt, sich eine Frau zu nehmen und Kinder zu bekommen. In der Galaktischen Republik ist er somit der einzige Jedi, der offiziell in Kenntnis des Jedi-Rates eine Familie hatte. Er kämpft in etlichen Schlachten der Klonkriege, bis er durch den Ausruf der Order 66 von seinen Klonkriegern auf Mygeeto getötet wird.
Ki-Adi-Mundi wurde in den Episoden I-III von Silas Carson gespielt und in The Clone Wars sowie in Geschichten der Jedi von Brian George gesprochen. Im Deutschen sprach ihn Norbert Gescher, bis er am Ende der fünften Staffel von The Clone Wars durch Rüdiger Evers abgelöst wurde, der die Rolle auch in Staffel 6 sprach; in der letzten Staffel war Gescher erneut zu hören, allerdings in Form von Archivmaterial. In Geschichten der Jedi übernahm Frank Ciazynski die Rolle, welcher bereits Kanzler Valorum synchronisierte.
In The Acolyte wurde Ki-Adi-Mundi von Derek Arnold verkörpert und von Uve Teschner synchronisiert.

### Kit Fisto
Auftritte:
- Episoden: II, III
- Serien: The Clone Wars

Kit Fisto († 19 VSY auf Coruscant) ist ein Mitglied des Hohen Rates der Jedi. Der Nautolaner, der auf dem Meeresplanet Glee Anselm geboren wurde, kämpft in vielen wichtigen Schlachten gegen die Separatisten. Er führt eine Klonarmee auf Geonosis an und unterstützt die Mon Calamari im Kampf gegen die zu den Separatisten übergelaufenen Quarren. Er ist eng mit der Twi’lek Aayla Secura befreundet. Später stirbt Kit Fisto durch die Hand von Darth Sidious bei dem Versuch, diesen zusammen mit Mace Windu und weiteren Jedi zu arrestieren.
In Episode III wurde Kit Fisto von Ben Cooke gespielt und in der Serie von Phil LaMarr gesprochen; seine deutsche Stimme stammt von Gunnar Helm bzw. Uwe Jellinek.

### Luminara Unduli
Auftritte:
- Episoden: II, III, IX (Stimme)
- Serien: The Clone Wars, Rebels

Luminara Unduli († zwischen 19 und 5 VSY) ist eine Jedi-Meisterin des Alten Ordens, die zur Zeit der Klonkriege lebt. Sie gehört der Spezies der Mirialaner an und ist eine disziplinierte Jedi, die dem Jedi-Kodex treu ergeben ist. Sie bildet die Padawan-Schülerin Barriss Offee aus, an die sie ihre Weisheit und ihren hochachtungsvollen Charakter weitergibt. Luminara wird bei der Ausführung der Order 66 auf Kashyyyk schwer verletzt, überlebt jedoch. Sie wird vom Imperium gefangen genommen und gezwungen, Hologramm-Nachrichten von ihr aufzuzeichnen, um diese als Köder für weitere überlebende Jedi zu verwenden. Danach wird sie hingerichtet. Ihre Gebeine und die aufgenommenen Nachrichten nutzt das Imperium noch Jahre nach ihrem Tod, um untergetauchte Jedi anzulocken.
In Episode II wurde Luminara von Mary Oyaya, und in Episode III von Fay David gespielt, während sie in der Serie von Olivia d’Abo gesprochen wurde. Ihre deutsche Synchronstimme ist Sabine Arnhold.

### Mas Amedda
Auftritte:
- Episoden: I, II, III
- Serien: The Clone Wars, The Bad Batch

Vizekanzler, später Großwesir Mas Amedda (* VSY auf Champala) ist chagriganischer Politiker, der zunächst als Abgeordneter seiner Heimatwelt Champala begann, bis er schließlich zum Sprecher des Senats und Vizekanzler aufstieg. Dabei agierte er zunächst unter dem Obersten Kanzler Finis Valorum und später auch dessen Nachfolger Sheev Palpatine.
An dessen Seite wohnt er mehreren Schlüsselereignissen bei, unter anderem als der Kanzler erstmals Notstandsvollmachten erhält und so die große Armee der Republik ins Leben ruft. In mehreren Aktionen während der Klonkriege nimmt er ebenso an wichtigen Besprechungen teil, so bei der Mandalore Krise, dem Versuch von Friedensverhandlungen zwischen der Republik und der Separatisten, dem Wiederaufstieg Mauls sowie der Deregulierung der Banken gegen Ende des Krieges.
Zudem ist er einer der wenigen, die von Palpatines Doppelleben Kenntnis haben und zu seinen engsten Vertrauten zählen. Bei der Ausrufung des Galaktischen Imperiums und des Zeitalters der imperialen Sturmtruppen steht er weiterhin an der Seite seines Gebieters; dabei wird er zum Großwesir ernannt. Als Palpatine während der Schlacht von Endor umkommt, ist Amedda nicht anwesend und unterstützt später dessen Nachfolger Rae Sloane sowie Gallius Rax.
Nach dem faktischen Sieg der Neuen Republik über die große Flotte des Imperiums in der Schlacht von Jakku wird Amedda verschont und unterzeichnet als formeller Anführer der Streitkräfte die Kapitulation. Im Anschluss ernennt man ihn zum Haupt einer Nachkriegsregierung auf Coruscant, seine Aktionen werden jedoch streng überwacht.
Mas Amedda wurde in Episode I von Jerome Blake und in Episode II von David Bowers gespielt; in Episode III teilten sich die beiden Darsteller die Rolle. Die US-Stimme in The Clone Wars und The Bad Batch lieferte Stephen Stanton.
Im Deutschen sprach ihn in Episode I Klaus Sonnenschein, in den beiden Nachfolgern Roland Hemmo. Während in The Clone Wars Axel Lutter die Synchronisation übernahm, konnte für The Bad Batch wieder Hemmo gewonnen werden.

### Maz Kanata
Auftritte:
- Episoden: VII, VIII, IX

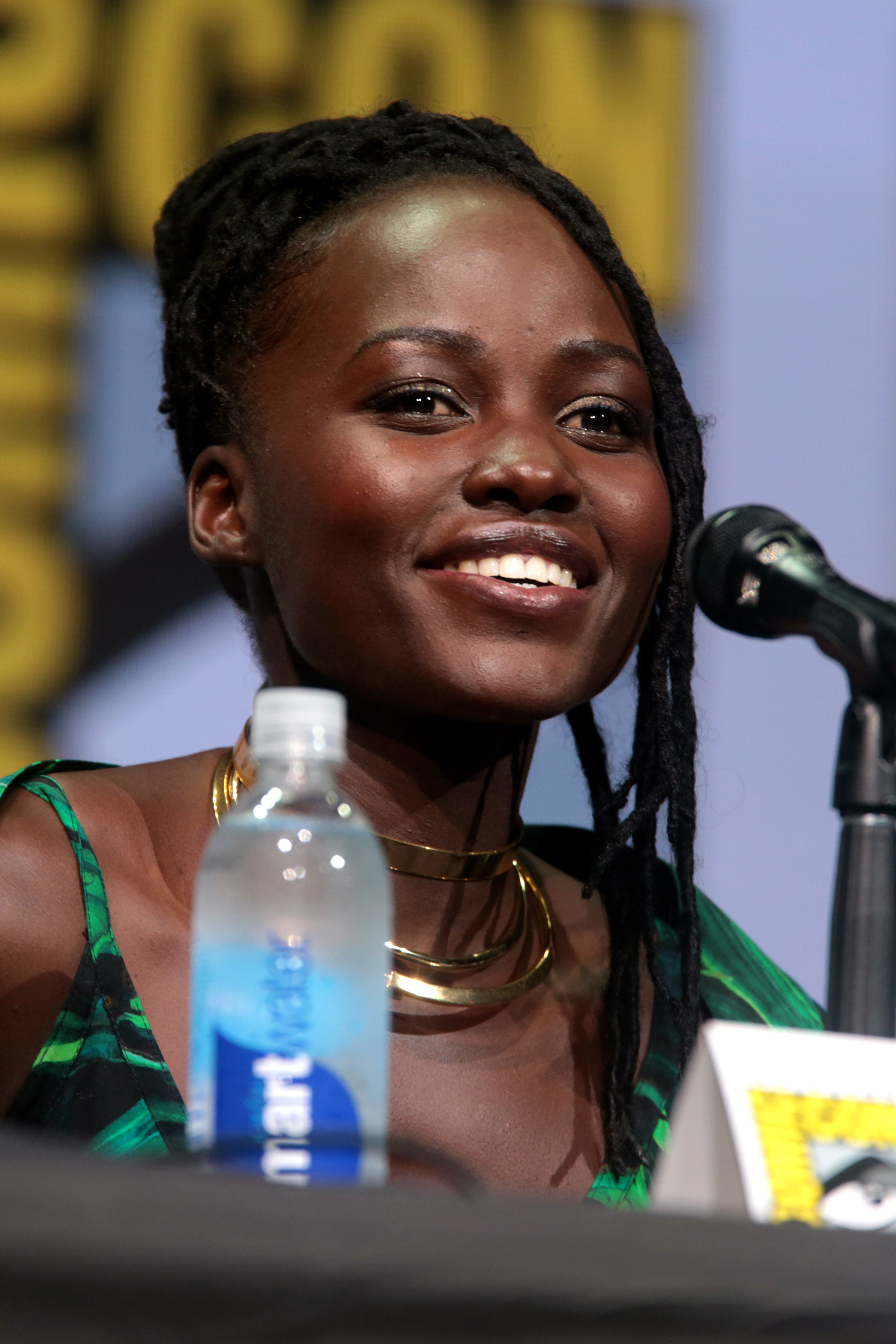
Lupita Nyong’o, 2017

- Serien: Die Mächte des Schicksals, Die Abenteuer der jungen Jedi
- Videospiele: Battlefront II

Maz Kanata (* vor 966 VSY) ist eine Piratin, die bereits mehrere tausende Jahre vor der Schlacht von Yavin am Leben war. Sie betreibt auf Takodana ein Schloss, das als Treffpunkt von Schmugglern, Piraten und anderen Raumpiloten dient, bis es schließlich bei einem Angriff der Ersten Ordnung zerstört wird. In einer Truhe verwahrt sie lange Zeit das Lichtschwert Anakin Skywalkers, das Luke Skywalker in der Wolkenstadt verlor und übergibt es schließlich Rey. Kurze Zeit später hilft sie Finn und Rose, unbemerkt auf das Schiff des Obersten Anführers Snoke zu gelangen. Nach dem Sieg über die Erste Ordnung und den Imperator übergibt Maz die Medaille des verstorbenen Han Solo, die dieser nach der Zerstörung des ersten Todessterns überreicht bekommen hatte, an Chewbacca.
Maz Kanata wurde in Episode VII und VIII komplett computeranimiert – ihre Bewegungen und Mimik lieferte Lupita Nyong’o per Motion-Capture-Verfahren. In Episode IX wurde sie neben Motion-Capture teilweise auch mit einer animatronischen Puppe zum Leben erweckt. Gesprochen wird sie im Original ebenfalls von Lupita Nyong’o. In Episode VII wird sie im Deutschen von Ghadah Al-Akel, und in den Episoden VIII-IX von Regina Lemnitz synchronisiert. In Die Mächte des Schicksals und Die Abenteuer der jungen Jedi sprach sie Martina Treger, in Battlefront II Nina Goldberg.

### Nien Nunb
Auftritte:
- Episoden: VI, VII, VIII, IX

Nien Nunb († 35 NSY auf der Tantive IV über Exegol) ist ein Sullustaner, der ein Sternenjägerpilot in der Rebellenallianz war. In der Schlacht von Endor ist er als Copilot des Millennium Falken zusammen mit Lando Calrissian für die Zerstörung des zweiten Todessterns verantwortlich. Knapp 30 Jahre später ist er wichtiger Teil der Flotte des Widerstands und an der Zerstörung der Starkiller-Basis beteiligt. In der Schlacht von Exegol kämpft Nunb an Bord der Tantive IV gegen die Flotte der Letzten Ordnung. Bei einem Angriff mit Machtblitzen durch Imperator Palpatine, wird sein Schiff getroffen und Nunb stirbt im Gefecht.
Nien Nunb wurde in den Filmen von Mike Quinn verkörpert.

### Nute Gunray
Auftritte:
- Episoden: I, II, III
- Serien: The Clone Wars

Nute Gunray († 19 VSY auf Mustafar) ist ein Neimoidianer und Vizekönig der Handelsföderation. Er vertritt in dieser Funktion seinen Konzern im Galaktischen Senat, gibt diesen Posten später jedoch ab. Bei der Invasion Naboos befiehlt er die Tötung der Jedi Qui-Gon Jinn und Obi-Wan Kenobi, die jedoch fehlschlägt, und besetzt danach den königlichen Palast, bis dieser von Königin Amidala und den Jedi befreit werden kann. Nach dem Ausbruch der Klonkriege schließt sich Gunray mit der Handelsföderation den Separatisten an, wobei die Zugehörigkeit der Föderation zu den Separatisten stets bestritten wird. Er wird schließlich mit den restlichen Führern von Darth Vader auf Mustafar getötet, als Imperator Palpatine all seine politischen Feinde ausschalten lässt.
Dargestellt wurde Gunray von Silas Carson, im Deutschen liehen ihm Joachim Siebenschuh und Gerald Paradies ihre Stimmen.

### Owen Lars
Auftritte:
- Episoden: II, III, IV
- Serien: Obi-Wan Kenobi

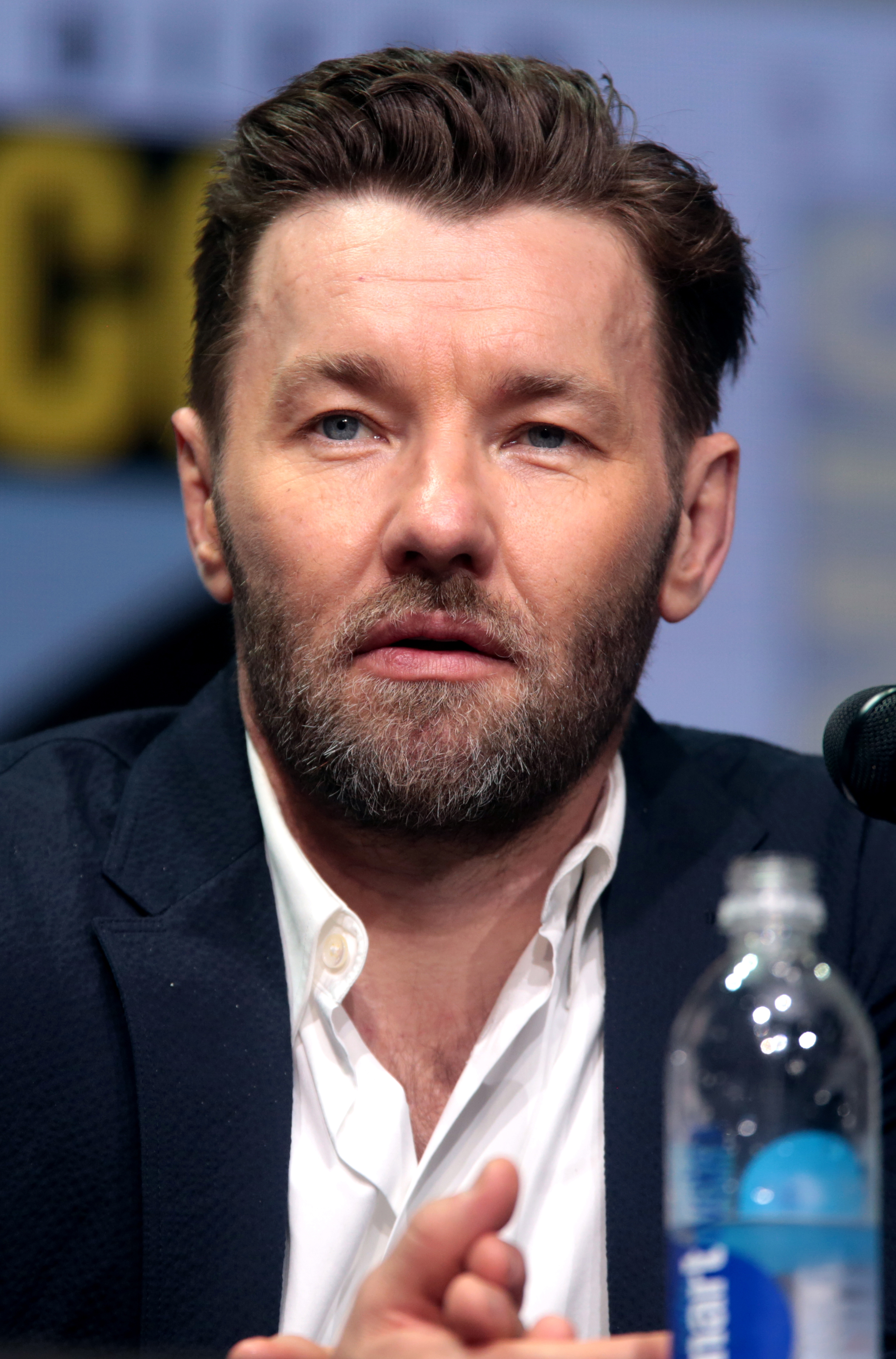
Joel Edgerton, 2017

Owen Lars (* 52 VSY auf Tatooine; † 0 VSY ebenda) ist der Sohn von Cliegg Lars, einem Feuchtfarmer auf Tatooine. Durch die Heirat Clieggs mit Shmi Skywalker wurde diese zu Owens Stiefmutter. Anakin Skywalker, der Sohn Shmis, war so sein Stiefbruder. Sie begegnen sich zum ersten Mal, als er nach seiner von Tusken-Räubern entführten Mutter sucht.
Nachdem sich Anakin der dunklen Seite zugewandt hatte, versteckt man seine Kinder Luke und Leia vor ihm. Owen, der seine Freundin Beru inzwischen geheiratet hat, nimmt Luke bei sich auf, der ihm von Obi-Wan Kenobi zur Aufsicht überlassen wird. Durch den Kauf von R2-D2, der die kompletten Baupläne des ersten Todessterns besitzt, bringt sich Owen unbewusst in die Schusslinie des Imperiums und wird wenig später, wie auch seine Frau, von imperialen Sturmtruppen ermordet.
Der junge Owen Lars wird in Episode II und III, sowie der Serie Obi-Wan Kenobi von Joel Edgerton dargestellt und von Norman Matt synchronisiert. Der alte Owen Lars wird in Episode IV von Phil Brown dargestellt.

### Peli Motto
Auftritte:

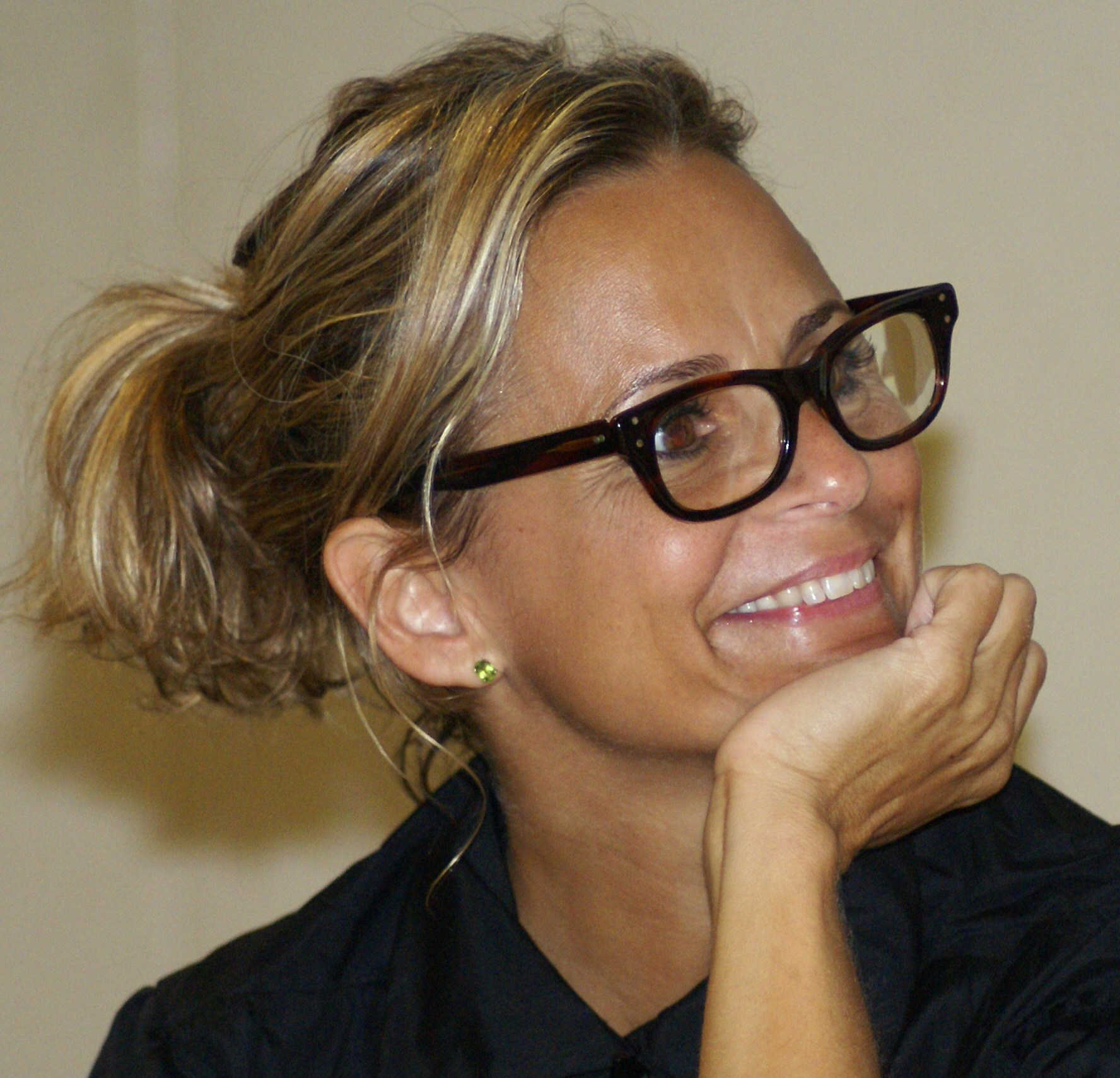
Amy Sedaris, 2007

- Serien: The Mandalorian, Das Buch von Boba Fett

Peli Motto (* auf Tatooine) ist eine Mechanikerin in der Stadt Mos Eisley auf Tatooine, wo sie mit ihren Droiden in einem eigenen Wartungshangar arbeitet und für zahlreiche Reisende und Einheimische Raumschiffe repariert und wartet. Während dem Aufstieg der Neuen Republik trifft sie mehrfach auf den Mandalorianer Din Djarin und den kleinen Grogu, mit denen sie Bekanntschaft schließt und den beiden oft in verschiedenen Situationen hilft und zur Seite steht. Von Peli bekommt der Mandalorianer seinen neuen N1-Starfighter, den sie gemeinsam mit ihm restauriert und einsatzbereit macht. Im Bandenkrieg zwischen Boba Fetts Verbrecherimperium und dem Pyke-Syndikat beteiligt sie sich mehr oder weniger unfreiwillig an der Seite von Djarin und Grogu im Kampf gegen die Invasoren.
In The Mandalorian und Das Buch von Boba Fett wird sie von Amy Sedaris gespielt. Ihre deutsche Stimme ist Denise Gorzelanny.

### Plo Koon
Auftritte:
- Episoden: I, II, III

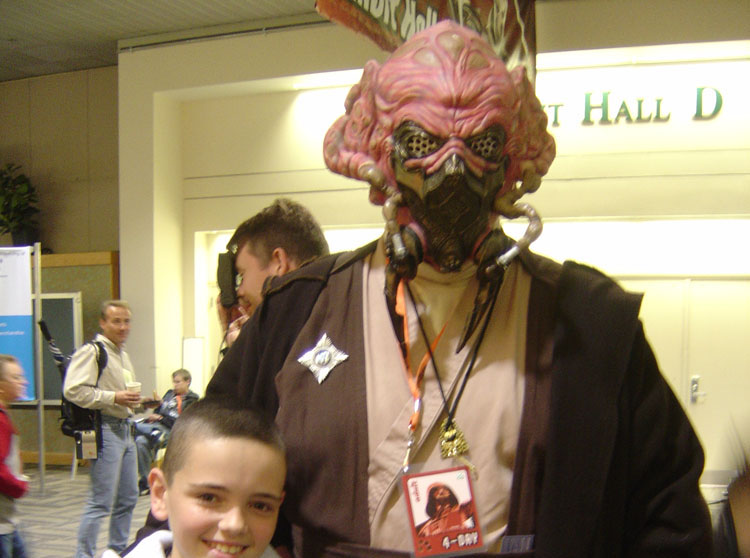
Plo Koon Kostüm

- Serien: The Clone Wars, Geschichten der Jedi

Plo Koon († 19 VSY auf Cato Neimoidia) entstammt einer langen Reihe von Jedi-Rittern, die in seiner Familie dienten. Er wird von Meister Tyvokka in den Künsten der Jedi ausgebildet. Plo Koon kämpfte schon oft an der Seite von Qui-Gon Jinn und konnte es kaum erwarten, dass auch sein Freund ein Mitglied des Jedi-Rates werden würde, was dieser jedoch aufgrund seiner Eigenwilligkeit nicht schaffte.
Zu Zeiten der Klonkriege wird er zu einer weiteren Mentorenfigur für die junge Ahsoka Tano, die eine besondere Beziehung zu ihm aufbaut. Wie andere Jedi wirkt er als General und leitet das Wolf-Korps unter Commander Wolffe.
Plo Koon stirbt während der Order 66, als seine Klonkrieger seinen Sternenjäger auf Cato Neimoidia abschießen.
In der Serie sprach ihn James Arnold Taylor, in Episode III verkörperte ihn Matt Sloan. In der deutschen Version übernahm Jörg Hengstler, vertretungsweise in der zweiten und dritten Staffel Reinhard Scheunemann die Rolle.

### Rose Tico
Auftritte:
- Episoden: VIII, IX
- Serien: Die Mächte des Schicksals

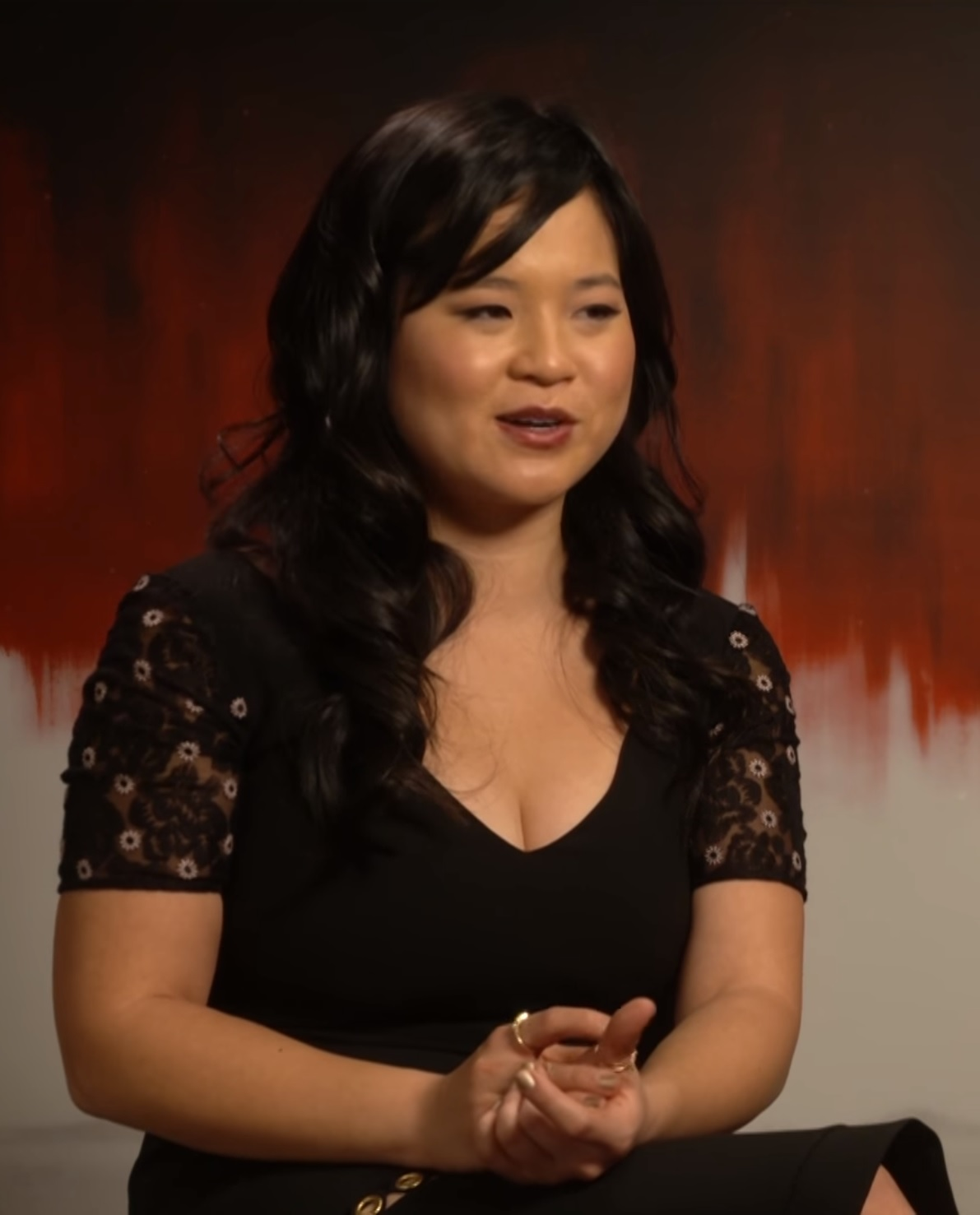
Kelly Marie Tran, 2017

Rose Tico (* ca. 6 NSY auf Hays Minor) ist eine Wartungsarbeiterin und Mechanikerin des Widerstands.
Bei der Evakuierung des Planeten D’Qar und dem darauffolgenden Gefecht gegen die Erste Ordnung, verliert Rose ihre Schwester Paige Tico. Gemeinsam mit Finn und BB-8 bricht sie auf eine Mission auf, um das Kommandoschiff des Obersten Anführers Snoke zu infiltrieren, um dort das Gerät zu sabotieren, das es der Ersten Ordnung ermöglicht, den Widerstand auch durch den Hyperraum hindurch zu orten. In der Schlacht von Crait bewahrt sie Finn vor dem sicheren Tod, der durch ein Himmelfahrtskommando eine Waffe der Ersten Ordnung zerstören will, wobei sie schwer verletzt wird. Sie wohnt ein Jahr später der Trauerfeier der verstorbenen Leia Organa bei und kämpft in der finalen Schlacht von Exegol.
Rose wurde in den Episoden VIII und IX von Kelly Marie Tran gespielt. Ihre deutsche Stimme ist Victoria Frenz.

### Saesee Tiin
Auftritte
- Episoden: I, II, III
- Serien: The Clone Wars, Geschichten der Jedi

Saesee Tiin (* VSY auf Iktotch; † 19 VSY auf Coruscant) ist ein Jedi-Meister der Iktotchi, der vor allem die Schlachten im Weltraum beherrscht und ebenfalls in der Schlacht von Geonosis kämpft, um Obi-Wan Kenobi, Anakin Skywalker und Padmé Amidala zu retten.
Während der Klonkriege kämpft er in verschiedenen Schlachten, so unter anderem über Lola Sayu, um Plo Koon die Rettung der Gefangenen der Zitadelle zu ermöglichen. Ebenfalls bei den Besprechungen über das Erstarken einer neuen Bedrohung, namentlich Savage Opress, Dookus neuem Schüler und Ahsokas Ausschluss aus dem Jedi-Orden ist er zugange.
In Episode III begibt er sich mit den Jedi-Meistern Agen Kolar und Kit Fisto sowie Mace Windu ins Senatsgebäude, um Kanzler Sheev Palpatine festzunehmen. Tiin stirbt durch dessen Hand unmittelbar nach Kolar.
Saesee Tiin wurde in den drei Filmen nachfolgend von Khan Bonfils, Jesse Jensen und Kenji Oates gespielt. In The Clone Wars sprach ihn Dee Bradley Baker; seine deutsche Stimme stammt von Jürgen Kluckert.

### Saw Gerrera
Auftritte:

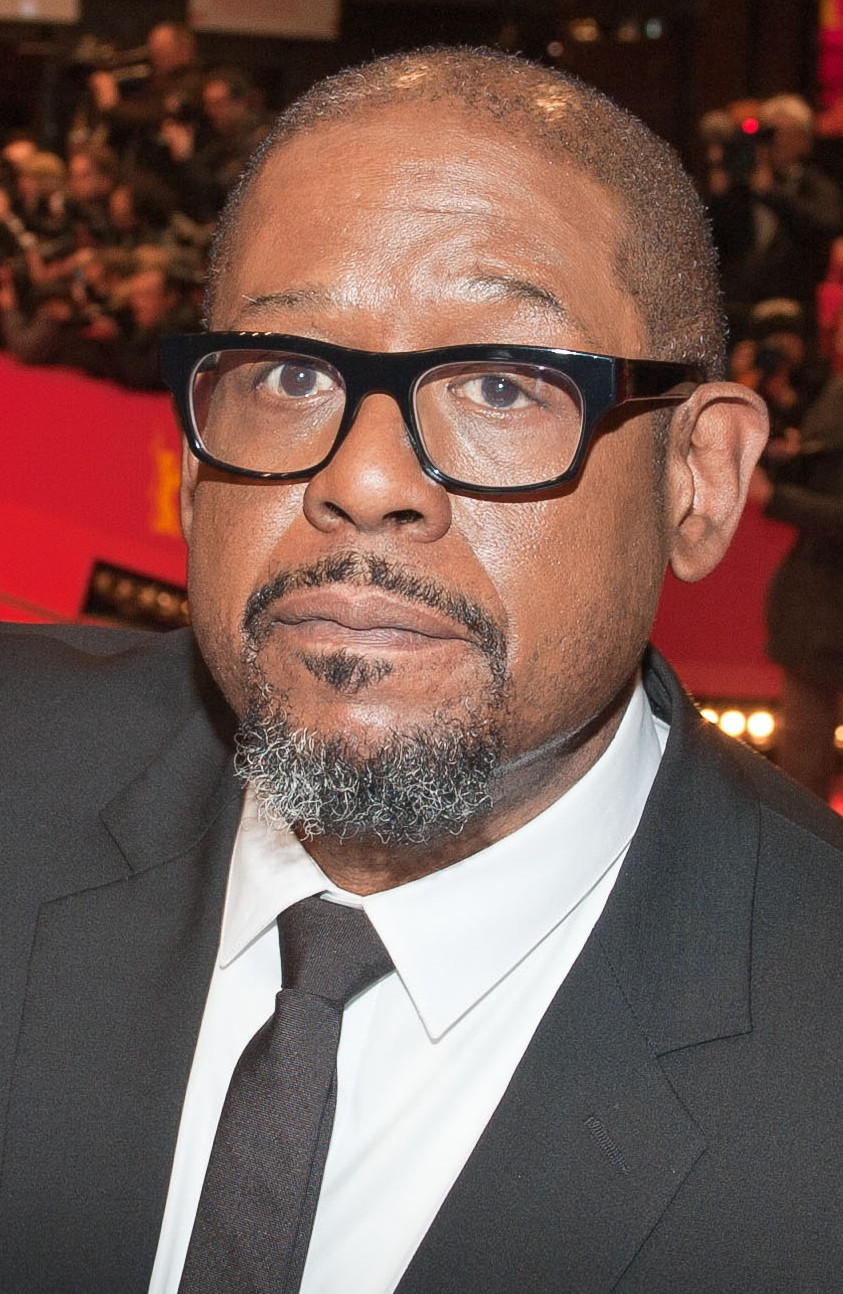
Forest Whitaker auf der Premiere von Two Men in Town, 2014

- Serien: The Clone Wars, Rebels, The Bad Batch, Andor
- Anthology: Rogue One
- Videospiele: Fallen Order

Saw Gerrera (* ca. 45 VSY auf Onderon; † 0 VSY auf Jedha) ist ein extremistischer Kämpfer der Rebellenallianz und Anführer einer terroristischen Widerstandsgruppe gegen das Imperium. Saw wächst auf Onderon auf und kämpfte gemeinsam mit seiner Schwester Steela an Seite von Anakin Skywalker, Obi-Wan Kenobi und Ahsoka Tano in den Klonkriegen gegen die Separatisten.
Nach dem Tod seiner Schwester und dem Aufstieg des Imperiums schließt Saw sich der Rebellenallianz an und trifft während einer Mission auf Geonosis auf den ihm bekannten Klonkapitän Rex und den Jedi-Padawan Ezra Bridger. Gemeinsam mit der Crew der Ghost forscht er nach Hinweisen über den Todesstern und kämpfte gegen das Imperium.
Einige Zeit später nimmt er die junge Jyn Erso auf und zieht diese innerhalb seiner Rebellenzelle auf, lässt diese im Jugendalter jedoch zurück. Aufgrund seiner extremistischen und terroristischen Haltung, wird Saw durch Mon Mothma nicht mehr als offizielles Mitglied der Rebellenallianz angesehen und gründet daher auf Jedha eine eigene Bewegung gegen das Imperium. Dort bekommt er von dem desertierten imperialen Piloten Bodhi Rook die Nachricht von Galen Erso, in der die Schwachstelle des Todessterns verzeichnet ist. Als er erstmals nach vielen Jahren wieder auf Jyn trifft, ermöglicht er ihr und einigen weiteren Rebellen bei einem Angriff des Imperiums die Flucht von Jedha. Bei einem Test des Superlasers, feuert der Todesstern auf Jedha und Saw stirbt bei der Zerstörung der Stadt.
In Rogue One: A Star Wars Story und Andor wird Saw von Forest Whitaker gespielt, der ihm auch in Rebels seine Stimme leiht und diesen ebenfalls in Fallen Order per Motion-Capture darstellt.
Im Deutschen wird er von Tobias Meister synchronisiert. Der junge Gerrera wird von Andrew Kishino gesprochen, welcher in The Clone Wars von Julius Jellinek und in The Bad Batch erneut von Meister synchronisiert wird.

### Shaak Ti
Auftritte:
- Episoden: II, III
- Serien: The Clone Wars

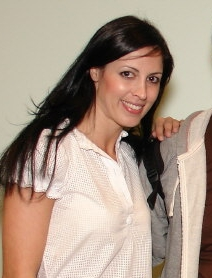
Orli Shoshan

Shaak Ti (* 59 VSY auf Shili; † 19 VSY vermutlich auf Kamino) ist eine Togruta Jedi-Meisterin vom Planeten Shili. In der Zeit der Klonkriege sitzt sie im Jedi-Rat. Sie kämpft in der Schlacht von Geonosis.
Shaak Ti kämpft außerdem gegen die Droidenarmee auf Kamino und verhindert, dass die Separatisten eine neue Generation Klone im Anfangsstadium töten. Im Duell gegen General Grievous wird sie schwer verwundet. Sie versucht später, Kanzler Palpatine vor Grievous zu retten, was allerdings misslingt, da Grievous sie mit einer kleinen Armee ablenkt, während er den Kanzler entführt.
Für Shaak Ti wurden ursprünglich zwei Todesszenen gefilmt. Dabei wurde sie in der einen von General Grievous auf der Invisible Hand, vor den Augen von Anakin und Obi-Wan, umgebracht. In der anderen Szene befand sie sich während des Angriffs auf den Jedi-Tempel in ihrem Zimmer in einer tiefen Meditation und wurde von Anakin hinterrücks ermordet. In der ersten Folge von The Bad Batch hingegen wird angedeutet, dass sie bei der Order 66 auf Kamino von den Klonen getötet wurde.
Sie wird in Episode II von Orli Shoshan dargestellt und in The Clone Wars von Tasia Valenza gesprochen. Die deutsche Synchronisation übernahmen Silvia Mißbach sowie Tanja Geke.

### Shmi Skywalker
Auftritte:
- Episoden: I, II
- Serien: The Clone Wars

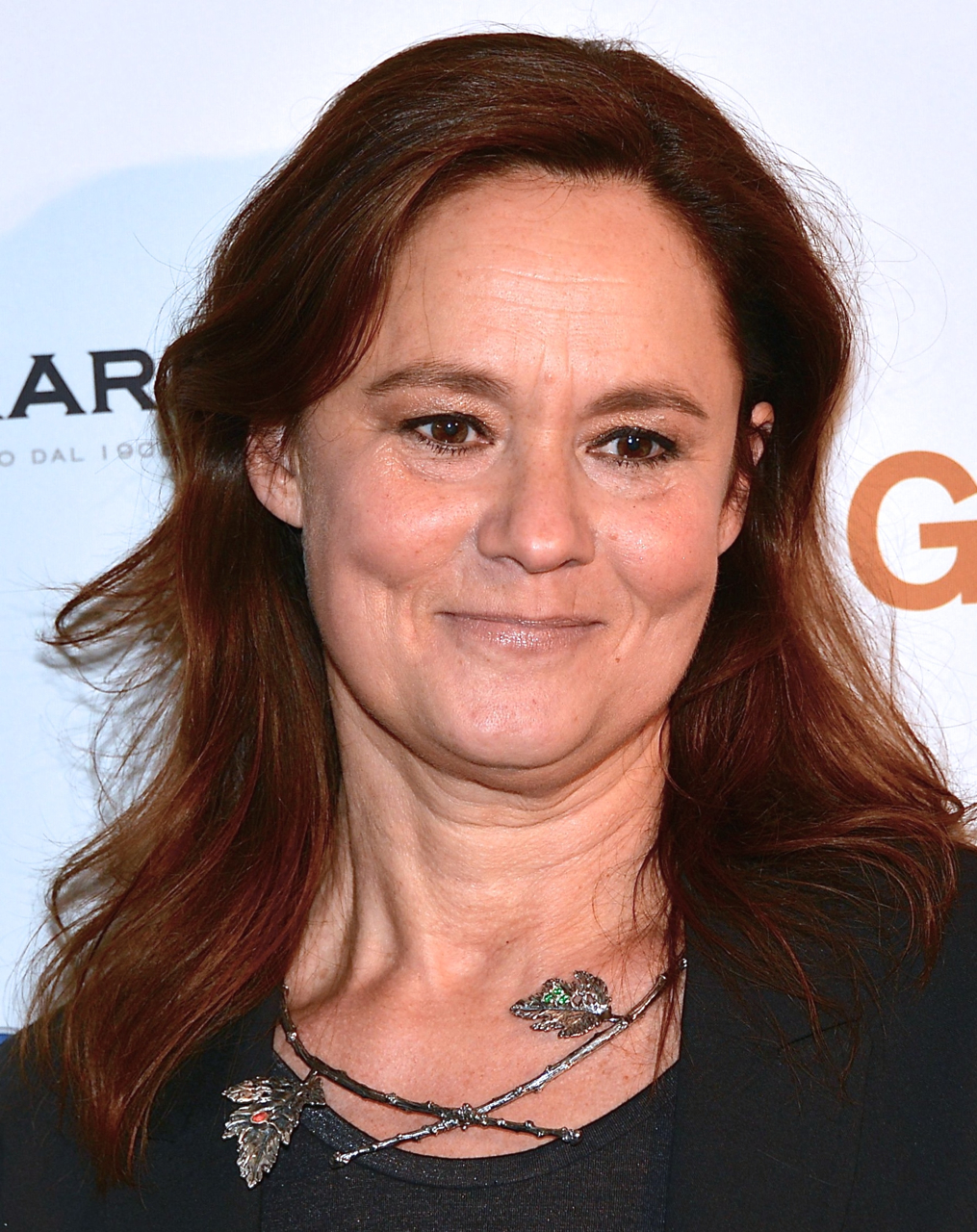
Pernilla August, 2013

Shmi Skywalker (* 72 VSY auf Tatooine; † 22 VSY, ebenda) ist die Mutter von Anakin Skywalker. Sie lebt als Sklavin in Mos Eisley auf dem Wüstenplaneten Tatooine. Sie empfängt Anakin direkt von den Midi-Chlorianern, demzufolge hat Anakin Skywalker keinen leiblichen Vater. Shmi wird später vom Feuchtfarmer Cliegg Lars dem Schrotthändler Watto abgekauft. Lars schenkt ihr die Freiheit und heiratete sie. Später wird sie von Tusken-Räubern entführt und stirbt an den Folgen der Gefangenschaft – Erschöpfung und Dehydratation – in den Armen von Anakin, der sie zu befreien versucht.
Shmi Skywalker wird in Episode I und II von Pernilla August dargestellt, die ihr auch in The Clone Wars ihre Stimme lieh. Im Deutschen sprach sie Daniela Hoffmann.
Für ihre Rolle als Shmi Skywalker wurde Pernilla August im Jahr 2000 für den Saturn Award als Beste Nebendarstellerin nominiert.

### Temmin „Snap“ Wexley
Auftritte:
- Episoden: VII, IX
- Videospiele: Outlaws

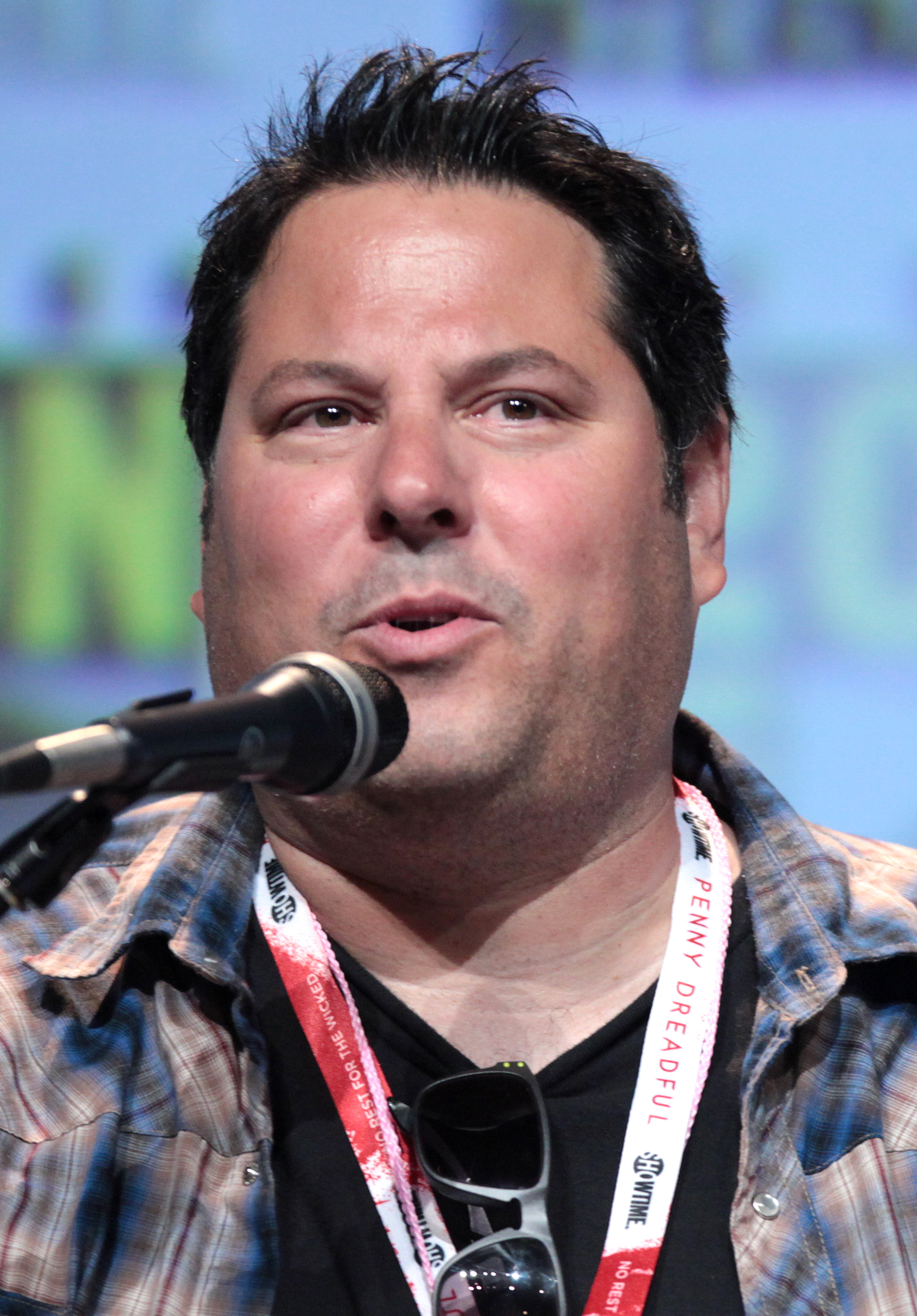
Greg Grunberg auf der SDCC 2015

Temmin Wexley (* 11 VSY auf Akiva; † 35 NSY auf Exegol) ist ein Pilot und Mitbegründer des Widerstands unter Leia Organa gegen die Erste Ordnung. Dort gilt er als einer der besten Aufklärungsflieger. Er beteiligt sich am Angriff auf die Starkiller-Basis und ist an der Seite von Poe Dameron maßgeblich an der Zerstörung des Planeten beteiligt. In der Schlacht gegen die Erste Ordnung und die Sith-Flotte auf Exegol, wurde Temmins X-Flügler getroffen und er stirbt im Gefecht.
Durch seine Angewohnheit, immer mit den Fingerknöcheln zu knacken, bekommt er den Spitznamen Snap.
In den Episoden VII und IX wurde Wexley von Greg Grunberg gespielt und im Deutschen von Olaf Reichmann gesprochen. Grunberg ist seit Kindheitstagen mit Regisseur J. J. Abrams befreundet und wirkte dadurch bereits in zahlreichen Projekten Abrams mit.
Ein junger Temmin taucht im Videospiel Outlaws auf, im Deutschen vertont ihn dort Oliver Szerkus.

### Vernestra Rwoh
Auftritte:
- The Acolyte

Vernestra Rwoh (* ca. 248 VSY) ist eine Jedi-Meisterin während der Ära der Hohen Republik. Sie gehört der Spezies der Mirilianer an und hat eine auffallend grüne Haut.
Vernestra wird bereits im Alter von 15 Jahren in den Rang eines Jedi-Ritters erhoben. Sie führt ein lilafarbenes Lichtschwert, welches sich zu einer Lichtpeitsche umfunktionieren lässt. Während ihrer Karriere als Jedi wird sie auf verschiedene Missionen entsandt und bildet die Padawan-Schüler Imri Cantaros, der später bei einem Unfall verstirbt, sowie Qimir, der jedoch später der dunklen Seite der Macht verfällt, aus.
Während die Galaxis von den Jedi-Morden durch Mae Aniseya erschüttert wird und sich diese als Rückkehr der dunklen Seite in Form der Sith andeuten, ist Vernestra maßgeblich daran beteiligt, diese Ereignisse vor dem Senat der Republik und dem Rat der Jedi zu vertuschen.
Vernestra wird in The Acolyte von Rebecca Henderson gespielt und im Deutschen von Uschi Hugo gesprochen.

### Watto
Auftritte:
- Episoden: I, II

Watto, ein Schrotthändler auf dem Planeten Tatooine in Mos Espa, ist der ehemalige Besitzer der Sklavin Shmi Skywalker und ihres Sohns Anakin. Er gehört zur Rasse der Toydarianer und bewegt sich fliegend fort. Eine Besonderheit dieser Rasse ist die Immunität gegenüber geistigen Einflüssen der Macht. Er verliert Anakin bei einer Wette mit dem Jedi Qui-Gon Jinn, der Anakin ebenfalls zum Jedi ausbilden will und aus der Sklaverei befreit. Shmi verkauft er einige Zeit später an den Feuchtfarmer Cliegg Lars, der ihr die Freiheit schenkt und sie heiratet. Anakin begegnet ihm ein letztes Mal nach zehn Jahren in seinem Schrottladen, wo er durch riskantes Glücksspiel hohe Schulden macht und finanziell schlecht dasteht.
Seine Stimme im Original stammt von Andrew Secombe, im Deutschen von Udo Schenk.

### Wedge Antilles
Auftritte:
- Episoden: IV, V, VI, IX
- Anthology: Rogue One (Stimme)
- Serien: Rebels, Visionen

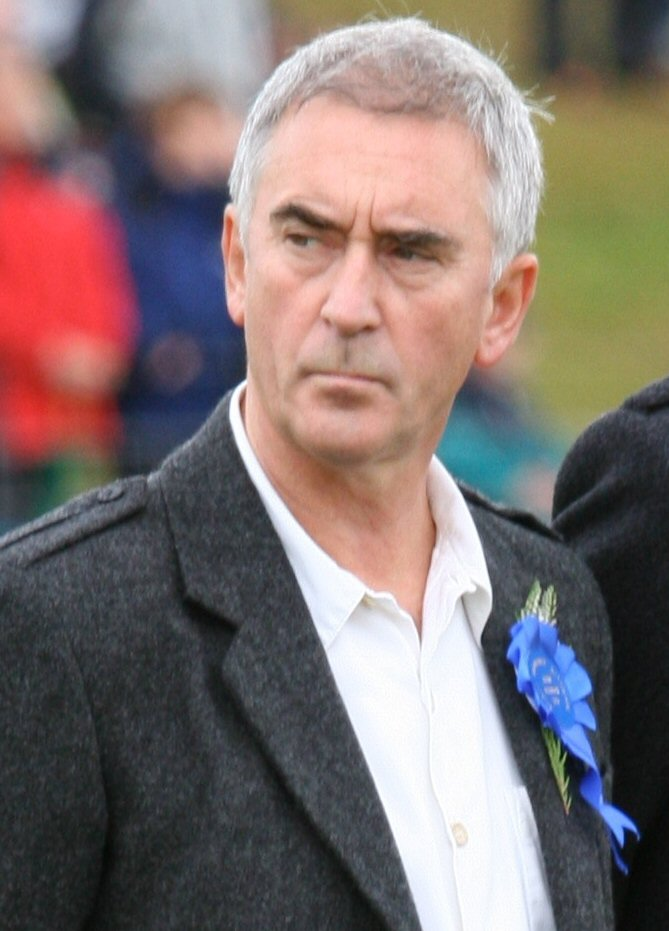
Denis Lawson, 2006

- Videospiele: Squadrons, Star Wars: Battlefront II

Wedge Antilles (* 21 VSY auf Corellia) ist ein X-Flügler-Pilot der Rebellen-Allianz und als einziger Sternjägerpilot an der Zerstörung beider Todessterne beteiligt. Er kommandiert zudem eine Elite-X-Flügler-Staffel, die sogenannte Sonderstaffel, der auch zeitweise Luke Skywalker angehörte.
Wedge lernt an der imperialen Flugakademie, bekommt aber mit der Zeit Zweifel. Zusammen mit zwei Freunden beschließt er, sich den Rebellen anzuschließen, wobei er von Sabine Wren unterstützt wird. Während der Schlacht von Yavin IV trägt er die Bezeichnung Rot Zwei und fliegt neben Biggs Darklighter als Flügelmann von Luke Skywalker. In derselben Schlacht rettet er Skywalker auch das Leben, als er einen TIE-Jäger, der sich hinter Luke Skywalker in Schussposition bringt, mit einem Frontalangriff zerstört.
In der Schlacht von Hoth hat Wedge die Bezeichnung Renegat Drei, wo es ihm gelingt, einen angreifenden AT-AT-Läufer zu Fall zu bringen.
Nachdem Luke Skywalker sich aus dem aktiven Pilotendienst zurückzieht, übernimmt Wedge das Renegaten- oder Sondergeschwader und führte es als Rot Eins in die Schlacht von Endor, in der es ihm zusammen mit Lando Calrissian im Millennium Falken, gelingt, auch den zweiten Todesstern zu zerstören.
Viele Jahre später wird Wedge von Lando Calrissian für den finalen Kampf gegen die Erste Ordnung und die Sith-Flotte des Imperators rekrutiert. Gemeinsam mit Lando und Chewbacca kämpft er als Bordschütze im Millennium Falken in der Schlacht von Exegol.
Seine Beliebtheit unter den Fans verdankt Wedge der Tatsache, dass er als einer der wenigen Figuren alle Filme der alten Trilogie überlebt. Wedge Antilles wurde in den Episoden IV-VII und IX von Denis Lawson gespielt, einem Onkel von Ewan McGregor (dem Schauspieler des jungen Obi-Wan Kenobi). Lawson sprach die Figur ebenfalls in Visionen und im Videospiel Squadrons. In Rebels wird er im Original von Nathan Kress gesprochen, und im Deutschen von Ozan Ünal synchronisiert; dieser übernahm auch die deutsche Synchronisation in Visionen. In Episode IV und VI synchronisierte Ingolf Gorges die Rolle, in Rogue One und Squadrons hingegen Tobias Müller. Für Episode IX übernahm Hans-Jürgen Dittberner die Rolle, die er bereits in Episode V sprach.

### Wullf Yularen
Auftritte:
- Episoden: IV

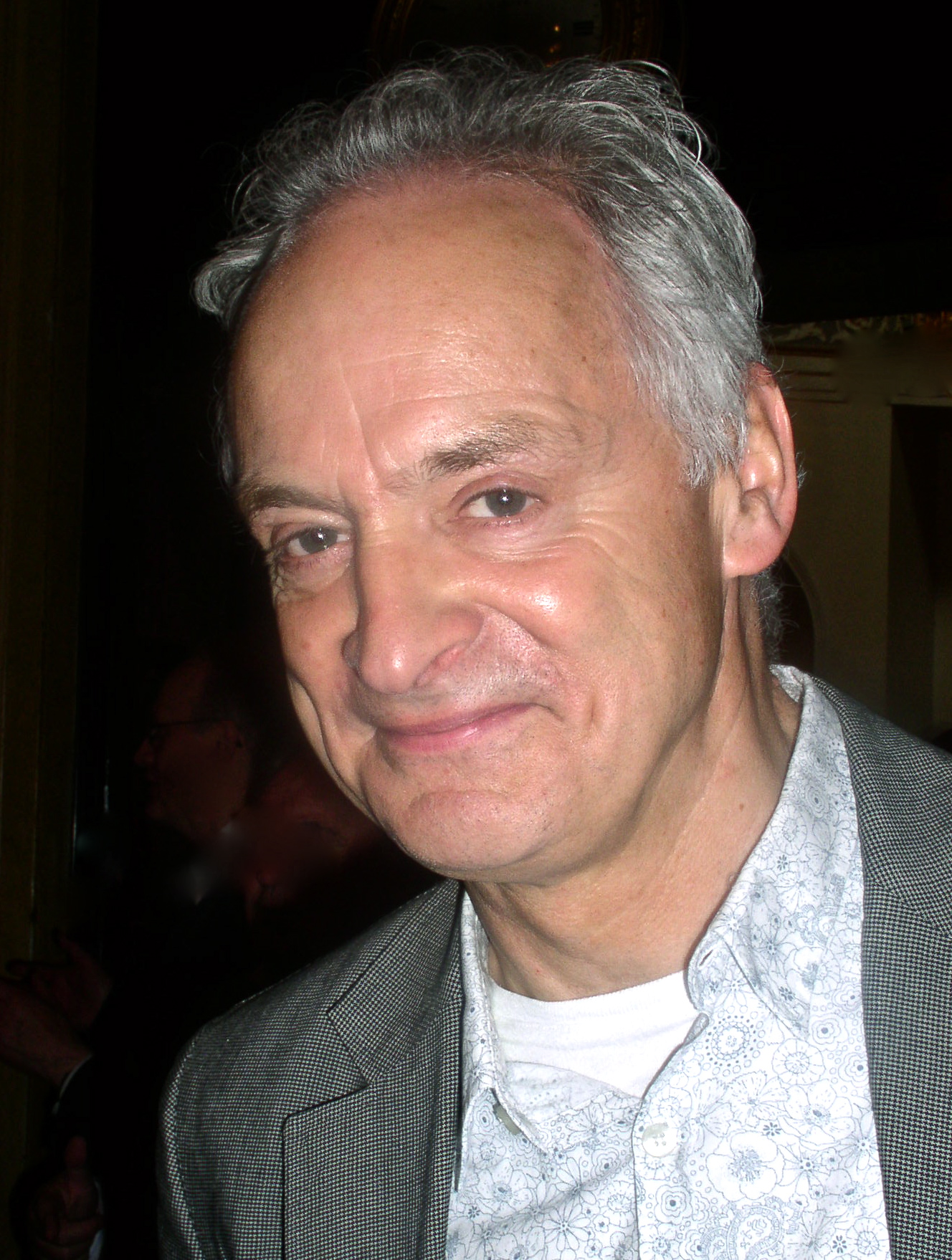
Malcolm Sinclair, 2011

- Serien: The Clone Wars, Rebels, Andor

Admiral, später Colonel Wullf Yularen (mutmaßlich † 0 VSY auf dem ersten Todesstern über Yavin 4) ist ein Militäroffizier in den Reihen der Galaktischen Republik, später in Diensten des Galaktischen Imperiums. Zu Beginn der Klonkriege wird er General Anakin Skywalker und seinem Padawan Ahsoka Tano zugeteilt, welchen er unter anderem bei der Schlacht über Ryloth, der Jagd nach Cad Bane und der zweiten Schlacht von Geonosis beisteht. Mit der Übernahme des Imperiums wird er zum Colonel befördert und erhält die Erlaubnis zum Imperator sprechen zu dürfen. 5 Jahre vor der Schlacht von Yavin stellt er der Regionalkommandantur ein neues Maßnahmenpaket vor, um rebellische Aktivitäten weiter zu erschweren. Parallel erhält er die Führung über die Imperiale Sicherheitsbehörde und bildet unter anderem Agent Alexsandr Kallus aus, einen Widersacher und später Rebellen-Sympathisant der Rebellenzelle auf Lothal. Später ist er ebenso auf dem Todesstern anwesend, als Großmoff Tarkin die Auflösung des Senats verkündet. Mit dem geglückten Torpedoabschuss durch Luke Skywalker stirbt mutmaßlich auch Yularen.
Wullf Yularen wurde in Episode IV von Robert Clarke dargestellt. In den Animationsserien wurde er von Tom Kane gesprochen, ehe die Rolle in Andor vom Briten Malcolm Sinclair übernommen wurde. Yularens deutsche Stimme stammt in allen drei Serien von Erich Räuker.

### Wicket W. Warrick
- Episoden: VI, IX
- Serien: Die Mächte des Schicksals

Wicket W. Warrick ist ein Ewok, der zur Zeit des Galaktischen Bürgerkrieges lebt und den Rebellen mit seinem Stamm während der Schlacht von Endor im Kampf gegen das Imperium hilft. Wicket entwickelt auch die Fallen und Taktiken der Ewoks gegen die Maschinen des Imperiums, die später gegen Sturmtruppen und AT-STs eingesetzt werden sollten. Viele Jahre nach dem Sieg über das Imperium, beobachtet er gemeinsam mit seinem Sohn den Fall der Sith-Flotte über Endor.
Wicket wurde in Episode VII und IX, sowie in den unkanonischen Ablegern Die Ewoks – Karawane der Tapferen und Kampf um Endor von Warwick Davis dargestellt.

### Zorii Bliss
Auftritte:
- Episoden: IX

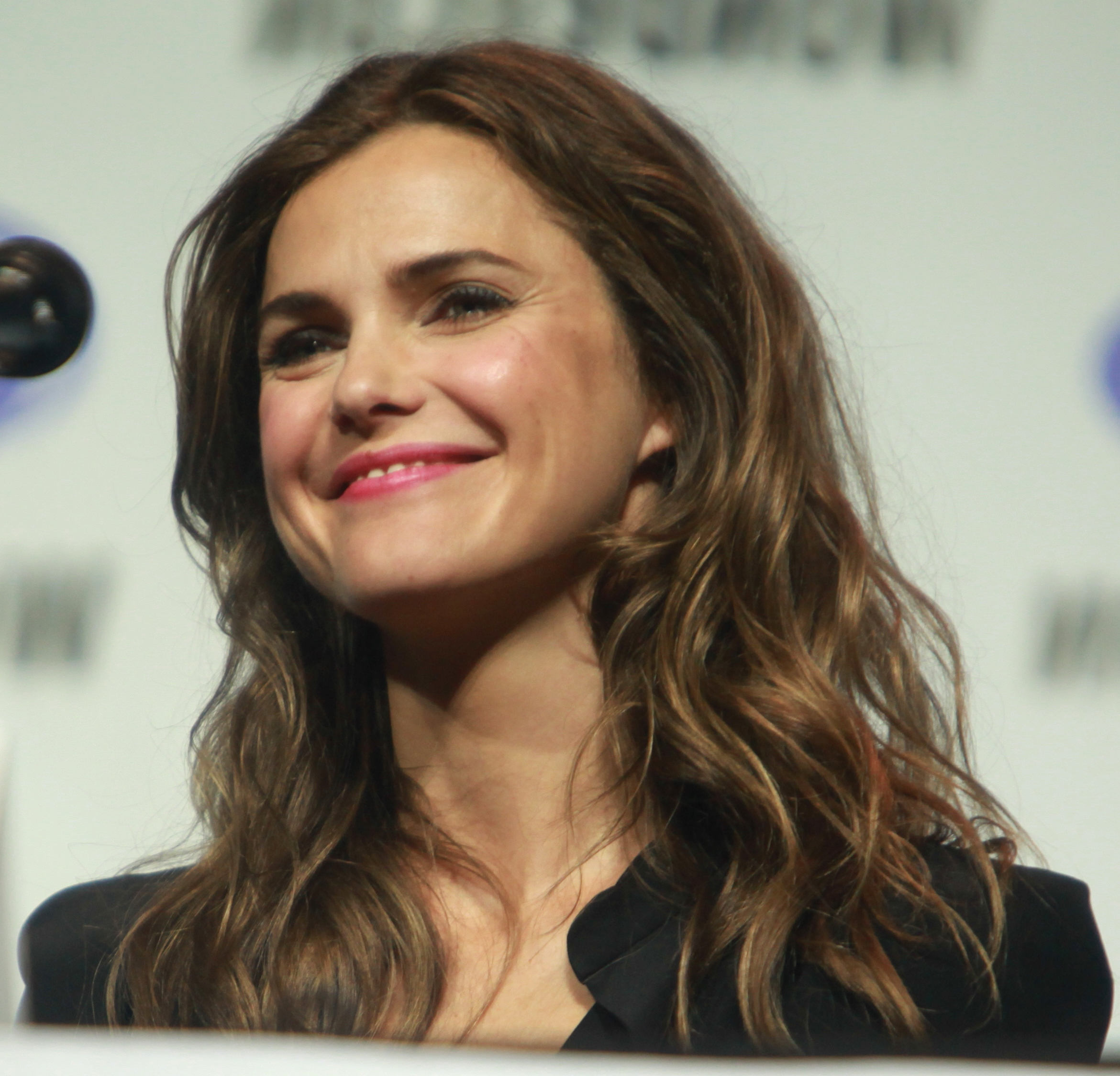
Keri Russell, 2014

Zorii Bliss (* ca. 0 NSY) ist die Anführerin der Gewürzschmuggler von Kijimi und ist in der kriminellen Unterwelt des Planeten tätig. In der Zeit vor dem Beginn des Krieges gegen die Erste Ordnung lebt sie in einer Beziehung mit Poe Dameron.
Kurz vor der Schlacht von Exegol trifft sie erneut auf ihre alte Liebe Poe und dessen Gefährten Rey und Finn vom Widerstand, die den Droiden C-3PO bei dem Droidenschmied Babu Frik umprogrammieren lassen. Zorii überreicht Poe vor ihrem Abschied einen gestohlene Plakette der Ersten Ordnung, um diesem damit Zutritt auf feindliche Schiffe zu ermöglichen. Gemeinsam mit Babu Frik kämpft Zorii später als Teil einer großen Flotte, rekrutiert von Lando Calrissian in der Schlacht von Exegol gegen die Sith-Flotte des Imperators und die Überbleibsel der Ersten Ordnung.
In Episode IX wird Zorii von Keri Russell verkörpert. Ihre deutsche Synchronstimme ist Lara Trautmann.

## Figuren aus der unkanonischen Legends-Zeitlinie

### Bria Tharen
Bria Tharen (* 28 VSY auf Corellia; † 0 VSY auf Toprawa) wurde bekannt als eine frühe und engagierte Mitgründerin der Rebellen-Allianz. Darüber hinaus war sie Han Solos erste große Liebe, die sich nach einem Streit jedoch auflöste. Nachdem Bria im Jahr 0 VSY erfolgreich in den Besitz der geheimen Pläne des Todessterns gekommen war, nahm sie eine Giftkapsel ein und starb schließlich an den Folgen des Giftes.

### Cade Skywalker
Cade Skywalker (* 116 NSY auf Ossus) war ein Pirat und Kopfgeldjäger, der in den Jahren nach dem Sith-Imperialen Krieg lebte. Er war der Sohn des Jedi Kol Skywalker und Nachfahre von Luke Skywalker.
Er wurde von Wolf Sazen zum Jedi des Neuen Jedi-Ordens ausgebildet, folgte er treu den Wegen seiner berühmten Vorfahren der Skywalker-Familie, bis er im Jahr 130 NSY während eines Angriffs auf die Jedi-Akademie auf dem Planeten Ossus seinen Vater sowie zahlreiche Ordensbrüder verlor. Als einer der wenigen Überlebenden des Massakers von Ossus begann er ein kriminelles Leben als Kopfgeldjäger und Pirat, um vor seiner Vergangenheit zu fliehen. Durch seine außergewöhnlichen Machtfähigkeiten weckte Cade Skywalker auch das Interesse von Darth Krayt, dem Anführer des Neuen Sith-Ordens und dem selbsternannten Imperator des Neuen Imperiums. Krayt machte es sich zur Aufgabe, Cade zu jagen und dazu zu zwingen, ihn von einer schweren Krankheit der Yuuzhan Vong zu heilen.

### Galen Marek/Starkiller
Galen Marek, auch bekannt unter dem Decknamen Starkiller, (* 19 VSY auf Kashyyyk; † 2 VSY auf dem Todesstern) war der Sohn des Jedi-Ritters Kento und wurde von Darth Vader als geheimer Schüler angenommen und ausgebildet. Nachdem der Sith-Lord Galens Vater auf Kashyyyk getötet hatte, nahm Vader den kleinen Jungen mit sich und unterwies ihn unbarmherzig und hart in den Künsten der dunklen Seite der Macht. Während der folgenden Jahre erledigte Galen unter seinem Decknamen und ohne sich an seine Herkunft zu erinnern Aufträge für seinen Meister, die hauptsächlich im Ausschalten von Spionen und Verrätern bestand.
Erst im Jahr 2 VSY konnte er schwierigere Aufgaben übernehmen und die letzten verbliebenen Jedi aufspüren. Zusammen mit seiner Pilotin Juno Eclipse und dem Holodroiden PROXY stellte er sich daraufhin unter anderem Rahm Kota und Shaak Ti. Später wurde ihm jedoch nach einem Besuch auf Kashyyyk klar, dass er nur Werkzeug Vaders und des Imperators gewesen war und wandte sich von seinem Meister ab. Infolgedessen spielte Galen eine entscheidende Rolle bei der Gründung der Rebellen-Allianz, bevor er bei einer Befreiungsaktion auf dem ersten Todesstern im Kampf mit Imperator Palpatine getötet wurde.
Galen Marek wird im Videospiel zu The Force Unleashed von Sam Witwer gespielt.

### Jacen Solo/Darth Caedus
Jacen Solo (* 9 NSY auf Coruscant; † 41 NSY auf dem Schiff Anakin Solo) war der Sohn von Leia Organa und Han Solo, der jüngere Zwillingsbruder von Jaina Solo und der ältere Bruder von Anakin Solo. Noch bevor er und seine Schwester zur Welt kamen, spürte ihr Onkel, Luke Skywalker, eine unglaubliche Macht und eine starke mentale Verbindung zwischen ihnen. Er wurde ein Jedi, der Meister seines Cousins, Ben Skywalker, und hatte ein Liebesverhältnis mit Tenel Ka Djo, eine Jedi, mit der er viele Missionen gemeinsam absolvierte.
Schon als Kind zeigte er eine enorme Begabung in der Macht und hatte seine Ausbildung zum Jedi schnell hinter sich. Er trainierte weiterhin mit seinen Jedi-Freunden Lowbacca, Tenel Ka und Jaina. Bald wurde er einer der mächtigsten Jedi der Galaxis. Er kämpfte erfolgreich im Yuuzhan Vong Krieg, in dem sein Bruder Anakin starb. Dies löste Rachegefühle in ihm aus. Später wurde er von den Yuuzhan Vong entführt. Er wurde von der früheren Jedi und späteren Sith Vergere befreit und baute eine Beziehung zu ihr auf, doch sie veränderte seine Einstellung zur Macht grundlegend. Er informierte sich über die dunkle Seite der Macht und entschied sich, wie sein Großvater, Darth Vader, ein Sith-Lord zu werden. Er nannte sich selbst Darth Caedus, ein Titel, den nur die mächtigsten Sith tragen durften. Seine Feuerprobe war es, seine Tante, Mara Jade Skywalker, zu töten.
Als seine Schwester, Jaina Solo, davon erfuhr, tötete sie ihn nach einem Lichtschwert-Duell.
Sie gab Tenel Ka Djo sein Lichtschwert und sagte, dass er sich geopfert habe, um Frieden in die Galaxis zu bringen.

### Jaina Solo
Jaina Solo (* 9 NSY auf Coruscant) war die Tochter von Leia Organa und Han Solo, die ebenfalls sehr stark in der Macht ist. Sie wurde in der Jedi-Akademie von Luke Skywalker zu einem Jedi ausgebildet.
Während ihrer Zeremonie, mit der sie zur Jedi-Ritterin ernannt wurde, gab ihr Onkel Luke ihr den Titel „Schwert der Jedi“. Luke war über diesen Titel selbst überrascht und ging davon aus, dass die Macht ihm aufgetragen hatte, dies zu tun.
Später, als ihr Zwillingsbruder Jacen sich der dunklen Seite angeschlossen hatte, war sie die Einzige, die ihn aufhalten konnte und tötete ihren eigenen Bruder in einem Lichtschwertkampf auf dem Schiff Anakin Solo.

### Kyle Katarn
Kyle Katarn (* 23 VSY auf Sulon) war ein Jedi-Meister, der zusammen mit Luke Skywalker die neue Jedi-Akademie auf Yavin IV leitete. Er war früher ein imperialer Söldner, konnte jedoch von seiner späteren Freundin Jan Ors von der Grausamkeit des Imperiums überzeugt werden. Er stahl die Pläne des ersten Todessterns und brachte sie zur Tantive IV, wo er sie Leia Organa übergab.
Kyle Katarn trat als Protagonist in den PC-Spielen Star Wars: Dark Forces, Jedi Knight: Dark Forces II, dem Add-on Jedi Knight: Mysteries of the Sith und Jedi Knight II – Jedi Outcast sowie als Meister des Protagonisten in Jedi Knight – Jedi Academy auf.
Katarn ist der Held der Star-Wars:-Dark-Forces-Romanreihe:
- Soldier For The Empire[17]
- Rebel Agent[18]
- Jedi Knight[19]

Zudem findet Katarn in Band 19 der Romanreihe Das Erbe der Jedi-Ritter, die 25 Jahre nach Krieg der Sterne spielt, eine kurze, nebensächliche Erwähnung als aktiver Jedi.
In den Filmsequenzen von Jedi Knight – Dark Forces II, wird Kyle Katarn von Jason Court gespielt.

### Mara Jade Skywalker
Mara Jade (* 17 VSY; † 40 NSY auf Kavan) wurde bereits als Kind vom Imperator rekrutiert, um sie und ihre Machtfähigkeiten in seinen Dienst zu stellen. Als Geheimagentin des Imperators übernahm sie verschiedene Missionen. Die letzte davon war es, Luke Skywalker zu töten. Der Tod des Imperators verhinderte die Durchführung.
Sie schloss sich einer Schmugglerbande an, die Luke gefangen nahm. Während dieser Zeit verliebt sie sich in ihn. Zehn Jahre später kämpfte sie mit Luke in der Hand Thrawns Seite an Seite gegen die Chiss. Kurze Zeit darauf heirateten sie. Aus ihrer Ehe ging ein Sohn, Ben Skywalker, hervor. Jahre später wurde sie durch ihren eigenen Neffen Jacen Solo getötet. Sie war sein Opfer, damit er ein Sith-Lord werden konnte.
Mara Jade wurde für das Star Wars Card Game von Shannon McRandle dargestellt. In der deutschsprachigen Hörspielreihe Thrawn-Trilogie, wird Mara von Marion von Stengel gesprochen. Sie tritt als spielbare Figur im Computerspiel Star Wars Jedi Knight: Mysteries of the Sith auf.

### Darth Malak
Darth Malak war ein Dunkler Lord der Sith zur Zeit der Alten Sith-Kriege. Mit seinem Meister Revan wurde er auf Dantooine ausgebildet. Nach dem Ausbruch der Mandalorianischen Kriege scharten die beiden charismatischen Anführer viele gleichgesinnte Jedi um sich, um mit der Flotte der Galaktischen Republik gegen die Mandalorianer vorzugehen, wobei sie zunächst gegen die Entscheidung des Jedi-Rates handelten, nicht in den Konflikt einzugreifen. Während des Kriegsverlaufs nahm der Jedi schließlich den Namen Malak an, der infolge der Geschehnisse auf Cathar und der Autorisierung der Kriegsanstrengungen durch Teile des Jedi-Rates ebenso wie der Name seines Meisters zum Symbol ihrer Sache werden sollte. Im Anschluss an den erfolgreichen Sieg während der Schlacht von Malachor V flogen Revan, Alek und ihre Flotte in die Unbekannten Regionen und kehrten kurz darauf als Sith-Lords Darth Revan und Darth Malak zurück und stürzten nun ihrerseits die Galaxis in einen verheerenden Krieg. Erst durch eine List der Jedi konnte Revan auf die helle Seite zurückgebracht werden und besiegte seinen ehemaligen Schüler Malak auf der Sternenschmiede.
Darth Malak wird in beiden Knights-of-the-Old-Republic-Spielen im Englischen von Rafael Ferrer und im Deutschen von Holger Mahlich gesprochen.

### Darth Revan
Auftritte:
- Serien: The Clone Wars (Gelöschte Szenen)

Darth Revan war ein Jedi-Meister, der ca. 4000 Jahre vor der Filmhandlung und in der Zeit vom Großen Sith-Krieg bis zum Kalten Krieg lebte. Als die Mandalorianer einen Krieg gegen die Galaktische Republik begannen, wollte sich der Jedi-Rat aus dem Konflikt heraushalten. Allerdings widersetzte sich Revan dessen Anordnung und gründete die Bewegung der Revanchisten, die ihn und die Armeen der Republik beim Krieg gegen die Mandalorianer unterstützten und zum Sieg verhalfen. Danach jagte er gemeinsam mit seinem Freund Malak überlebende Mandalorianer, wobei sie auf den Planeten Dromund Kaas stießen. Dort trafen sie auf den Sith-Imperator Vitiate, der die beiden Jedi auf die dunkle Seite zog. Revan nahm dabei den Sith-Titel Darth an. Mit Malak suchte er erfolgreich nach der Sternenschmiede, mit der sie sich Vitiate allerdings widersetzten und ihr eigenes Sith-Imperium gründeten. Sie griffen dennoch die Republik an, planten aber auch Vitiates Imperium zu vernichten. Allerdings verriet Malak seinen Meister Revan, woraufhin der Dunkle Lord von einigen Jedi gerettet wurde, wobei er sein Gedächtnis verlor. Er diente fortan als Soldat unter einer Scheinidentität für die Jedi Bastila Shan, wobei sie über Taris in eine Schlacht gerieten, bei der die Jedi auf dem Planeten gefangen genommen wurde. Gemeinsam mit dem Soldaten Carth Onasi rettete Revan sie und brachte sie nach Dantooine in die Jedi-Akademie, wo der ehemalige Sith-Lord erneut in der Macht ausgebildet wurde. Daraufhin brach er auf, um den Weg zur Sternenschmiede zu finden, wobei er die Planeten Kashyyyk, Korriban, Tatooine und Manaan besuchte. Er wurde auf seinem Weg zum letzten der vier Planeten mit seinen Gefährten von Admiral Saul Karath gefangen genommen. Nachdem sie den Imperialen getötet hatten, wurde Revan von Malak mit seiner wahren Identität konfrontiert. Der einstige Sith fand die Sternenschmiede, wo er Malak besiegen konnte und den Jedi-Bürgerkrieg dadurch beendete. Seine Erinnerungen kehrten in der folgenden Zeit bruchstückweise zurück, weshalb er sich erneut nach Dromund Kaas begeben wollte. Nachdem sein Schiff, die Ebon Hawk, über Nathema von Darth Nyriss und Scourge abgeschossen worden war, wurde er jedoch von ihnen gefangen genommen. Die Jedi Meetra Surik befreite ihn und sie stellten sich gemeinsam dem Sith-Imperator. Meetra wurde allerdings von Scourge ermordet und Revan vom Imperator gefangen genommen.
Seine Lehren, die er in seiner Zeit als Sith in seinem Holocron festhielt, wurden 2700 Jahre darauf vom Sith-Lord Darth Bane gefunden, der auf deren Grundlagen seine Regel der Zwei erschuf.
In der Folge Vergessene Zukunft der Fernsehserie The Clone Wars war für Revan ein Auftritt geplant, bei dem er sich als Macht-Geist mit dem Sohn, einem der Macht-Wächter unterhält. Er und Bane sollten sich von der Macht gelöst haben, was George Lucas allerdings aus der Serie nahm, da das nicht seiner Auffassung der Macht entsprach. Da Gelöschte Szenen nicht zum Disney-Kanon gehören, gilt Darth Revan als Legends.
Revan wird in der englischen und der deutschen Fassung von Knights of the Old Republic von Rino Romano synchronisiert. In der englischen Version von The Old Republic wird Revan von Jeff Bennett gesprochen, im Deutschen lieh ihm Sascha Nathan seine Stimme.

### Vitiate/Valkorion
Vitiate, später Valkorion und Sith-Imperator (*5113 VSY; † 3630 VSY) war der Anführer des Sith-Imperiums nach dem großen Hyperraumkrieg. Auf dem Planeten Dromund Kaas versprach er den überlebenden Sith Rache an den Jedi und der Republik. Er war der erste Sith, welcher den Titel Imperator beanspruchte. Die Planung des Kriegs überließ er dem Dunklen Rat, welcher neu gegründet wurde. Vitiate war durch dunkle Rituale dazu in der Lage, sein Leben um Jahrtausende zu verlängern. Im Laufe seines langen Lebens war er unter anderem für den Jedi-Bürgerkrieg verantwortlich. Auch nahm er Revan über Jahrhunderte gefangen. Einige Zeit später drang der Held von Tython in die Zitadelle des Imperators auf Dromund Kaas ein, wo sich eine Stimme Vitiates ( Ein Körper) befand, und tötete diese. Der wirkliche Imperator hatte jedoch überlebt. Später hatte er zwei Söhne: Arcann und Thexan. Beide wurden bereits in ihrer Kindheit trainiert, um später starke Krieger im Imperium von Zakuul zu werden. Trotz der vielen Siege, welche seine Söhne ihm vorzubringen hatten, schenkte ihnen Valkorion keine Anerkennung. Darauf verfiel Arcann dem Zorn und versuchte, seinen Vater niederzustrecken. Er wurde jedoch von Thexan aufgehalten und tötete diesen in seinem Zorn. Valkorion verzieh ihm sein Attentat und reichte ihm seine Hand, da sich Arcann als der stärkere der beiden herausgestellt hatte. Einige Zeit darauf traf der Fremdling gemeinsam mit Darth Marr und Arcann bei Valkorion ein. Nachdem Darth Marr von Valkorion mit Machtblitzen getötet wurde, sollte der Fremdling durch Arcann hingerichtet werden. Dieser zerschnitt jedoch die Fesseln des Fremdlings und griff Valkorion an, welcher die Angriffe seines Sohnes zwar abwehren konnte, kurz darauf aber von dem Fremdling von hinten getötet wurde. Fünf Jahre später erschien Valkorion dem Fremdling im Geist und wies diesen darauf hin, dass Arcann seine Macht missbraucht hätte, um einen Krieg gegen die Republik anzufangen. Anschließend befand sich Valkorion im Körper des Fremdlings und versuchte, Arcann zu bekämpfen, was dem Fremdling jedoch misslang. Aus Wut über dessen Versagen griff Valkorion den Fremdling an.